# Liste der Kulturdenkmale in Pulsnitz

Pulsnitzer Stadtwappen

In der Liste der Kulturdenkmale in Pulsnitz sind die Kulturdenkmale der sächsischen Stadt Pulsnitz verzeichnet, die bis September 2024 vom Landesamt für Denkmalpflege Sachsen erfasst wurden (ohne archäologische Kulturdenkmale). Die Anmerkungen sind zu beachten.
Diese Liste ist eine Teilliste der Liste der Kulturdenkmale im Landkreis Bautzen.

## Pulsnitz
| Bild                                    | Bezeichnung | Lage                                                  | Datierung                                                                                                | Beschreibung | ID       |
| --------------------------------------- | --- | ----------------------------------------------------- | --- | --- | -------- |
| Direkt Bild zu diesem Denkmal hochladen | Denkmalschutzgebiet Altstadt Pulsnitz | (Altstadt) (Karte)                                    | | Denkmalschutzgebiet Altstadt Pulsnitz | 09275652 |
| Weitere Bilder                          | Empfangsgebäude des Bahnhofs | Am Bahnhof 1 (ehemals Bahnhofstraße 8, 8a) (Karte)    | 1870/1880                                                                                                | Eisenbahngeschichtlich von Bedeutung, Erdgeschoss rundbogige Fensteröffnungen, verschiedene Gesimse, profilierte Sandsteinfenstergewände, Sandsteinsockel, bossierter Dachüberstand. Das Empfangsgebäude des Bahnhofs Pulsnitz wurde 1870/1880 erbaut. 1869 wurde Pulsnitz an die neu gebaute Eisenbahnstrecke Arnsdorf–Pulsnitz–Kamenz angeschlossen. 1871 erfolgte bereits der zweigleisige Ausbau, der einher ging mit dem Bau des Pulsnitzer Bahnhofs. Das aus mehreren rechtwinklig zueinander stehenden Bauteilen gebildete Gebäude steht auf einem Sandsteinsockel und weist im Erdgeschoss rundbogige Fensteröffnungen mit profiliertem Sandsteingewände auf. Die übrigen Fenster haben einfaches Sandsteingewände. Die beiden markanten, zu den Gleisen giebelständigen Baukörper besitzen einen hohen Kniestock sowie stark auskragende Satteldächer. Als Zeugnis der Infrastrukturentwicklung in der 2. Hälfte des 19. Jahrhunderts kommt dem Gebäude vor allem eine eisenbahngeschichtliche Bedeutung zu. | 09275592 |
| Weitere Bilder                          | Rietschel-Denkmal; Bronzestandbild für den Bildhauer Ernst Rietschel | Am Markt (auf dem Marktplatz) (Karte)                 | 1890 | Bronzestandbild für den Bildhauer Ernst Rietschel (1804–1861), künstlerisch und ortsgeschichtlich von Bedeutung. Das Bronzedenkmal für den in Pulsnitz geborenen Bildhauer Ernst Rietschel (1804–1861) wurde am 6. Dezember 1890 eingeweiht. Auf einem Unterbau aus Granit steht die bronzene, überlebensgroße Figur des in schlichter Kleidung dargestellten Bildhauers, der einer der bedeutendsten deutschen Bildhauer des Spätklassizismus war. Das vom Rietschel-Schüler Gustav Adolph Kietz geschaffene Denkmal trägt vorderseitig die Aufschrift: „Ernst Rietschel“. Auf der Rückseite des Denkmals findet sich die Aufschrift: „Errichtet aus dem Landes-Kunstfonds in Gemeinschaft mit der Stadt Pulsnitz 1890. (Gegossen von G. Albert Bierling-Dresden, gefertigt von Gustav Kietz“). Sowohl aufgrund der Tatsache, dass Ernst Rietschel in Pulsnitz, nahe der Stadtkirche in der heutigen Rietschelstraße geboren wurde wie auch aufgrund der gelungenen, bildhauerischen Ausführung ist das Denkmal von ortsgeschichtlicher und künstlerischer Bedeutung. | 09275528 |
|                                         | Rathaus in Ecklage einschließlich links angrenzendem Bau, bezeichnet im Schlussstein. Ornamentale Deckenmalerei von ca. 1840 (1992 restauriert), Ausstattung von ca. 1910, Ratssaal mit Bleiglasfenstern, Sitz der Stadtverwaltung. | Am Markt 1 (Karte)                                    | Bezeichnet mit 1844                                                                                      | Bezeichnet im Schlussstein, baugeschichtlich und städtebaulich und ortsgeschichtlich von Bedeutung, Haustür u. a. Ausstattung um 1910. Das in Ecklage stehende, sogenannte „Neue Rathaus“ mit angrenzendem Bau zur Marktseite wurde 1844 errichtet (bezeichnet im Schlussstein). Das dreigeschossige Gebäude ist marktseitig sieben- und straßenseitig achtachsig gegliedert und verfügt beidseitig über Giebelgaupen. Segmentbogenfenster sowie wechselndes Gurt- und Sohlbankgesims kennzeichnen die Fassadengliederung, die von einem markant vorkragenden, von Konsolen gestützten Traufgesims abgeschlossen wird. Der marktseitig anschließende, traufständige, sechsachsige Anbau ist zweigeschossig und im Mansarddach mit einem vierachsigen Zwerchhaus mit Walmdach und einem darüberliegenden Hecht ausgestattet (vermutlich verändert) sowie im oberen Teil mit Fledermausgaupen. Im Innern des Hauptgebäudes findet sich, unmittelbar hinter der segmentbogenförmig eingefassten Eingangstür (um 1910), eine ornamentale Deckenmalerei von ca. 1840. Der 1925 eingeweihte Ratssaal verfügt über vier bemalte Bleiglasfenster, die die Gewerke der Stadt im oberen Teil darstellen und in den unteren Flügeln markante Pulsnitzer Ansichten von Ratskeller, Nicolaikirche, Schloss und Schlossteich. Aufgrund seiner Gestaltung, Ausstattung und Lage sowie seiner historischen Bedeutung als Verwaltungsbau ist das Neue Rathaus baugeschichtlich, städtebaulich und ortsgeschichtlich von Bedeutung. | 09275438 |
|                                         | Ratskeller in Ecklage und geschlossener Bebauung, ehemals Rathaus mit Sitznischenportal | Am Markt 2 (Karte)                                    | Bezeichnet mit 1555                                                                                      | Baugeschichtlich und ortsgeschichtlich von Bedeutung, platzbildprägend, Fassade zum Markt mit Segmentbogenfenstern, Renaissancegiebel, Fensteröffnungen meistens verändert, im Sitznischenportal bezeichnet mit 1555. Der in geschlossener Bebauung in Ecklage stehende Gasthaus „Ratskeller“ (ehemals Rathaus) wurde 1555 erbaut (im Portal bezeichnet). Das zum Marktplatz hin giebelständige, zweigeschossige Renaissancegebäude ist durch ein Sitznischenportal, fünfachsig angeordnete Segmentbogenfenster sowie einen markanten, über zwei Geschosse reichenden, geschweiften Pfeilergiebel gekennzeichnet. Die Fenster des Giebels sind mit leicht getreppten Bedachungen versehen, die mittleren Fenster jeweils als Zwillingsfenster zusammengefasst. Die Fenster der gesamten Fassade wurden im Verlaufe der Zeit größtenteils verändert. Im Innern des Gebäudes belegen die erhaltenen Kreuzgewölbe in Treppenhaus und Keller einen ursprünglichen Bau aus spätgotischer Zeit. Das ehemalige Rathaus ist aufgrund seiner Baugeschichte, des prägnanten Giebels sowie seiner ehemaligen Funktion sowohl platzbildprägend wie auch baugeschichtlich und ortsgeschichtlich von Bedeutung. | 09275419 |
|                                         | Wohnhaus in geschlossener Bebauung | Am Markt 4 (Karte)                                    | Um 1880                                                                                                  | Baugeschichtlich und städtebaulich von Bedeutung, Erdgeschoss Pilastergliederung, hinten ehemals Kino (kein Denkmal). Das in geschlossener Bebauung stehende, dreigeschossige Wohnhaus wurde um 1880 erbaut. Die siebenachsige Fassade des traufständigen Hauses, das über ein Satteldach mit drei Giebelgaupen mit Zwillingsfenstern und Dreiecksgiebeln verfügt, die von Kugeln bekrönt sind, ist im Erdgeschoss durch eine Pilastergliederung gekennzeichnet. Im ersten Obergeschoss befindet sich mittig ein über drei Achsen reichender Balkon, der von vier dreieckigen Konsolen gestützt wird. Die Obergeschosse werden durch ein durchlaufendes Sohlbankgesims getrennt. In beiden Geschossen sind die rechteckigen Fenster von leicht profiliertem Gewände eingefasst. Beidseitig sind die äußeren Fenster zu Zwillingsfenstern zusammengefasst. Aufgrund der Anklänge im neo-klassizistischen Stil und des bauzeitlichen Aussagewertes als kleinstädtisches, für die seinerzeitige Ortsentwicklung von Pulsnitz charakteristisches Wohnhaus ist das Gebäude baugeschichtlich und städtebaulich von Bedeutung. | 09275421 |
|                                         | Wohnhaus in geschlossener Bebauung | Am Markt 5 (Karte)                                    | 18. Jahrhundert                                                                                          | Baugeschichtlich und städtebaulich von Bedeutung. Das traufständige, zweigeschossige, in geschlossener Bebauung stehende Wohnhaus wurde im 18. Jahrhundert erbaut. Das Gebäude verfügt über ein Satteldach, das auf zwei Ebenen mit einfachen Luken zur Belichtung des Dachbodens versehen ist. Die Putzfassade ist schlicht und ohne nennenswerten Schmuck gestaltet. Die siebenachsige Fassade wird im Erdgeschoss durch die seitlich versetzte, segmentbogenförmige, einfach eingefasste Eingangstür und ein Leerfeld unterbrochen. Im Obergeschoss sind die kräftig ausgebildeten, auskragenden Sohlbänke markant. Der bauzeitliche Aussagewert als kleinstädtisches, für die seinerzeitige Ortsentwicklung von Pulsnitz charakteristisches Wohnhaus des 18. Jahrhunderts und die Verortung im Ensemble des historisch gewachsenen Stadtzentrums von Pulsnitz geben dem Gebäude städtebauliche Bedeutung. | 09275422 |
|                                         | Wohnhaus in Ecklage mit Innenhof | Am Markt 7 (Karte)                                    | Bezeichnet mit 1744, Kern älter                                                                          | Baugeschichtlich und städtebaulich von Bedeutung, mit Laden, barocke Dachfenster, Dachhäuschen, am Portal rechts bezeichnet mit Auge im Schlussstein. Das in Ecklage stehende, zweigeschossige Wohnhaus wurde 1744 erbaut (am Portal rechts bezeichnet mit Auge im Schlussstein). Der Kern des Wohnhauses ist vermutlich älter. Das dreiseitig, zum Markt (dort in geschlossener Bebauung), „Am Markt“ und zum „Kirchplatz“ traufständige Gebäude umfasst einen Innenhof und hat umlaufend eine einfach verputzte Fassade. Zur Markseite zeigt sich eine aufwändigere Gestaltung. Im putzgequaderten Erdgeschoss, das vermutlich im 19. Jahrhundert verändert wurde, findet sich links ein Portal, rechts daneben ein Laden mit Schaufenstern. Das Dach wird von zwei Giebelgaupen geprägt, die aus barocker Zeit stammen. Die baugeschichtliche und städtebauliche Bedeutung ergibt sich aus dem bauzeitlichen Aussagewert als unmittelbar am Markt errichtetes, für die Ortsentwicklung von Pulsnitz charakteristisches Wohnhaus aus der Mitte des 18. Jahrhunderts und der erfolgten baulichen Änderungen im 19. Jahrhundert. | 09275439 |
|                                         | Wohnhaus in geschlossener Bebauung | Am Markt 8 (Karte)                                    | Bezeichnet mit 1798                                                                                      | Baugeschichtlich und städtebaulich von Bedeutung, bezeichnet im Schlussstein. Das traufständige, in geschlossener Bebauung stehende Wohnhaus wurde 1798 erbaut (bezeichnet im Schlussstein). Um 1900 erfolgten eine Überformung des ursprünglichen Gebäudes und eine Gestaltung mit späthistoristischen Elementen. Im Erdgeschoss der ansonsten vierachsigen Ansicht findet sich rechts der Eingang mit segmentbogenförmiger Einfassung und Schlussstein. Links reicht über drei Achsen ein Laden mit vitrinenartigen Schaufenstern und mittiger Glastür. Das erste Obergeschoss verfügt über einen zweiachsigen, Loggia-artigen Austritt. Das asymmetrische Mansarddach besitzt einen Kniestock und ein markantes Zwerchhaus mit einem geschweiften, mit Feston-Dekor versehenen Giebel, der von einer Kugel bekrönt wird. Die baugeschichtliche und städtebauliche Bedeutung ergibt sich aus dem bauzeitlichen Aussagewert der ursprünglichen, für die innerstädtische Ortsentwicklung charakteristische Architektur um 1800 und der Überformung und Neugestaltung um 1900. | 09275441 |
|                                         | Wohnhaus in geschlossener Bebauung | Am Markt 10 (Karte)                                   | Ende 18. Jahrhundert                                                                                     | Baugeschichtlich und städtebaulich von Bedeutung, nachträglicher Erdgeschossladen, Portal. Das in geschlossener Bebauung stehende, dreigeschossige Wohnhaus wurde Ende des 18. Jahrhunderts erbaut und besitzt ein flaches Satteldach mit Hechtgaupe. Die traufständige, im ersten und zweiten Obergeschoss vierachsige Fassade ist glatt verputzt und verfügt über keine nennenswerte Fassadengliederung oder Schmuckelemente. Die rechteckigen Fenster haben schlichte Einfassungen. Das Erdgeschoss ist von einem zentralen Korbbogenportal mit zweiflügliger Tür und Oberlicht geprägt und hat links einen Ladeneinbau mit vitrinenartigem Schaufenster. Dieser stammt, ebenso wie das rechte, quadratische Fenster von einem späteren Umbau. Der bauzeitliche Aussagewert als Zeugnis der baulichen Entwicklung im Stadtkern von Pulsnitz im Übergang vom 18. zum 19. Jahrhundert begründet die städtebauliche Bedeutung des Gebäudes. | 09275435 |
|                                         | Wohnhaus, nach rechts geschlossene Bebauung | Am Markt 12 (Karte)                                   | Mitte 18. Jahrhundert                                                                                    | Baugeschichtlich und städtebaulich von Bedeutung, Mansardwalmdach mit barocken Dachhäuschen, oben Fledermausgaupen. Das nach rechts in geschlossener Bebauung stehende Wohnhaus wurde Mitte des 18. Jahrhunderts erbaut. Der traufständige, sechsachsige Bau mit geputzter Fassade besitzt im Erdgeschoss ein korbbogenförmiges Portal, links hiervon ein ebenso korbbogenförmiges, großes Fenster und rechts drei Fenster mit einfachem Gewände. Die Fenster des Obergeschosses sind ebenso schlicht eingefasst. Das Mansardwalmdach ist von fünf barocken Gaupen mit Bogendach und Fenstern mit Segmentbogenabschluss sowie im oberen Teil von Fledermausgaupen geprägt. Die städtebauliche Bedeutung ergibt sich aus dem bauzeitliche Aussagewert als Wohnhaus aus der Mitte des 18. Jahrhunderts innerhalb der gewachsenen Struktur des historischen Stadtzentrums. | 09275436 |
|                                         | Villa mit Brunnen und Brunnenfigur | An der Hohle 2 (Karte)                                | Um 1920                                                                                                  | Baugeschichtlich von Bedeutung, mit Balkon, Putzdekor.-medallion, Quadersockel, Figur (Knabe) links im Treppenaufgang, verwinkelter Bau, mit Giebel. Die zweigeschossige Villa wurde um 1920 errichtet. Der auf einem Quadersockel stehende, verwinkelte Villenbau trägt ein Walmdach mit Fledermausgaupen. Die Fassade wird umlaufend durch Sohlbankgesims horizontal gegliedert. Die Hauptansicht zeigt links ein bedachtes Portal mit großer Treppe und einer auf der massiven Brüstung stehenden Knabenfigur. Im Obergeschoss befindet sich in einem zurückspringenden Fassadenteil ein Balkon. Die zurückspringende Fassade schließt mit breitem Traufgesims ab, das hier durch Konsolen ergänzt ist. Oberhalb steht ein Zwerchhaus mit zwei Fenstern und putzdekoriertem Dreiecksgiebel. Links und rechts des Balkons hat die ansonsten glatt verputzte Fassade zwei Putzmedaillons. Einige der Fenster des Erdgeschosses sind als Bleiglasfenster ausgeführt. Die Gartenseite der Villa besitzt einen weiteren, bedachten Eingangsvorbau Im Garten befindet sich ein Brunnen mit einer figürlichen Brunnenplastik. Aufgrund der authentischen Gestalt und Ausstattung und des bauzeitlichen Aussagewertes als ein die Stadtentwicklung von Pulsnitz repräsentierender Villenbau der 1920er Jahre hat das Gebäude baugeschichtliche Bedeutung. | 09275404 |
| Weitere Bilder                          | Walkmühle; Mühlengebäude mit Backofen (Fachwerk) | An der Walke 1 (Karte)                                | 17. Jahrhundert, laut Zeitung um 1672 (Ortschronist)                                                     | Obergeschoss Fachwerk, baugeschichtlich und technikgeschichtlich von Bedeutung, massiver Sockel, verputzt, Satteldach. Die im 17. Jahrhundert (laut Ortschronist in der Zeitung auf 1672 datiert) erbaute, zweigeschossige Walkmühle hat giebelseitig einen eingeschossigen Anbau mit Backofen. Das Gebäude ist im Erdgeschoss massiv erbaut. Das Obergeschoss ist in Fachwerkbauweise errichtet und, ebenso wie die Giebel, auf drei Seiten verbrettert. Die Mühle besitzt mehrere Eingänge, wobei sich ein Eingang im Obergeschoss befindet und über eine Brücke erreichbar ist. Die Fenster im Erdgeschoss wie im Giebel zum Backhaus hin haben eine Einfassung mit segmentbogenförmigem Abschluss. Ebenso schließt die Eingangstür auf Seiten des Backhauses segmentbogenförmig ab. Aufgrund der technischen Funktion und des bauzeitlichen Aussagewertes als Mühlengebäude aus dem 17. Jahrhundert hat die Walkmühle baugeschichtliche und technikgeschichtliche Bedeutung. | 09275591 |
|                                         | Wohnhaus (zwei Gebäudeteile, Denkmal nur hinterer Teil) | Auenweg 2 (ehemals Feldstraße 17) (Karte)             | 2. Hälfte 19. Jahrhundert                                                                                | Baugeschichtlich von Bedeutung, nach links mit Wohnhaus verbunden (Ecke Auenweg, kein Denkmal), zweigeschossiger Putzbau, Putzprofile, erstes Obergeschoss Fensterbedachungen, drei Dachhäuschen – mittleres mit zwei Fenstern, originale Wohnungstür, laut ALK-Daten Auenweg 2. Das nach links an ein Wohnhaus angeschlossene Gebäude hatte ursprünglich die Anschrift „Feldstraße 17“ und ist ein traufständiger, zweigeschossiger Putzbau mit Satteldach aus der zweiten Hälfte des 19. Jahrhunderts. Die Eingangstür ist original erhalten. Die sechsachsige Fassade mit zwei Eingängen mit korbbogenförmigem Abschluss besitzt im Obergeschoss flache profilierte Fensterbedachungen mit Konsolen. Ebenso sind die Sohlbänke mit Konsolen versehen. Das Dach weist oberhalb des mittleren Eingangs Giebelgaupe mit zwei Fenstern auf. Die Giebelseite ist im Dachgeschoss von zwei rundbogigen, im Sohlbankgesims zusammengefassten Fenstern sowie einem Rundfenster geprägt. Die städtebauliche Bedeutung des Wohnhauses ergibt sich aus dem bauzeitlichen Aussagewert der damaligen, städtischen Entwicklung und der Einbindung in den nordwestlich der Rietschelstraße gelegenen, relativ dünn besiedelten Auenbereich der Pulsnitz, der in seiner städtebaulichen Struktur weitgehend unverändert ist. | 09275395 |
|                                         | Eisenbahnbrücke mit mehreren Pfeilern aus unregelmäßigen Granitsteinen, darüber Eisenträger | Bachstraße (Karte)                                    | Nach 1900                                                                                                | Technikgeschichtlich von Bedeutung, zum Teil demontiert. Die Eisenbahnbrücke „Bachstraße“ wurde nach 1900 erbaut und besteht aus mehreren Pfeilern aus unregelmäßigen Granitsteinen, auf denen die die Trasse tragenden Eisenträger aufliegen. Zum Teil wurde die historische Brücke demontiert. Als Folgebau der infrastrukturellen Erschließung von Pulsnitz ist sie von technikgeschichtlicher Bedeutung und insbesondere ein wichtiges Zeugnis der industriellen und verkehrstechnischen Entwicklung. 1869 wurde Pulsnitz an die neu gebaute Eisenbahnstrecke Arnsdorf–Pulsnitz–Kamenz angeschlossen. 1871 erfolgte bereits der zweigleisige Ausbau, der einher ging mit dem Bau des Pulsnitzer Bahnhofs. In der Folgezeit begann ein beträchtlicher, industrieller Aufschwung, der zu einer noch heute in der städtischen Struktur ablesbaren Entwicklung führte. | 09275655 |
|                                         | Blaudruckwerkstatt Pulsnitz; Wohnhaus in offener Bebauung und Hofgebäude (Werkstatt) mit original erhaltener technischer Ausstattung sowie Sammlung von ca. 1.200 Druckmodeln                                                       | Bachstraße 7 (Karte)                                  | Um 1800                                                                                                  | Baugeschichtlich, sozialgeschichtlich und technikgeschichtlich von Bedeutung, zweigeschossig mit Satteldach, Fenster mit Ziereinfassung, Werkstattgebäude mit Küpen im Erdgeschoss, technische Ausstattung in beiden Geschossen erhalten und in Nutzung | 09275479 |
|                                         | Wohnhaus in offener Bebauung | Bachstraße 35 (Karte)                                 | 18. Jahrhundert                                                                                          | Baugeschichtlich von Bedeutung, seitlich heruntergezogenes Dach, neubarocker Giebel, rückseitig Veranda mit vier Pfeilern, Putzhauptgesims profiliert, Sandsteinfigur. Das dreigeschossige, in offener Bebauung stehende Wohnhaus mit Walmdach wurde im 18. Jahrhundert erbaut. Der zweigeschossige, zur Bachstraße hin traufständige, siebenachsige Bau ist von einer ebenmäßig wirkenden Putzfassade geprägt, die von einem profilierten Traufgesims abgeschlossen und im Dach durch ein beinahe über die Gesamtbreite reichendes, fünfachsiges Dachhaus in Vollgeschosshöhe überragt ist, das beidseitig Zwillingsfenster umfasst und mittig einen Bogengiebel mit einem großen Segmentbogenfenster ausbildet, der von reichlichem Rocaille-Dekor geziert wird. Das als Band vorkragende Dachgesims des Dachhauses wird von Konsolen getragen. Rückseitig bestimmt eine Veranda mit vier Pfeilern die Ansicht. Der bauzeitliche Aussagewert und die gelungene, elegante Gesamtkomposition des herrschaftlichen Wohnhauses begründen seine baugeschichtliche Bedeutung. | 09275401 |
|                                         | Wohnhaus in offener Bebauung | Bachstraße 37 (Karte)                                 | Bezeichnet mit 1850                                                                                      | Bezeichnet im Portal, baugeschichtlich und straßenbildprägend von Bedeutung, leicht vorgezogene Mitte, Putzdekor, langer Hecht, Erdgeschoss Putzrustika, originale Tür. Das in offener Bebauung stehende, dreigeschossige Wohnhaus mit Satteldach wurde 1850 erbaut (bezeichnet im Portal). Die Fassade zeigt giebelseitig vier Achsen und traufseitig zehn Achsen. Das traufseitig mit Putzrustika gefasste Erdgeschoss verfügt noch über eine originale Eingangstür aus der Bauzeit. Die Hausecken sind durch Pilaster akzentuiert, die ein über den Kniestock reichendes, kräftiges Traufgesims tragen, über dem sich eine langgezogene Hechtgaupe befindet. Die rundbogigen Fenster des über zwei Stockwerke reichenden Giebels werden oben durch ein Sohlbankgesims zu Zwillingsfenstern zusammengefasst. Eine städtebauliche und straßenbildprägende Bedeutung erhält das Wohngebäude durch den bauzeitlichen Aussagewert als Wohnhaus aus der zweiten Hälfte des 19. Jahrhunderts und seine solitäre Lage am dünn besiedelten Stadtrand unweit der Pulsnitz. | 09275398 |
|                                         | Färberei Hauptmann; Fabrikgebäude in geschlossener Bebauung | Bachstraße 39 (Karte)                                 | Um 1910, Kern älter                                                                                      | Heute gewerblich genutzt, baugeschichtlich und technikgeschichtlich von Bedeutung, Eckbau, abgeschrägte Ecke mit Giebel, Putzdekoration. Das in Ecklage in geschlossener Bebauung stehende, dreigeschossige Gebäude wurde um 1910 erbaut, der Gebäudekern stammt aus früherer Zeit. Der als Färberei errichtete Bau hat durch seine abgeschrägten fünf Gebäudeteile eine polygonale Form mit wechselndem trauf- und giebelseitigem Stand. Das Erdgeschoss, das durch ein Gurtputzband vom ersten Obergeschoss abgetrennt ist, verfügt über Segmentbogenfenster. Links und rechts der zentralen, korbbogigen Hofeinfahrt stehen zwei dreiachsige Gebäudeteile, die von Pilastern mit Putzdekoration umrahmt zu einem Knickgiebel führen, in dessen Giebelfeld sich ein Vierlingsfenster mit markant geputztem Sturz und Sohlbank befindet. In gleicher Betonung von Sturz und Sohlbank sind auch die rechteckigen Fenster des ersten und zweiten Obergeschosses gefasst. Aufgrund seines bauzeitlichen Aussagewertes, der prägnanten Ecklage und der textilindustriegeschichtlichen Funktion ist das heute gewerblich genutzte Gebäude sowohl städtebaulich wie auch technikgeschichtlich von Bedeutung. | 09275397 |
| Weitere Bilder                          | Hof Weitzmann; Perfert; Bauernhof mit Wohnstallhaus, Seitengebäude, Scheune und Perfert | Bachstraße 45 (Karte)                                 | Bezeichnet mit 1854 (Bauernhaus und Wohnstallhaus); 1420 (Perfert)                                       | Ältester Erbhof, baugeschichtlich, wissenschaftlich und ortsgeschichtlich von Bedeutung. Wohnstallhaus mit Bruchfeldstein, verputzt, Kuh- und Pferdestall Relief. Türstürze aus Beton, Granitgewände, Scheune Erdgeschoss mit Umschrot, Fachwerk, oben verbrettert und drei großen hölzernen Toren, Seitengebäude mit Sockel aus Bruchstein, Feldsteingranit, Fachwerk, Streichung 2008 (Gebäude zusammengebrochen), Perfert im Garten mit Fachwerk, massivem Sockel und Kellertonne. Der Hof Weitzmann ist als einer der ältesten Erbhöfe Sachsens seit 1445 nachweisbar. Teile der Gebäude sind aber noch früher datierbar. Der Dreiseithof besteht aus einem verputzten, aus Bruchfeldstein erbauten Wohnstallhaus, das 1854 errichtet wurde, einer Scheune mit Umschrot im Erdgeschoss, oben verbrettertem Fachwerk und drei großen, hölzernen Toren, einem Seitengebäude mit Fachwerk auf einem Bruchsteinsockel (inzwischen zusammengebrochen) und einem sogenannten Perfert im Garten, einem im Dachgeschoss verbretterten, befestigten Bauernspeicher in Fachwerkbau auf massivem Sockel aus der Zeit der Hussitenkriege. Der vollständig erhaltene, um 1420 erbaute Perfert gilt als ältester Fachwerkständerbau Sachsens. Ursprünglich gab es drei dieser bäuerlichen Befestigungen in der Pulsnitzaue außerhalb der Pulsnitzer Stadtmauern. Im 19. Jahrhundert wurde im Perfert, der aus der guten Stube und einem Dachboden auf einer Grundfläche von zwölf mal zwölf Metern besteht, ein zusätzlicher, gewölbter Keller eingebaut. Dem Hof Weitzmann kommt aufgrund seiner Historie, des Baubestandes und insbesondere des noch original erhaltenen Perferts eine beträchtliche baugeschichtliche, wissenschaftliche und ortsgeschichtliche Bedeutung zu. | 09275400 |
| Weitere Bilder                          | Reichsumsiedlung Reichsbauernstellen; Zweiseithof mit Wohnhaus (zum Teil Fachwerk) und Holzscheune | Bachstraße 69 (Karte)                                 | 1938 | Wohnhaus zum Teil Fachwerk, sozialgeschichtlich von Bedeutung, gleicher Aufbau, Wohnhaus Massivbau, Giebel Fachwerk, eine Reihe Fachwerk an Traufseite unter Dachrinne, für Umsiedler vom Truppenübungsplatz Königsbrück. Die Errichtung des Zweiseithofes mit Wohnhaus und Holzscheune als Ergebnis der Reichsumsiedlung „Reichsbauernstellen“ geht auf die 1938 durch die Wehrmacht veranlasste Erweiterung des Westlausitzer Truppenübungsplatzes Königsbrück zurück, in dessen Gefolge die Dörfer Bohra, Krakau, Naundorf, Rohna, Sella, Steinborn und Zochau geräumt und abgesiedelt wurden. Die neu errichteten Reichsbauernhöfe für die Umsiedler weisen einen immer gleichen Aufbau aus und bestehen aus einem Wohnhaus in Massivbauweise mit Fachwerk im Giebel sowie einem umlaufenden Fachwerkband an der Traufseite unterhalb der Dachrinne und einer verbretterten Holzscheune. Die Reichsbauernhöfe sind aufgrund ihrer Entstehungsgeschichte vor allem sozialgeschichtlich von Bedeutung. | 09275635 |
| Weitere Bilder                          | Michaeliskapelle und Friedhof (Sachgesamtheit) | Bahnhofstraße (Karte)                                 | 1801–1945                                                                                                | Sachgesamtheit Michaeliskapelle und Friedhof mit folgenden Einzeldenkmalen: Kapelle, fünf Wandgrabmale, Rietschel-Grabmal, Hempelsches Grufthaus (zwei Gebäudeteile), Denkmal für die Gefallenen des Krieges 1870/71, Gedenkstätte für die Gefallenen des Ersten Weltkrieges sowie Gräberfeld für die Gefallenen des 2. Weltkrieges und Gedenkplatz, Friedhofsportal und sämtliche erhaltene schmiedeeiserne Grabeinfriedungen auf dem Friedhof (siehe Obj. 09275541), der Friedhofsgestaltung mit Allee (Gartendenkmal) sowie folgenden Sachgesamtheitsteilen: Einfriedung und Aufbahrungshalle; baugeschichtlich, gartengeschichtlich und ortsgeschichtlich von Bedeutung. Die einfache, 1831 erbaute Friedhofskapelle ist im Altarraum mit einem Sgraffito von Hans Nadler ausgeschmückt (bezeichnet mit 1944). Der parkähnlich angelegte Friedhof mit seinem markanten, aus der Mitte des 19. Jahrhunderts stammenden Friedhofsportal mit schmiedeeisernen Toren und den zwei großen, die beiden mittleren Pfeiler bekrönenden Vasen sowie zahlreichen, original erhaltenen, schmiedeeisernen Grabeinfriedungen besitzt einige nennenswerte Grab- und Gedenkstätten. Aufgrund seiner Anlage und der zahlreichen, nennenswerten Grab- und Gedenkstätten sowie der original erhaltenen Ausstattung sind Kapelle und Friedhof sowohl baugeschichtlich wie auch ortsgeschichtlich von Bedeutung. | 09275542 |
|                                         | Michaeliskapelle (Einzeldenkmal zu ID-Nr. 09275542) | Bahnhofstraße (Karte)                                 | 1831 | Einzeldenkmal der Sachgesamtheit Michaeliskapelle und Friedhof; baugeschichtlich, gartengeschichtlich und ortsgeschichtlich von Bedeutung. Seit 1944 mit Altarfront in Sgraffitotechnik von Hans Nadler. | 09275541 |
| Weitere Bilder                          | Fünf Wandgrabmale (Einzeldenkmal zu ID-Nr. 09275542) | Bahnhofstraße (Karte)                                 | 19. Jahrhundert bis nach 1940                                                                            | Einzeldenkmale der Sachgesamtheit Michaeliskapelle und Friedhof; ortsgeschichtlich von Bedeutung. Die Wandgrabanlage der Familie Hempel aus der 2. Hälfte des 19. Jahrhunderts ist als Ädikula mit Trauernder auf Urne ausgeführt und verfügt über eine Einfriedung. Das aus gleicher Zeit stammende Wandgrabmal der Familie Bursche zeigt ein Engelrelief. Das um 1910 errichtete Wandgrabmal Feilgenhauer/Hauffe ist ein hohes Grabmal mit zwei mächtigen Säulen. In der mittig angelegten Nische hockt eine trauernde Figur. Das nach 1940 entstandene Sandstein-Wandgrabmal Friedrich Oscar Kaufmann bildet eine halbrunde Nische mit zwei fliegenden Figuren im Halbrelief darüber. Das nach 1900 errichtete Wandgrabmal Hartmann, Menzel ist ebenfalls aus Sandstein und zeigt eine Kreuzdarstellung in der Wandvertiefung, die rechts und links von Pilastern gerahmt ist. | 09275541 |
|                                         | Rietschel-Grabmal (Einzeldenkmal zu ID-Nr. 09275542) | Bahnhofstraße (Karte)                                 | 1854 | Einzeldenkmal der Sachgesamtheit Michaeliskapelle und Friedhof; ortsgeschichtlich von Bedeutung. Unmittelbar rechts am Friedhofseingang befindet sich das Elterngrab von Ernst Rietschel, ein von Rietschel 1854 geschaffenes Sandsteinrelief mit dem Porträt seiner Eltern in einem Medaillon auf deren Grabstein. | 09275541 |
|                                         | Hempelsches Grufthaus, zwei Gebäudeteile (Einzeldenkmal zu ID-Nr. 09275542) | Bahnhofstraße (Karte)                                 | 1910 | Einzeldenkmal der Sachgesamtheit Michaeliskapelle und Friedhof; ortsgeschichtlich von Bedeutung. Das Hempelsche Grufthaus, mit einem Sgraffito von Hans Nadler von 1943, kennzeichnet eine Mittelbetonung durch den Dreiecksgiebel. An der mit drei großen Metalltoren versehenen Mittelhalle findet sich beidseitig ein Anbau mit Fenstern und schmiedeeisernen Gittern. | 09275541 |
| Direkt Bild zu diesem Denkmal hochladen | Denkmal für die Gefallenen des Krieges 1870/71 (Einzeldenkmal zu ID-Nr. 09275542) | Bahnhofstraße (Karte)                                 | Nach 1871                                                                                                | Einzeldenkmal der Sachgesamtheit Michaeliskapelle und Friedhof; baugeschichtlich und ortsgeschichtlich von Bedeutung. Das Denkmal für die Gefallenen des Krieges 1870/71ist als Obelisk gestaltet. | 09275541 |
| Weitere Bilder                          | Gedenkstätte für die Gefallenen des Ersten Weltkrieges (Einzeldenkmal zu ID-Nr. 09275542) | Bahnhofstraße (Karte)                                 | 1922 | Einzeldenkmal der Sachgesamtheit Michaeliskapelle und Friedhof; baugeschichtlich und ortsgeschichtlich von Bedeutung. Die Gedenkstätte für die Gefallenen des Ersten Weltkrieges ist als Ehrenhain mit zwölf paarweise angeordneten Sandsteinstelen und Namen der Toten ausgeführt, Das Denkmal mit kniender Trauernder von J. E. Born weist zwei Steinbänke in den Zwickeln auf. | 09275541 |
| Direkt Bild zu diesem Denkmal hochladen | Gräberfeld für die Gefallenen des 2. Weltkrieges mit Gedenkplatz (Einzeldenkmal zu ID-Nr. 09275542) | Bahnhofstraße (Karte)                                 | Nach 1945                                                                                                | Einzeldenkmal der Sachgesamtheit Michaeliskapelle und Friedhof; ortsgeschichtlich von Bedeutung. | 09275541 |
|                                         | Friedhofsportal (Einzeldenkmal zu ID-Nr. 09275542) | Bahnhofstraße (Karte)                                 | Mitte 19. Jahrhundert                                                                                    | Einzeldenkmal der Sachgesamtheit Michaeliskapelle und Friedhof; baugeschichtlich und ortsgeschichtlich von Bedeutung. | 09275541 |
|                                         | Sämtliche erhaltene schmiedeeiserne Grabeinfriedungen auf dem Friedhof (Einzeldenkmal zu ID-Nr. 09275542) | Bahnhofstraße (Karte)                                 | | Einzeldenkmal der Sachgesamtheit Michaeliskapelle und Friedhof; baugeschichtlich und ortsgeschichtlich von Bedeutung. | 09275541 |
|                                         | Villa mit Stützmauer zur Straße | Bahnhofstraße 4 (Karte)                               | 3. Viertel 19. Jahrhundert                                                                               | Baugeschichtlich und städtebaulich von Bedeutung, Portikusmotiv, viele Sandsteinelemente. Die im dritten Viertel des 19. Jahrhunderts mit neoklassizistischen Anklängen erbaute, dreigeschossige Villa steht auf einem Grundstück, das durch eine original erhaltene Stützmauer zu Straße hin abgetrennt ist. Erdgeschoss und erstes Obergeschoss sind durch ein durchlaufendes Gurtgesims getrennt, ein weiteres schmaleres Sohlbankgesims trennt das erste vom zweiten, flacheren Obergeschoss, das aufgrund der Fassadengestaltung als halbgeschosshoher Kniestock erscheint, der zahlreiche Fenster mit einfachem Sandsteingewände, teilweise als Zwillings- und Drillingsfenster ausgeführt, aufweist. Im Erdgeschoss sind die Fenster mit aufwändigem Sandsteingewände versehen und von Dekor bekrönt. Im Obergeschoss finden sich noch aufwändigere Fensteinfassungen mit Sohlbankkonsolen sowie konsolierte Bedachungen, die flach oder zur Gebäudehauptseite hin, als Dreiecksgiebel ausgeführt sind. Bemerkenswert ist das Portikusmotiv der Villa, das von Säulen bestimmt ist, die einen kräftigen Architrav mit Brüstung und Austritt tragen. Die Fassade springt über die Breite des Portikus zurück und wird im tiefer reichenden Dach von einer Gaupe akzentuiert. Aufgrund des bauzeitlichen Aussagewertes als für die seinerzeit prosperierende Entwicklung von Pulsnitz charakteristischer Villenbau hat das Gebäude eine baugeschichtliche wie auch städtebauliche Bedeutung. | 09275546 |
|                                         | Villa mit rechtwinkelig angebautem Nebengebäude (evtl. ehemals Bandweberei) und Einfriedung | Bahnhofstraße 7 (Karte)                               | Um 1880                                                                                                  | Baugeschichtlich und ortsgeschichtliche Bedeutung. - Villa: mit hölzernem Eingangsvorbau, originale Haustür, originaler Fußboden im Eingangsbereich (Fliesen) und alte Granitplatten annähernd quadratischer und rechteckiger Grundriss, Granittreppe bis zum Dachgeschoss, alte Türen und Rahmen, schmiedeeisernes Ziergitter in Treppenwandöffnung, weit vorkragendes Traufgesims, Sandsteinarchitekturelemente - Nebengebäude: schlichter zweigeschossiger Baukörper mit einfacher Lochfassade, ehemaliger Industriebau (vermutlich ehemals Bandweberei o. ä.), zum Teil Sandsteinstürze und -fensterbänke, Türstock, alte Grundrissausbildung erhalten, Obergeschoss großer Saal (vermutlich für Aufstellung von Maschinen/Webstühlen), Granit-Innentreppe, homogener bauzeitlicher Dachstuhl, Nebengebäude ergänzt die Villa, Hofanlage dadurch in herkömmlicher Struktur erhalten, bauliche Versätze in Geschosshöhen zwischen Villa und Nebengebäude, daran wird deutlich, dass die Gebäude zeitlich versetzt errichtet wurden, Villa zuerst, Nebengebäude etwas später, nimmt mit Ausbildung Traufgesims Bezug auf Gestaltung der Villa - Einfriedung: Natursteinsockel und schmiedeeiserne Zaunsfelder, original erhalten | 09275543 |
|                                         | Villa mit Einfriedung | Bahnhofstraße 9 (Karte)                               | 1880 | Baugeschichtlich und städtebaulich von Bedeutung. Die 1880 erbaute, zweigeschossige Villa mit Walmdach steht auf einem mit originaler Einfriedung mit Natursteinsockel, Sandsteinpfeilern und Palisadenfeldern versehenen Grundstück. Die Fenster besitzen profiliertes Sandsteingewände und sind im Obergeschoss von Bedachungen bekrönt, die zur Straße hin zusätzlich konsoliert sind. Die Fassade ist von einem durchlaufenden Gurtgesims sowie einem vorkragenden Traufgesims aus Sandstein geprägt. Die straßenseitige Fassade mit Mittelrisalit weist einen oktogonalen, bedachten Erker im Erdgeschoss auf. Das Dachgeschoss verfügt über ein markantes, breites Zwerchhaus mit Giebeldach und Austritt. Aufgrund seines authentischen, homogenen Zustandes und des die industrie- und sozialgeschichtliche Entwicklung von Pulsnitz belegenden, bauzeitlichen Aussagewertes als Villenbau aus der zweiten Hälfte des 19. Jahrhunderts kommt dem Gebäude sowohl baugeschichtliche wie auch städtebauliche Bedeutung zu. | 09275544 |
|                                         | Villa und Fabrikgebäude | Bahnhofstraße 11, 13 (Karte)                          | 1850 (Fabrik); Ende 19. Jahrhundert (Villa)                                                              | Fabrik (äußerlich wie Villa) und Villa (gelber Klinker), baugeschichtlich und ortsgeschichtlich von Bedeutung. Villa (Nummer 13) als repräsentativer Baukörper mit Sandstein-Gliederungs- und Dekorationselementen, Natursteinsockel, umlaufendem Gesims zwischen Erdgeschoss und erstem Obergeschoss, Fabrikgebäude (Nummer 11) in Gestaltung unter Bezug auf Architektursprache der Villa, kein Klinkerbau, stattdessen Massivbau mit Putzhaut, Putznutungen, umlaufendem Gesims zwischen Erdgeschoss und erstem Obergeschoss, Eckquaderung. | 09275545 |
|                                         | Gasthof Vollung mit Saalanbau | Bergstraße 6 (Karte)                                  | 2. Hälfte 19. Jahrhundert                                                                                | Klinker, baugeschichtlich und ortsgeschichtlich von Bedeutung, BV Böhmisch Vollung. Der zweigeschossige Gasthof und der Saalanbau wurden in der zweiten Hälfte des neunzehnten Jahrhunderts errichtet. Beide Gebäude sind verputzte Klinkerbauten. Der traufseitig siebenachsige Gasthof trägt ein Satteldach und besitzt im Erdgeschoss zwei große Fenster, die die eineinhalbfache Breite der übrigen, in beiden Geschossen rechteckigen Fenster haben. Der Giebel ist mit zwei Rundbogenfenstern versehen. Das Saalgebäude besitzt ein gestauchtes Giebeldach und ist von wenigen, funktional begründeten Fenstern belichtet. Auffallend sind eine Versorgungstür mit kleiner Rampe, eine flache, hölzerne Kellertür sowie ein hohes, den Saal belichtendes Rundbogenfenster. Aufgrund seines bauzeitlichen Aussagewertes als Gasthof aus der zweiten Hälfte des 19. Jahrhunderts und seiner historischen Funktion besitzt der Gasthof Vollung sowohl baugeschichtliche wie ortsgeschichtliche Bedeutung. | 09275418 |
|                                         | Wohnhaus in halboffener Bebauung | Bischofswerdaer Straße 4 (Karte)                      | 1890er Jahre                                                                                             | Baugeschichtlich und städtebaulich von Bedeutung, zweigeschossig, Klinkerfassade original einschließlich Tür und Fenster, ein Austritt mit neuer Tür, ausgebautes Dachgeschoss, vier Achsen und eine hervorstehende Hauptachse, links Sandsteinsockel. Das in halboffener Bebauung stehende, zweigeschossige Wohnhaus wurde in den 1890er Jahren erbaut. Die verklinkerte Fassade ist von reichlichem, eklektizistischem Dekor gekennzeichnet, das sowohl im Klinker wie auch mit Sandstein ausgeführt ist. Die Ansicht zeigt vier Achsen sowie links eine leicht hervortretende Hauptachse, die im Erdgeschoss die zweiflüglige Eingangstür aufnimmt. Im Obergeschoss findet sich ein Austritt, dessen Fenster mit einem Dach mit Dreiecksgiebel bekrönt ist. Darüber erhebt sich ein Zwerchhaus mit Rundbogenfenster und einem verzierten, geschweiften Giebel. Erdgeschoss und Obergeschoss werden von einem durchlaufenden Gurtgesims aus Sandstein getrennt. Die Fenster des vierachsigen Teils haben ebenfalls Bedachungen. Oberhalb prägen drei Gaupen mit flacher, profilierter Bedachung die Ansicht. Aufgrund seines bauzeitlichen Aussagewertes als Zeugnis städtischer Entwicklung im ausgehenden 19. Jahrhunderts kommt dem Bau vor allem städtebauliche Bedeutung zu. | 09275647 |
|                                         | Mietshaus in geschlossener Bebauung und schmiedeeisernes Tor | Bischofswerdaer Straße 9 (Karte)                      | Um 1890                                                                                                  | Baugeschichtlich und städtebaulich von Bedeutung, zweigeschossig, Satteldach und stehende Dachgauben, Eingang an der Seite, durchgehendes Putzband auf Höhe der Sohlbänke, Mittelrisalit übergiebelt, Lisenengliederung mit Spiegel, schmiedeeisernes Tor. Das in halboffener Bebauung stehende, zweigeschossige Mietshaus mit Satteldach wurde um 1890 erbaut. Der seitlich befindliche Eingang ist über ein original erhaltenes, schmiedeeisernes Tor zu erreichen. Die Fassadengestaltung ist von einem Mittelrisalit mit Zwerchhaus sowie einer Lisenengliederung mit Spiegeln gekennzeichnet. Erdgeschoss und Obergeschoss werden durch ein profiliertes Gurtgesims getrennt, oberhalb findet sich ein durchgehendes Putzband auf Sohlbankhöhe. Das Zwerchhaus wird links und rechts von stehenden Dachgaupen flankiert. Die Fenster des Erdgeschosses haben leicht geohrte Gewände mit Schlussstein, die Fenster des Obergeschosses besitzen flache Bedachungen. Städtebauliche Bedeutung erhält das Gebäude durch den baulichen Bestand und seinen bauzeitlichen Aussagewert als Zeugnis der Stadtentwicklung von Pulsnitz am Ende des 19. Jahrhunderts. | 09275518 |
| Direkt Bild zu diesem Denkmal hochladen | Mietshaus in Ecklage | Bischofswerdaer Straße 11 (Karte)                     | Bezeichnet mit 1907                                                                                      | Mit Jugendstildekor, baugeschichtlich und straßenbildprägend von Bedeutung, dreigeschossiger Putzbau mit abgeflachter Ecke, diese risalitartig hervorgehoben, Balkon auf Konsolen mit Löwenköpfen, schmiedeeisernes Balkongitter leider abgetragen, über der Erdgeschosszone Gurtgesims, plastischer Schmuck an der Fassade durch Festons, Traufgesims, Walmdach. Das in geschlossener Bebauung in Ecklage stehende, dreigeschossige Mietshaus mit Walmdach wurde 1907 erbaut und ist durch die Gestaltung der Ecklage sowie sein Jugendstildekor bemerkenswert. Das Erdgeschoss des Putzbaus ist von Ladenlokalen mit korbbogenförmigen Schaufenstern und Fenstern geprägt und wird durch ein kräftiges, umlaufendes Gurtgesims vom ersten Obergeschoss getrennt. Die risalitartige, abgeflachte Eckgestaltung nimmt zentral einen Ladeneingang im Erdgeschoss sowie darüber einen von Konsolen mit Löwenköpfen getragenen Balkon auf, dessen ursprüngliches, schmiedeeisernes Balkongitter leider nicht mehr vorhanden ist. Abgeschlossen wird der Eckrisalit durch einen rundbogigen, mit plastischem Schmuck und Festons versehenen, rundbogigen Ziergiebel. Zwischen den ansonsten nicht ausgegliederten ersten und zweiten Geschossen finden sich weitere Festons und plastischer Schmuck. Die drei Fenster der abgeflachten Ecke sind darüber hinaus im ersten Obergeschoss mit flachen profilierten Bedachungen bekrönt. Zu beiden Straßenseiten sind im Dachgeschoss zum Gebäuderand hin Schleppgaupen mit je drei Fenstern eingefügt. Aufgrund seines die städtische Entwicklung zu Beginn des 20. Jahrhunderts bezeugenden, bauzeitlichen Aussagewertes und seiner exponierten Lage besitzt das Gebäude sowohl baugeschichtliche wie auch straßenbildprägende Bedeutung. | 09301521 |
| Direkt Bild zu diesem Denkmal hochladen | Mietshaus in Ecklage | Bischofswerdaer Straße 13 (Karte)                     | Bezeichnet mit 1905                                                                                      | Baugeschichtlich und städtebaulich von Bedeutung, dreigeschossiger Putzbau, Erdgeschoss mit Putznutung, abgeflachte Ecke mit Balkon im ersten Obergeschoss, Bekrönung durch Giebelarchitektur, an beiden Obergeschossen Putzgliederung, Dreiecksgiebelbedachungen über den Fenstern des Ersten Obergeschosses, Walmdach. Das in geschlossener Bebauung in Ecklage stehende Mietshaus wurde 1905 erbaut. Der dreigeschossige Putzbau besitzt ein Walmdach sowie eine abgeflachte Ecke mit einem markanten Balkon im ersten Obergeschoss und einer Bekrönung mit einem aufwändig gestalteten Ziergiebel. Die Fassade ist umlaufend von horizontalen Putzgliederungen geprägt, die im Erdgeschoss im unmittelbaren farblichen Wechsel gestaltet sind. In den beiden Obergeschossen sind Putzbänder auf Höhe von Sohlbänken, Bedachungen und Fensterteilungen zu finden. Die Fenster des ersten Obergeschosses sind von Bedachungen mit Dreiecksgiebeln und Dekor bekrönt. Die übrigen Fenster des zweiten Obergeschosses besitzen profiliertes Putzgewände mit Dekorbekrönung. Aufgrund seines bauzeitlichen Aussagewertes als Zeugnis der Stadtentwicklung am Anfang des 20. Jahrhunderts und seiner exponierten Lage besitzt das Gebäude sowohl baugeschichtliche wie auch städtebauliche Bedeutung. | 09301522 |
|                                         | Wohnhaus in geschlossener Bebauung | Bischofswerdaer Straße 18 (Karte)                     | Um 1880                                                                                                  | Baugeschichtlich und städtebaulich von Bedeutung, Mittelgiebel mit Klinkerblendornamentik. Das in geschlossener Bebauung stehende, zweigeschossige Wohnhaus wurde um 1880 erbaut. Die Fassadenmitte des traufständigen, sechsachsigen Baus ist risalitartig leicht vortretend wird von einem Zwerchhaus mit abgetrepptem Dreiecksgiebel mit zwei Fenstern bekrönt, das von zwei Gaupen mit Walmdach flankiert wird. Während das Erdgeschoss verputzt ist, ist die Fassade des Obergeschosses und des Zwerchhauses mit Klinker verblendet. Portal und Fenster des Erdgeschosses haben profilierte Gewände, die Fenster des Obergeschosses werden von flachen Bedachungen mit angedeuteten Konsolen bekrönt. Die Fenster des Zwerchhauses werden von einem im Klinker gefassten Bogen überspannt. Während die Geschosse durch Klinkerbänder unterschiedlicher Stärke getrennt werden, ist das Traufgesims mit Zahnschnitt ausgeführt. Das Gebäude hat aufgrund seines die städtische Entwicklung in der zweiten Hälfte des 19. Jahrhunderts belegenden, bauzeitlichen Aussagewertes städtebauliche Bedeutung. | 09275589 |
|                                         | Wohnhaus in geschlossener Bebauung | Bischofswerdaer Straße 20 (Karte)                     | Um 1880                                                                                                  | Baugeschichtlich und städtebaulich von Bedeutung, zweigeschossig, Fensterbedachungen im Erdgeschoss. Das zweigeschossige, traufständige, mit einem Satteldach versehene Wohnhaus wurde um 1880 erbaut und steht in geschlossener Bebauung. Die schlicht gehaltene, sechsachsige Fassade ist verputzt und durch den mittigen Eingang mit einer eingefassten und von einer Bedachung bekrönten Eingangstür geprägt. Die Fenster des Erdgeschosses haben ebenso aufwändige Einfassungen aus Sandstein in Form von Sohlbänken, die von Konsolen gestützt werden und profilierten Bedachungen. Die Fenster des Obergeschosses sind mit leicht profiliertem Sandsteingewände eingefasst. Das Gebäude hat aufgrund seines die städtische Entwicklung in der zweiten Hälfte des 19. Jahrhunderts belegenden, bauzeitlichen Aussagewertes städtebauliche Bedeutung. | 09275588 |
|                                         | Wohnhaus in geschlossener Bebauung | Bischofswerdaer Straße 22 (Karte)                     | Um 1880                                                                                                  | Baugeschichtlich und städtebaulich von Bedeutung, hochgezogene Mitte, Sandsteingewände. Das traufständige, in geschlossener Bebauung stehende, zweigeschossige Wohnhaus wurde um 1880 erbaut. Die schlichte, sechsachsige Fassade ist von einem leicht vorstehenden, risalitartigen Mittelteil geprägt, der von einem Zwerchhaus abgeschlossen wird, das ein Walmdach trägt und von zwei Dachgaupen, ebenfalls mit Walmdach, flankiert wird. Die Fenster haben, ebenso wie die rechts befindliche Eingangstür Gewände aus Sandstein. Während die Sohlbänke im Erdgeschoss einfach gehalten sind, weisen sie im Obergeschoss Profilierungen auf und sind seitlich abgerundet. Erdgeschoss und Obergeschoss werden durch ein profiliertes Gurtgesims getrennt. Das Gebäude hat aufgrund seines die städtische Entwicklung in der zweiten Hälfte des 19. Jahrhunderts belegenden, bauzeitlichen Aussagewertes städtebauliche Bedeutung. | 09275587 |
| Weitere Bilder                          | Doppelmietshaus in offener Bebauung (Holzverkleidung) | Dr.-Michael-Straße 1, 3 (Karte)                       | Um 1900                                                                                                  | Baugeschichtlich und straßenbildprägend von Bedeutung, zweigeschossig, zwei Dacherker, dazwischen stehende Gauben, übereckgestellter Eckturm mit barockisierender Haube, linke Achse Holzverkleidung, Satteldach. Das in offener Bebauung stehende, zweigeschossige Doppelmietshaus wurde um 1900 erbaut. Der traufständige Bau mit seinem traufseitig stark überständigen Satteldach ist durch zwei markante Risalite mit Zwerchhäusern und gestuften Volutengiebeln sowie einen links übereckgestellten Eckturm mit barockisierender Haube geprägt. Die Fenster besitzen unterschiedlich gestaltete Einfassungen aus Sandstein und sind im Obergeschoss mit unterschiedlichen Bedachungen bekrönt. Ebenso finden sich in den verschiedenen Gebäudeabschnitten diverse Formen der Fensteranordnung als Einzel-, Zwillings- und Drillingsfenster. Auffallend ist ebenso die unterschiedliche Gestaltung der seitlich des linken Risaliten befindlichen Fassaden. Während die rechte Fassade verputzt ist und mit zwei markanten Dachgaupen bekrönt wird, ist die linke Fassade verbrettert und mit Gefachen und geschweiften Holzbändern verziert, Die Fenster in beiden Geschossen haben Anklänge an den Jugendstil, während das stark auskragende Dach schlicht und ohne Aufbau ist. Insgesamt stellt sich das Gebäude als stilistisch heterogener und eklektizistischer Bau seiner Zeit dar. Hieraus leitet sich sowohl seine baugeschichtliche wie auch straßenbildprägende Bedeutung ab. | 09275514 |
|                                         | Ernst-Rietschel-Schule und Turnhalle | Dr.-Michael-Straße 2 (Kühnstraße 1) (Karte)           | 1902–1903, Anbau später                                                                                  | Baugeschichtlich und ortsgeschichtlich von Bedeutung. Schulgebäude (Mittelschule) über annähernd L-förmigen Grundriss, Hauptgebäude dreigeschossig, zur Dr.-Michael-Straße mit hohem Walmdach einschließlich Uhrturm und zwei kleinen Dachreitern, auf Hofseite Treppenturm mit barockisierender Haube, zur Schillerstraße Turnhalle, gegenüber dreigeschossiger späterer Anbau, ehemals unter der Adresse Kühnstraße 1 erfasst, Hauptanschrift ist aber Dr.-Michael-Straße 2, Kühnstraße 1 (spätere Erweiterung), sind auch zwei verschiedene Träger. Die Ernst-Rietschel-Schule wurde 1902/1903 erbaut und ist ein Entwurf des Architekten Georg Heinsius von Mayenburg (1870–1930), der durch zahlreiche Bauten in Dresden und Umgebung bekannt wurde und unter anderem die viel beachtete, spätere Werkssiedlung „Gartenstadt Marga“ in Brieske in der Niederlausitz geschaffen hat. Der Schulbau steht auf einem annähernd L-förmigen Grundriss. Das Hauptgebäude ist dreigeschossig mit Segmentbogenfenstern im Erdgeschoss und rechteckigen Fenstern in den beiden Obergeschossen. Zur Dr.-Michael-Straße wird das Gebäude von einem hohen Walmdach mit Uhrturm und zwei kleinen Dachreitern abgeschlossen. Auf der Hofseite steht ein Treppenturm mit barockisierender Haube. Zur Schillerstraße hin ist die Turnhalle errichtet, der ein weiterer, dreigeschossiger, späterer Anbau gegenübersteht. Die Ernst-Rietschel-Schule ist als wichtige Arbeit von Mayenburgs sowohl baugeschichtlich wie ortsgeschichtlich von bemerkenswerter Bedeutung. | 09275506 |
|                                         | Wohnhaus in geschlossener Bebauung in Ecklage mit Laden | Dr.-Wilhelm-Külz-Straße 1 (Karte)                     | 1. Hälfte 19. Jahrhundert                                                                                | Obergeschoss verbrettert, vermutlich darunter Fachwerk, baugeschichtlich von Bedeutung, zweigeschossig, Satteldach, zwei Eingänge. Das in geschlossener Bebauung in Ecklage stehende Wohnhaus mit Satteldach wurde in der ersten Hälfte des 19. Jahrhunderts erbaut. Das massiv errichtete Erdgeschoss des zweigeschossigen Baus hat auf der vierachsigen Traufseite zwei Eingänge, wovon der linke den Zugang zu einem Ladenlokal bildet. Fenster und Türen haben einfache Sandsteineinfassungen. Das vermutlich aus Fachwerk bestehende Obergeschoss ist ebenso wie der Giebel verbrettert. Die zweiachsige Giebelseite ist durch die leicht vorstehende Verbretterung des Giebels, der übereinander zwei Zwillingsfenster aufweist, dreigeteilt. Das Gebäude hat aufgrund seines bauzeitlichen Aussagewertes als charakteristisches, einfaches Wohnhaus mit Laden aus dem frühen 19. Jahrhundert sozialgeschichtliche und baugeschichtliche Bedeutung. | 09275511 |
|                                         | Villa mit Einfriedung | Dr.-Wilhelm-Külz-Straße 2 (Karte)                     | 1. Viertel 19. Jahrhundert                                                                               | Baugeschichtlich und städtebaulich von Bedeutung, zweigeschossig, Satteldach, breiter Dacherker, Eingang mit Segmentbogengiebel, über darüberliegendem Fenster Sprenggiebel. Die auf einem Grundstück mit teilweise original erhaltener Einfriedung stehende, zweigeschossige Villa mit Satteldach wurde im ersten Viertel des 19. Jahrhunderts erbaut. Die Fassade des traufständigen Baus ist von einem durchlaufenden, Erdgeschoss und Obergeschoss trennenden Sohlbankgesims, einem Kranzgesims mit Zahnschnitt sowie einem breiten, sechsachsigen Zwerchhaus mit Dreiecksgiebel mit halbkreisförmigem Fenster geprägt. Die Segmentbogenfenster des Erdgeschosses haben leicht geohrte Sandsteineinfassungen mit einem Schlussstein. Der mit profiliertem Sandstein eingefasste Eingang hat eine segmentbogenförmige, konsolierte Bedachung. Die rechteckigen Fenster des Obergeschosses sind von profilierten, durch kleine Konsolen gestützte Bedachungen bekrönt. Das Zwillingsfenster oberhalb des Eingangs wird von einem mit drei Konsolen gestützten Sprenggiebel bedacht und führt die Komposition der Fassade vom Eingang zu den enger stehenden Fenstern des Zwerchhauses und das abschließende Giebelfenster. Aufgrund seines bauzeitlichen Aussagewertes als Zeugnis der prosperierenden, städtischen Entwicklung von Pulsnitz und der stringenten, spätklassizistischen Komposition kommt der Villa eine nennenswerte baugeschichtliche und städtebauliche Bedeutung zu. | 09275513 |
|                                         | Villa mit Einfriedung | Dr.-Wilhelm-Külz-Straße 4 (Karte)                     | Um 1885                                                                                                  | Baugeschichtlich und städtebaulich von Bedeutung, zweigeschossig, über annähernd quadratischem Grundriss, Walmdach, seitlich Eingangshäuschen mit Schnitzwerk. Die auf einem Grundstück mit teilweise original erhaltener Einfriedung stehende, zweigeschossige Villa mit Walmdach wurde um 1885 erbaut. Der traufständige Bau hat im Erdgeschoss Segmentbogenfenster mit profiliertem Sandsteingewände und geputzter Einfassung mit kleinen Konsolen. Seitlich findet sich ein Eingangshäuschen mit Schnitzwerk. Erdgeschoss und Obergeschoss werden durch ein breites Band mit gemaltem Dekor und Kartuschen jeweils unter den Fenstern getrennt, das von schmalem Gurt- und Sohlbankgesims gerahmt wird. Die Fenster des Obergeschosses sind sandsteingefasst und werden von konsolierten Bedachungen bekrönt. Das gekehlte Traufgesims weist ebenfalls Bemalungen und Kartuschen auf. Zur Straßenseite ist ein risalitartiger, zweiachsiger Vorsprung der ansonsten sechsachsigen Fassade erkennbar, der die Fenster von Erdgeschoss und Obergeschoss als Zwillingsfenster zusammenfasst und von einem massiven Dachhaus mit flacher Balustrade abgeschlossen wird. Aufgrund seines bauzeitlichen Aussagewertes als Villenbau, der die prosperierende, seinerzeitige städtische Entwicklung bezeugt, kommt dem Bauwerk eine nennenswerte baugeschichtliche und städtebauliche Bedeutung zu. | 09275512 |
|                                         | Wohnhaus in offener Bebauung, mit Scheune im rechten Winkel stehend | Dr.-Wilhelm-Külz-Straße 70 (Karte)                    | Bezeichnet mit 1817                                                                                      | Baugeschichtlich von Bedeutung, mit Satteldach, Sandsteingewände. Das in offener Bebauung stehende Wohnhaus mit einer im rechten Winkel hierzu stehenden Scheune wurde 1817 erbaut. Die Datierung findet sich verzeichnet im Scheitel des Sandsteingewändes der segmentbogenförmigen Eingangstür. Der traufständige, auf verputztem Sockel stehende Massivbau ist straßenseitig fünfachsig und besitzt eine schlichte Putzfassade ohne nennenswerten Schmuck. Die Fenster haben Sandsteingewände mit leicht betonten, abgerundeten Stürzen und Sohlbänken. Oberhalb des Traufgesimses erhebt sich ein Satteldach ohne Belichtungen. Aufgrund seines Aussagewertes als weitgehend erhaltenes, die städtische Entwicklung des frühen 19. Jahrhunderts bezeugendes Wohnhaus besitzt das Gebäude sowohl ortsentwicklungsgeschichtliche wie auch baugeschichtliche Bedeutung. | 09275577 |
|                                         | Wohnhaus in halboffener Bebauung (Obergeschoss Fachwerk) | Dresdener Straße 2 (Karte)                            | Vor 1750                                                                                                 | Obergeschoss Fachwerk, baugeschichtlich von Bedeutung, Satteldach mit Hechtgaube, zweigeschossig, Abbruch Hintergebäude 2008 festgestellt. Das in halboffener Bebauung stehende Wohnhaus, das ursprünglich über ein inzwischen abgerissenes Hintergebäude verfügte, wurde vor 1750 erbaut. Der zweigeschossige, traufständige Bau besitzt ein Erdgeschoss in Massivbauweise. Das Obergeschoss ist als Fachwerkbau ausgeführt. Das Satteldach ist beidseitig von einer schönen, langen Hechtgaupe bestimmt. Den Giebel prägen Zwillingsfenster auf zwei Ebenen. Aufgrund der Tatsache, dass insbesondere im Fachwerk nur wenige nachträgliche Eingriffe erfolgt sind, zeigt das Gebäude in signifikanter Weise bauzeitliche, regionaltypische Bauweisen, -formen und -materialien. Es verkörpert ein Relikt der alten, inzwischen städtisch überformten Bebauung in dem rd. 100 m außerhalb der Stadtmauern gelegenen Bereich und ist als Bild und baulicher Strukturbestandteil prägend. Aus diesem Grunde kommt dem Bau sowohl eine baugeschichtliche wie auch ortsentwicklungsgeschichtliche Bedeutung zu. | 09275500 |
|                                         | Wohnhaus in Ecklage (ohne Anbau) | Dresdener Straße 6 (Karte)                            | Um 1910                                                                                                  | Baugeschichtlich und städtebaulich von Bedeutung, Wohnhaus dreigeschossig, mit abgeschrägter Ecke, an der Dresdner Straße zwei Giebel mit Wandlisenen und Zierfachwerk, Putzstuck, an der Bachstraße ein Giebel. Das um 1910 erbaute Wohnhaus steht in geschlossener Bebauung in Ecklage. Die Fassade des zweigeschossigen Baus auf teilweise verputztem Bruchsteinsockel ist durch die abgeschrägte Ecke sowie ein umlaufendes großes Dachhaus mit drei Giebeln mit Rundfenstern, die von Putzschmuck eingefasst sind, geprägt (zwei Giebel zur Dresdener Straße, ein Giebel zur Bachstraße). Das Erdgeschoss ist von einem über zwei Achsen reichenden Portal, sowie einem über Eck gelegenen Laden mit tiefen Schaufenstern und segmentbogenförmigem Eingang bestimmt. Das Dachhaus weist eine Lisenengliederung sowie Putzkartuschen auf den verblendeten Fensterflächen auf. Oberhalb des Portals, zwischen den Giebeln ist das Dachhaus mit zusätzlichem Zierfachwerk versehen. Darüber befindet sich im traufseitigen Dach eine Fledermausgaupe. Aufgrund seiner besonderen Lage und des bauzeitlichen Aussagewertes Zeugnis der Stadtbebauung im Beginn des 20. Jahrhunderts hat das Gebäude städtebauliche Bedeutung. | 09275558 |
|                                         | Wohnhaus in offener Bebauung | Dresdener Straße 10 (Karte)                           | Bezeichnet mit 1902                                                                                      | Baugeschichtlich von Bedeutung, Fensterbedachungen, Putzprofile, Sandsteinprofile, im Giebel bezeichnet mit 1902. Das in offener Bebauung stehende, zweigeschossige Wohnhaus wurde 1902 erbaut (bezeichnet im Giebel). Erdgeschoss und Obergeschoss des verputzten Massivbaus mit Satteldach sind durch ein umlaufendes, schmales Gurtgesims getrennt. Die Fenster des Obergeschosses tragen flache Bedachungen. Oberhalb des profilierten Traufgesimses erhebt sich traufseitig eine Dachgaupe mit Bogenbedachung und verblendetem Segmentbogengiebel. Die vierachsige Giebelseite besitzt im Dachgeschoss drei profiliert eingefasste Rundbogenfenster mit Schlussstein, die durch ein Sohlbankgesims zusammengefasst werden. Darüber befindet sich ein ebenfalls profiliert eingefasstes, kleines Rundfenster. Aufgrund seines authentischen, bauzeitlichen Aussagewertes als zu einem Bauernhof gehörendes Wohnhaus der Jahrhundertwende besitzt das Gebäude baugeschichtliche Bedeutung. | 09275408 |
|                                         | Wohnhaus in offener Bebauung | Dresdener Straße 32 (Karte)                           | Bezeichnet mit 1926                                                                                      | Baugeschichtlich und städtebaulich von Bedeutung, Putzreliefbänder im Eingang, Sandsteinquadersockel, Putzflächen zur Gliederung der Fassade, im Giebel bezeichnet. Das in offener Bebauung stehende Wohnhaus wurde 1926 erbaut (bezeichnet im Giebel des Zwerchhauses). Der auf annähernd quadratischem Grundriss stehende, straßenseitig vierachsige Bau ist durch Putzdekor in Form von rahmenden Lisenen und Putzspiegeln im Obergeschoss sowie zwei Zwerchhäuser geprägt. Das zur Mittelbacher Straße stehende Zwerchhaus besitzt ein Walmdach und drei durch Einfassung und eine durchgehende, profilierte Fensterbank zusammengefasste Fenster. Die Fenster des zur Dresdener Straße gerichteten, Zwerghauses mit Segmentbogengiebel und leicht geschweifter Giebelschulter sind ebenso zusammengefasst. Unterhalb befindet sich im Obergeschoss ein zweiachsiger Erker, der von verzierten Konsolen getragen wird. Aufgrund seines, die Stadtentwicklung der 1920er Jahre bezeugenden, bauzeitlichen Aussagewertes kommt dem Gebäude vor allem eine städtebauliche Bedeutung zu. | 09275405 |
|                                         | Wohnhaus in halboffener Bebauung mit Anbau | Fabrikstraße 3 (Karte)                                | 1870/1880                                                                                                | Baugeschichtlich und städtebaulich von Bedeutung, Wohnhaus zweigeschossig, Dach mit Zwerchhaus mit drei Fenstern und einem Ovalfenster, Sandsteingewände, Putzspiegel unter Fenstern im 1. Obergeschoss, Erker links auf verzierten Konsolen, mit Stuck und farbigem Glas, Anbau mit Sommerhäuschen aus Holz, teilweise farbiges Glas in Tür, neue Fenster. Das in halboffener Bebauung stehende, zweigeschossige Wohnhaus mit einem angebauten Sommerhäuschen aus Holz wurde 1870/1880 erbaut. Der Fassade des Massivbaus ist geprägt von Fenstern mit Sandsteingewände, Putzornamentik, unter anderem in Form von Putzspiegeln unterhalb der Fenster des Obergeschosses, einem links befindlichen Erker, der von verzierten Konsolen gestützt wird, sowie einem oberhalb des kräftigen Traufgesims befindlichen Zwerchhaus mit Dreiecksgiebel und drei Fenstern mit einem Ovalfenster darüber. Während die Fenster des Erdgeschosses segmentbogenförmig sind, weisen die Fenster des Obergeschosses eine rechteckige Form auf und werden von Bedachungen bekrönt. Teilweise findet sich in Fenstern und Türen von Haus und Sommerhäuschen noch originales, farbiges Glas. Aufgrund der baulichen Struktur und seines stadtentwicklungsgeschichtlichen Zeugniswertes besitzt das Gebäude städtebauliche Bedeutung. | 09275626 |
|                                         | Villa mit Einfriedung | Fabrikstraße 7 (Karte)                                | Um 1910                                                                                                  | Baugeschichtlich und städtebaulich von Bedeutung, verwinkelt, mit halbrunden Vorbau, Eingangsvorbau, Sandsteingewände. Die um 1910 erbaute Villa besitzt eine original erhaltene Einfriedung mit umlaufendem Sockel und bedachten Pfeilern. Das auf einem unregelmäßigen Grundriss stehende zweigeschossige Gebäude besitzt einen Eingangsvorbau sowie einen weiteren halbrunden Vorbau. Die im Erdgeschoss segmentbogenförmigen, im Obergeschoss rechteckigen Fenster haben durchgängig Sandsteingewände. Die insgesamt unruhige, verwinkelte Ansicht der Villa setzt sich im Dachbereich fort, das durch teilweise überschnittenen Satteldach- und Fußwalmdachformen gekennzeichnet ist. Markant ist der mittige große Dachreiter mit seiner gebauchten Haube. Die Ecklage und der bauzeitliche Aussagewert als charakteristisches Zeugnis der seinerzeitigen, florierenden Wirtschaft geben dem Villengebäude städtebauliche Bedeutung. | 09275578 |
|                                         | Wohnhaus in Ecklage und Toreinfahrt | Feldstraße 2 (Karte)                                  | Um 1800                                                                                                  | Baugeschichtlich von Bedeutung, Wohnhaus in halboffener Bebauung, zweigeschossig, Krüppelwalmdach mit Fledermausgaupen, Eingangstür mit Segmentbogenabschluss, Toreinfahrt an der Seite des Hauses, irrtümlich unter dieser Adresse erfasstes Fabrikgebäude jetzt unter Goethestraße 6. Das in Ecklage und halboffener Bebauung stehende, zweigeschossige Wohnhaus wurde um 1800 erbaut. Das traufseitig fünfachsige Gebäude besitzt eine schlichte Putzfassade. Auf der der Straße entgegengesetzten Giebelseite befindet sich eine korbbogenförmige, bedachte Toreinfahrt. Die traufseitige, original erhaltene Eingangstür hat einen korbbogenförmigen Abschluss und ist mit Sandstein markant eingefasst. Im Scheitel der Einfassung befindet sich ein kartuschenförmiger Schlussstein. Über dem leicht profilierten Traufgesims erhebt sich ein Krüppelwalmdach, das in zwei Ebenen Fledermausgaupen besitzt. Das Gebäude ist aufgrund seiner authentischen, bauzeitlichen Aussagekraft als Wohnhaus im Übergang vom 17. zum 18. Jahrhundert insbesondere von baugeschichtlicher Bedeutung. | 09275486 |
|                                         | Villa mit Einfriedung | Feldstraße 12 (Karte)                                 | Bezeichnet mit 1893                                                                                      | Baugeschichtlich und städtebaulich von Bedeutung, eingeschossig mit ausgebautem Dachgeschoss, auf Granitsockel, Hauptfassade mit Mittelrisalit und Terrasse, Dreiecksgiebel, Hochparterre Palladiomotiv, Eckerker mit spitzer Haube Bismarckmedaillon, Fassadengliederung durch Klinkerstücke. Die 1893 erbaute Villa (bezeichnet im aufwändig gefassten Eingangsportal) mit erhaltener Einfriedung mit Bruchsteinsockel, Pfeilern und Palisadenzaunfeldern wurde auf einem Granitsockel stehend eingeschossig mit ausgebautem Dachgeschoss errichtet. Die Hauptfassade wird von einem Mittelrisalit mit Dreiecksgiebel unter stark auskragendem Satteldach und vorgelagerter Terrasse mit Freitreppe bestimmt. Das Hochparterre wird zentral von einem sandsteingefassten Palladiomotiv mit Dekor und Schlussstein im Scheitel des Hauptfensters eingenommen. Darüber befindet sich ein sandsteingefasstes Zwillingsfenster mit segmentbogigem Abschluss. Links akzentuiert ein Eckerker mit spitzer Haube und Bismarckmedaillon die Ansicht. Die geputzte Fassade wird insgesamt durch Klinkerstücke gegliedert und dekoriert, etwa durch segmentbogige Bänder oberhalb der rechteckigen Fenster des Erdgeschosses oder durch Ecknutungen des Gebäudes. Aufgrund seiner architektonischen Qualität und des bauzeitlichen Aussagewertes als charakteristisches Zeugnis einer zunehmend wachsenden, erfolgreichen Wirtschaft in Pulsnitz am Ende des 19. Jahrhunderts besitzt das Gebäude sowohl baugeschichtliche wie auch städtebauliche Bedeutung. | 09275485 |
|                                         | Gärtnerei Hauffe (ehemals); Wirtschaftsgebäude eines ehemaligen Gutes mit Einfriedung einschließlich Portal | Feldstraße 14 (Karte)                                 | Um 1900                                                                                                  | Baugeschichtlich und ortsgeschichtlich von Bedeutung, Stall, Taubenhaus, Gärtnerei, Obergeschoss Wohnung. Die ehemalige Gärtnerei ist ein Wirtschaftsgebäude eines ehemaligen Gutshofes und wurde um 1900 nach den Plänen von Georg Heinsius von Mayenburg (gemeinsam mit Lehnert) im Auftrag des Industriellen Emil Hauffe erbaut. Es umfasst Stall, Taubenhaus, Gärtnerei sowie im Ober- bzw. Dachgeschoss eine Wohnung. Erhalten ist bis heute auch die Einfriedung auf Bruchsteinsockel mit bedachten Pfeilern und Palisadenzaunfeldern sowie das Eckportal als Grundstückseingang. Das aus mehreren Flügeln und Teilen bestehende Gebäude besitzt im Erdgeschoss durchgängig Segmentbogenfenster. die mit Sandstein eingefasst sind und im Scheitel einen Schlussstein tragen. Das hohe Dachgeschoss ist als Vollgeschoss in Fachwerkbauweise errichtet und durch mehrere Dachhäuser mit Krüppelwalmdach sowie zahlreiche stehende, verbretterte Gaupen mit Satteldach gegliedert. Zentral wird das Dach von einem Dachreiter mit Haube und Wetterfahne bekrönt. Aufgrund seiner bemerkenswerten gestalterischen Referenz und baulichen Qualität sowie seiner Funktion als Wirtschaftsgebäude ist die ehemalige Gärtnerei von baugeschichtlicher und ortsgeschichtlicher Bedeutung. | 09275650 |
| Direkt Bild zu diesem Denkmal hochladen | Wohnhaus, Scheune und zwei Granitpfeiler der Hofeinfahrt eines Vierseithofes | Forststraße 2 (Karte)                                 | Bezeichnet mit 1868                                                                                      | Baugeschichtlich von Bedeutung. Das zweigeschossige Wohnhaus mit Scheune wurde als Teil eines Vierseithofes 1868 erbaut. Ebenso erhalten sind noch zwei originale Granitpfeiler der Hofeinfahrt. Wohnhaus und Scheune sind als Massivbauten errichtet. Das zweigeschossige Wohnhaus ist giebelseitig vierachsig und trägt ein Satteldach. Die Portale und Fenster haben Sandsteingewände, Der Giebel besitzt drei kleine Rundbogenfenster, die durch ein schmales Sohlbankgesims zusammenfasst sind. Darüber in der Giebelspitze befindet sich ein kleines, rundes Lüftungsfenster. Aufgrund ihres bauzeitlichen Aussagewertes als verbliebene Teile eines charakteristischen Vierseithofes aus der zweiten Hälfte des 19. Jahrhunderts haben Wohnhaus und Scheune baugeschichtliche Bedeutung. | 09275416 |
| Direkt Bild zu diesem Denkmal hochladen | Wohnstallhaus eines Dreiseithofes, mit angebautem Backofen | Forststraße 4 (Karte)                                 | Ende 19. Jahrhundert                                                                                     | Baugeschichtlich von Bedeutung, Massivbau verputzt, Putzprofile und -bänder. Das Wohnstallhaus mit traufseitig auskragendem Satteldach und angebautem Backofen gehörte zu einem Dreiseithof, der Ende des 19. Jahrhunderts erbaut wurde. Die Fassade des massiven, zweigeschossigen Putzbaus ist allseitig mit Putzdekor und -profilen sowie Putzbändern versehen, die die Fassade gliedern und die Fenster einfassen. Das putzgerahmte Giebelfeld ist von einem markant eingefassten Zwillingsfenster mit rundbogenförmigen Abschlüssen bestimmt, darüber befindet sich ein halbrundes Fenster, das ebenfalls mit Putz eingefasst ist. Aufgrund seines bauzeitlichen Aussagewertes als Teil eines ehemaligen, charakteristischen Dreiseithofes aus dem Ende des 19. Jahrhunderts hat das Gebäude baugeschichtliche Bedeutung. | 09275415 |
|                                         | Wohnhaus mit Laden in Ecklage | Gartenstraße 2 (Karte)                                | Um 1850                                                                                                  | Baugeschichtlich und städtebaulich von Bedeutung, wichtige Ecklage Nähe Markt, an der Ausfallstraße nach Großröhrsdorf, original: Haustür mit Oberlicht, Sandsteingewände (auch Gaupen), drei Lüftungsgitter an der Traufe, Eckladen, freiliegende Dachrinne. Das in prägnanter Ecklage in Nähe des Marktes an der Ausfallstraße nach Großröhrsdorf stehende, zweigeschossige Wohnhaus mit Laden wurde um 1850 erbaut und besitzt eine abgeflachte Ecke. Die Segmentbogenfenster im Erdgeschoss ebenso wie der seitliche Hauseingang und der Ladeneingang an der abgeflachten Eckseite des verputzten Massivbaus mit Walmdach haben Sandsteingewände. Die Haustür mit Oberlicht ist original erhalten. Die Fenster des Obergeschosses haben ebenso Sandsteingewände wie die Doppelfenster der beiden Dachgaupen und werden darüber hinaus von profilierten Sohlbänken akzentuiert. Unterhalb der Traufe finden sich umlaufend runde Entlüftungsgitter. Aufgrund seiner wichtigen Lage und seines bauzeitlichen Aussagewertes als Zeugnis der Stadtentwicklung hat das Gebäude städtebauliche Bedeutung. | 09275521 |
|                                         | Wohnhaus (ehemals Fabrikantenwohnhaus) und Einfriedung, im hinteren Bereich Werksgebäude und Klinkerbau mit Maschinen | Gartenstraße 6 (Karte)                                | Bezeichnet mit 1883                                                                                      | Baugeschichtlich und straßenbildprägend von Bedeutung. Wohnhaus: zweigeschossiger Putzbau, Putzgliederung, profilierte Fenstergewände, Satteldach mit Hecht, kunstvoll geschmiedete Einfriedung. Werksgebäude: massiv, mit Hechtgauben auf beiden Seiten (Abbruch nach 1993). Erhalten ist noch ein ehemaliges Fabrikgebäude, unklar ist Verbleib der Maschinen. Das ehemalige Fabrikantenwohnhaus ist ein zweigeschossiger Putzbau und wurde 1883 erbaut. Er ist gebäudlicher Bestandteil einer mehrere Gebäude umfassenden Bandweberei, zu denen ein Werksgebäude aus der 1. Hälfte des 19. Jahrhunderts mit Hechtgaupen auf beiden Dachseiten gehört, das abgebrochen wurde sowie ein Fabrikgebäude mit Maschinen aus dem Ende des 19. Jahrhunderts. Das Fabrikgebäude, ein dreigeschossiger Klinkerbau, ist ebenso noch erhalten wie die originale, kunstvoll geschmiedete Einfriedung des Geländes. Das Wohnhaus trägt ein Satteldach mit einem über die gesamte Gebäudelänge ausgedehnten Hecht auf beiden Seiten und kleinem Krüppelwalm. Die Fassaden sind von Putzgliederungen und profiliertem Fenstergewände geprägt. Die fünfachsige, zur Straße stehende Traufseite wird von Sohlbankputzbändern horizontal gegliedert. Alle Fenster haben Bedachungen. Die mittlere Achse steht leicht vor. Dort finden sich segmentbogenförmige (im Erdgeschoss) und dreieckige (im Obergeschoss) Giebelbedachungen der Fenster. Der Giebel ist von drei Zwillingen mit Rundbogenfenstern besetzt. Aufgrund der örtlich wichtigen, industriellen Funktion und der bauzeitlich authentischen Architektur haben das Wohngebäude und das dazugehörende Gebäudeensemble städtebauliche und straßenbildprägende Bedeutung. | 09275522 |
|                                         | Wohn- und Geschäftshaus in Ecklage mit Laden | Goethestraße 1 (Karte)                                | Bezeichnet mit 1847                                                                                      | Baugeschichtlich und städtebaulich von Bedeutung, dreigeschossig, Erdgeschoss mit modernen Ladeneinbau, Segmentbogenfenster mit Sandsteineinfassungen, Geschossgesimse, Lüftungsrosetten und Konsolen im Drempel, Erdgeschoss ehemaliger Quaderputz, Dachgauben, rückwärtig Segmentbogentor scharierter Sandstein mit Schlussstein bezeichnet, Oberlicht, Hoftür mit Ziereisengitter. Das in Ecklage stehende, dreigeschossige Wohn- und Geschäftshaus wurde 1847 erbaut. Das ursprünglich mit Quaderputz gestaltete Erdgeschoss ist verblendet und von modernen Ladeneinbauten geprägt. Die sechs- bzw. siebenachsige Fassade des ersten und zweiten Obergeschosses wird horizontal von Sohlbankgesims und profiliertem Gurtgesims strukturiert. Die Segmentbogenfenster beider Geschosse haben Sandsteineinfassungen. Im Drempel finden sich Lüftungsrosetten sowie Konsolen, die das auskragende Traufgesims stützen. Das Mansarddach ist umlaufend von stehenden Giebelgaupen geprägt. Auf der rückwärtigen Gebäudeseite findet sich ein Segmentbogentor aus schariertem Sandstein mit Schlussstein und Jahresbezeichnung. Die Hoftür besitzt ein aufwändiges Ziergitter. Aufgrund des bauzeitlichen Aussagewertes als Zeugnis städtischer Bebauung Mitte des 19. Jahrhunderts und der wichtigen Lage hat das Gebäude städtebauliche Bedeutung. | 09275609 |
|                                         | Wohnhaus in geschlossener Bebauung | Goethestraße 2 (Karte)                                | 1. Hälfte 19. Jahrhundert                                                                                | Baugeschichtlich und städtebaulich von Bedeutung, zweigeschossig, ausgebautes Dachgeschoss, teilweise neue Fenster (Erdgeschoss: originale Fenster), glatte neue Putzfassade, Sandsteineinfassungen, links kleines Zwerchhaus, Dachgaube mittig auf Dach, rechts großes Zwerchhaus mit drei Fenstern und Okulus darüber, darunter im ersten Obergeschoss 3/8-Erker mit Schieferbedachung. Das in geschlossener Bebauung stehende Wohnhaus wurde in der 1. Hälfte des 19. Jahrhunderts erbaut. Das zweigeschossige Gebäude besitzt ein ausgebautes Dachgeschoss. Die Fenster des siebenachsigen, mit glatter, neuer Putzfassade versehenen, traufständigen Massivbaus haben durchgängig Sandsteineinfassungen. Die Eingangstür links ist segmentbogenförmig abgeschlossen, die Fenster sind rechteckig gestaltet. Links findet sich ein kleines Zwerchhaus mit Knickgiebel und Zwillingsfenster, daneben mittig eine Giebelgaupe. Rechts zeigt sich ein prägnantes, großes Zwerchhaus mit Knickgiebel, drei Fenstern und Okulus darüber. Darunter befindet sich im Obergeschoss ein 3/8-Erker, der eine Schieferbedachung hat. Aufgrund seines Aussagewertes als Zeugnis der städtischen Entwicklung hat das Gebäude städtebauliche Bedeutung. | 09275616 |
|                                         | Wohnhaus in geschlossener Bebauung | Goethestraße 4 (Karte)                                | Um 1890                                                                                                  | Repräsentativer Putzbau, baugeschichtlich und städtebaulich von Bedeutung, zweigeschossig, drei Dachhäuschen mit Segmentbogenabschluss, Erdgeschoss Rundbogenfenster mit Schlussstein, erstes Obergeschoss Sohlbank und Sturz auf Konsolen, Gesims, Erker reich geschmückt mittig auf Konsolen, Dreiecksgiebel, Eingangsbereich rechtsseitig, Originaltür mit Rundbogenabschluss, Erdgeschoss Rustikagliederung, Sandsteinfassade. Das in geschlossener Bebauung stehende, repräsentative Wohnhaus wurde um 1890 erbaut. Der zweigeschossige, traufständige Putzbau ist fünfachsig und durch reichliches Dekor gestaltet. Profiliertes Sohlbankgesims, Gurtgesims und Gesims mit Zahnschnitt an der Traufe gliedern die Fassade horizontal. Das Erdgeschoss ist von Putzquaderung und Spiegeln oberhalb des Sockelgesimses bestimmt. Die Rundbogenfenster sind mit einem Schlussstein bekrönt. Im Obergeschoss sind die Fenster von Sandstein eingefasst und haben konsolierte und profilierte Sohlbänke und Bedachungen. Mittig befindet sich ein reich geschmückter Erker mit Konsolen und dekoriertem Dreiecksgiebel. Das Dach ist durch drei Gaupen mit Bogenbedachung und Segmentbogengiebel gegliedert. Aufgrund seiner repräsentativen Gestaltung und des bauzeitlichen Aussagewertes als Zeugnis steigenden Wohlstandes Ende des 19. Jahrhunderts ist das Gebäude sowohl baugeschichtlich wie auch städtebaulich von Bedeutung. | 09275615 |
|                                         | Wohnhaus in Ecklage mit Laden | Goethestraße 5 (Karte)                                | Bezeichnet mit 1825                                                                                      | Baugeschichtlich von Bedeutung, zweigeschossig, Eckladen mit Zugang an Ecke, zwei Schaufenster modernisiert, Tür mit geschliffenen Scheiben, Granitstufen, Zugang Wohnen mit neuer Holztür, Inschrift über Bogen, Sandsteingewände überstrichen, neuer Putz, mehrfarbiger neuer Spritzputz, Giebelstellung. Das in offener Bebauung in Ecklage stehende Wohnhaus mit Laden wurde 1825 erbaut. Der zweigeschossige Bau mit Satteldach hat eine neue, mehrfarbige Spritzputzfassade. Erkennbar bleibt die horizontale Gliederung durch ein Sohlbankputzband zwischen Erdgeschoss und Obergeschoss. Der Laden, dessen Fenster modernisiert wurden, hat einen Eckzugang mit original erhaltener Tür mit geschliffenen Scheiben. Die Hauseingangstür an der Traufseite hat, ebenso wie die übrigen Fenster nachträglich überstrichene Sandsteingewände und einen segmentbogenförmigen Abschluss mit Inschrift über dem Bogenscheitel. Das Obergeschoss hat auf Ladenseite eine erkerähnliche Fenstergestaltung mit über Eck laufender schmaler Bedachung. Trotz der beträchtlichen Modernisierungen hat das Gebäude aufgrund der immer noch nachvollziehbaren, bauzeitlichen Eigenschaften Zeugniswert und baugeschichtliche Bedeutung. | 09275610 |
|                                         | Wohnhaus in geschlossener Bebauung mit Durchfahrt, fünf Fabrikgebäude im hinteren Bereich (Gebäudekomplex um Hof) und Toreinfahrt                                                                                                   | Goethestraße 6 (Karte)                                | Bezeichnet mit 1817 (Wohnhaus); um 1900 (Fabrikgebäude)                                                  | Baugeschichtlich und technikgeschichtlich von Bedeutung, zweigeschossig und Mansardgeschoss, drei Dachgauben, Traufstellung, Sandsteingewände, Tor mit Segmentbogen und Schlussstein bezeichnet, neue Fenster, Fabrikgebäude (irrtümlich bis Juni 2008 unter Feldstraße 2 in der Denkmalliste geführt), Gebäudekomplex um Innenhof, fünf Gebäude, mehrgeschossig mit Produktionsgebäuden, Fassadengliederung durch Kranzgesims, Lisenen, Bänder, Fensterabschlüsse mit Segmentbogen, turmartig vorgezogene Teile, mit Schornstein, Produktionsgebäude mit Sheddach, Gebäude mit campanileartigem Turm, Toreinfahrt von der Feldstraße aus. Das in geschlossener Bebauung stehende, zweigeschossige Wohnhaus mit Mansarddach wurde 1825 erbaut. Die achtachsige Putzfassade des traufständigen Baus hat Fenster mit Sandsteingewände sowie im Dach drei Giebelgaupen. Die markante, segmentbogenförmige Toreinfahrt mit bezeichnetem Schlussstein führt zu einem von fünf Fabrikgebäuden gebildeten Innenhof. Der um 1900 entstandene Gebäudekomplex mit Produktionsgebäuden, Halle und Schornstein besteht aus mehrgeschossigen Bauten, teilweise mit turmartig vorgezogenen Baukörpern, deren Fassaden durch Traufgesims, Lisenen, Bänder, Ziegeldekor und Fensterabschlüssen mit Segmentbogen gegliedert sind. Eines der Gebäude besitzt ein Sheddach, ein anderes einen campanileartigen Turm. Der bauzeitlich authentische Gesamtkomplex von Wohnhaus und Fabrikgebäuden bezeugt die industrielle Entwicklung und besitzt aus diesem Grunde baugeschichtliche und technikgeschichtliche Bedeutung. | 09275614 |
|                                         | Wohnhaus in halboffener Bebauung | Goethestraße 7 (Karte)                                | 1. Hälfte 19. Jahrhundert                                                                                | Baugeschichtlich von Bedeutung, Obergeschoss evtl. Fachwerk, verputzt, zweigeschossig, Traufstellung, neue Fenster, neue Tür, Dachpappeschindeln, rückwärtiger neuer Anbau, Sockel mit Zementglättputz. Das in der ersten Hälfte des 19. Jahrhunderts erbaute, traufständige Wohnhaus mit rückwärtigem, neuem Anbau steht in halboffener Bebauung und besitzt ein mit Dachpappeschindeln gedecktes Satteldach mit frei hängender Dachrinne. Das im Erdgeschoss massive, auf einem Sockel mit Zementglattputz stehende Gebäude ist im Obergeschoss vermutlich in Fachwerkbauweise errichtet worden. Die traufseitige, zweigeschossige, schlichte Fassade ist dreiachsig und glatt verputzt, die Fenster und die Eingangstür wurden erneuert. Die giebelseitige Ansicht zeigt Fachwerk mit verputzten Gefachen in Obergeschoss und Giebel. Aufgrund seines bauzeitlichen Aussagewertes als Siedlungsbau seiner Zeit kommt dem Gebäude baugeschichtliche Bedeutung zu. | 09275649 |
|                                         | Letzte Reste der Stadtmauer | Goethestraße 12 (gegenüber) (Karte)                   | Um 1300                                                                                                  | Ortsgeschichtlich von Bedeutung, Bruchsteinmauerwerk, Hinweisschild: Historisches Baudenkmal, ca. 180 cm hoch, bewachsen mit wildem Wein. Pulsnitz wurde, wie viele andere Orte der Oberlausitz auch, am 19. Mai 1225 erstmals urkundlich erwähnt. Aus einem wohl um 1200 angelegten sorbischen Waldhufendorf mit Wasserburg, über dessen Kirche der Deutsche Ritterorden bis 1225 das Patronat innehatte, entwickelte sich das Städtchen, 1318 als oppidum genannt. 1355 erhielt „Polßnitz“ von Kaiser Karl dem IV. das Marktrecht, nur 20 Jahre später (1375) das Stadtrecht. Aus der Zeit um 1300 stammt die Stadtmauer, deren letzte Reste sich in der Goethestraße gegenüber der Hausnummer 12 befinden. Das ca. 1,80 m hohe Bruchsteinmauerwerk, das inzwischen von wildem Wein bewachsen ist, ist aus diesem Grunde von wichtiger, ortsgeschichtlicher Bedeutung. | 09275612 |
|                                         | Wohnhaus in geschlossener Bebauung mit Toreinfahrt | Goethestraße 18 (Karte)                               | Ende 19. Jahrhundert                                                                                     | Baugeschichtlich und städtebaulich von Bedeutung, zweigeschossig, Mansarddach mit Dachgauben, große Toreinfahrt mit Segmentbogenabschluss, historisierende Tür. Das in geschlossener Bebauung stehende Wohnhaus wurde Ende des 19. Jahrhunderts erbaut. Das traufständige Gebäude besitzt im Erdgeschoss eine große, sandsteingefasste Toreinfahrt mit segmentbogenförmigem Abschluss und Schlussstein. Die hölzerne, zweiflüglige, kassettierte Eingangstür mit Oberlicht zeigt historisierende Formelemente. Die vierachsige Fassade des zweigeschossigen Putzbaus wird von einem leicht profilierten Traufgesims abgeschlossen. Im Mansarddach befinden sich zwei markante Dachgaupen mit Satteldach, die über jeweils zwei Fenster verfügen und mit einem profilierten Dreiecksgiebel abschließen. Das Gebäude repräsentiert ein charakteristisches städtisches Wohnhaus aus dem Ende des 19. Jahrhunderts und ist aus diesem Grunde von städtebaulicher Bedeutung. | 09275487 |
|                                         | Fabrikantenvilla mit Einfriedung | Goethestraße 26 (Karte)                               | Bezeichnet mit 1909                                                                                      | Baugeschichtlich von Bedeutung, zweigeschossig, zum Teil Jugendstilfarbglasfenster, mit Anbau für Hallendiele, über quadratischem Grundriss, offener eingeschossiger Eingangsbereich, Walmdach bereichert durch Dachhäuschen, zur Straße Giebel mit Jugendstilornamentik, offene Terrasse, Decke mit Felderbemalung, bis Januar 2008 irrtümlich unter Nummer 24 erfasst, laut ALK-Daten Nummer 26. Die zweigeschossige, über quadratischem Grundriss errichtete Villa wurde 1909 erbaut. Der zweigeschossige Putzbau mit einem angebauten Hallendielenbau und offenem, eingeschossigen Eingangsbereich trägt ein Walmdach mit zwei Zwerchhäusern mit Satteldach. Das markante, zur Straße weisende Zwerchhaus hat drei Fenster und darüber einen mit Jugendstilornamentik reich dekorierten Giebel mit Rundfenster. Die Villa ist mit zahlreichen, originalen Jugendstilfarbglasfenstern ausgestattet. Die unterschiedlich abgeschlossenen und zusammengefassten Fenster des Gebäudes haben Sandsteingewände. Die rückseitige Veranda besitzt eine kassettierte Decke mit aufwändiger Felderbemalung. Das von Jugendstilelementen geprägte Gebäude repräsentiert authentisch einen typischen Villenbau aus dem frühen 20. Jahrhundert und ist aus diesem Grunde baugeschichtlich von Bedeutung. | 09275488 |
| Direkt Bild zu diesem Denkmal hochladen | Wohnhaus in Ecklage mit Toreinfahrt | Goethestraße 29 (Karte)                               | Um 1800                                                                                                  | Baugeschichtlich und städtebaulich von Bedeutung, zweigeschossig, Satteldach mit Hecht- und Fledermausgaupen, Toreinfahrt mit Korbbogenabschluss, Fenster im Ergeschhoss mit Korbbogenabschluss, bis Januar 2008 irrtümlich unter Nummer 15 erfasst, laut ALK-Daten Nummer 29. Das in Ecklage stehende Wohnhaus wurde um 1800 erbaut. Der zweigeschossige Putzbau ist traufseitig siebenachsig und giebelseitig sechsachsig durch Fenster mit Sandsteingewände gegliedert. Die traufseitigen Fenster des Erdgeschosses haben, ebenso wie die Toreinfahrt, einen korbbogenförmigen Abschluss. Die übrigen Fenster des Erdgeschosses und des Obergeschosses sind gerade abgeschlossen. Oberhalb des leicht profilierten Traufgesimses erhebt sich ein Walmdach mit zwei Dachgaupen (auf der Traufseite) sowie markanten Hechtgaupen und oberhalb Fledermausgaupen. Das Gebäude besitzt, trotz der teilweise neuen Fenster, eine insgesamt authentische Präsenz und hat deshalb sowohl baugeschichtliche wie auch städtebauliche Bedeutung. | 09275489 |
|                                         | Wohnhaus in geschlossener Bebauung mit Laden | Großröhrsdorfer Straße 4 (Karte)                      | Anfang 19. Jahrhundert                                                                                   | Baugeschichtlich von Bedeutung, Segmentbogenportal, alter originaler Laden mit Segmentbögen. Das in geschlossener Bebauung stehende, Anfang des 19. Jahrhunderts erbaute, zweigeschossige Wohnhaus besitzt im Erdgeschoss einen alten, originalen Laden. Die einfache, aber harmonisch gegliederte, fünfachsige Fassade des traufständigen Putzbaus ist im Erdgeschoss von einem mit Sandstein eingefassten Segmentbogenportal mit original erhaltener Eingangstür geprägt. Rechts befindet sich die ebenfalls originale Eingangstür des Ladens, die, wie die sie beidseitig flankierenden Fenster mit hölzernen Fensterläden, segmentbogenförmig abgeschlossen ist. Die ansonsten einfach eingefassten Fenster besitzen im Erdgeschoss leicht abgerundete Sandsteinsohlbänke. Oberhalb des einfachen Traufgesimses wird die Ansicht von einem Satteldach mit zwei schlichten Dachluken abgeschlossen. Aufgrund seiner authentischen Gestaltung und des bauzeitlichen Aussagewertes als typischer Siedlungsbau seiner Zeit ist das Gebäude baugeschichtlich von Bedeutung. | 09275523 |
|                                         | Wohnhaus in geschlossener Bebauung | Großröhrsdorfer Straße 24 (Karte)                     | 1. Hälfte 19. Jahrhundert                                                                                | Baugeschichtlich und städtebaulich von Bedeutung, ehemals Korbbogenportal. Das zweigeschossige, in ursprünglich geschlossener Bebauung stehende Wohnhaus wurde in der ersten Hälfte des 19. Jahrhunderts erbaut. Die Fassade des traufständigen, traufseitig fünfachsigen Gebäudes mit einfach verputzter Fassade wurde verändert und das ursprüngliche korbbogenförmige Portal mit Schlussstein zu einem Fenster umgestaltet. Das linke Fenster im Erdgeschoss besitzt noch originale, hölzerne Fensterläden, die ursprünglich die Fassade mitgeprägt haben. Oberhalb der einfach gefassten Fenster des Obergeschosses erhebt sich ein Satteldach mit zwei Dachluken und frei hängender Dachrinne. Trotz der Eingriffe hat das Gebäude aufgrund des Zeugniswertes als charakteristischer Siedlungsbau seiner Zeit städtebauliche Bedeutung. | 09275536 |
|                                         | Wohnhaus in geschlossener Bebauung | Großröhrsdorfer Straße 26 (Karte)                     | 1. Hälfte 19. Jahrhundert                                                                                | Baugeschichtlich und städtebaulich von Bedeutung. Das in der ersten Hälfte des 19. Jahrhunderts erbaute, in geschlossener Bebauung stehende, traufständige Wohnhaus besitzt eine einfache Putzfassade und trägt ein Satteldach mit frei hängender Regenrinne. Der zweigeschossige Bau hat traufseitig drei Achsen mit Eingangstür und Fenstern im Erdgeschoss und Obergeschoss mit Sandsteingewände, das in den Sohlbänken leicht vorkragt. Das Gebäude besitzt aufgrund seiner Einbindung in den Gebäudebestand der Großröhrsdorfer Straße und seines bauzeitlichen Aussagewertes als charakteristisches, einfaches Wohnhaus der zweiten Hälfte des 19. Jahrhunderts städtebauliche Bedeutung. | 09275535 |
|                                         | Leinenhaus Voigt; Wohnhaus in geschlossener Bebauung | Großröhrsdorfer Straße 27 (Karte)                     | 2. Viertel 19. Jahrhundert                                                                               | Baugeschichtlich und städtebaulich von Bedeutung, großer klassizistischer Mittelgiebel. Die Fassade des im zweiten Viertel des 19. Jahrhunderts erbauten, zweigeschossigen Wohnhauses ist von einem markanten Zwerchhaus geprägt. Im Erdgeschoss findet sich rechts ein Segmentbogenportal sowie ein Laden links, der vermutlich zu späterer Zeit eingebaut wurde. Portal und Fenster besitzen durchgängig Sandsteingewände, wobei die Sohlbänke der Erdgeschoss- und Obergeschossfenster markant auskragend gestaltet sind. Die Geschosse des Putzbaus werden von einem Sohlbankputzband getrennt. Das Zwerchhaus besitzt auf leichtem, von flachem, konsoliertem Sandsteingesims betontem Vorsprung Drillingsfenster. Der klassizistische, breite Dreiecksgiebel hat ein von Festondekor umranktes Rundfenster. Aufgrund seiner bauzeitlichen Authentizität und der Einbindung in den Gebäudebestand der Großröhrsdorfer Straße hat das Gebäude städtebauliche Bedeutung. | 09275533 |
|                                         | Wohnhaus in geschlossener Bebauung | Großröhrsdorfer Straße 29 (Karte)                     | 1. Hälfte 19. Jahrhundert                                                                                | Baugeschichtlich und städtebaulich von Bedeutung. Das in geschlossener Bebauung stehende, zweigeschossige Wohnhaus wurde in der ersten Hälfte des 19. Jahrhunderts erbaut. Das Erdgeschoss hat links ein segmentbogenförmiges Portal, das zu einem Laden gehörende, quadratische Schaufenster rechts wurde vermutlich zu späterer Zeit eingebaut. Erdgeschoss und Obergeschoss werden durch eine Putzkante getrennt, die ebenfalls nicht original ist. Die Fassade des traufständigen Baus schließt mit einem auskragenden, profilierten Traufgesims ab. Oberhalb prägt ein markantes Dachhaus mit zwei Fenstern und Pultdach das hohe Mansarddach des schmalen Wohnhauses. Aufgrund seiner Einbindung in den Gebäudebestand der Großröhrsdorfer Straße und des Zeugniswertes hinsichtlich der städtischen Entwicklung seiner Zeit hat das Gebäude städtebauliche Bedeutung. | 09275532 |
|                                         | Wohnhaus in geschlossener Bebauung, mit Laden | Großröhrsdorfer Straße 31 (Karte)                     | Anfang 19. Jahrhundert                                                                                   | Baugeschichtlich und städtebaulich von Bedeutung. Das in geschlossener Bebauung stehende, zweigeschossige Wohnhaus wurde Anfang des 19. Jahrhunderts erbaut. Der traufständige Bau mit Satteldach ist im Obergeschoss vermutlich in Fachwerkbauweise errichtet worden und besitzt traufseitig eine glatt verputzte Fassade. Erdgeschoss und Obergeschoss werden durch eine Putzkante getrennt. Das Erdgeschoss wird von einem segmentbogigen Portal dominiert. Die Eingangstür wurde erneuert. Das Ladenlokal links wurde vermutlich neu eingebaut. Das siebenachsige Obergeschoss wird von einem leicht profilierten Traufgesims abgeschlossen. Die Einbindung in den Gebäudebestand der Großröhrsdorfer Straße und der Zeugniswert hinsichtlich der städtischen Entwicklung seiner Zeit begründen die städtebauliche Bedeutung des Wohnhauses. | 09275531 |
|                                         | Wohnhaus (Obergeschoss Fachwerk) in geschlossener Bebauung | Großröhrsdorfer Straße 33 (Karte)                     | Anfang 19. Jahrhundert                                                                                   | Obergeschoss Fachwerk verschiefert, baugeschichtlich und städtebaulich von Bedeutung. Das traufständige, in geschlossener Bebauung stehende Wohnhaus wurde Anfang des 19. Jahrhunderts erbaut. Das im Erdgeschoss massive, im Obergeschoss in Fachwerkbauweise errichtete, zweigeschossige Gebäude besitzt eine mittig platzierte Eingangstür mit Sandsteingewände, das beidseitig von je zwei Fenstern mit Fensterläden flankiert wird. Das Obergeschoss ist mit Schiefer verblendet und weist vier Fenster auf, deren hölzerne Einfassung mit Schnitzwerk verziert ist. Das Satteldach besitzt zwei einfache Dachluken. Aufgrund der erhaltenen, authentischen Substanz, der Einbindung in den Gebäudebestand der Großröhrsdorfer Straße und des Zeugniswertes hinsichtlich der städtischen Entwicklung seiner Zeit hat das Gebäude sowohl baugeschichtliche wie auch städtebauliche Bedeutung. | 09275530 |
|                                         | Wohnhaus in nach rechts geschlossener Bebauung | Großröhrsdorfer Straße 36 (Karte)                     | 2. Viertel 19. Jahrhundert                                                                               | Baugeschichtlich von Bedeutung, Korbbogenportal, Hechtgaube | 09275534 |
| Direkt Bild zu diesem Denkmal hochladen | Wohnhaus in offener Bebauung | Großröhrsdorfer Straße 99 (Karte)                     | Um 1850                                                                                                  | Obergeschoss Fachwerk, baugeschichtlich von Bedeutung, verbrettert. Das in offener Bebauung stehende, zweigeschossige und traufständige Wohnhaus wurde um 1850 erbaut. Das auf der Traufseite vierachsige und giebelseitig dreiachsige Haus ist im Erdgeschoss massiv erbaut und hat einen kleinen Eingangsvorbau mit Satteldach, der vermutlich aus späterer Zeit stammt. Die flach abschließenden Fenster des Erdgeschosses besitzen profilierte Einfassungen. Das Obergeschoss ist in Fachwerkbauweise errichtet und umlaufend verbrettert. Der Giebel besitzt oben ein Zwillingsfenster. Aufgrund seiner Authentizität und des bauzeitlichen Aussagewertes als charakteristisches Wohnhaus aus der Mitte des 19. Jahrhunderts im äußeren Siedlungsbereich von Pulsnitz hat das Gebäude baugeschichtliche Bedeutung. | 09275462 |
|                                         | Bandweberei C. G. Hübner | Grüne Straße 1 (Karte)                                | Um 1850 (Hauptbau); Ende 19. Jahrhundert (Klinkeranbau)                                                  | Orts- und produktionsgeschichtliche Bedeutung. Hauptbau an Fabrikstraße viergeschossiger Bau auf quadratischem Grundriss, reichgesprosste (Industrie-)Fenster, Sandsteingewände, Segmentbogenabschluss, Anbau zweigeschossig, gleiche Fenster und Segmentbogen, im rechten Winkel verschiedene Anbauten, verwinkelt und mit verschiedenen Giebeln und Vorbauten und Shedddächern sowie Klinkerblendornamentik, Einfriedungsmauer um die Ecke verlaufend mit betonenden vertikalen Putzstreifen, an der Grünen Straße dreigeschossiges Gebäude (Klinkerfassade, Ausstattung: Webstühle von 1920), die an diese Gebäude sich anschließenden beiden zweigeschossigen Wohnhäuser als Denkmale gestrichen wegen denkmalunverträglicher Sanierung/Umbau. Der Hauptbau der Bandweberei C. G. Hübner wurde um 1850 erbaut, der rechtwinklig angebaute Gebäudeflügel um 1900. Der Hauptbau ist ein viergeschossiger, auf einem quadratischen Grundriss errichteter Industriebau, an den sich ein zweigeschossiger Anbau anschließt, der ein Satteldach trägt. Die Fassaden sind von reich gesprossten (Industrie-)Fenstern mit Sandsteingewände und Segmentbogenabschluss gegliedert. Im rechten Winkel hierzu stehen verschiedene, verwinkelte Anbauten mit unterschiedlichen Giebeln, Vorbauten und Sheddächern, deren Fassaden Klinkerblendornamentik aufweisen. Die Fabrikanlage wird von einer um Eck laufenden Mauer mit betonenden, vertikalen Putzstreifen eingefriedet. Das an der Grünen Straße stehende, dreigeschossige Gebäude mit Klinkerfassade ist mit originalen Webstühlen von 1920 ausgestattet. Die Gesamtanlage ist aufgrund ihrer historischen, für den Ort wichtigen, industriellen Funktion sowohl von produktionsgeschichtlicher wie ortsgeschichtlicher Bedeutung. | 09275569 |
|                                         | Wohnhaus in halboffener Bebauung | Grüne Straße 4 (Karte)                                | 1870/1890                                                                                                | Baugeschichtlich und städtebaulich von Bedeutung, zweigeschossig, mit Dachfenstern. Das nach links in geschlossener Bebauung stehende, zweigeschossige Wohnhaus wurde 1870/1890 erbaut. Der traufständige, massiv erbaute Bau trägt ein Satteldach, das von drei geraden Schleppgaupen belebt wird. Die schlichte, traufseitige Fassade ist verputzt und zeigt eine sechsachsige Gliederung mit mittiger Eingangstür. Die Fenster wie auch der Eingang besitzen Sandsteingewände. Mittig oberhalb der Fenster des Obergeschosses, die leicht betonte Sohlbänke aufweisen, finden sich sechs Lüftungsrosetten unterhalb des schmalen Traufgesimses. Aufgrund seines bauzeitlichen Aussagewertes als charakteristisches, einfaches, kleinstädtisches Wohnhaus der zweiten Hälfte des 19. Jahrhunderts besitzt das Gebäude städtebauliche Bedeutung. | 09275570 |
|                                         | Wohnhaus in halboffener Bebauung | Grüne Straße 6 (Karte)                                | Um 1890                                                                                                  | Baugeschichtlich und städtebaulich von Bedeutung, zweigeschossig, originale Haustür. Das nach rechts in geschlossener Bebauung stehende, zweigeschossige Wohnhaus wurde um 1890 erbaut. Der traufständige, massive Bau trägt ein Satteldach. Die schlichte, traufseitige Fassade ist verputzt und zeigt eine vierachsige Gliederung. Die Fenster, die im Erdgeschoss mit Fensterläden ausgestattet sind, wie auch der Eingang besitzen Sandsteingewände. Die original erhaltene Eingangstür hat einen segmentbogenförmigen Abschluss. Mittig oberhalb der Fenster des Obergeschosses, die leicht betonte Sohlbänke aufweisen, finden sich vier Lüftungsrosetten unterhalb des schmalen Traufgesimses. Aufgrund seines Zeugniswertes hinsichtlich einer typischen Siedlungsentwicklung im ausgehenden 19. Jahrhundert mit einfachen, kleinstädtischen Wohnhäusern besitzt das Gebäude städtebauliche Bedeutung. | 09275571 |
| Direkt Bild zu diesem Denkmal hochladen | Anwesen Hempel; Wohnhaus (Obergeschoss Fachwerk) mit Fachwerkanbau, dazu ein finnisches Holzhaus, zwei Graniteinfahrtspfeiler und historische Sandsteintafel mit Inschrift                                                          | Hempelstraße 2 (Karte)                                | 2. Hälfte 18. Jahrhundert (Wohnhaus); 1896 (Wendisches Haus); 1915 (finnisches Holzhaus)                 | Wohnhaus Obergeschoss Fachwerk, Anbau ebenfalls in Fachwerkbauweise, baugeschichtlich und ortsgeschichtlich von Bedeutung. Wohnhaus mit Granitportal und originaler barocker Tür, finnisches Holzhaus von einer Ausstellung 1915, 1927 von Hempel hier aufgestellt, entweder Modellhaus zur Herstellung oder zur Repräsentation, Sandsteinplatte mit Inschrift „1767 Gründung der Bandweberei Johann Christoph Hempel .S.D.G.“, Standort der ehemaligen Bandweberei F. A. Hempel, die 1997 bis auf Büro- und Lagergebäude abgerissen wurde, ursprünglich vermutlich in eine Wand eingelassen, vom Pulsnitzer Restaurator H. Wehner gesäubert, geschliffen, Schäden ausgebessert und Schrift nachgearbeitet. Das zweigeschossige Wohnhaus des Anwesens Hempel wurde in der zweiten Hälfte des 18. Jahrhunderts errichtet und trägt ein Satteldach. Das im Erdgeschoss massive, im Obergeschoss in Fachwerkbauweise errichtete Gebäude ist bis auf eine Giebelseite im Obergeschoss mit Schiefer verblendet. Das traufseitige Eingangsportal ist mit Granit eingefasst und besitzt eine originale barocke Tür. Auf der Rückseite des Gebäudes findet sich ein flacherer Fachwerkanbau, der 1896 errichtet wurde. Im Garten steht ein finnisches Holzhaus, das von einer Ausstellung von 1915 stammt und von Hempel 1927, entweder als Modellhaus zur Herstellung oder zur Repräsentation aufgestellt wurde. Das Gelände, von dessen Einfriedung noch zwei Graniteinfahrtspfeiler erhalten sind, war Standort der ehemaligen Bandweberei F. A. Hempel, die 1997 bis auf Büro- und Lagergebäude abgerissen wurde. Erhalten ist noch eine historische Sandsteinplatte, die die Inschrift „1767 Gründung der Bandweberei Johann Christoph Hempel .S.D.G.“ trägt. Baugeschichtliche und ortsgeschichtliche Bedeutung besitzt das Anwesen Hempel aufgrund seiner Historie, der Personengeschichte und des heterogenen, baulichen Bestandes. | 09275383 |
| Direkt Bild zu diesem Denkmal hochladen | Hauffes Villa (ehemals); Wohnhaus in offener Bebauung, mit Einfriedung | Hempelstraße 6 (Karte)                                | Um 1930                                                                                                  | Wohl ehemalige Fabrikantenvilla, Bau im Stil der neuen Sachlichkeit, künstlerisch-architektonisch und baugeschichtlich von Bedeutung, glatte Fassade mit versetzten Fenstern, unterschiedliche Formate, mit Balkons (Kragplatten), Dachterrassen mit Brüstung. | 09275574 |
| Direkt Bild zu diesem Denkmal hochladen | Herrenhaus; Wohnhaus, zum Schlosskomplex gehörig | Herrenhausplatz 1 (Karte)                             | Nach 1800                                                                                                | Baugeschichtlich und straßenbildprägend von Bedeutung, großer frei stehender Bau, Krüppelwalmdach. Das große, freistehende, zum Schlosskomplex gehörende Herrenhaus unweit des Schlossteiches wurde nach 1800 als Wohnhaus errichtet. Das traufseitig siebenachsige, giebelseitig fünfachsige Gebäude hat eine Putzfassade und trägt ein Krüppelwalmdach. Die Fenster haben ebenso wie das auf der Traufseite in der Mittelachse stehende Portal Sandsteingewände. Aufgrund seines bauzeitlichen Aussagewertes als authentisches, großes Wohnhaus des frühen 19. Jahrhunderts, seiner prägnanten Lage und der Zugehörigkeit zum Schlosskomplex kommt dem Gebäude baugeschichtliche und straßenbildprägende Bedeutung zu. | 09275429 |
|                                         | Quadratisches Brunnenbecken | Julius-Kühn-Platz (Karte)                             | Bezeichnet mit 1793                                                                                      | Ortsgeschichtlich von Bedeutung, hohe Sandsteineinfassung, mittige Wasserspeianlage neu. Der historische Brunnen wurde 1793 errichtet und markiert den Julius-Kühn-Platz als einen der vier innerstädtischen Plätze in Pulsnitz. Das erhaltene, hohe Brunnenbecken mit leicht überkragendem Abschluss ist quadratisch und aus Sandstein erbaut. Die ursprüngliche Wasserspeianlage ist nicht mehr vorhanden und wurde durch eine neue Anlage ersetzt, die aus gebogenen Speiern und Fontänenspeier mit gegossener Brunnenschale darüber besteht. Mit seiner historischen Funktion und platzbildprägenden Eigenschaft ist der Brunnen ortsgeschichtlich von Bedeutung. | 09275602 |
|                                         | Wohnhaus in Ecklage mit Laden | Julius-Kühn-Platz 1 (Karte)                           | Ende 18. Jahrhundert                                                                                     | Baugeschichtlich und städtebaulich von Bedeutung, Mittelgiebel mit Ochsenauge, Erdgeschoss-Rustikagliederung, erstes Obergeschoss Betonung durch Fensterbedachung, originale Haustür, späterer Ladeneinbau. Das in geschlossener Bebauung in Ecklage stehende, dreigeschossige Wohnhaus mit Laden wurde Ende des 18. Jahrhunderts erbaut. Das Erdgeschoss hat Rustikagestaltung und besitzt auf der Traufseite eine original erhaltene, zweiflüglige Eingangstür. Das Eckladenlokal wurde neu eingebaut. Die oberhalb des auskragenden, profilierten Gurtgesims stehende Putzfassade besitzt im ersten und zweiten Obergeschoss Fenster mit Sandsteingewände, deren Sohlbalken leicht vortritt. Auf der fünfachsigen Gebäudeseite sind die drei mittleren Fenster des ersten Obergeschosses von profilierten Bedachungen mit Konsolen bekrönt. Die mittlere Bedachung trägt einen Dreiecksgiebel. Oberhalb des profilierten, leicht gekehlten Traufgesimses erhebt sich ein von zwei größeren Fledermausgaupen flankierter, über die mittleren drei Achsen reichender Dreiecksgiebel mit Ochsenauge. Aufgrund seiner zeittypischen Bauweise und der wichtigen Lage hat das Gebäude städtebauliche Bedeutung. | 09275598 |
|                                         | Pfefferküchlerei Thomas; Wohnhaus in geschlossener Bebauung, mit Ladeneinbau | Julius-Kühn-Platz 2 (Karte)                           | Um 1850                                                                                                  | Gebäude über zwei Grundstücke, baugeschichtlich und ortsgeschichtlich von Bedeutung, originaler Laden mit Pilastermotiv, zweigeschossig, mit Schleppgaube. Am 1. Januar 1558 erhielten die Pulsnitzer Bäcker erstmals das Recht, auch Pfefferkuchen zu backen. Die Pfefferküchlerei Thomas wurde um 1850 erbaut. Der zweigeschossige Putzbau besitzt im Erdgeschoss einen originalen Ladeneinbau. Die traufständige, sechsachsige Fassade ist im Erdgeschoss von zwei Fenstern links, dem segmentbogenförmigen Portal mit Schlussstein rechts und dem Laden mit seiner schönen, mit Pilastern, Profilierungen, Konsolen und kleinen Spiegeln gestalteten und mit durchlaufender, verspringender Bedachung ausgestatteten Einfassung gegliedert. Das Dach besaß ursprünglich zwei flache, ungleich breite Schleppgaupen, die nach einer Renovierung zu zwei gleich breiten Gaupen mit jeweils zwei Fenstern vergrößert wurden. Aufgrund des authentischen Zustandes von Wohnhaus und Laden und des handwerksgeschichtlichen Hintergrundes besitzt das Gebäude sowohl baugeschichtliche wie auch ortsgeschichtliche Bedeutung. | 09275599 |
|                                         | Wohnhaus in Ecklage mit Hinterhäusern Ziegenbalgstraße 1a | Julius-Kühn-Platz 3 (Ziegenbalgstraße 1a) (Karte)     | Ende 18. Jahrhundert                                                                                     | Baugeschichtlich und platzbildprägend von Bedeutung, zweigeschossig, drei Gaupen, Walmdach, Sandsteinprofile, Gaupen mit Löwenkopfakretorien, neue Fenster und Tür, Gebäudeteil Ziegenbalgstraße 1a großes Holztor, Korbbogen, Sandsteingewände, anschließend hohes Gebäude (1850), vier Geschosse, Dachgesims auf Konsolen, Zwillingsfenster an der Straßenseite, Erdgeschoss noch zweieinhalb alte Holzläden, Bruchsteinmauerwerk | 09275623 |
|                                         | Wohnhaus in geschlossener Bebauung mit Hintergebäude (Dachgeschoss Fachwerk) und Brennhaus (mit Brennofen) der Töpferei | Julius-Kühn-Platz 4 (Karte)                           | 1. Hälfte 19. Jahrhundert                                                                                | Baugeschichtlich und ortsgeschichtlich von Bedeutung, Doppelgrundstück Nummer 4 und Nummer 5, Wohnhaus ehemaliges Ackerbürgerhaus, heute „Töpferei Jürgel“, zweigeschossig, zwei Gaupen, ausgebautes Dach, Sandsteingewände, kleine volkstümliche Schmuckplastik, Hintergebäude Erdgeschoss Bruchstein, Dachgeschoss Fachwerk (1980 erneuert), Sandsteingewände, ehemalige Bezirksdenkmalliste der DDR. Das traufständig in geschlossener Bebauung stehende, die zwei Grundstücke Nummer 4 und Nummer 5 einnehmende Wohnhaus mit Hintergebäude wurde in der ersten Hälfte des 19. Jahrhunderts erbaut. Der zweigeschossige, sechsachsige Putzbau ist ein ehemaliges Ackerbürgerhaus und heute die „Töpferei Jürgel“. Fenster und Türen haben Sandsteingewände. Das Dach besitzt zwei Giebelgaupen. An der Fassade befindet sich eine kleine volkstümliche Schmuckplastik. Das 1980 grundlegend renovierte Hintergebäude besteht im Erdgeschoss aus Bruchstein und hat Fenster mit Sandsteingewände. Das Obergeschoss ist in Fachwerkbauweise ausgeführt. Darüber hinaus befindet sich rückwärtig ein Brennhaus der Töpferei mit Brennofen. Das Gebäude und das Hintergebäude besitzen durch ihre authentische Gestalt, die Funktion und die Einbindung in das Bauensemble des Julius-Kühn-Platzes baugeschichtliche und ortsgeschichtliche Bedeutung. | 09275622 |
|                                         | Wohnhaus mit Laden in geschlossener Bebauung, vermutlich ehemaliges Hotel „Stadt Dresden“ | Julius-Kühn-Platz 6 (Karte)                           | 3. Viertel 19. Jahrhundert                                                                               | Vermutlich ehemaliges Hotel, baugeschichtlich, städtebaulich und ortsgeschichtlich von Bedeutung, dreigeschossig, Dachgaupen, Schieferdeckung, grüne Kacheln als Erdgeschoss-Verkleidung, profiliertes Fenstergewände, altes Tor, teilweise neue Fenster, Tafel: „Hier wurde Se. Exc. Geh. Rat Prof. Dr. Julius Kühn geistiger Führer neuzeitlicher Landwirtschaft am 21.10.1825 geboren …“, schwarz in Goldschrift. Das traufständig in geschlossener Bebauung stehende Wohn- und Geschäftshaus „Stadt Dresden“ wurde in der ersten Hälfte des 19. Jahrhunderts erbaut. Vermutlich war der dreigeschossige Putzbau ursprünglich ein Hotel. Das Erdgeschoss des vierachsigen Gebäudes ist mit grünen Kacheln verblendetet. Eingangsportal und Fenster haben segmentbogenförmige Abschlüsse. Das erste und das zweite Obergeschoss haben Fenster mit Sandsteingewände und werden von einem Sohlbankputzband getrennt. Die Fenster des ersten Obergeschosses werden zusätzlich von einfachen Bedachungen bekrönt. Oberhalb des einfachen, gebauchten Traufgesimses erhebt sich ein schiefergedecktes Satteldach mit zwei Dachgaupen, die jeweils zwei Fenster besitzen. Im ersten Obergeschoss ist an der Fassade eine schwarze Tafel mit folgender, goldener Inschrift angebracht: „Hier wurde Se. Exc. Geh. Rat Prof. Dr. Julius Kühn geistiger Führer neuzeitlicher Landwirtschaft am 21.10.1825 geboren …“. Aufgrund seiner personengeschichtlichen Historie und des bauzeitlichen Aussagewertes als charakteristisches Wohnhaus der städtischen Entwicklung des Ortes hat das Gebäude städtebauliche und ortsgeschichtliche Bedeutung. | 09275621 |
|                                         | Wohnhaus in geschlossener Bebauung | Julius-Kühn-Platz 7 (Karte)                           | 3. Viertel 19. Jahrhundert                                                                               | Baugeschichtlich und städtebaulich von Bedeutung, dreigeschossig, zwei Eingänge, Erdgeschoss mit grünen Kacheln, links alte Tür, profilierte Fenstereinfassungen, Flachdach. Das traufständige, in geschlossener Bebauung stehende, dreigeschossige Wohnhaus wurde im dritten Viertel des 19. Jahrhunderts erbaut. Das Erdgeschoss des dreiachsigen Gebäudes ist mit grünen Kacheln verblendetet und besitzt zwei Eingangstürenwovon die linke original erhalten ist. Die Eingänge und die Fenster haben einen segmentbogenförmigen Abschluss. Die Fenster des ersten und zweiten Obergeschosses besitzen profiliertes Gewände. Oberhalb des zweiten Obergeschosses befindet sich, durch ein Putzband gliedernd getrennt, ein Kniestock mit drei kleinen quadratischen Belichtungen. Das Gebäude schließt mit einem einfachen, gebauchten Traufgesims und Flachdach ab. Aufgrund seiner Einbindung in das Gebäudeensemble des Platzes und der bauzeitlich typischen Gestaltung hat das Wohnhaus städtebauliche und ortsgeschichtliche Bedeutung. | 09275620 |
|                                         | Wohnhaus in geschlossener Bebauung | Julius-Kühn-Platz 9 (Karte)                           | 1. Hälfte 19. Jahrhundert                                                                                | Baugeschichtlich und städtebaulich von Bedeutung, zweigeschossig, ausgebautes Dachgeschoss, Mansarddach, Fledermausgaupe, alte Ziegel, erstes Obergeschoss Balkon (an Brüstung „Daheim“), mit modernem Ladeneinbau. Das in geschlossener Bebauung stehende, zweigeschossige Wohn- und Geschäftshaus wurde in der ersten Hälfte des 19. Jahrhunderts erbaut. Der traufständige Bau besitzt eine glatt verputzte, fünfachsige Fassade. Das Erdgeschoss ist von einem zentralen Portal sowie modernen Ladeneinbauten geprägt. Die Fenster des Obergeschosses haben profiliertes Sandsteingewände. Auf der mittigen Achse befindet sich ein Balkon, dessen Brüstung vorderseitig die Inschrift „Daheim“ trägt. Oberhalb des auskragenden Traufgesimses erhebt sich ein Mansarddach mit breitem Dachhaus mit vier mit Sandstein eingefassten Fenstern. Darüber befindet sich zentral eine Fledermausgaupe. Das Gebäude hat städtebauliche Bedeutung aufgrund seiner Einbindung in das Gebäudeensemble des Platzes und seiner bauzeittypischen Architektur. | 09275618 |
|                                         | Bankgebäude in geschlossener Bebauung | Julius-Kühn-Platz 10 (Karte)                          | 3. Viertel 19. Jahrhundert                                                                               | Baugeschichtlich und städtebaulich von Bedeutung, zweigeschossig, Schieferdeckung, Dachgauben, Erdgeschoss mit verzierter Pilastereinfassung von rechtem Fenster und Eingang, Gesims, innen teilweise alte Türen, Sandsteingewände. Das zweigeschossige, in geschlossener Bebauung stehende Bankgebäude wurde im dritten Viertel des 19. Jahrhunderts erbaut. Das traufständige, vierachsige Gebäude ist im Erdgeschoss von reichem Dekor geprägt. Der Eingang links und das Fenster rechts sind von Pilastern gerahmt. Profilierte, durchlaufende Gesimse gliedern die Ansicht. Das Obergeschoss besitzt Fenster mit einfachen Einfassungen. Die profilierten Sohlbänke werden durch ein durchlaufendes, schmales Sohlbankgesims zusammengefasst. Oberhalb eines weiteren schmalen, profilierten Gurtgesims und eines Kniestocks erhebt sich ein schiefergedecktes Satteldach mit zwei Gaupen, die jeweils zwei Fenster besitzen. Im Gebäudeinnern sind noch zahlreiche originale Türen erhalten. Aufgrund seiner Einbindung in das Gebäudeensemble des Platzes, der ehemaligen Funktion und der authentischen Architektur hat das Gebäude städtebauliche Bedeutung. | 09275617 |
|                                         | Wohnhaus in geschlossener Bebauung | Julius-Kühn-Platz 12 (Karte)                          | 2. Hälfte 19. Jahrhundert                                                                                | Baugeschichtlich und städtebaulich von Bedeutung, zweigeschossig, Dachgeschoss ausgebaut, zwei Eingänge, gegliedertes Erdgeschoss, Sandsteinsockel, Türen neu, Gesims, Fenstereinfassungen und Fensterstürze Erdgeschoss durchgehende Korbbögen. Das traufständig in geschlossener Bebauung stehende Wohnhaus wurde in der zweiten Hälfte des 19. Jahrhunderts erbaut. Der zweigeschossige, auf einem Sandsteinsockel stehende Putzbau besitzt im Erdgeschoss zwei Eingänge links und rechts. Fenster und Eingänge haben segmentbogenförmigen Abschluss. Erdgeschoss und Obergeschoss der fünfachsigen Fassade werden von einem Gurtgesims getrennt. Mittig, oberhalb des Gurtgesims, befindet sich ein originaler Fahnenhalter. Die Fenster des Obergeschosses haben Einfassungen mit einem hervorgehobenen, profilierten Sturz und werden von einer schmalen, profilierten Bedachung bekrönt. Das dreiachsige Dachhaus geht auf einen Dachausbau um 1980 zurück. Das Gebäude hat städtebauliche Bedeutung aufgrund seiner Einbindung in das Gebäudeensemble des Platzes und der bauzeitlich charakteristischen Gestaltung. | 09275608 |
|                                         | Wohnhaus in geschlossener Bebauung | Julius-Kühn-Platz 13 (Karte)                          | 2. Hälfte 19. Jahrhundert                                                                                | Baugeschichtlich und städtebaulich von Bedeutung, zweigeschossig, späterer Ladeneinbau, alter Fahnenhalter, profilierte Fenstereinfassungen, alte Dachziegel, mit Dachgauben. Das in geschlossener Bebauung stehende, traufständige Wohnhaus wurde in der zweiten Hälfte des 19. Jahrhunderts erbaut. Das Erdgeschoss des zweigeschossigen, auf einem verputzten Sandsteinsockel stehenden Gebäudes hat im Erdgeschoss einen neuen Ladeneinbau. Erdgeschoss und Obergeschoss werden von einem Gurtgesims getrennt. Die vier Fenster des Obergeschosses haben profilierte Einfassungen mit betonter Sohlbank und werden von einer profilierten, flachen Bedachung bekrönt. Auf dem Satteldach stehen zwei originale Gaupen mit je zwei Fenstern und Walmdach. Aufgrund seiner Einbindung in das Gebäudeensemble des Platzes und der bauzeitlich typischen Ausführung hat das Gebäude städtebauliche Bedeutung. | 09275606 |
|                                         | Wohnhaus in Ecklage | Julius-Kühn-Platz 14 (Karte)                          | 2. Hälfte 19. Jahrhundert                                                                                | Baugeschichtlich und städtebaulich von Bedeutung, zweigeschossig, Erdgeschoss mit modernisierten Laden, Fenstereinfassungen, profiliertes Gesims, Seiteneingang Wohnungen, Dachgauben mit Gewände mit Voluten, Stürze über den Fenstern, Dachgeschoss zu Wohnzwecken ausgebaut. Das in halboffener Bebauung stehende, zweigeschossige Wohnhaus wurde in der zweiten Hälfte des 19. Jahrhunderts erbaut. Der traufständige Putzbau hat im Erdgeschoss einen seitlichen Wohnungseingang und auf Platzseite rechts einen modernen Ladeneinbau. Links finden sich die verbliebenen Einfassungen von zwei inzwischen zugemauerten und verputzten Fenstern mit betonter Sohlbank und korbbogigem Abschluss. Erdgeschoss und Obergeschoss werden von einem profilierten Gurtgesims getrennt. Die fünf Fenster des Obergeschosses haben profilierte Einfassungen mit betontem Sohlbalken und werden von profilierten, flachen Bedachungen bekrönt. Das Satteldach wird durch drei Dachhäuschen mit Satteldach gegliedert, einem größeren oberhalb der leicht vorspringenden Fassade und zwei kleineren links und rechts hiervon. Die Dreiecksgiebel sind durch eine profilierte Sandsteinrahmung betont. Aufgrund seiner Einbindung in das Gebäudeensemble des Platzes und der bauzeittypischen Ausführung hat das Gebäude städtebauliche Bedeutung. | 09275607 |
|                                         | Wohnhaus in halboffener Bebauung mit Ladenzone im Erdgeschoss | Julius-Kühn-Platz 15 (Karte)                          | Um 1900                                                                                                  | Baugeschichtlich und städtebaulich von Bedeutung, dreigeschossig, Bau in Anlehnung an Haus Nummer 16, neue Fenster, neue Tür, horizontale Gliederung in Höhe der Sohlbänke durch Putzbänder, Seiteneingang ins Wohnhaus, Ladeneinbau. Das in halboffener Bebauung stehende, dreigeschossige Wohn- und Geschäftshaus wurde um 1900 erbaut. Das traufständige, in Anlehnung an Haus Nummer 16 errichtete Gebäude mit Satteldach besitzt einen seitlichen Wohnungseingang und im teilweise verputzten Erdgeschoss aus Sandstein zum Platz hin eine leicht vorspringende Ladenzone, die zur Ecke mit einer Rustika-Quaderung abgeschlossen ist. Eingang und Fenster besitzen kräftige Einfassungen mit korbbogenförmigem Abschluss. Die darüberliegende Fassade ist von Putzbändern auf Höhe der Sohlbänke horizontal gegliedert. Die Wangen der Fenstereinfassungen überschneiden hierbei die Sohlbankbänder. Ein weiteres, schmales Gurtgesims, Kniestock und Traufgesims schließen die Fassade ab. Auf dem Dach befindet sich mittig eine Giebelgaupe. Das Gebäude hat städtebauliche Bedeutung aufgrund seiner Einbindung in das Gebäudeensemble des Platzes und seiner charakteristischen Architektur als städtisches Wohn- und Geschäftshaus um 1900. | 09275605 |
|                                         | Wohnhaus in geschlossener Bebauung mit Ladenzone im Erdgeschoss | Julius-Kühn-Platz 16 (Karte)                          | Um 1900                                                                                                  | Baugeschichtlich und städtebaulich von Bedeutung, dreigeschossig, mit zwei Dachgauben, Erdgeschoss: ein großes Ladenfenster mit Korbbogen, zwei Eingänge, Erdgeschoss mit Sandstein, überputzt. Das in geschlossener Bebauung stehende, dreigeschossige Wohnhaus wurde um 1900 erbaut. Das traufständige Gebäude mit Satteldach besitzt im teilweise verputzten Erdgeschoss aus Sandstein zum Platz hin eine leicht vorspringende Ladenzone, die links mit einer Rustika-Quaderung abgeschlossen ist. Die zwei Eingänge und das große Ladenfenster haben kräftige Einfassungen mit korbbogenförmigem Abschluss. Die darüberliegende Fassade ist glatt verputzt, die Fenster beider Geschosse haben einfache Einfassungen. Auf dem Dach befinden sich mittig zwei Dachgaupen mit Satteldach. Das Gebäude hat städtebauliche Bedeutung aufgrund seiner Einbindung in das Gebäudeensemble des Platzes und seiner charakteristischen Architektur als städtisches Wohn- und Geschäftshaus um 1900. | 09275604 |
|                                         | Privilegierte Apotheke; Wohn- und Geschäftshaus in Ecklage mit Apotheke | Julius-Kühn-Platz 17 (Karte)                          | 2. Hälfte 19. Jahrhundert                                                                                | Apotheke 1677 gegründet, seit 1788 privilegierte Apotheke, baugeschichtlich und straßenbildprägend von Bedeutung, dreigeschossig, mit Apotheke im Erdgeschoss, Walmdach mit Dachgauben, profiliertes Gesims zwischen Erdgeschoss und erstem Obergeschoss, Rustika-Eckquader, Korbbogenfenster mit Schlussstein, zwei Eingänge, Eckeingang mit Segmentbogenabschluss, darüber Tympanon mit vergoldetem liegendem Löwen und Inschrift : Privilegirte Apotheke, Holzläden an Tür und Fenstern im Erdgeschoss zur Ziegenbalgstraße, Platzlängsseite: Erdgeschoss mit Sandstein, überputzt, alte Tür, Pilastereinfassung | 09275603 |
|                                         | Wohnhaus in geschlossener Bebauung mit Sparkasse im Erdgeschoss | Julius-Kühn-Platz 18 (Karte)                          | Um 1850                                                                                                  | Baugeschichtlich und städtebaulich von Bedeutung. Das um 1850 errichtete, dreigeschossige Wohn- und Geschäftshaus steht in Ecklage und hat eine abgeflachte Eckgestaltung. Die Fenster des Erdgeschosses haben einen rundbogigen Abschluss, die Tür des Eckeinganges ist bedacht. Oberhalb des leicht profilierten, unterhalb der Zwillingsfenster des ersten Obergeschosses leicht vorspringenden und mit kleinen Konsölchen versehenen Gurtgesimses erhebt sich die Fassade der Obergeschosse, die durch aufwändige Fensteinfassungen charakterisiert ist. Die profiliert eingefassten Fenster des ersten Obergeschosses sind von profilierten Bedachungen gekrönt, beidseitig sind Zwillingsfenster von Konsolen gestützt. Zusätzlich ist auch die Bedachung des straßenseitigen Zwillingsfensters konsoliert. Das an der abgeflachten Ecke befindliche Fenster besitzt einen konsolierten und dekorierten Segmentbogengiebel. Die Fenster des zweiten Obergeschosses haben leicht geohrte Einfassungen. Auf dem Dach stehen barockisierende Gaupen mit markanten, profiliert gerahmten Segmentbogengiebeln. Das Gebäude repräsentiert als städtisches Wohn- und Geschäftshaus die Formensprache der Architektur Mitte des 19. Jahrhunderts und hat aus diesem Grunde städtebauliche Bedeutung. | 09275445 |
|                                         | Pfefferküchlerei; Villa mit vorderem Anbau, Veranda und Gewerbebau entlang der Bahnhofstraße | Kamenzer Straße 1 (Karte)                             | 1870/1880                                                                                                | Baugeschichtlich und ortsgeschichtlich von Bedeutung. Am 1. Januar 1558 erhielten die Pulsnitzer Bäcker erstmals das Recht, auch Pfefferkuchen zu backen. Diese Pfefferküchlerei besteht aus einem Villenbau mit dazugehörigem Gewerbebau entlang der Bahnhofstraße und wurde 1870/1880 erbaut. Die Fassade der zweigeschossigen Villa ist von Pilaster- und Gesimsgliederungen geprägt. Der seitliche Eingang wird von Rustika-Quaderung gerahmt. Fenster und Eingänge des Erdgeschosses haben einen segmentbogenförmigen Abschluss mit Schlussstein. Zur Hauptseite hin ist ein polygonaler, eingeschossiger Vorbau gesetzt, der große Rundbogenfenster und oben einen großen, über vier Achsen reichenden Söller hat. Die Fenster des Obergeschosses haben Sandsteingewände und werden oberhalb umlaufend durch Putzdekor und Gesimse feldweise zusammengefasst. Das Dach besitzt eine kleine Giebelgaupe sowie ein markantes Zwerchhaus mit Gesims- und Pilastergliederung, das in gleicher Breite wie Vorbau und Söller angelegt ist. Die bauliche Qualität und historische Funktion geben Villa und Gewerbebau eine baugeschichtliche und ortsgeschichtliche Bedeutung. | 09275547 |
|                                         | Villa | Kamenzer Straße 2 (Karte)                             | Um 1914                                                                                                  | Baugeschichtlich und städtebaulich von Bedeutung, Sandsteinelemente. Die um 1914 erbaute, zweigeschossige Villa mit Mansardwalmdach steht auf einem Rustikasockel und hat giebelseitig rechts einen offenen, hölzernen Eingangsvorbau mit gedecktem Dach und kleiner Treppe. Die Fassade des auf annähernd quadratischem Grundriss stehenden Putzbaus ist durch markante Fenstereinfassungen aus Sandstein geprägt, bei denen lediglich die Stürze und Sohlbänke ausgeführt sind, während die Wangen ohne Einfassung bleiben. Die Sohlbänke haben flache, keilförmige Konsolen. Sowohl die Fensterstürze wie auch die Konsolen sind mit kleinen motivischen Kartuschen dekoriert. Straßenseitig sind die Fenster in beiden Geschossen zu Zwillingen zusammengefasst. Oberhalb erhebt sich ein Zwerchhaus mit zwei Fenstern und darüberliegender Fledermausgaupe. Als authentischer, typischer Villenbau der 1910er Jahre, der die wirtschaftliche Entwicklung der Stadt widerspiegelt, hat das Gebäude baugeschichtliche wie auch städtebauliche Bedeutung. | 09275548 |
|                                         | Villa | Kamenzer Straße 4 (Karte)                             | Bezeichnet mit 1919                                                                                      | Baugeschichtlich und städtebaulich von Bedeutung. Die auf annähernd quadratischem Grundriss errichtete, zweigeschossige Villa wurde 1919 errichtet. Der massive Putzbau ist in beiden Geschossen durch glatte Putzbänder auf Sohlbankhöhe horizontal gegliedert, die einzelnen Fenster betonen, Fenster gruppieren oder wie auf der Hauptseite im Obergeschoss über die gesamte Fassadenbreite reichen. Der offene Eingangsbereich an der rechten Gebäudeecke ist zurückgesetzt und wird über beide Geschosse akzentuiert. Das rundbogige Portal führt innen zu einer ebenso hohen, rundbogigen Eingangstür, die wiederum mit dem seitlichen, kleineren Rundbogenfenster korrespondiert, das die Diele belichtet. Das Obergeschoss des Eingangs wird beidseitig durch breite Fenster mit korbbogenförmigem Abschluss bestimmt, unter denen sich dekorierte Spiegel mit Kartuschen befinden, vorderseitig mit Bezeichnung der Jahreszahl. Links auf der Hauptseite befindet sich ein gerundeter Standerker mit geschweifter Bedachung. Das Walmdach besitzt Gaupen und vorderseitig ein dreiachsiges Zwerchhaus mit Austritt und auffälligem Dreiecksgiebel mit geschweifter Rahmung. Als authentischer, die wirtschaftliche Entwicklung der Stadt repräsentierender Villenbau der 1910er Jahre hat das Gebäude baugeschichtliche und städtebauliche Bedeutung. | 09275549 |
|                                         | Wohnhaus in halboffener Bebauung | Kamenzer Straße 5 (Karte)                             | Um 1890                                                                                                  | Roter Klinkerbau, baugeschichtlich und städtebaulich von Bedeutung, Mittelgiebel. Das in geschlossener Bebauung stehende, zweigeschossige Wohnhaus wurde um 1890 erbaut. Der traufständige, fünfachsige Klinkerbau wird horizontal durch Sockel, Sohlbank- und Gurtgesims aus Sandstein gegliedert, das im Erdgeschoss mit Portal links als Mäander die oberen Fensteröffnungen einfasst, die darüber hinaus mit segmentbogenförmigem Ziegeldekor betont werden. Das Obergeschoss, das durch ein flaches Sohlbankband vom Erdgeschoss getrennt wird, hat profilierte Fenstereinfassungen aus Sandstein mit betonter Sohlbank. Das mittige und die beiden äußeren Fenster werden von einer Bedachung mit Dreiecksgiebel bekrönt, die beiden dazwischen liegenden Fenster von einer Bedachung mit flachem Abschluss. Das Dach wird über die gesamte Breite von einem Zwerchhaus eingenommen, das mittig einen über drei Achsen reichenden Dreiecksgiebel mit rautenförmigem Fenster besitzt. Aufgrund seines bauzeitlichen Aussagewertes als charakteristisches städtisches Wohnhaus des ausgehenden 19. Jahrhunderts kommt dem Gebäude städtebauliche Bedeutung zu. | 09275556 |
|                                         | Villa | Kamenzer Straße 6 (Karte)                             | Um 1920                                                                                                  | Im Reformstil erbaut, künstlerisch und baugeschichtlich von Bedeutung. Die im Reformstil errichtete Villa wurde um 1920 erbaut. Das zweigeschossige, im turmartigen Teil dreigeschossige Gebäude ist durch die massive Erscheinung der frei gegliederten Baumasse gekennzeichnet, die charakteristisch für die Reformbaukunst ist. Auf einem Rustikasockel stehend hat der Bau links einen bedachten Eingangsvorbau mit rundbogenförmigem Portal mit Schlussstein. Oberhalb, im dritten Geschoss des turmartigen Bauteils, befindet sich ein Balkon. Neben dem Portal steht ein halbrunder Erker mit geschweifter Bedachung. Ein weiterer Erker befindet sich im ersten Obergeschoss rechts, der über Eck gesetzt ist und der durch seine massive, aufgebrochene Bauweise die Abflachung der Gebäudeecke im Erdgeschoss markant aufhebt. Einfach profilierte Gesimse, häufig auf Ebene der Sohlbank, gliedern das gesamte Gebäude, fassen Fenster zusammen und betonen die Fassadenabschnitte der verschiedenen Bauteile. Aufgrund der unterschiedlichen Höhen der Gebäudeteile zeigt das Dach ein lebhaftes Bild. Die leicht geschweiften Walmdächer sind von mehreren Zwerchhäusern und Fledermausgaupen durchsetzt, Aufgrund seiner beispielhaften baukünstlerischen Sprache und seines repräsentativen, bauzeitlichen Aussagewertes als Villenbau der späten 1910er und frühen 1920er Jahre des kommt dem Gebäude eine nennenswerte künstlerische und baugeschichtliche Bedeutung zu. | 09275550 |
|                                         | Wohnhaus in halboffener Bebauung | Kamenzer Straße 7 (Karte)                             | Um 1890                                                                                                  | Gelber Klinkerbau, baugeschichtlich und städtebaulich von Bedeutung, Mittelgiebel. Das in halboffener Bebauung stehende, zweigeschossige Wohnhaus mit Satteldach wurde um 1890 erbaut. Die Fassaden des traufständigen, gelben Klinkerbaus sind durch Dekor aus rotem Klinker und Sockel-Sohlbank und Gurtgesims gegliedert. Die sechsachsige, traufseitige Fassade mit einem Eingang rechts wird im Erdgeschoss durch ein auf Höhe der oberen Fensteröffnungen mäanderndes, profiliertes Gesims zusammengefasst. Die Fenster des durch ein Sohlbankband getrennten Obergeschosses haben profilierte Gewände aus Sandstein mit betonter Sohlbank und flacher Bedachung. Der mittige, über zwei Achsen risalitartig leicht vorstehende Fassadenteil wird von einem markanten Zwerchhaus mit einem rundbogigen Zwillingsfenster und stumpfem Dreiecksgiebel mit Aufsatz abgeschlossen. Die Schrägen des Giebels werden von einer mit roten Ziegeln gemauerten Treppung betont. In gleichem Dekor zeigt sich auch der Abschluss der Giebelseite mit rundbogigem Zwillingsfenster. Der Wohnbau repräsentiert die Entwicklung des städtischen Wohnbaus in Pulsnitz im ausgehenden 19. Jahrhundert und hat somit städtebauliche Bedeutung. | 09275555 |
|                                         | Wohnhaus in offener Bebauung | Kamenzer Straße 9 (Karte)                             | Bezeichnet mit 1896                                                                                      | Putzbau mit Mittelrisalit und Gliederungselementen, baugeschichtlich und städtebaulich von Bedeutung, Mittelrisalit, drei Dachhäuser. Das in offener Bebauung stehende, zweigeschossige villenartige Wohnhaus wurde 1896 erbaut. Der traufständige, massive Putzbau hat allseitig genutete Eckquaderungen und trägt ein Walmdach. Die traufseitige, sechsachsige Hauptansicht wird von einem zwei Achsen breiten Mittelrisalit mit Eckquaderung bestimmt, über dem sich im Dach ein Dachhaus mit drei Fenstern und gerahmtem Dreiecksgiebel befindet, das links und rechts von zwei kleinen Gaupen mit Zeltdach flankiert wird. Die Fassade wird umlaufend von einem kräftigen, profilierten Sohlbankgesims horizontal gegliedert. Die Fenster des Erdgeschosses haben profiliertes Sandsteingewände sowie Sohlbänke mit Konsolen und tragen eine flache Bedachung. Die Fenster des Obergeschosses haben leicht geohrte Einfassungen aus Sandstein. Die Obergeschossfenster des Risalits sind ebenfalls bedacht. Aufgrund des bauzeitlichen Aussagewertes als villenartiges Wohnhaus des ausgehenden 19. Jahrhunderts repräsentiert das Gebäude die wirtschaftliche Entwicklung von Pulsnitz und hat städtebauliche Bedeutung. | 09275554 |
|                                         | Wohnhaus in halboffener Bebauung | Kamenzer Straße 11 (Karte)                            | Um 1890                                                                                                  | Baugeschichtlich und städtebaulich von Bedeutung. Das in halboffener Bebauung stehende, zweigeschossige Wohnhaus wurde um 1890 erbaut. Der traufständige, fünfachsige Putzbau besitzt links im Erdgeschoss ein Portal mit originaler Tür. Erdgeschoss und Obergeschoss werden von einem profilierten Gurtgesims getrennt. Die Fenster des Obergeschosses haben profilierte Einfassungen und werden von einer gekehlten Bedachung bekrönt. Im Satteldach befindet sich mittig eine Giebelgaupe mit zwei Fenstern und gerahmtem Dreiecksgiebel. Auf der Giebelseite wird das Dachgeschoss von einem Drillingsfenster mit rundbogigen Abschlüssen belichtet. Als charakteristisches, städtisches Wohnhaus seiner Zeit spiegelt das Gebäude die Entwicklung und Ausdehnung des Stadtraumes wider und hat deshalb städtebauliche Bedeutung. | 09275553 |
|                                         | Pfefferküchlerei Richard Nitzsche; Wohnhaus in halboffener Bebauung | Kamenzer Straße 13 (Karte)                            | Um 1890                                                                                                  | Baugeschichtlich und städtebaulich von Bedeutung, ein Dachhaus. Am 1. Januar 1558 erhielten die Pulsnitzer Bäcker erstmals das Recht, auch Pfefferkuchen zu backen. Das in halboffener Bebauung stehende, zweigeschossige Wohn- und Geschäftshaus der Pfefferküchlerei Nitzsche wurde um 1890 erbaut. Der traufständige, fünfachsige Putzbau besitzt rechts im Erdgeschoss ein Portal mit originaler Tür und links einen modernen Ladeneinbau. Erdgeschoss und Obergeschoss werden von einem profilierten Gurtgesims getrennt. Die Fenster des Obergeschosses haben profilierte Einfassungen und werden von einer gekehlten Bedachung bekrönt. Im Satteldach befindet sich mittig eine Giebelgaupe mit zwei Fenstern und gerahmtem Dreiecksgiebel. Auf der Giebelseite wird das Dachgeschoss von einem Drillingsfenster mit rundbogigen Abschlüssen belichtet. Als charakteristisches, städtisches Wohnhaus mit einer Pfefferküchlerei seiner Zeit spiegelt das Gebäude die wirtschaftliche Entwicklung und Ausdehnung des Stadtraumes wider und hat deshalb städtebauliche Bedeutung. | 09275552 |
|                                         | Wohnhaus in offener Bebauung | Kamenzer Straße 15 (Karte)                            | 1890er Jahre                                                                                             | Putzbau mit Stilelementen der Neorenaissance, baugeschichtlich und städtebaulich von Bedeutung, Mittelgiebel in deutscher Neurenaissance. Das traufständig in offener Bebauung stehende Wohnhaus wurde in den 1890er Jahren erbaut. Der auf annähernd quadratischem Grundriss errichtete, zweigeschossige Putzbau steht auf einem Bruchsteinsockel und besitzt ein Mansarddach. Die Fenster des Gebäudes haben profilierte Einfassungen und Bedachungen. Die Fassade wird umlaufend von Putzbändern sowie vorderseitig zusätzlich von Putzdekor gegliedert. Die traufseitige, vierachsige Hauptfassade wird von einem zweiachsigen Mittelrisalit geprägt, der mit einem markanten, zweiachsigen Zwerchhaus abschließt, das mit Stilelementen der Neorenaissance gestaltet ist und von zwei Dachgaupen flankiert wird. Das architektonisch authentische Gebäude repräsentiert authentisch die prosperierende Entwicklung der Stadt und den damit verbundenen Villenbau im ausgehenden 19. Jahrhunderts und ist aus diesem Grunde städtebaulich von Bedeutung. | 09275551 |
|                                         | Mietshaus in offener Bebauung | Kapellgartenstraße 6 (Karte)                          | Um 1900                                                                                                  | Baugeschichtlich und städtebaulich von Bedeutung, zweigeschossig, Blendgiebel mit reichem Schmuck, Dacherker, Eingang an der Ecke, historisierender Fassadenschmuck. Das traufständige, in offener Bebauung stehende Wohnhaus wurde um 1900 errichtet. Der Putzbau mit Walmdach ist von reichlichem, historisierendem Dekor bestimmt und besitzt eine abgeflachte Ecke mit Eingangsportal. Eingang und Fenster des Erdgeschosses haben aufwändige Einfassungen und werden von profilierten Bedachungen mit Konsolen bekrönt. Ein kräftiges, profiliertes Gurtgesims trennt Erdgeschoss und Obergeschoss. Die Fenster des Obergeschosses haben ebenso konsolierte Bedachungen und besitzen unterhalb dekorierte Spiegel. Die Hauptfassade wird von einem leicht vorspringenden Mittelrisalit geprägt, der mit einem markanten, reich geschmückten Blendgiebel abschließt. Das authentische Gebäude repräsentiert als städtisches, mit reichem Schmuck ausgestattetes Wohnhaus die wirtschaftlich prosperiende Situation der Stadt im Übergang vom 19. zum 20. Jahrhundert und hat somit städtebauliche Bedeutung. | 09275509 |
|                                         | Wohnhaus in geschlossener Bebauung mit Stall und Scheune | Kapellgartenstraße 12 (Karte)                         | 2. Hälfte 18. Jahrhundert                                                                                | Baugeschichtlich von Bedeutung, vermutlich Häusleranwesen, zweigeschossig, Satteldach, Stall und Scheune dahinter. Das in offener Bebauung stehende, zweigeschossige Wohnhaus mit Stall und Scheune ist ein Häusleranwesen und wurde in der zweiten Hälfte des 19. Jahrhunderts erbaut. Das traufständige, zur Traufseite hin fünfachsige Wohnhaus trägt über einem gekehlten Gesims ein Satteldach und ist umlaufend glatt verputzt. Das Eingangsportal im Erdgeschoss rechts hat einen segmentbogenförmigen Abschluss. Die Fenster von Erdgeschoss und Obergeschoss haben profilierte Einfassungen mit betonter Sohlbank. Im Giebel befinden sich zwei mit Pilastern eingefasste Fenster mit rundbogigem Abschluss. Aufgrund seines bauzeitlichen Aussagewertes als Häusleranwesen der zweiten Hälfte des 19. Jahrhunderts besitzt das Anwesen sowohl städtebauliche wie baugeschichtliche Bedeutung. | 09275508 |
| Weitere Bilder                          | Evangelische Stadtkirche St. Nicolai mit Ausstattung und acht Grabmalen an der äußeren Kirchenwand | Kirchplatz (Karte)                                    | 1745 (Kirche); 1718 (Kirchenausstattung); 1796 (Altar); 1749 (Epitaph); nach 1600 (Kanzel); 1922 (Orgel) | Gestalterisch bemerkenswertes Zeugnis der Kirchenbaukunst vor allem der zweiten Hälfte des 18. Jahrhunderts, baugeschichtlich, künstlerisch und ortsgeschichtlich von Bedeutung, zwei (sieben ?) barocke Epitaphien und ein Gedenkplatte für Johann Christian Gottfried Feilgenhäfer (?). Die erstmals 1473 erwähnte Stadtkirche St. Nicolai ist die Hauptkirche von Pulsnitz. Sie dient heute der evangelisch-lutherischen Gemeinde als Gotteshaus. Das Äußere der Nicolaikirche vermittelt noch den Eindruck einer spätgotischen Kirche, das Innere präsentiert sich vor allem im Stil des Barock und Rokoko. Die erste Kirche befand sich vermutlich am Platz des Kirchhofs vor dem Obertor und wurde im 12. oder 13. Jahrhundert errichtet. An dem der heiligen Katharina geweihten Gotteshaus sind ein Pleban, ein Altarist und ein Schulrektor dokumentiert. Diese Kirche, die 1453 als Liebfrauenkapelle bezeichnet wurde, kam Anfang des 16. Jahrhunderts außer Benutzung und verfiel. Im Jahr 1473 wurde eine weitere Kirche in einem bischöflichen Dokument erstmals erwähnt und laut einer Urkunde aus dem Jahr 1498 als dem heiligen Nikolaus geweiht bezeichnet. Im Dreißigjährigen Krieg fiel die Kirche einer Brandschatzung zum Opfer. Nach einem weiteren Brand im Jahr 1742 wurde das Gebäude bis 1745 nach den Plänen von Andreas Hünigen wieder aufgebaut und erhielt eine komplett neue Raumgestaltung und Innenausstattung in der Nachfolge George Bährs. Der elegante zweigeschossige Holzemporeneinbau mit reichen Stuckkartuschen in den Brüstungsfeldern steht auf schlanken Pfeilern über einem ovalen Grundriss. Ebenso beeindruckend sind die zu beiden Seiten des langgestreckten Chores befindlichen, prächtigen, zweigeschossigen Logeneinbauten. Aus gleicher Zeit stammen der Beichtstuhl und zwei Epitaphe. Der stattliche, von Johann Gottfried Lehmann geschaffene Empire-Altar aus Terracotta entstand 1796. Die reich figurierte Kanzel aus Holz auf einer Konsole mit Engelskopf wurde von Franz Ditterich d. Ä. um 1600 geschaffen. Die vasenförmige Empire-Taufe aus Holz auf quadratischem Sockel mit Festons und Akanthusblättern stammt aus der Zeit um 1800. Der Orgelprospekt mit reichen Rokoko-Ornamenten von 1779 wurde von den Gebr. Pfützner geschaffen, das Orgelwerk von 1922 stammt von Johannes Jahn. Ebenso bemerkenswert sind die acht, zum Teil aufwändigen, barocken Grabmale an der äußeren Kirchenwand. Seit 1934 befindet sich auf der Südseite der Kirche eine Gedächtniskapelle für Ernst Rietschel. Aufgrund der hohen Qualität des Baus und der reichen Ausstattung kommt der Nicolaikirche große baugeschichtliche, künstlerische und ortsgeschichtliche Bedeutung zu. | 09275425 |
|                                         | Pfarrhaus mit Einfriedungsmauer aus Bruchstein und zwei Eingangspfeilern | Kirchplatz 1 (Karte)                                  | Kern 16. Jahrhundert, barock                                                                             | Baugeschichtlich und ortsgeschichtlich von Bedeutung, Walmdach, Dachhäuschen. Das in halboffener Bebauung stehende Pfarramt mit verputzter und bedachter Einfriedungsmauer aus Bruchstein und zwei Eingangspfeilern wurde im Kern im 16. Jahrhundert erbaut und stammt in seiner heutigen Gestalt aus dem 18. Jahrhundert. Der zweigeschossige Bau mit Putzfassade trägt über einem profilierten Traufgesims ein leicht geschweiftes Walmdach mit barocken Dachhäuschen, die einen ebenfalls leicht geschweiften Giebel haben. Die Fenster im Erdgeschoss und Obergeschoss besitzen umlaufend leicht profiliertes Gewände. Das Gebäude hat aufgrund seiner Einbindung in das gebäudliche Ensemble des Kirchplatzes, seiner historischen Funktion und seiner baulichen Eigenschaften baugeschichtliche und ortsgeschichtliche Bedeutung. | 09275423 |
|                                         | Pfarrhaus mit Einfriedungsmauer und zwei Eingangspfeilern mit zwei Bogendurchgängen | Kirchplatz 2 (Karte)                                  | Mitte 18. Jahrhundert                                                                                    | Baugeschichtlich und ortsgeschichtlich von Bedeutung, barock, Mansarddach, Dachhäuschen. Das Mitte des 18. Jahrhunderts erbaute, in halboffener Bebauung stehende Pfarrhaus befindet sich auf dem gleichen, von einer verputzten und bedachten Mauer aus Bruchstein mit zwei Eingangspfeilern umfriedeten Grundstück wie das Pfarramt. Der barocke Putzbau trägt über profiliertem Traufgesims ein Mansarddach, das mit schöner Giebelgaupe ausgestattet ist. Das Eingangsportal besitzt einen korbbogenförmigen Abschluss und eine originale, kassettierte Eingangstür mit Schnitzdekor. Die Fenster des zweigeschossigen Baus haben im Erdgeschoss und im Obergeschoss leicht profiliertes Gewände. Aufgrund seiner Einbindung in das gebäudliche Ensemble des Kirchplatzes, seiner historischen Funktion und seiner baulichen Eigenschaften besitzt das Gebäude baugeschichtliche und ortsgeschichtliche Bedeutung. | 09275424 |
| Direkt Bild zu diesem Denkmal hochladen | Wohnhaus in geschlossener Bebauung | Kirchplatz 3 (Karte)                                  | Um 1850                                                                                                  | Baugeschichtlich und städtebaulich von Bedeutung, zweigeschossig, erstes Obergeschoss Fensterbedachungen, breitgelagerter Baukörper, mit Hechtgaube, Fenster mit Korbbogenabschluss, bis Juni 2008 irrtümlich unter Rietschelstraße 12 in der Denkmalliste geführt, laut ALK-Daten Kirchplatz 3. Das in geschlossener Bebauung stehende Wohnhaus wurde um 1850 erbaut. Die Fassade des breit gelagerten, zweigeschossigen Baukörpers ist neunachsig. Das auf profiliertem Traufgesims ruhende Dach ist von einer über die gesamte Dachlänge reichenden Hechtgaupe und Schleppgaupen gegliedert. Das Portal zum Kirchplatz hat einen korbbogenförmigen Abschluss mit Schlussstein. Das Portal zur Rietschelstraße hin besitzt einen rundbogenförmigen Abschluss. Während die Fenster des Erdgeschosses segmentbogenförmig abschließen, sind die Fenster des Obergeschosses korbbogenförmig gestaltet. Aufgrund seiner Einbindung in das gebäudliche Ensemble des Kirchplatzes und des bauzeitlichen Aussagewertes als für den Ortskern charakteristisches Wohnhaus aus der Mitte des 19. Jahrhunderts hat das Gebäude baugeschichtliche und städtebauliche Bedeutung. | 09275565 |
|                                         | Gasthof „Sächsischer Hof“ in halboffener Bebauung | Königsbrücker Straße 1 (Karte)                        | 1860/1870                                                                                                | Ortsgeschichtlich von Bedeutung, zweigeschossig, dritter Stock aufgesetzt, Erdgeschoss Fensterabschluss mit Segmentbogen, profilierte Traufgesimse mit Lüftungsrosetten. Das in halboffener Bebauung stehende Wohnhaus mit Gasthof im Erdgeschoss wurde 1860/1870 erbaut. Der zweigeschossige Putzbau trägt oberhalb des breiten, profilierten und mit Lüftungsrosetten ausgestatteten Traufgesimses ein Satteldach, das straßenseitig mit einem über die gesamte Gebäudelänge reichenden, modernen Dachhaus überbaut wurde. Das traufseitig siebenachsige und giebelseitig vierachsige Gebäude mit seitlichem Eingang hat im Erdgeschoss segmentbogenförmige Fensterabschlüsse, während die Fenster des durch ein umlaufendes, einfaches Gurtgesims abgetrennten Obergeschosses flach abschließen. Auf Giebelseite finden sich im Dachgeschoss kleine Segmentbogenfenster auf zwei Ebenen. Aufgrund seines bauzeitlichen Aussagewertes als typisches, städtisches Wohnhaus und Gasthof der zweiten Hälfte des 19. Jahrhunderts hat das Gebäude städtebauliche und ortsgeschichtliche Bedeutung. | 09275593 |
|                                         | Wohnhaus in Ecklage | Königsbrücker Straße 2 (Karte)                        | Um 1870                                                                                                  | Baugeschichtlich und städtebaulich von Bedeutung, abgeschrägte Ecke mit Balkon erstes Obergeschoss, Fenstergewände profilierter Sandstein, Fensterbedachungen. Das in Ecklage stehende, dreigeschossige Wohnhaus wurde um 1870 erbaut und besitzt eine abgeschrägte Ecke mit einer inzwischen zugemauerten Eingangstür, die vermutlich zu einem Eckladenlokal führte. Darüber befindet sich im ersten Obergeschoss ein markanter, von zwei dekorierten, kräftigen Konsolen getragener Balkon mit originalem, schmiedeeisernem Geländer. Die Fenster des Erdgeschosses besitzen einfaches Sandsteingewände, während die Fenster der beiden Obergeschosse profilierte Sandsteingewände aufweisen. Die Fenster des ersten Obergeschosses besitzen darüber hinaus Bedachungen. Die Fenster des zweiten Obergeschosses haben geohrte Einfassungen mit Schlussstein. Das Gebäude repräsentiert als städtisches Wohnhaus die bauliche Entwicklung des Stadtraumes in der zweiten Hälfte des 19. Jahrhunderts und hat deshalb städtebauliche Bedeutung. | 09275594 |
|                                         | Wohnhaus in Ecklage | Königsbrücker Straße 4 (Karte)                        | Um 1870                                                                                                  | Baugeschichtlich und städtebaulich von Bedeutung, mit Balkon im ersten Obergeschoss, Fenstergewände mit profiliertem Sandstein, Fensterbedachungen. Das in Ecklage und halboffener Bebauung stehende, dreigeschossige Wohnhaus wurde um 1870 erbaut und besitzt eine abgeschrägte Ecke. Die Fassade des auf einem Bruchsteinsockel ruhenden Baus wird durch Sockel-, Gurt- und Sohlbankgesims horizontal gegliedert und von einem Traufgesims mit Zahnschnitt abgeschlossen. Die Dachaufbauten stammen aus neuerer Zeit. Die Fenster mit Sandsteingewände sind im ersten Obergeschoss profiliert und werden von einer flachen Bedachung bekrönt. Die ebenfalls profilierten Fenster des zweiten Obergeschosses weisen Ohrungen auf. Das Gebäude repräsentiert als städtisches Wohnhaus die bauliche Entwicklung des Stadtraumes in der zweiten Hälfte des 19. Jahrhunderts und hat deshalb städtebauliche Bedeutung. | 09275595 |
|                                         | Ernst-Rietschel-Schule und Turnhalle | Kühnstraße 1 (Dr.-Michael-Straße 2) (Karte)           | 1902–1903, Anbau später                                                                                  | Baugeschichtlich und ortsgeschichtlich von Bedeutung, Schulgebäude (Mittelschule) über annähernd L-förmigen Grundriss, Hauptgebäude dreigeschossig, zur Dr.-Michael-Straße mit hohem Walmdach einschließlich Uhrturm und zwei kleinen Dachreitern, auf Hofseite Treppenturm mit barockisierender Haube, zur Schillerstraße Turnhalle, gegenüber dreigeschossiger späterer Anbau, ehemals unter der Adresse Kühnstraße 1 erfasst, Hauptanschrift ist aber Dr.-Michael-Straße 2, Kühnstraße 1 (spätere Erweiterung), sind auch zwei verschiedene Träger. Die Ernst-Rietschel-Schule wurde 1902/1903 erbaut und ist ein Entwurf des Architekten Georg Heinsius von Mayenburg (1870–1930), der durch zahlreiche Bauten in Dresden und Umgebung bekannt wurde und unter anderem die viel beachtete, spätere Werkssiedlung „Gartenstadt Marga“ in Brieske in der Niederlausitz geschaffen hat. Der Schulbau steht auf einem annähernd L-förmigen Grundriss. Das Hauptgebäude ist dreigeschossig mit Segmentbogenfenstern im Erdgeschoss und rechteckigen Fenstern in den beiden Obergeschossen. Zur Dr.-Michael-Straße wird das Gebäude von einem hohen Walmdach mit Uhrturm und zwei kleinen Dachreitern abgeschlossen. Auf der Hofseite steht ein Treppenturm mit barockisierender Haube. Zur Schillerstraße hin ist die Turnhalle errichtet, der ein weiterer, dreigeschossiger, späterer Anbau gegenübersteht. Die Ernst-Rietschel-Schule ist als wichtige Arbeit von Mayenburgs sowohl baugeschichtlich wie ortsgeschichtlich von bemerkenswerter Bedeutung. | 09275506 |
|                                         | Villa mit Einfriedung | Kühnstraße 2 (Karte)                                  | Um 1925                                                                                                  | Mit einfacher Jugendstilornamentik, baugeschichtlich von Bedeutung, zweigeschossig mit Erker (Jugendstilornamentik), Wappen am Segmentbogengiebel an großer Dachgaube. Die zweigeschossige Villa mit original erhaltener Einfriedung wurde um 1925 errichtet. Der Putzbau besitzt einen dekorierten Erker und wird in der Hauptansicht durch ein Erdgeschoss und Obergeschoss trennendes Sohlbankgesims horizontal gegliedert. Das auskragende, leicht geschweifte Walmdach besitzt Dachgaupen mit Bogendach und geschweiftem Segmentbogengiebel, wovon die große Gaupe ein Wappen im Giebel trägt. Das markante, offene Eingangsportal ist, im Gegensatz zu den schlicht eingefassten, unterschiedlich großen Fenstern des Gebäudes, mit einer mit Jugendstilornamentik dekorierten, profilierten Einfassung versehen sowie einer Bedachung, die von einem aufwändigen Fassadendekor bekrönt wird. Das Gebäude hat aufgrund seines bauzeitlichen Aussagewertes als charakteristischer, städtischer Villenbau des ersten Viertels des 20. Jahrhunderts baugeschichtliche Bedeutung. | 09275505 |
|                                         | Wohnhaus in geschlossener Bebauung | Kurze Gasse 1 (Karte)                                 | Um 1900                                                                                                  | Aufwändiger Klinkerbau, baugeschichtlich und straßenbildprägend von Bedeutung, mit Erker und Turm. Das traufständig in geschlossener Bebauung stehende, aufwändig dekorierte Wohnhaus wurde um 1900 errichtet. Der dreigeschossige, gelbe Klinkerbau besitzt im Erdgeschoss eine Rustikaquaderung aus Sandstein. Die Fenstergestaltung weist auf einen ursprünglichen Ladeneinbau hin. Über dem links befindlichen, offenen Segmentbogenportal erhebt sich ein von großen, dekorierten Konsolen getragener, über die beiden Obergeschosse reichender Erker, der auf der Hauptfassadenseite mit großen Segmentbogenfenstern und Fahnenhaltern ausgestattet ist. Im darüber liegenden Mansarddach steht eine Dachgaupe mit gerahmtem, segmentbogenförmigem Ziergiebel. Der Erker wird, als eigenständiger Bauteil wirkend, von einem markanten, kräftigen Turmhelm bekrönt. Die Fassade des Gebäudes wird durch wechselnde, rote Ziegelbänder sowie Bänder und teilweise dekorierte, gerade und segmentbogenförmige Fensterstürze und Sohlbänke aus Sandstein reich durchgliedert. Rechts vom Turm befinden sich im Mansarddach, das von einem profilierten, teilweise mit Zahnschnitt versehenen, weit auskragenden Traufgesimses gestützt wird, zwei weitere Dachhäuschen mit Zeltdach. Aufgrund seiner aufwändigen Fassadengestaltung und des reichen Schmucks, der markanten Lage zum Markt hin sowie des bauzeitlichen Aussagewertes als prunkvolles, bürgerliches Wohnhaus um 1900 kommt dem Gebäude nennenswerte baugeschichtliche und straßenbildprägende Bedeutung zu. | 09275442 |
|                                         | Wohnhaus in geschlossener Bebauung | Kurze Gasse 7 (Karte)                                 | Ende 19. Jahrhundert                                                                                     | Klinkerfassade, baugeschichtlich und städtebaulich von Bedeutung. Das Ende des 19. Jahrhunderts erbaute, dreigeschossige Wohnhaus steht in geschlossener Bebauung und besitzt im Erdgeschoss, das mit Sandsteinquaderung gestaltet ist, einen originalen Ladeneinbau, der zwischenzeitlich modernisiert wurde. Das Eingangsportal des gelben Klinkerbaus befindet sich links in einem risalitartig leicht vorspringenden Fassadenteil, der im Mansarddach mit einem Zwerchhaus mit stumpfem Dreiecksgiebel abschließt. Die Fassade des Gebäudes wird durch wechselnde, rote Ziegelbänder sowie Bänder und teilweise dekorierte Fensterstürze und Sohlbänke aus Sandstein gegliedert. Die Fenster des ersten Obergeschosses haben, einen geraden Abschluss mit Schlussstein, konsolierte Sohlbänke und werden von Bedachungen mit Konsolen bekrönt. Die Segmentbogenfenster des Obergeschosses werden von einem geziegelten Bogen mit Eck- und Schlussstein aus Sandstein abgeschlossen. Oberhalb des profilierten Traufgesimses und der Konsolen im Kniestock erhebt sich rechts ein Mansarddach mit zwei Dachhäuschen mit Walmdach. Aufgrund seines bauzeitlichen Aussagewertes als charakteristisches, städtisches Wohnhaus aus dem späten 19. Jahrhundert in unmittelbarer Marktnähe kommt dem Gebäude städtebauliche Bedeutung zu. | 09275444 |
| Direkt Bild zu diesem Denkmal hochladen | Mietvilla mit Einfriedung | Lessingstraße 13 (Karte)                              | 1920er Jahre                                                                                             | Baugeschichtlich und städtebaulich von Bedeutung, zweigeschossig mit Giebel zur Straßenseite, in jedem Geschoss ein Erker, bis Juni 2008 irrtümlich unter Schillerstraße 13 erfasst. Die zweigeschossige Mietvilla wurde in den 1920er Jahren erbaut und besitzt noch eine original erhaltene Einfriedung. Erdgeschoss und Obergeschoss des massiven Putzbaus, der ein weit auskragendes Walmdach trägt, werden umlaufend von einem Gesims auf Höhe der Sohlbank getrennt. Zur Straßenseite hat das Gebäude links einen polygonalen, bedachten Standerker. Ein weiterer, breiterer, ebenfalls bedachter Erker befindet sich mittig im Obergeschoss. Oberhalb der beiden Erker erhebt sich links ein breiter Giebel mit einem kleinen Walmdach und einem mittigen, schmalen Drillingsfenster. Die Mietvilla repräsentiert die noch in den 1920er Jahren anhaltende wirtschaftliche Entwicklung der Stadt, die sich in Villen- und Solitärbauten widerspiegelt, und hat aus diesem Grunde städtebauliche Bedeutung. | 09275507 |
| Weitere Bilder                          | Reichsumsiedlung Reichsbauernstellen; Bauernhof mit zwei Wohnhäusern und Holzscheune | Mittelbacher Straße 45, 47 (Karte)                    | 1938 | Ortsgeschichtlich von Bedeutung, Wohnhäuser Massivbau, eine Reihe Fachwerk an Traufseite unter Dachrinne, Scheune holzverbrettert, für Umsiedler aus Königsbrück. Die Errichtung der zwei Wohnhäuser mit Holzscheune als Ergebnis der Reichsumsiedlung „Reichsbauernstellen“ geht auf die 1938 durch die Wehrmacht veranlasste Erweiterung des Westlausitzer Truppenübungsplatzes Königsbrück zurück, in dessen Gefolge die Dörfer Bohra, Krakau, Naundorf, Rohna, Sella, Steinborn und Zochau geräumt und abgesiedelt wurden. Die neu errichteten Reichsbauernhöfe für die Umsiedler weisen einen immer gleichen Aufbau aus und bestehen aus Wohnhäusern in Massivbauweise mit Fachwerk im Giebel sowie einem umlaufenden Fachwerkband an der Traufseite unterhalb der Dachrinne und einer verbretterten Holzscheune. Die Reichsbauernhöfe sind aufgrund ihrer Entstehungsgeschichte vor allem sozialgeschichtlich von Bedeutung. | 09275403 |
|                                         | Wohnhaus (Obergeschoss Fachwerk) mit flachem Anbau | Polzenberg 2 (Karte)                                  | Anfang 19. Jahrhundert                                                                                   | Obergeschoss Fachwerk, baugeschichtlich von Bedeutung. Das in offener Bebauung stehende, zweigeschossige Wohnhaus mit flachem Anbau wurde Anfang des 19. Jahrhunderts errichtet. Das ohne nennenswerte Fassadengliederung gestaltete Gebäude trägt ein steiles Satteldach und ist im verputzten Erdgeschoss, mit traufseitig mittig platzierter Eingangstür, massiv errichtet. Das ebenfalls verputzte Obergeschoss wurde in Fachwerkbauweise erbaut und ist im Giebel, der zwei kleine Fenster zur Belichtung des Dachbodens besitzt, ebenso wie das rückseitige Obergeschoss, mit Schiefer verblendet. Die Fenster beider Geschosse besitzen schlichte Einfassungen. Als exemplarisches, einfaches Wohnhaus repräsentiert das Gebäude die städtische Siedlungsentwicklung am Anfang des 19. Jahrhunderts und besitzt deshalb baugeschichtliche und städtebauliche Bedeutung. | 09275387 |
|                                         | Wohnhaus (Obergeschoss Fachwerk) in halboffener Bebauung | Polzenberg 3 (Karte)                                  | Ende 18. Jahrhundert                                                                                     | Obergeschoss Fachwerk, baugeschichtlich von Bedeutung, Korbbogenportal. Das in halboffener Bebauung stehende, zweigeschossige Wohnhaus wurde Ende des 18. Jahrhunderts erbaut. Das traufständige Gebäude trägt ein Satteldach mit Luken zur Belichtung des Dachbodens und ist im Erdgeschoss massiv erbaut und verputzt. Das Obergeschoss wurde in Fachwerkbauweise mit verputzten Gefachen errichtet. Das Eingangsportal hat einen korbbogenförmigen Abschluss mit Schlussstein. Das Fenster rechts davon hat einen segmentbogenförmigen Abschluss. Die übrigen Fenster besitzen eine hochrechteckige Form und haben einen gerade Abschluss. Aufgrund seines bauzeitlichen Aussagewertes als einfaches Wohnhaus des ausgehenden 18. Jahrhunderts repräsentiert das Gebäude die Siedlungsentwicklung seiner Zeit und hat baugeschichtliche und städtebauliche Bedeutung. | 09275388 |
| Direkt Bild zu diesem Denkmal hochladen | Bandweberei und Bandfärberei Hempel; Wohnhaus (Rückseite Fachwerk) mit hofseitigem Anbau und Färbebänke | Polzenberg 10 (Karte)                                 | Nach 1767 (Textilindustrieanlagenteil); bezeichnet mit 1789 (Wohnhaus)                                   | Wohnhaus rückseitig Obergeschoss Fachwerk, baugeschichtlich, ortsgeschichtlich und technikgeschichtlich von Bedeutung, Wohnhaus bezeichnet im Korbbogenportal, zahlreiche Fledermausgaupen, originale barocke Türblätter, Anbau: zur Straße Obergeschoss Fachwerk, hofseitig Bretteraufbau. Das zweigeschossige, traufständige Wohnhaus mit hofseitigem, mehrteiligem Anbau und originalen Färbebänken wurde 1789 erbaut, die rückseitige Weberei und Färberei nach 1767. Das verputzte, zweigeschossige Wohnhaus ist im Erdgeschoss massiv und im Obergeschoss, wie die angebauten Teile, in Fachwerkbauweise errichtet. Die straßenseitige Fassade des Wohnhauses hat ein mittiges, großes Korbbogenportal mit einem Schlussstein mit Jahresbezeichnung. Die zweiflüglige, barocke Eingangstür mit Kassettierung und Schnitzwerk ist original erhalten. Das Satteldach besitzt beidseitig flache Fledermausgaupen. Hofseitig haben einige größere Fenster einen korbbogenförmigen Abschluss. Die angeschlossene Färberei besitzt einen giebelseitig verbretterten Dachaufbau, der traufseitig auf markante Weise in drei Ebenen von einer Hechtgaupe und darüber liegenden Fledermausgaupen geprägt ist. Aufgrund der Anlage und historischen Funktion wie auch des bauzeitlichen Aussagewertes als Zeugnis der örtlichen Ansiedlung von Handwerksbetrieben im späten 18. Jahrhundert besitzt das Gebäudeensemble baugeschichtliche, ortsgeschichtliche und technikgeschichtliche Bedeutung. | 09275381 |
| Direkt Bild zu diesem Denkmal hochladen | Brunnen oder Pferdetränke aus Sandstein | Polzenberg 10 (vor) (Karte)                           | 2. Hälfte 18. Jahrhundert                                                                                | Sozialgeschichtlich von Bedeutung. Vor der Bandweberei und Bandfärberei Hempel befindet sich ein quadratischer Brunnen aus Sandstein, der aus der zweiten Hälfte des 18. Jahrhunderts stammt und möglicherweise als Pferdetränke gedient hat. Aufgrund des Aussagewertes als Zeugnis der städtischen Wasserversorgung des 18. Jahrhunderts hat der Brunnen sozialgeschichtliche Bedeutung. | 09275382 |
| Direkt Bild zu diesem Denkmal hochladen | Wohnhaus in halboffener Bebauung | Polzenberg 13 (Karte)                                 | 3. Viertel 19. Jahrhundert                                                                               | Baugeschichtlich von Bedeutung, Drempel mit Lüftungsrosetten, Portal mit Segmentbogen. Das traufständig in halboffener Bebauung stehende, zweigeschossige Wohnhaus wurde im dritten Viertel des 19. Jahrhunderts erbaut. Der massive Putzbau wird durch umlaufende Gurtbänder und Ecklisenen, die im Erdgeschoss als Quaderung ausgeführt sind, gegliedert. Das mittige Eingangsportal der siebenachsigen Traufseite weist einen segmentbogenförmigen Abschluss auf und hat ebenso wie die Fenster des Gebäudes profiliertes Sandsteingewände. Die Fenster des Obergeschosses haben zusätzlich Sohlbänke mit Konsolen. Im Drempel befinden sich Lüftungsrosetten. Oberhalb schließt ein markant profiliertes Traufgesimses die Fassade ab und trägt ein Satteldach, das rechts eine Gaupe mit Walmdach zeigt. Die fünfachsige Giebelseite besitzt im Dreiecksgiebek drei Fenster, darüber ein Rundfenster. Als authentisches Zeugnis eines örtlichen Wohnbaus aus dem ausgehenden 19. Jahrhunderts hat das Gebäude baugeschichtliche Bedeutung. | 09275386 |
| Direkt Bild zu diesem Denkmal hochladen | Wohnhaus in halboffener Bebauung | Polzenberg 15 (Karte)                                 | 2. Hälfte 18. Jahrhundert                                                                                | Baugeschichtlich von Bedeutung, mit barockem Mansarddach und Dachhäuschen. Das in halboffener Bebauung stehende Wohnhaus wurde in der zweiten Hälfte des 18. Jahrhunderts erbaut. Das zweigeschossige, in massiver Bauweise errichtete Gebäude hat eine glatt verputzte Fassade mit Fenstereinfassungen aus Sandstein. Oberhalb eines markanten, profilierten Traufgesimses erhebt sich ein barockes Mansarddach mit Dachhäuschen. Ein weiteres, schmaleres Gesims trennt die beiden Dachflächen. Das Gebäude hat aufgrund seiner authentischen Gestalt und des bauzeitlichen Aussagewertes als Zeugnis eines Wohnbaus der zweiten Hälfte des 18. Jahrhunderts baugeschichtliche Bedeutung. | 09275389 |
|                                         | Volkspark; Parkanlage mit Resten eines Brunnens, Gartenpavillon aus Holz, Wegesystem, Bodenrelief, Gehölzbestand und Resten der Einfriedung                                                                                         | Poststraße (Karte)                                    | 1920er Jahre                                                                                             | Gartenkünstlerisch und ortsgeschichtlich von Bedeutung, Brunnen: polygonales Becken. Beschreibung und Begründung des Gartendenkmals: Der Volkspark ging höchstwahrscheinlich aus dem Villengarten der Villa Feldstraße 14 hervor. Er weist typische Merkmale eines Villengartens um 1900 auf. An der Bahnhofstraße sind Teile des Einfriedungszauns (Sockel und Pfeiler) sowie die Mauer der Neugierde an der Grundstücksecke Bahnhofstraße/Poststraße erhalten. An der Nordgrenze steht eine Mauer aus verputztem Ziegelmauerwerk. Der Park ist in folgende drei Teile zu untergliedern: 1. im Osten eine Zufahrt mit Lindenallee, die Neugierde und eine rechteckige Schmuckfläche mit Rhododendren, 2. der mittlere Bereich mit einem rechteckigen vertieft liegenden Platz und Resten eines Zierbrunnens, 3. im Westen der parkartiger Bereich mit Aussichtsplatz auf einer Anhöhe und dem sich im Bodenrelief abzeichnenden ehemaligen Teich. Ein Gartenhäuschen steht an der Nordgrenze des Parks. Der Gehölzbestand (Linde, Buche, Bergahorn, Eiche, Spitzahorn, Schwarzkiefer, Blaufichte, Lärche, Weymouthskiefer) ist in seiner Komposition bemerkenswert. Die Vermutung besteht, dass der Kunstgärtner und Baumschuleigentümer Wilhelm Weiße aus Kamenz an der einstigen Gestaltung beteiligt war. Die Wegeführung des Villengartens blieb im Wesentlichen erhalten. Die Verwendung von Natursteinen ist im Zusammenhang mit der landschaftliche Bodenmodellierung zu bemerken. Wahrscheinlich ist der Villengarten nach 1945 als Stadtpark für die Bevölkerung geöffnet worden. Die Raumbildung ist mit der Ausprägung des Bodenreliefs, der ausgeformten Wegeführung und der um 1900 erfolgten Gehölzkomposition von besonderer Qualität und besitzt gartenkünstlerischen Wert. Die Öffnung des Gartens als Stadtpark hat ortsgeschichtliche Bedeutung. | 09275538 |
|                                         | Postamt | Poststraße 1 (Karte)                                  | Um 1910                                                                                                  | Erbaut im Reformstil der Zeit um 1910, mit repräsentativer Eckfreitreppe, baugeschichtlich und straßenbildprägend von Bedeutung. Das in offener Bebauung und Ecklage stehende Postamt wurde um 1910 im seinerzeitigen Reformstil erbaut. Das markante, auf einem Quadersteinsockel stehende Gebäude ist zweigeschossig errichtet und hat einen eingeschossigen Gebäudeteil zur Bahnhofstraße. Die zentrale, breite Gebäudeecke ist abgeflacht und leicht gerundet. Davor befindet sich eine repräsentative Freitreppe mit einem Portikus mit Rundsäulen und dekoriertem Ziergiebel obenauf. Der große, beidseitig von einem Okulus flankierte Eingang hat einen flachen segmentbogenförmigen Abschluss. Die Geschosse werden durch ein biberschwanzgedecktes Gesims getrennt, das im eingeschossigen Gebäudeteil in das Traufgesims übergeht, während es auf der rechten Seite von einem hohen Rundbogenfenster mit Okulus darüber durchbrochen wird, das oberhalb des seitlichen Einganges steht, der in gleicher Größe und Form gefasst ist. Oberhalb des Haupteingangs erhebt sich ein breites Zwerchhaus mit Fledermausgaupe im Dach. Links und rechts davon befinden sich mittig je eine Schleppgaupe, während der eingeschossige Teil zwei Giebelgaupen mit gedeckten Wangen und Rundbogenfenstern besitzt. Biberschwanzgedeckte Bedachung und Wangen der beiden Gaupen sind leicht geschweift. In gleicher Weise weist das Mansardwalmdach eine Schweifung zur Traufe hin auf. Aufgrund seiner Lage und Authentizität sowie des bauzeitlichen Aussagewertes als Zeugnis des Reformstils um 1910 hat das Gebäude baugeschichtliche und straßenbildprägende Bedeutung. | 09275537 |
|                                         | Villa mit Einfriedung und Vorgarten | Poststraße 3 (Karte)                                  | Um 1910                                                                                                  | Erbaut im Heimatstil, baugeschichtlich von Bedeutung, DDR-Liste, saniert, Putzfassade teilweise neu, Grundstück hinter der Post. Die auf dem Grundstück hinter dem Postamt gelegene, im Heimatstil um 1910 erbaute Villa mit Vorgarten und Einfriedung besitzt aufgrund einer Sanierung eine teilweise neue Putzfassade. Der zweigeschossige Bau mit einem mittigen, zweiachsigen Balkon ist durch einen prägnanten Dachaufbau gekennzeichnet. Die Giebelseiten sind verblendet und haben zwei Zwillingsfenster sowie zwei kleine Fenster darüber. Seitlich ist das Dach wie bei einem Mansarddach über die Höhe des Obergeschosses steil heruntergezogen und schweift zur Traufe hin aus. Im unteren Dachabschnitt befinden sich eine kleine und eine große Dachgaupe. Beide Gaupen tragen einen segmentbogenförmigen Ziergiebel, der bei der großen, über drei Fenster reichenden gaupe zusätzlich Putzdekor aufweist. Unmittelbar oberhalb der gaupe befindet sich im oberen Dachabschnitt eine weitere, hechtartige gaupe mit fünf kleinen Fenstern. Oben im Dach dienen zwei flache Fledermausgaupen der Belichtung des Dachbodens. Baugeschichtliche Bedeutung hat das Gebäude aufgrund der stilistischen Authentizität und des repräsentativen, bauzeitlichen Aussagewertes als Villenbau seiner Zeit. | 09275838 |
|                                         | Villa mit Einfriedung | Poststraße 9 (Karte)                                  | Um 1908                                                                                                  | Baugeschichtlich und städtebaulich von Bedeutung, teilweise farbige Bleiglasfenster. Die zweigeschossige Villa mit Einfriedung wurde um 1908 erbaut. Der kompakte, auf einem Quadersockel stehende Bau mit Eingangsportal auf der rechten Seite wird von einem umlaufenden Sohlbankgesims zwischen Erdgeschoss und Obergeschoss sowie Lisenen gegliedert. Im Erdgeschoss rechts befindet sich ein Segmentbogenfenster, das mit Sandstein eingefasst ist und die Diele belichtet. Links daneben schließt sich erkerartig ein über Eck laufender, eingeschossiger Gebäudeteil mit kunstvollen Bleiglasfenstern an, der im Obergeschoss einen großen Söller trägt. Das weit auskragende und zur Traufe hin ausschweifende Dach wird von einem dekorierten Traufgesims getragen und ist unterhalb der Auskragung bemalt. Aufgrund seiner Authentizität und Ausstattung sowie des bauzeitlichen Aussagewertes als exemplarischer Villenbau aus dem Anfang des 20. Jahrhunderts, der charakteristisch für die Entwicklung der Bebauung des städtischen Raumes ist, hat das Gebäude baugeschichtliche und städtebauliche Bedeutung. | 09275540 |
|                                         | Mietshaus in geschlossener Bebauung | Rathenauplatz 2 (Karte)                               | Bezeichnet mit 1906                                                                                      | Baugeschichtlich von Bedeutung, Putzfassade mit reichem Jugendstildekor, zweigeschossig, sechs Achsen, Putzfassade mit reichem Jugendstildekor, im geschlossenen Ensemble an einem gründerzeitlichen Platz, Kunststoff-Fenster, original: Steintreppenhaus, Fußbodenfliesen, Wohnungseingangstüren. Das in geschlossener Bebauung stehende Mietshaus wurde 1906 erbaut (bezeichnet im Giebel). Der traufständige, zweigeschossige Bau ist von reichem Jugendstildekor geprägt. Die sechsachsige Fassade mit Portal rechts besitzt Fenster mit profiliertem Sandsteingewände. Ein einfaches Gurtgesims trennt Erdgeschoss und Obergeschoss. Mittig erhebt sich ein Risalit, der im Obergeschoss einen von dekorierten Konsolen getragenen Balkon mit einem großen Segmentbogenfenster und reichem Schmuck darüber hat, dessen Brüstung ebenfalls mit Dekor und Kartusche versehen ist. Im Mansarddach wird der Mittelrisalit von einem zweiachsigen Zwerchhaus abgeschlossen, dessen seitlich von Konsolen gestützter Dreiecksgiebel mit weiterem reichen Jugendstildekor versehen ist. Zu beiden Seiten des Zwerchhauses befindet sich eine Schleppgaupe mit Zwillingsfenster. Im Innern besitzt das Wohnhaus noch ein original erhaltenes Steintreppenhaus und originale Fliesenböden und Wohnungstüren. Aufgrund der authentischen Gestaltung und Ausstattung im Jugendstil, des bauzeitlichen Aussagewertes als exemplarisches Mietshaus aus dem Beginn des 20. Jahrhunderts und seiner Einbindung in das geschlossene Ensemble an einem gründerzeitlichen Platz der Stadt hat das Gebäude baugeschichtliche und städtebauliche Bedeutung. | 09275368 |
|                                         | Mietshaus mit Laden in geschlossener Bebauung | Rathenauplatz 3 (Karte)                               | Um 1905                                                                                                  | Baugeschichtlich von Bedeutung, Putzfassade mit reichem Jugendstildekor, dreigeschossig, fünf Achsen, links Seitenrisalit, Putzfassade mit reichem Jugendstildekor, ein Balkon, Kunststoff-Fenster, wichtig für Platzensemble, original: Ladentür, Haustür mit Gitter, innen nicht gesehen. Das in geschlossener Bebauung stehende Mietshaus mit Laden wurde um 1905 erbaut. Der traufständige, dreigeschossige Bau ist von reichem Jugendstildekor geprägt. Das gequaderte Erdgeschoss weist links und rechts zwei Eingänge mit original erhaltenen Eingangstüren auf. Links befindet sich ein leicht vorspringender Eckrisalit, der im ersten Obergeschoss einen von Konsolen gestützten Balkon besitzt, der auf den Brüstungsecken mit Vasen dekoriert ist sowie ein über die Balkonbreite reichendes Fenster hat, das von reichem Dekor gerahmt und bekrönt wird. Erstes und zweites Obergeschoss sind durchgängig mit Jugendstildekor geschmückt. Die Fenster des ersten Obergeschosses sind hierbei besonders reich eingefasst und bekrönt. Bänder, die teilweise über die aufwändigen Fenstereinfassungen laufen, gliedern die fünfachsige Fassade, die mit einem breiten, profilierten und mit flachen Konsölchen dekorierten Traufgesimses abschließt. Aufgrund der authentischen Gestaltung und Ausstattung im Jugendstil, des bauzeitlichen Aussagewertes als exemplarisches Mietshaus aus dem Beginn des 20. Jahrhunderts und seiner Einbindung in das geschlossene Ensemble an einem gründerzeitlichen Platz der Stadt hat das Gebäude baugeschichtliche und städtebauliche Bedeutung. | 09275369 |
|                                         | Wohnhaus in Ecklage mit Laden | Rietschelstraße 1 (Karte)                             | 1. Hälfte 19. Jahrhundert                                                                                | Baugeschichtlich und städtebaulich von Bedeutung, Satteldach mit Türmchen, zweigeschossig, Geschossgliederung durch Fries, Ladeneinbau, Schaufenstereinrahmung mit Konsolen mit Akanthus, Rosetten, Kranzgesims am Obergeschoss, Eingang an Ecke mit Balkon darüber. Das in Ecklage und geschlossener Bebauung stehende Wohnhaus mit Laden wurde in der ersten Hälfte des 19. Jahrhunderts erbaut. Der zweigeschossige Putzbau hat eine abgeschrägte Ecke, die im Erdgeschoss den korbbogenförmig abgeschlossenen Eingang zum Laden besitzt sowie darüber im Obergeschoss einen von zwei kräftigen Konsolen gestützten Balkon. Das Erdgeschoss wird umlaufend von dem Ladeneinbau mit einer schönen Schaufenstereinrahmung mit Akanthusmotiv und Rosetten eingenommen, die allerdings auf der zweiachsigen Seite des Gebäudes nicht mehr vollständig ist. Ein durchlaufendes, schmales und profiliertes Gesims oberhalb des Sturzes fasst die Fenster zusammen. Auf der siebenachsige Seite zur Rietschelstraße hin befindet sich rechts ein hohes Portal mit segmentbogenförmigem Abschluss und Schlussstein, das von dem Schaufenstergesims überspannt wird. Erdgeschoss und Obergeschoss werden durch ein schmales, dekoriertes Gurtgesims getrennt. Zwei Putzkanten auf Sohlbank- und Geschosshöhe gliedern das Obergeschoss horizontal. Das Dach oberhalb des profilierten Traufgesimses trägt drei schöne Giebelgaupen. Die die abgeschrägte Ecke bekrönende Gaupe hat zusätzlichen Schmuck, einen gerahmten Dreiecksgiebel und ein spitzes Zeltdach. Aufgrund des exemplarischen, bauzeitlichen Aussagewertes in Hinsicht auf die bauliche Entwicklung des innerstädtischen Bereichs in der ersten Hälfte des 19. Jahrhunderts hat das Gebäude städtebauliche Bedeutung. | 09275499 |
|                                         | Wohnhaus in geschlossener Bebauung | Rietschelstraße 3 (Karte)                             | 1. Hälfte 19. Jahrhundert                                                                                | Baugeschichtlich und städtebaulich von Bedeutung, zweigeschossig, Satteldach, großer Eingang. Das traufständig in geschlossener Bebauung stehende Wohnhaus wurde in der ersten Hälfte des 19. Jahrhunderts erbaut. Der zweigeschossige Bau trägt oberhalb eines einfach profilierten Traufgesimses ein Satteldach und hat straßenseitig vier Achsen. Die Fassade zur Rietschelstraße ist glatt verputzt. Das große Portal und die Fenster haben kräftiges Sandsteingewände. Ansonsten besitzt die Putzfassade keine weiteren Gliederungen. Das Portal befindet sich rechts im Erdgeschoss und hat einen segmentbogenförmigen Abschluss und eine originale, kassettierte Tür mit Oberlicht. Aufgrund des exemplarischen, bauzeitlichen Aussagewertes in Hinsicht auf die bauliche Entwicklung des innerstädtischen Bereichs in der ersten Hälfte des 19. Jahrhunderts und der Einbindung in den Straßenzug der Rietschelstraße ist das Gebäude städtebaulich von Bedeutung. | 09275498 |
|                                         | Wohnhaus in geschlossener Bebauung | Rietschelstraße 4 (Karte)                             | Um 1850                                                                                                  | Baugeschichtlich und städtebaulich von Bedeutung, zweigeschossig, seitlich rundbogige Tür. Das traufständig in geschlossener Bebauung stehende Wohnhaus wurde um 1850 erbaut. Die Fassade des zweigeschossigen und sechsachsigen Baus ist über beide Geschosse glatt verputzt und ohne weitere Gliederungselemente gestaltet. Alle Fenster haben einfache Einfassungen und sind gerade abgeschlossen. Das Eingangsportal hat einen segmentbogenförmigen Abschluss. Die Fenster des Obergeschosses werden von leicht profilierten Bedachungen aus Sandstein bekrönt, die sich auf Geschosshöhe befinden. Das Traufgesims besteht aus Ziegeln und führt zu einem einfachen Satteldach. Aufgrund des exemplarischen, bauzeitlichen Aussagewertes in Hinsicht auf die bauliche Entwicklung des innerstädtischen Bereichs in der Mitte des 19. Jahrhunderts und der Einbindung in den Straßenzug der Rietschelstraße ist das Gebäude städtebaulich von Bedeutung. | 09275568 |
|                                         | Wohnhaus in geschlossener Bebauung | Rietschelstraße 6 (Karte)                             | Um 1850                                                                                                  | Baugeschichtlich und städtebaulich von Bedeutung, zweigeschossig, erstes Obergeschoss Fensterbedachungen. Das traufständig in geschlossener Bebauung stehende Wohnhaus wurde um 1850 erbaut. Die Fassade des zweigeschossigen und vierachsigen Baus ist über beide Geschosse glatt verputzt und ohne weitere Gliederungselemente gestaltet. Alle Fenster wie auch das Eingangsportal links haben einfache Einfassungen und sind gerade abgeschlossen. Lediglich das Fenster rechts im Erdgeschoss hat einen segmentbogenförmigen Abschluss. Oberhalb des schlichten Traufgesimses erhebt sich ein einfaches Satteldach. Aufgrund des exemplarischen, bauzeitlichen Aussagewertes in Hinsicht auf die bauliche Entwicklung des innerstädtischen Bereichs in der Mitte des 19. Jahrhunderts und der Einbindung in den Straßenzug der Rietschelstraße ist das Gebäude städtebaulich von Bedeutung. | 09275562 |
|                                         | Wohnhaus in geschlossener Bebauung | Rietschelstraße 7 (Karte)                             | 2. Hälfte 19. Jahrhundert                                                                                | Baugeschichtlich und städtebaulich von Bedeutung, zweigeschossig, Satteldach, große Fülltür (Biedermeier), Fenster mit Korbbogenabschluss. Das in der zweiten Hälfte des 19. Jahrhunderts erbaute, traufständige Wohnhaus steht in geschlossener Bebauung. Die Fassade des zweigeschossigen und fünfachsigen Baus ist über beide Geschosse glatt verputzt und ohne weitere Gliederungselemente gestaltet. Alle Fenster wie auch das Eingangsportal rechts haben leicht profilierte Einfassungen und sind segmentbogenförmig abgeschlossen. Das Portal besitzt noch eine schöne, große Biedermeier-Fülltür. Oberhalb des schlichten Traufgesimses erhebt sich ein einfaches Satteldach. Aufgrund des exemplarischen, bauzeitlichen Aussagewertes in Hinsicht auf die bauliche Entwicklung des innerstädtischen Bereichs in der zweiten Hälfte des 19. Jahrhunderts und der Einbindung in den Straßenzug der Rietschelstraße ist das Gebäude städtebaulich von Bedeutung. | 09275495 |
|                                         | Wohnhaus in geschlossener Bebauung | Rietschelstraße 8 (Karte)                             | Um 1850                                                                                                  | Baugeschichtlich und städtebaulich von Bedeutung, zweistöckig, erstes Obergeschoss Fensterbedachungen. Das traufständig in geschlossener Bebauung stehende Wohnhaus wurde um 1850 erbaut. Die Fassade des zweigeschossigen und vierachsigen Baus ist über beide Geschosse glatt verputzt und ohne weitere Gliederungselemente gestaltet. Alle Fenster haben einfache Einfassungen und sind gerade abgeschlossen. Das Eingangsportal rechts im Erdgeschoss hat einen segmentbogenförmigen Abschluss. Oberhalb des schlichten Traufgesimses erhebt sich ein einfaches Satteldach. Aufgrund des exemplarischen, bauzeitlichen Aussagewertes in Hinsicht auf die bauliche Entwicklung des innerstädtischen Bereichs in der Mitte des 19. Jahrhunderts und der Einbindung in den Straßenzug der Rietschelstraße ist das Gebäude städtebaulich von Bedeutung. | 09275563 |
|                                         | Wohnhaus in geschlossener Bebauung | Rietschelstraße 10 (Karte)                            | Um 1850                                                                                                  | Baugeschichtlich und städtebaulich von Bedeutung, zweistöckig, erstes Obergeschoss Fensterbedachungen, mit Mansardfenstern. Das traufständig in geschlossener Bebauung stehende Wohnhaus wurde um 1850 erbaut. Die Fassade des zweigeschossigen und vierachsigen Baus ist über beide Geschosse glatt verputzt und ohne weitere Gliederungselemente gestaltet. Alle Fenster haben einfache Einfassungen und sind gerade abgeschlossen. Das Eingangsportal links im Erdgeschoss hat einen segmentbogenförmigen Abschluss. Oberhalb des schlichten Traufgesimses erhebt sich ein Satteldach mit zwei Dachgaupen. Aufgrund des exemplarischen, bauzeitlichen Aussagewertes in Hinsicht auf die bauliche Entwicklung des innerstädtischen Bereichs in der Mitte des 19. Jahrhunderts und der Einbindung in den Straßenzug der Rietschelstraße ist das Gebäude städtebaulich von Bedeutung. | 09275564 |
|                                         | Ernst-Rietschel-Haus; Wohnhaus in halboffener Bebauung | Rietschelstraße 16 (Karte)                            | Um 1800                                                                                                  | Geburtshaus Ernst Rietschels, baugeschichtlich, städtebaulich und ortsgeschichtlich von Bedeutung, zweigeschossig, Satteldach, Pfefferküchlerei seit 1825. Das in halboffener Bebauung stehende, zweigeschossige Wohnhaus wurde um 1800 erbaut und diente seit 1825 als Pfefferküchlerei. Es ist zugleich das Geburtshaus von Ernst Rietschel, der in dem Haus am 15. Dezember 1804 als drittes Kind des Beutlers Friedrich Ehregott Rietschel und dessen Frau Caroline zur Welt kam. Rietschel, der 1864 in Dresden verstarb, war einer der bedeutendsten deutschen Bildhauer des Spätklassizismus. Die von ihm geschaffenen Skulpturen, wie das Goethe-Schiller-Denkmal in Weimar oder das Lessing-Denkmal in Braunschweig, haben das Bild Deutschlands als Land der Dichter und Denker entscheidend mitgeprägt. Der traufständige, vierachsige Putzbau mit Eingangsportal links besitzt eine glatt verputzte Fassade und wird durch Gurtbänder horizontal gegliedert. Die Fenster haben schlichte Einfassungen mit profilierten Sohlbänken und haben im Erdgeschoss Läden. Im Drempel, unterhalb des auskragenden Satteldachs, befinden sich vier quadratische Lüftungsfenster. Das Gebäude wird heute als Galerie und Sitz einer Stiftung betrieben und hat aufgrund des personengeschichtlichen Hintergrundes, des exemplarischen, bauzeitlichen Aussagewertes in Hinsicht auf die bauliche Entwicklung des innerstädtischen Bereichs im Übergang vom 18. zum 19. Jahrhundert sowie seiner Einbindung in den Straßenzug der Rietschelstraße städtebauliche und ortsgeschichtliche Bedeutung. | 09275492 |
|                                         | Wohnhaus in Ecklage | Rietschelstraße 18 (Karte)                            | Um 1800                                                                                                  | Baugeschichtlich und städtebaulich von Bedeutung, zweigeschossig, Satteldach mit Dachgauben, Geschossgliederung durch Gesims. Das in Ecklage stehende, zweigeschossige Wohnhaus wurde um 1800 erbaut. Die Fassade des Putzbaus wird von einem umlaufenden Gurtgesims gegliedert Zur Rietschelstraße hin haben das Portal links und die mit leicht profilierter Einfassung versehenen Fenster einen segmentbogenförmigen Abschluss. Die beiden rechten Fenster sind als Zwillingsfenster zusammengefasst. Im Obergeschoss haben die Fenster einfache Einfassungen und einen geraden Abschluss. Die beiden Fenster links und rechts der sechsachsigen Ansicht sind dort jeweils zu Zwillingsfenstern zusammengefasst. Auf dem Dach stehen drei Giebelgaupen. Aufgrund des exemplarischen, bauzeitlichen Aussagewertes in Hinsicht auf die bauliche Entwicklung des innerstädtischen Bereichs im Übergang vom 18. zum 19. Jahrhundert und der Einbindung in den Straßenzug der Rietschelstraße ist das Gebäude städtebaulich von Bedeutung. | 09275491 |
| Weitere Bilder                          | Wohnhaus in offener Bebauung mit Hintergebäude | Rietschelstraße 29, 31 (Karte)                        | Bezeichnet mit 1801                                                                                      | Baugeschichtlich und straßenbildprägend von Bedeutung, zweigeschossiges, barockes Wohnhaus mit Mittelrisalit, Mansardwalmdach, einschließlich stehenden Dachgauben und Fledermausgaupen, bemerkenswerte Tür (wahrscheinlich Neobarock), laut ALK-Daten zwei Hausnummern: 29, 31. Das in offener Bebauung stehende, zweigeschossige Wohnhaus mit Hintergebäude wurde 1801 erbaut und ist ein Zeugnis städtischen Wohnbaus aus barocker Zeit. Das traufständige Gebäude trägt über einem kräftigen, profilierten Traufgesims ein Mansardwalmdach. Die traufseitige siebenachsige Fassade ist glatt verputzt und hat einen Mittelrisalit mit segmentbogenförmigem Portal mit Schlussstein und einer bemerkenswerten, vermutlich neobarocken Tür im Erdgeschoss. Drei barocke Dachgaupen mit Segmentbogenfenstern und kleinem Dreiecksgiebel bestimmen die traufseitige Dachansicht. Darüber befinden sich im oberen Dachabschnitt zwei Fledermausgaupen. Alle Fenster des Baus haben einfache, gerade abschließende Einfassungen. Aufgrund des exemplarischen, bauzeitlichen Aussagewertes in Hinsicht auf die bauliche Entwicklung des städtischen Bereichs um 1800 und der Einbindung in die historische Struktur der Rietschelstraße ist das Gebäude städtebaulich von Bedeutung. | 09275484 |
|                                         | Barockes Portal mit Wappenkartusche aus Sandstein | Robert-Koch-Straße 6a (Karte)                         | 3. Viertel 18. Jahrhundert                                                                               | Barockes Portal mit Wappenkartusche aus Sandstein, künstlerisch-handwerklich von Bedeutung, Wohnhaus kein Denkmal mehr, entstellend saniert mit starken Eingriffen in die Bausubstanz, dadurch Authentizität verloren, bisher unter Schutz stehendes Wohnhaus am 28. September 2000 aus der Denkmalliste gestrichen. Dem aus dem dritten Viertel des 18. Jahrhunderts stammenden, traufständigen Gebäude wurde aufgrund der im Rahmen einer Sanierung erfolgten beträchtlichen Eingriffe in die Bausubstanz und des damit einhergehenden Authentizitätsverlustes die Denkmalwürdigkeit entzogen. Einzig erhalten ist ein wunderbares Barockportal, das als Bekrönung eine mit Rocailleornamentik geschmückte Wappenkartusche besitzt. Die breite Eingangstür mit Oberlicht hat einen segmentbogenförmigen Abschluss. Das Portal wird von einer getreppt profilierten Bedachung abgeschlossen. Aufgrund der Qualität des noch erhaltenen, schönen Barockportals kommt diesem als Gebäudeteil eine nennenswerte baugeschichtliche Bedeutung zu. | 09275529 |
|                                         | Wohnhaus in Ecklage | Robert-Koch-Straße 8 (Karte)                          | Ende 18. Jahrhundert                                                                                     | Baugeschichtlich und straßenbildprägend von Bedeutung, hinterer Teil des Gebäudes 1996 abgebrochen und durch Ersatzneubau ergänzt, letzterer nicht unter Schutz. Das in markanter Weise in Ecklage stehende, dreigeschossige Wohnhaus wurde Ende des 18. Jahrhunderts errichtet und 1908 umgebaut. Es besitzt einen 1996 abgebrochenen, durch einen Neubau ersetzten, hinteren Gebäudeteil. Die prägende, aus dem Anfang des 19. Jahrhunderts stammende, vierachsige Giebelseite ist von einem leicht vortretenden Mittelrisalit mit einem von kräftigen, dekorierten Konsolen gestützten, über zwei Achsen reichenden Balkon mit massiver Brüstung im ersten Obergeschoss bestimmt, dessen Fenster von einer historisierend dekorierten Dreiecksgiebelbedachung bekrönt werden. Zwischen den Fenstern von erstem und zweitem Obergeschoss links und rechts befinden sich markante Spiegel mit Putzdekor. Der Risalit wird von einem historisierenden, zweigeschossigen Volutengiebel abgeschlossen. Das Walmdach des historischen Bauteils ist darüber hinaus mit Fledermausgaupen ausgestattet. Aufgrund seiner prägnanten Ecklage und des bauzeitlichen Aussagewertes als städtisches Wohnhaus aus dem Ende des 18. Jahrhunderts mit einer charakteristischen, historisierenden Neugestaltung am Anfang des 20. Jahrhunderts hat das Gebäude baugeschichtliche und straßenbildprägende Bedeutung. | 09275539 |
|                                         | Alte Schule | Robert-Koch-Straße 9 (Karte)                          | Bezeichnet mit 1834–1835, Kern älter                                                                     | Ortsgeschichtlich von Bedeutung, flaches Satteldach, späterer Klassizismus. Das traufständig in geschlossener Bebauung stehende, dreigeschossige Gebäude der alten Schule trägt ein flaches Satteldach mit schlichten Belichtungsluken und wurde 1834–1835 erbaut. Der Gebäudekern stammt vermutlich aus früherer Zeit. Die traufseitig elfachsige Fassade ist glatt verputzt und ohne Geschossgliederungselemente. Alle Fenster besitzen einfache Einfassungen. Markant sind lediglich das große Eingangsportal mit segmentbogenförmigem Abschluss sowie die darüber liegenden Fenster der drei Mittelachsen, die in beiden Geschossen betonte, auskragende Sohlbänke aufweisen. Die drei Fenster des Obergeschosses besitzen zusätzliche Bedachungen. Während die Fenster links und rechts oberhalb des Portals flache, profilierte Bedachungen aufweisen, wird das zentrale Fenster von einer Bedachung mit gerahmtem Dreiecksgiebel bekrönt. Aufgrund seiner sozialgeschichtlichen Funktion und des bauzeitlichen Aussagewertes als exemplarischer Schulbau der ersten Hälfte des 19. Jahrhunderts hat das Gebäude ortsgeschichtliche Bedeutung. | 09275426 |
|                                         | Wohnhaus in geschlossener Bebauung | Robert-Koch-Straße 17 (Karte)                         | Bezeichnet mit 1899                                                                                      | Baugeschichtlich und städtebaulich von Bedeutung, Obergeschoss Klinker, mit Sandstein. Das traufständig in geschlossener Bebauung stehende Wohnhaus wurde 1899 erbaut. Der zweigeschossige Bau mit Eingangsportal und originaler Eingangstür links besitzt im Erdgeschoss eine Sandsteinquaderung, die von einem profilierten Gesims zum Obergeschoss hin abgeschlossen wird. Die Fenster des mit gelbem Klinker verblendeten Obergeschosses sind aufwändiger mit Bedachungen, betonten Sohlbänken und darunterliegenden Spiegeln dekoriert. Das mittige Fenster der fünfachsigen Obergeschossfassade hat zusätzlich eine konsolierte Sohlbank und eine Bedachung mit einem gerahmten und dekorierten Segmentbogengiebel. Das Satteldach weist drei Dachgaupen auf. Die mittlere Gaupe besitzt zwei pilastergerahmte Fenster und hat einen gerahmten Ziergiebel. Die flankierenden Gaupen haben ein Bogendach und flache, segmentbogenförmige Giebel. Aufgrund seines bauzeitlichen Aussagewertes als exemplarisches Wohnhaus der baulichen Entwicklung des Stadtraums im Übergang vom 19. zum 20. Jahrhunderts hat das Gebäude städtebauliche Bedeutung. | 09275434 |
|                                         | Wohnhaus mit Laden in geschlossener Bebauung | Robert-Koch-Straße 18 (Karte)                         | 19. Jahrhundert                                                                                          | Baugeschichtlich und städtebaulich von Bedeutung, Giebelhaus. Das giebelständig in geschlossener Bebauung stehende Wohnhaus mit Laden wurde im 19. Jahrhundert erbaut. Der zweigeschossige und vierachsige Bau trägt ein Satteldach mit kleinen Schultern. Das Erdgeschoss hat rechts ein großes Eingangsportal mit einem korbbogenförmigen Abschluss und originaler, zweiflügliger Eingangstür. Links befindet sich ein Laden mit Eingang und Fenster sowie zur Gebäudeecke hin ein ebenfalls korbbogenförmig abgeschossenes Schaufenster. Die Fassade ist über beide Geschosse und den Giebel glatt verputzt und besitzt keine weiteren Gliederungselemente. Aufgrund des bauzeitlichen Aussagewertes als typisches kleinstädtisches Wohnhaus mit Laden aus dem 19. Jahrhundert und der Einbindung in den historisch gewachsenen Straßenzug der Robert-Koch-Straße besitzt das Gebäude städtebauliche Bedeutung. | 09275427 |
|                                         | Wohnhaus in Ecklage mit Laden | Robert-Koch-Straße 19 (Karte)                         | 2. Hälfte 18. Jahrhundert                                                                                | Baugeschichtlich und städtebaulich von Bedeutung, Wohnhaus mit Laden (alt), barocke Dachhäuschen, Anbau an Robert-Koch-Straße mit Laden. Das in Ecklage in geschlossener Bebauung stehende, zweigeschossige Wohnhaus mit originalem Laden und einem hohen dreigeschossigen Satteldach wurde in der zweiten Hälfte des 19. Jahrhunderts erbaut und besitzt zur Robert-Koch-Straße hin einen flacheren Anbau mit neuem Ladeneinbau im Erdgeschoss. Der Hauptgebäudeteil wird im Erdgeschoss vom Ladeneinbau eingenommen, dessen Eingangsportal und die beiden Fenster links und rechts einen korbbogenförmigen Abschluss besitzen. Die Fenster des gesamten Gebäudes haben einfache Einfassungen. Die zwei ursprünglich im Dach oberhalb der sechsachsigen Traufseite stehenden, barocken Dachhäuschen sind nach einer Renovierung nicht mehr vorhanden, Lediglich der darüber liegende Hecht existiert noch. Aufgrund des bauzeitlichen Aussagewertes als authentisches, kleinstädtisches Wohnhaus mit Laden aus der zweiten Hälfte des 19. Jahrhunderts und der Anbindung an den historisch gewachsenen Straßenzug der Robert-Koch-Straße besitzt das Gebäude baugeschichtliche städtebauliche Bedeutung. | 09275433 |
|                                         | Wohnhaus in geschlossener Bebauung | Robert-Koch-Straße 22 (Karte)                         | 18. Jahrhundert                                                                                          | Baugeschichtlich und städtebaulich von Bedeutung, im Keller eine schöne Tonne. Das traufständig in geschlossener Bebauung stehende Wohnhaus wurde im 18. Jahrhundert erbaut. Der zweigeschossige, vierachsige Bau besitzt eine Putzfassade ohne gliedernde Elemente. Die flach abschließenden Fenster haben durchgängig eine leicht profilierte Einfassung. Das Eingangsportal im Erdgeschoss links besitzt einen segmentbogenförmigen Abschluss. Oberhalb des profilierten Traufgesimses erhebt sich ein Satteldach, das zwei Giebelgaupen besitzt, deren vollständige Verblendung mit Schiefer vermutlich auf eine spätere Renovierung zurückgeht. Im Gebäudeinnern findet sich noch ein schöner, original erhaltener Keller mit Tonnengewölbe. Das Gebäude hat aufgrund des bauzeitlichen Aussagewertes als charakteristisches, kleinstädtisches Wohnhaus aus dem 18. Jahrhundert und der Einbindung in den historisch gewachsenen Straßenzug der Robert-Koch-Straße städtebauliche Bedeutung. | 09275428 |
|                                         | Wohnhaus mit Laden in Ecklage | Robert-Koch-Straße 23 (Karte)                         | Nach 1850                                                                                                | Aufwendige Historismusfassade, baugeschichtlich und städtebaulich von Bedeutung. Das nach 1850 erbaute, in Ecklage und geschlossener Bebauung stehende Wohnhaus mit Ladeneinbau ist von reichem, historisierendem Fassadendekor gekennzeichnet. Der dreigeschossige Bau mit abgeschrägter, leicht vorstehender Ecke besitzt im Erdgeschoss Putzquaderung und segmentbogenförmige Ladenfenster. Oberhalb des ebenfalls segmentbogenförmig eingefassten Ladeneingangs an der abgeflachten Ecke befindet sich im ersten Obergeschoss ein von zwei großen, profilierten Konsolen gestützter Balkon mit schmuckvollem Schmiedeeisengeländer. Die Fenster des ersten und zweiten Obergeschosses werden von Bedachungen bekrönt. Die zur Ecke weisenden drei Fenster des ersten Obergeschosses haben zusätzliche, mit historisierendem Dekor versehene Spiegel unterhalb und betonende Bedachungen oberhalb mit gerahmten Dreiecksgiebeln. Das zweite Obergeschoss wird durch ein markantes Sohlbankgesims vom ersten Obergeschoss getrennt. Oberhalb des mit Kragsteinen und Profilen ausgebildeten Traufgesimses steht zur abgeflachten Ecke ein Dachhäuschen. Das Gebäude hat aufgrund des bauzeitlichen Aussagewertes als authentisches, städtisches Wohnhaus aus der zweiten Hälfte des 19. Jahrhunderts, seiner prägnanten Lage und der Einbindung in den historisch gewachsenen Straßenzug der Robert-Koch-Straße baugeschichtliche und städtebauliche Bedeutung. | 09275460 |
|                                         | Wohnhaus in geschlossener Bebauung mit Hofdurchfahrt | Robert-Koch-Straße 24 (Karte)                         | 18. Jahrhundert                                                                                          | Baugeschichtlich und städtebaulich von Bedeutung, große zugemauerte Hofdurchfahrt mit Stichkappen-Gewölben, Treppenhaus mit Lichthof (quadratisches Treppenauge), Portal barock, nachträglicher Laden-Einbau. Das im 18. Jahrhundert erbaute, in geschossener Bebauung stehende Wohnhaus besaß ursprünglich eine große Hofdurchfahrt mit Stichkappen-Gewölbe, das zugemauert wurde. Die traufseitige vierachsige Ansicht der dreigeschossigen Fassade hat im Erdgeschoss rechts einen neuen Ladeneinbau. Das Eingangsportal links davon hat einen rundbogenförmigen Abschluss mit Schlussstein. Die ansonsten schmucklose Fassade hat im ersten und zweiten Obergeschoss Fenster mit einfacher Einfassung und betonter, beidseitig überlanger Sohlbank. Oberhalb des profilierten Traufgesimses träugt der Bau ein Satteldach. Im Gebäudeinnern befindet sich ein Treppenhaus mit Lichthof und quadratischem Treppenauge. Aufgrund seines bauzeitlichen Aussagewertes als exemplarisches Wohnhaus der baulichen Entwicklung des Stadtraums im 18. Jahrhundert und der Einbindung in den historisch gewachsenen Straßenzug der Robert-Koch-Straße hat das Gebäude baugeschichtliche und städtebauliche Bedeutung. | 09275430 |
|                                         | Wohnhaus in geschlossener Bebauung | Robert-Koch-Straße 26 (Karte)                         | 18. Jahrhundert                                                                                          | Baugeschichtlich und städtebaulich von Bedeutung, nachträglicher Laden-Einbau, barockes Portal. Das traufständig in geschlossener Bebauung stehende, zweigeschossige Wohnhaus trägt ein Satteldach und stammt aus dem 18. Jahrhundert. Im Erdgeschoss befindet sich links ein späterer Ladeneinbau. Das barocke Eingangsportal rechts hat einen korbbogenförmigen Abschluss mit Schlussstein. Die traufseitige, vierachsige Fassade ist ohne Gliederungselemente gestaltet, glatt verputzt und schließt mit einem zweifach leicht gekehlten Traufgesims ab. Die Fenster haben leicht profilierte Einfassungen. Aufgrund seines bauzeitlichen Aussagewertes als exemplarisches Wohnhaus der baulichen Entwicklung des Stadtraums im 18. Jahrhundert und der Einbindung in den historisch gewachsenen Straßenzug der Robert-Koch-Straße hat das Gebäude baugeschichtliche und städtebauliche Bedeutung. | 09275431 |
|                                         | Pfefferküchlerei Max Spitzer; Wohnhaus in geschlossener Bebauung | Robert-Koch-Straße 28 (Karte)                         | Bezeichnet mit 1776                                                                                      | Baugeschichtlich, städtebaulich und ortsgeschichtlich von Bedeutung, bezeichnet im Schlussstein, Mansarddach mit zwei Dachhäuschen. Am 1. Januar 1558 erhielten die Pulsnitzer Bäcker erstmals das Recht, auch Pfefferkuchen zu backen. Das traufständig in geschlossener Bebauung stehende, zweigeschossige Gebäude wurde 1776 erbaut. Die traufseitige, glatt verputzte, ohne Gliederungselemente gestaltet Fassade ist vierachsig und schließt mit einem leicht gebauchten Traufgesims ab, das ein Mansarddach stützt, das zwei barocke Dachhäuschen mit leicht geschweiften Giebeln trägt. Die Fenster besitzen durchgängig profiliertes Sandsteingewände. Das im Erdgeschoss links befindliche Portal hat einen segmentbogenförmigen Abschluss mit Schlussstein. Der daneben liegende Ladeneinbau der Pfefferküchlerei stammt in heutiger Form vermutlich aus dem 19. Jahrhundert. Aufgrund des bauzeitlichen Aussagewertes als städtisches Wohnhaus des 18. Jahrhunderts, der historisch nachvollziehbaren Funktion als Pfefferküchlerei und Laden mit Umgestaltung im 19. Jahrhundert sowie der Einbindung in den historisch gewachsenen Straßenzug der Robert-Koch-Straße hat das Gebäude städtebauliche und ortsgeschichtliche Bedeutung. | 09275432 |
|                                         | Mietshaus in geschlossener Bebauung | Robert-Koch-Straße 30 (Karte)                         | Um 1900                                                                                                  | Baugeschichtlich und städtebaulich von Bedeutung. Das traufständig in geschlossener Bebauung stehende, dreigeschossige Mietshaus mit Laden wurde um 1900 erbaut. Der zweigeschossige, vierachsige Putzbau besitzt im Erdgeschoss rechts ein Segmentbogenportal, links hiervon ein Laden mit Eingang und Schaufenster mit ebenfalls segmentbogenförmigem Abschluss. Die von einem Gurtgesims abgetrennten Obergeschosse werden von Bändern auf Sohlbank- und Geschosshöhe gegliedert und haben durchgängig Fenster mit profilierter Einfassung. Die Fenster des ersten Obergeschosses werden von Bedachungen bekrönt. Die Fenster des zweiten Obergeschosses besitzen Sohlbänke mit Konsolen. Oberhalb des breiten, profilierten und mit Zahnschnitt gestalteten Traufgesimses erhebt sich ein Satteldach mit zwei Dachgaupen. Aufgrund des bauzeitlichen Aussagewertes als exemplarisches, städtisches Wohn- und Geschäftshaus der baulichen Entwicklung des Stadtraums aus dem Übergang vom 19. zum 20. Jahrhundert und der Einbindung in den historisch gewachsenen Straßenzug der Robert-Koch-Straße hat das Gebäude städtebauliche Bedeutung. | 09275459 |
|                                         | Mietshaus mit Laden in geschlossener Bebauung | Robert-Koch-Straße 32 (Karte)                         | Um 1900                                                                                                  | Klinkerfassade, baugeschichtlich und städtebaulich von Bedeutung. Das dreigeschossige, in geschlossener Bebauung stehende, traufständige Mietshaus wurde um 1900 erbaut. Das verputzte Erdgeschoss mit Portal rechts wurde neu gestaltet. Oberhalb eines Sohlbankgesimses erheben sich zwei mit gelben Klinkern verblendete, vierachsige Geschosse, die Fenster mit Sandsteineinfassungen haben. Die Fassade ist durch weitere Klinkerornamentik geprägt. Die Fenster des ersten Obergeschosses werden von flachen Bedachungen bekrönt. Die Fenster des zweiten Obergeschosses haben geohrte Einfassungen. Oberhalb des profilierten und gekehlten Traufgesimses befinden sich im Mansarddach zwei Giebelgaupen mit kleinen Giebelschultern. Aufgrund des bauzeitlichen Aussagewertes als exemplarisches Wohnhaus der baulichen Entwicklung des Stadtraums im Übergang vom 19. zum 20. Jahrhundert und der Einbindung in den historisch gewachsenen Straßenzug der Robert-Koch-Straße hat das Gebäude städtebauliche Bedeutung. | 09275458 |
|                                         | Mietshaus mit Laden in geschlossener Bebauung | Robert-Koch-Straße 34 (Karte)                         | Um 1900                                                                                                  | Klinkerfassade, baugeschichtlich und städtebaulich von Bedeutung | 09275457 |
|                                         | Mietshaus mit Laden in geschlossener Bebauung | Robert-Koch-Straße 36 (Karte)                         | Um 1900                                                                                                  | Klinkerfassade, baugeschichtlich und städtebaulich von Bedeutung, Klinker, rot mit Sandstein. Das traufständig in geschlossener Bebauung stehende Wohnhaus mit Laden wurde um 1900 erbaut. Der vierachsige, zweigeschossige Bau wird im Erdgeschoss von einem Ladeneinbau bestimmt, der von Pilastern eingefasst ist und mit einem breiten Gurtgesims aus Sandstein abschließt. Sandsteinbänder gliedern die Klinkerfassade des ersten und zweiten Obergeschosses. Die Fenster beider Geschosse haben profiliertes Sandsteingewände und werden von Bedachungen bekrönt. Das mittlere Fenster des ersten Obergeschosses hat eine Bedachung mit zusätzlichem, gerahmtem Dreiecksgiebel. Das Mansarddach besitzt ein mittig stehendes Dachhäuschen mit Dreiecksgiebel und Kugelaufsätzen auf Giebelschulter und First. Aufgrund seines bauzeitlichen Aussagewertes als exemplarisches Wohn- und Geschäftshaus der baulichen Entwicklung des Stadtraums im Übergang vom 19. zum 20. Jahrhundert und der Einbindung in den historisch gewachsenen Straßenzug der Robert-Koch-Straße hat das Gebäude baugeschichtliche und städtebauliche Bedeutung. | 09275455 |
|                                         | Wohnhaus mit Laden in geschlossener Bebauung | Robert-Koch-Straße 38 (Karte)                         | 1. Hälfte 19. Jahrhundert                                                                                | Baugeschichtlich und städtebaulich von Bedeutung, zweigeschossig mit Satteldach, Fenster im Obergeschoss mit Segmentbogenabschlüssen, Ladeneinbau historisierend. Das in der ersten Hälfte des 19. Jahrhunderts erbaute, traufständig in geschlossener Bebauung stehende, dreigeschossige Wohnhaus besitzt im Erdgeschoss einen Ladeneinbau mit zentralem Eingang. Die dreiachsige Fassade der beiden Obergeschosse ist glatt verputzt und besitzt keine weiteren Gliederungselemente. Die Fenster haben profilierte Einfassungen mit betonter Sohlbank. Oberhalb des gekehlten Traufgesimses erhebt sich ein Mansarddach mit drei eng stehenden Giebelgaupen. Das Gebäude hat aufgrund seines bauzeitlichen Aussagewertes als authentisches Wohn- und Geschäftshaus der baulichen Entwicklung des Stadtraums in der ersten Hälfte des 19. Jahrhunderts und der Einbindung in den historisch gewachsenen Straßenzug der Robert-Koch-Straße baugeschichtliche und städtebauliche Bedeutung. | 09275477 |
|                                         | Mietshaus in geschlossener Bebauung | Schillerstraße 2 (Karte)                              | 1906 | Baugeschichtlich von Bedeutung, dreigeschossig, Satteldach, Jugendstilornamentik über Balkon und unter Dachtraufe, Spiegel mit glattgeputztem Rand und rauhgeputztem Mittelfeld. Das traufständig in geschlossener Bebauung stehende, dreigeschossige Mietshaus wurde 1906 erbaut und trägt ein Satteldach. Die fünfachsige Putzfassade ist von Jugendstilornamentik und einem rechts befindlichen, leicht vortretenden Eckrisalit bestimmt, der im ersten Obergeschoss vor breitem Fenster mit Dekor und Jahresbezeichnung darüber einen von zwei Konsolen gestützten Balkon trägt. Die Fenster des ersten und zweiten Obergeschosses haben profilierte Einfassungen mit Putzspiegeln darunter. Die Fenster des ersten Obergeschosses haben Bedachungen, die des zweiten Obergeschosses werden mit einem Schlussstein bekrönt. Darüber befindet sich ein markantes Dekorband, das bis zur Traufe reicht. Das bemerkenswerte Wohnhaus hat aufgrund seiner authentischen Ausstattung und Formensprache baugeschichtliche Bedeutung. | 09275501 |
| Direkt Bild zu diesem Denkmal hochladen | Mietshaus in geschlossener Bebauung | Schillerstraße 3 (Karte)                              | Um 1910                                                                                                  | Baugeschichtlich von Bedeutung, zweigeschossig, Mansarddach, Dachgeschoss ausgebaut, Mittelrisalit stilisierte Jugendstilornamentik im ersten und zweiten Obergeschoss, besonders am Eingang, Giebel mit Fachwerk, zum Teil verschiefert. Das um 1910 erbaute, traufständig in geschlossener Bebauung stehende, zweigeschossige Mietshaus besitzt ein ausgebautes Geschoss im Mansarddach. Die sechsachsige Fassade des Putzbaus mit einem Portal rechts, das von Jugendstildekor bekrönt ist, wird von einem Mittelrisalit geprägt, der in einem Zwerchhaus mit Fachwerk und Krüppelwalmdach abschließt. Der Risalit ist im Erdgeschoss und im ersten Obergeschoss rechts aufgebrochen und trägt dort einen Balkon, der ebenso von Konsolen gestützt wird wie der darüber im Zwerchhaus befindliche, erkerartige Fassadenteil. Die Fenster haben durchgängig Sandsteingewände und sind in den Obergeschossen mit markanten Einfassungen versehen. Verblendungen mit Schiefer, mit Jugendstilornamentik dekorierte Kartuschen und Spiegel charakterisieren die Ansicht. Das Gebäude besitzt aufgrund seiner Architektur und authentischen Fassadengestaltung und des bauzeitlichen Aussagewertes als städtisches Wohnhaus aus den 1910er Jahren baugeschichtliche Bedeutung. | 09275504 |
|                                         | Wohnhaus in halboffener Bebauung | Schillerstraße 6 (Karte)                              | Um 1900                                                                                                  | Baugeschichtlich und städtebaulich von Bedeutung, linke Seite vorgezogen, mit Giebel, aufwendig mit Putzornamentik. Das um 1900 erbaute, traufständig in halboffener Bebauung stehende, zweigeschossige Wohnhaus besitzt im Erdgeschoss einen Ladeneinbau. Die ansonsten schlichte Putzfassade des Baus ist von einem zweiachsigen Eckrisalit links bestimmt, der in einem Zwerchhaus mit aufwändiger Putzornamentik und geschweiftem Giebel abschließt. Ebenso sind die rechts im Mansarddach stehenden Dachgaupen mit einem geschweiften Giebel versehen. Die Fenster der Fassadenansicht haben einfache Einfassungen mit betonten Sohlbänken. Das Gebäude besitzt aufgrund seines bauzeitlichen Aussagewertes als authentisches Wohn- und Geschäftshaus der baulichen Entwicklung des Stadtraums im Übergang vom 19. zum 20. Jahrhundert baugeschichtliche Bedeutung. | 09275597 |
|                                         | Wohnhaus in offener Bebauung | Schillerstraße 12 (Karte)                             | Um 1912                                                                                                  | Baugeschichtlich und städtebaulich von Bedeutung, breitgelagerter Baukörper, Wandpilaster gemauert und verputzt, Mittelrisalit mit großem Giebel. Das zweigeschossige, in offener Bebauung stehende Wohnhaus wurde um 1912 erbaut. Der breitgelagerte Baukörper, dessen Fassade von Lisenen und flachen Eckpilastern gegliedert wird, besitzt traufseitig im Erdgeschoss einen Eingangsvorbau mit Rundbogenportal. Die jeweils äußeren Fenster der Traufseite sind zu Zwillingen zusammengefasst. Ebenso die mittleren Fenster im Obergeschoss des markanten Mittelrisalits oberhalb des Eingangs. Der Risalit schließt mit einem Zwerchhaus ab, das in einem geknickten Dreiecksgiebel vier schmale Fenster zusammenfasst. Das Mansarddach trägt umlaufend Schleppgaupen, die segmentbogenförmige Abschlüsse haben. Aufgrund des authentischen Zustandes und des Aussagewertes als Wohnhaus der baulichen Entwicklung des Stadtraums in der Zeit um 1910 besitzt das Gebäude städtebauliche Bedeutung. | 09275576 |
|                                         | Villa | Schillerstraße 18 (Karte)                             | Um 1910                                                                                                  | Baugeschichtlich und städtebaulich von Bedeutung, mit hölzernen Loggien, verschiedene Giebel und diese holzverbrettert, im Erdgeschoss rundbogige große Fensteröffnungen, Sandsteingewände. Die zweigeschossige Villa wurde um 1910 erbaut. Die Fenster im glatt verputzten Erdgeschoss und Obergeschoss haben profiliertes Sandsteingewände. Einige große Fenster des Erdgeschosses haben einen rundbogenförmigen Abschluss. Das Gebäude besitzt hölzerne Loggien und trägt oberhalb eines einfachen, aber markanten Traufgesimses ein lebhaft gegliedertes Dach mit mehreren Dachhäuschen, die wechselnd verspringend als Schleppgaupen und Giebelgaupen mit Walmdach oder Satteldach gestaltet sind. Die Giebelseiten sind hierbei verbrettert. Das architektonisch authentische Gebäude repräsentiert authentisch die prosperierende Entwicklung der Stadt und den damit verbundenen Villenbau am Anfang des 20. Jahrhunderts und ist aus diesem Grunde städtebaulich von Bedeutung. | 09275575 |
|                                         | Uferbefestigung der Pulsnitz mit Granitstegen | Schulstraße (verläuft auch in der Bachstraße) (Karte) | 19. Jahrhundert                                                                                          | Verläuft parallel zur Schulstraße, als Grenzfluss zwischen Böhmen und der Markgrafschaft Meißen ortsgeschichtlich von Bedeutung, straßenbildprägend | 09275476 |
|                                         | Wohnhaus (Obergeschoss Fachwerk) | Schulstraße 1 (Karte)                                 | Um 1850                                                                                                  | Obergeschoss Fachwerk, baugeschichtlich von Bedeutung, Giebel verbrettert. Das traufständig in offener Bebauung stehende Wohnhaus wurde um 1850 erbaut und trägt ein Satteldach, das traufseitig eine verbretterte Schleppgaupe mit zwei Fenstern besitzt. Das zweigeschossige Gebäude ist im Erdgeschoss massiv erbaut. Obergeschoss und Giebel sind in Fachwerkbauweise errichtet. Die Fenster im Erdgeschoss haben wie der traufseitige Eingang einfache Einfassungen. Die Fenster des Obergeschosses und des Giebels besitzen aufwändigere, hölzerne Einfassungen und haben flache Bedachungen mit Dreiecksgiebel. Aufgrund seiner authentischen Bauweise und des bauzeitlichen Aussagewertes als charakteristischer Fachwerkbau des dünner besiedelten, äußeren Siedlungsbereichs jenseits des Schlossteichs hat das Wohnhaus Zeugniswert und baugeschichtliche Bedeutung. | 09275469 |
|                                         | Wohnhaus in offener Bebauung | Schulstraße 11 (Karte)                                | Um 1800                                                                                                  | Eines der ältesten, weitgehend original erhaltenen Häuser der Schulstraße, baugeschichtlich von Bedeutung, eingeschossig, originale Fenster mit Schiebefenstern, Schieferdeckung, Putzfassade, hinter dem Haus fließt die Pulsnitz. Das traufständig in offener Bebauung stehende Wohnhaus wurde um 1800 erbaut und gilt als eines der ältesten, weitgehend original erhaltenen Häusern der Schulstraße. Das unmittelbar an der Pulsnitz gelegene Gebäude trägt ein schiefergedecktes Satteldach mit kleiner traufseitig stehender Dachgaupe und ist im Erdgeschoss verputzt. Die Giebel sind verbrettert und besitzen auf zwei Geschossen Fenster mit hölzernen Einfassungen, die flache Bedachungen mit Dreiecksgiebel haben. Aufgrund seiner geschlossenen, authentischen Gestaltung, des weitgehend originalen Erhaltungszustandes und des bauzeitlichen Aussagewertes als einem der ältesten Bauwerke des dünner besiedelten, äußeren Siedlungsbereichs jenseits des Schlossteichs ist das Gebäude baugeschichtlich von Bedeutung. | 09278474 |
|                                         | Steg aus drei Granitplatten über die Pulsnitz | Schulstraße 11 (hinter) (Karte)                       | Bezeichnet mit 1850                                                                                      | Teil der alten Ortsstruktur und straßenbildprägend von Bedeutung, hinter Grundstück Schulstraße 11, nur für Fußgänger, daneben noch kleine Treppe zum Wasser. Der hinter dem Haus Nummer 11 befindliche Steg aus drei Granitplatten mit kleiner Treppe zum Wasser ist Teil der Uferbefestigung der Pulsnitz und der alten Ortsstruktur. Die Pulsnitz war über Jahrhunderte der Grenzfluss zwischen Sachsen und der Oberlausitz, woran noch alte Flurnamen erinnern. Mehrere Ansiedlungen befanden sich beiderseits des Flusses, wobei der am westlichen Ufer gelegene Teil regelmäßig als Meißner Seite und der östlich gelegene als Oberlausitzer Seite (bzw. auch Böhmische Seite) bezeichnet wurde. Zu Beginn des 20. Jahrhunderts sind diese Orte vereinigt worden. Die Pulsnitz wird auch als Grenze zwischen den alten elbslawischen Stammesgebieten der Daleminzi linksseits und der Milzener rechts der Pulsnitz angesehen. Aus diesem Grunde hat der Steg ortsgeschichtliche und straßenbildprägende Bedeutung. | 09278475 |
|                                         | Schule | Schulstraße 12 (Karte)                                | 2. Hälfte 19. Jahrhundert                                                                                | Ortsgeschichtlich von Bedeutung, zweigeschossiger Putzbau, Sandsteingewände und stehend achtteilige Zweiflügelfenster, Obergeschoss Fensterbedachungen und Konsolen. Das in offener Bebauung stehende Schulgebäude wurde in der zweiten Hälfte des 19. Jahrhunderts erbaut. Das zweigeschossige, giebelseitig zweiachsige Gebäude besitzt eine schlichte Putzfassade und trägt ein Walmdach, das traufseitig oberhalb des Portals Dachgaupen aufweist. Die zum Teil erhaltenen achtteiligen Flügelfenster von Erdgeschoss und Obergeschoss haben Sandsteingewände mit betonten Sohlbänken. Die neunachsige, traufseitige Fassade besitzt ein mittiges Portal mit flacher, profilierter Bedachung. Aufgrund des Zeugniswertes seiner historischen Funktion als Schulbau aus der zweiten Hälfte des 19. Jahrhunderts kommt dem Gebäude ortsgeschichtliche Bedeutung zu. | 09275411 |
|                                         | Schule | Schulstraße 14 (Karte)                                | 2. Hälfte 19. Jahrhundert                                                                                | Ortsgeschichtlich von Bedeutung, zweigeschossiger Putzbau, Sandsteingewände. Das zweigeschossige, in offener Bebauung stehende Schulgebäude wurde in der zweiten Hälfte des 19. Jahrhunderts erbaut. Portal und Fenster des Putzbaus, der oberhalb eines kräftigen Traufgesimses ein Satteldach trägt, besitzt Sandsteingewände. Die Sohlbänke der Fenster sind profiliert und betont. Das Portal des Gebäudes auf der siebenachsigen Traufseite wird von einer flachen, profilierten Bedachung bekrönt und befindet sich in einem leicht vorspringenden Gebäudeteil mit großem Zwillingsfenster darüber. Der Giebel besitzt drei Fenster mit rundbogenförmigem Abschluss, die durch die Sohlbank zu einem Drilling zusammengefasst sind. Darüber befindet sich ein Rundfenster. Aufgrund seines authentischen Zustandes und des Zeugniswertes seiner historischen Funktion als Schulbau aus der zweiten Hälfte des 19. Jahrhunderts kommt dem Gebäude ortsgeschichtliche Bedeutung zu. | 09275412 |
|                                         | Wohnhaus in offener Bebauung | Schulstraße 15 (Karte)                                | 2. Hälfte 19. Jahrhundert                                                                                | Baugeschichtlich von Bedeutung, ohne linken Anbau, giebelständig Zwillingsrundbogenfenster im Giebel Sandsteingewände. Das giebelständige, in offener Bebauung stehende Wohnhaus (ohne den Anbau links) wurde in der zweiten Hälfte des 19. Jahrhunderts erbaut. Der zweigeschossige Bau hat eine dreiachsige Fassade ohne nennenswerte Gliederungselemente. Das Segmentbogenportal links im Erdgeschoss wie die Fenster aller Geschosse haben breites Sandsteingewände. Der Giebel besitzt zwei Fenster mit rundbogenförmigem Abschluss, die durch Pilaster und Sohlbank zu einem Zwillingsfenster zusammengefasst sind. Darüber befindet sich ein Rundfenster. Aufgrund seiner authentischen Bauweise und des bauzeitlichen Aussagewertes als historisches Wohnhaus der dünner besiedelten, äußeren Siedlungsbereiche von Pulsnitz hat das Gebäude ortsgeschichtliche Bedeutung. | 09275474 |
|                                         | Wohnhaus | Schulstraße 20 (Karte)                                | Um 1850                                                                                                  | Obergeschoss Fachwerk, baugeschichtlich von Bedeutung, Giebel verbrettert. Das in offener Bebauung stehende Wohnhaus wurde um 1850 erbaut und trägt ein Satteldach. Das zweigeschossige, giebelseitig dreiachsige Gebäude ist im Erdgeschoss massiv erbaut und verputzt. Das Obergeschoss und die Giebel sind in Fachwerkbauweise errichtet. Die Gefache sind verputzt, die Giebel sind beidseitig verblendet. Die Fenster von Erdgeschoss und Obergeschoss haben ebenso wie der auf der Traufseite befindliche Hauseingang einfache Einfassungen. Aufgrund seiner authentischen Bauweise und des bauzeitlichen Aussagewertes als charakteristischer, historischer Fachwerkbau des dünner besiedelten, äußeren Siedlungsbereichs jenseits des Schlossteichs ist das Gebäude baugeschichtlich von Bedeutung. | 09275468 |
| Direkt Bild zu diesem Denkmal hochladen | Bauernhof mit Wohnhaus, zwei Hofeinfahrtspfeiler und zwei Granitbrunnen | Schulstraße 44 (Karte)                                | 2. Hälfte 19. Jahrhundert (Bauernhaus); bezeichnet mit 1910 (Einfahrtspfeiler)                           | Baugeschichtlich von Bedeutung, Wohnhaus bereitlagerter Baukörper, Granitgewände, Giebelmotiv, Drillingsfenster, Segmentportal, Hecht über Seite des Daches (Granit), ein Brunnenbecken bezeichnet. Das zweigeschossige Bauernhaus steht in offener Bebauung und wurde in der zweiten Hälfte des 19. Jahrhunderts erbaut. Zu dem Bauernhof gehören weiterhin noch zwei original erhaltene Hofeinfahrtspfeiler, die aus dem Jahr 1910 stammen, sowie zwei Brunnen aus Granit, von denen einer die Jahreszahl 1931 verzeichnet. Der breit gelagerte Baukörper des Bauernhauses trägt ein Satteldach, das mit einer langen und flachen Hechtgaupe versehen ist. Das Segmentbogenportal und die Fenster haben Granitgewände. Der Giebel ist von drei Fenstern geprägt, die durch die Sohlbank zu einem Drillingsfenster zusammengefasst werden sowie einer Luke darüber mit Kran. Aufgrund seiner geschlossenen, authentischen Architektur und des bauzeitlichen Aussagewertes als Bauernhaus der zweiten Hälfte des 19. Jahrhunderts ist das Gebäude baugeschichtlich von Bedeutung. | 09275471 |
|                                         | Wohnhaus (Obergeschoss Fachwerk) | Schulstraße 46 (Karte)                                | 1. Hälfte 19. Jahrhundert                                                                                | Obergeschoss Fachwerk, baugeschichtlich von Bedeutung, Erdgeschoss mit Fensterläden, Giebel schön verschiefert. Das traufständig in offener Bebauung stehende Wohnhaus in der ersten Hälfte des 19. Jahrhunderts erbaut und trägt ein Satteldach. Der im Erdgeschoss massiv errichtete Bau besitzt ein Obergeschoss in Fachwerkbauweise, das verbrettert ist. Die Fenster des Erdgeschosses haben ebenso wie die auf der Traufseite befindliche Eingangstür Sandsteingewände. Die Fenster des Erdgeschosses haben umlaufend originale Fensterläden. Die Fenster des Obergeschosses besitzen hölzerne Einfassungen, die flache Bedachungen mit Dreiecksgiebel haben. Die schönen Giebel sind mit ornamental eingesetztem Schiefer verblendet. Aufgrund seiner bauzeitlichen Authentizität und des Zeugniswertes als dörflicher Wohnbau aus der ersten Hälfte des 19. Jahrhunderts hat das Gebäude baugeschichtliche Bedeutung. | 09275472 |
|                                         | Wohnhaus in offener Bebauung | Schulstraße 54 (Karte)                                | 1860er Jahre                                                                                             | Baugeschichtlich von Bedeutung, repräsentativer Treppenaufgang zum Portal, originale Haustür, Putznutungen, profilierte Gesimse, vorgezogene Mitte mit Dreiecksgiebel. Das in offener Bebauung stehende Wohnhaus wurde in den 1860er Jahren erbaut. Der traufständige, zweigeschossige Bau wird von profilierten Gurtgesimsen gegliedert. Die Mitte der fünfsachsigen Traufseite wird von einer risalitartig vorspringenden Fassadenteil bestimmt, der unten ein Segmentbogenportal mit repräsentativem Treppenaufgang davor und einem Zwillingsfenster im Obergeschoss sowie abschließend einem gerahmten Dreiecksgiebel mit mittigem Rundfenster. Die Fenster und das Portal haben Einfassungen aus Sandstein. Die Ecken von Gebäude und mittigem Vorsprung werden durch Putznutungen betont. Der Drempel ist mit Rosetten versehen. Im Giebel befindet sich ein Zwillingsfenster mit Pilastereinfassung. Das Gebäude hat aufgrund des bauzeitlichen Aussagewertes als exemplarisches Wohnhaus der zweiten Hälfte des 19. Jahrhunderts und seines authentischen Erhaltungszustandes Zeugniswert und baugeschichtliche Bedeutung. | 09275473 |
| Direkt Bild zu diesem Denkmal hochladen | Wohnhaus (Obergeschoss Fachwerk) | Vollungstraße 29 (Karte)                              | Um 1850                                                                                                  | Obergeschoss Fachwerk, baugeschichtlich von Bedeutung, Obergeschoss Fachwerk, verbrettert. Das zweigeschossige, in offener Bebauung stehende Wohnhaus wurde um 1850 erbaut und trägt ein hohes Satteldach. Das Erdgeschoss besitzt traufseitig einen Haupteingang und wurde in Massivbauweise erbaut, Das Obergeschoss wurde in Fachwerkbauweise errichtet und ist ebenso wie die Giebel, bis auf eine verputzte Traufseite, verbrettert. Im spitzen Dreiecksgiebel befinden sich zwei annähernd quadratische Fenster, die als Zwillingsfenster erscheinen. Aufgrund seiner authentischen Bauweise und der bauzeitlich charakteristischen Gebäudegliederung ist das Wohnhaus von nennenswertem Zeugniswert und baugeschichtlicher Bedeutung. | 09275465 |
| Direkt Bild zu diesem Denkmal hochladen | Wohnhaus (Obergeschoss Fachwerk) | Vollungstraße 31 (Karte)                              | Um 1850                                                                                                  | Obergeschoss Fachwerk, baugeschichtlich von Bedeutung, Obergeschoss Fachwerk, verbrettert. Das zweigeschossige, in offener Bebauung stehende Wohnhaus wurde um 1850 erbaut und trägt ein hohes Satteldach. Das Erdgeschoss besitzt traufseitig einen Haupteingang und wurde in Massivbauweise erbaut. Das Obergeschoss wurde in Fachwerkbauweise errichtet und ist ebenso wie die Giebel, bis auf eine verputzte Traufseite, verbrettert. Im spitzen Dreiecksgiebel befinden sich zwei annähernd quadratische Fenster, die als Zwillingsfenster erscheinen. Aufgrund seiner authentischen Bauweise und der bauzeitlich charakteristischen Gebäudegliederung ist das Wohnhaus von nennenswertem Zeugniswert und baugeschichtlicher Bedeutung. | 09275464 |
| Direkt Bild zu diesem Denkmal hochladen | Wohnhaus in offener Bebauung | Vollungstraße 33 (Karte)                              | Um 1850                                                                                                  | Baugeschichtlich von Bedeutung, eingeschossig, Dach verschiefert, mit zwei Dachhäuschen, Sandsteingewände. Das eingeschossige, in offener Bebauung stehende Wohnhaus wurde um 1850 erbaut und trägt ein hohes, verschiefertes Satteldach, das weit heruntergezogen ist und zwei Giebelgaupen besitzt. Das Erdgeschoss hat traufseitig den Haupteingang und wurde in Massivbauweise errichtet, Fenster und Eingang besitzen Sandsteingewände. Das Dachgeschoss ist auf den Giebelseiten verbrettert. Im spitzen Dreiecksgiebel befinden sich zwei annähernd quadratische Fenster. Aufgrund seiner authentischen Bauweise und der bauzeitlich charakteristischen Gebäudegliederung ist das Wohnhaus von nennenswertem Zeugniswert und baugeschichtlicher Bedeutung. | 09275466 |
|                                         | Wohnhaus (Obergeschoss Fachwerk) | Waldstraße 1 (Karte)                                  | 1. Hälfte 19. Jahrhundert                                                                                | Obergeschoss Fachwerk, baugeschichtlich von Bedeutung, Korbbogenportal. Das traufständig in halboffener Bebauung stehende, nach rechts angeschlossene, zweigeschossige Wohnhaus wurde in der ersten Hälfte des 19. Jahrhunderts errichtet und trägt ein verschiefertes Satteldach. Der Bau hatte im Erdgeschoss, das massiv erbaut wurde, ursprünglich ein Portal mit einem korbbogenförmigen Abschluss. Das Obergeschoss wurde in Fachwerkbauweise errichtet und ist auf der Traufseite verbrettert. Die Fenster des Obergeschosses haben profilierte, hölzerne Einfassungen. Aufgrund seines authentischen, bauzeitlichen Aussagewertes als dörfliches Wohnhaus aus der ersten Hälfte des 19. Jahrhunderts hat das Gebäude baugeschichtliche Bedeutung. | 09275390 |
|                                         | Wohnhaus (Obergeschoss Fachwerk) | Waldstraße 3 (Karte)                                  | 1. Hälfte 19. Jahrhundert                                                                                | Obergeschoss Fachwerk, baugeschichtlich von Bedeutung. Das traufständige, in halboffener Bebauung stehende, nach links angeschlossene, zweigeschossige Wohnhaus wurde in der ersten Hälfte des 19. Jahrhunderts errichtet und trägt ein Satteldach. Der Bau hat im Erdgeschoss, das massiv erbaut wurde, ein Portal mit geradem Abschluss. Das Obergeschoss wurde in Fachwerkbauweise errichtet und ist auf der Traufseite heute mit Schiefer verblendet. Die Fenster des Hauses wie auch das Portal haben schlichte Einfassungen. Aufgrund seines authentischen, bauzeitlichen Aussagewertes als dörfliches Wohnhaus aus der ersten Hälfte des 19. Jahrhunderts hat das Gebäude baugeschichtliche Bedeutung. | 09275391 |
| Weitere Bilder                          | Wohnhaus (Obergeschoss Fachwerk) | Waldstraße 8 (Karte)                                  | Bezeichnet mit 1822                                                                                      | Obergeschoss Fachwerk, baugeschichtlich von Bedeutung. Das in offener Bebauung stehende Wohnhaus wurde 1822 erbaut. Das zweigeschossige, traufständige Gebäude trägt ein Satteldach mit kleinem Krüppelwalm. Das Erdgeschoss des traufseitig fünfachsigen Baus wurde in Massivbauweise erbaut und besitzt zur Straße hin ein Segmentbogenportal. Das Obergeschoss wurde in Fachwerkbauweise errichtet, das traufseitig sichtig ist, während es auf den Giebelseiten verputzt wurde. Die Fenster des Obergeschosses auf den Traufseiten besitzen hölzerne Einfassungen, die flache Bedachungen mit Dreiecksgiebel haben. Aufgrund seiner authentischen Bauweise und des bauzeitlichen Aussagewertes als charakteristischer, historischer Fachwerkbau der dünner besiedelten, äußeren Siedlungsbereiche hat das Wohnhaus Zeugniswert und baugeschichtliche Bedeutung. | 09275379 |
| Weitere Bilder                          | Kursächsische Postmeilensäulen (Sachgesamtheit), Postmeilensäule mit Einfriedung | Wettinplatz (Karte)                                   | Bezeichnet mit 1731                                                                                      | Kopie einer Distanzsäule aus Sandstein, verkehrsgeschichtlich von Bedeutung. Die 1728 von J. G. Richter (Dresden) erschaffene Säule stand ursprünglich auf dem Markt (Marktsäule) und wurde um 1900 vor das Schützenhaus der Stadt versetzt. Sie wurde mehrfach restauriert: 1930, 1955 und 1975 (Fritz Protze, Pulsnitz) sowie 2005 (Hans Peter Hain, Meißen). Dabei wurden der Schriftblock und Teile des Wappens erneuert. 2013 wurde sie bei einem Verkehrsunfall zerstört und 2016 mit neuem Schriftblock, Wappen und Spitze wiedererrichtet. Originalschriftblock und -wappen stehen im Rathausfoyer. Im Jahre 1722 begann man im Kurfürstentum Sachsen mit der Aufstellung der Kursächsischen Postmeilensäulen. Kurfürst Friedrich August I. wollte hierdurch ein zeitgemäßes Verkehrs- und Transportleitsystem im Kurfürstentum aufbauen, um Handel und Wirtschaft zu fördern. Er beauftragte mit Generalvollmacht Magister Adam Friedrich Zürner (1679–1742) mit der Durchführung. Das System der Postmeilensäulen umfasste Distanzsäulen, Viertelmeilensteine, Halb- und Ganzmeilensäulen. Die Distanzsäulen sollten in den Städten vor den Stadttoren, später nur auf den Marktplätzen aufgestellt werden. Entlang der Poststraßen wurden Viertelmeilensteine, Halb- und Ganzmeilensäulen aufgestellt. Sie erhielten eine fortlaufende Nummerierung (Reihennummer), beginnend vom Anfang der Vermessung. Die Ganzmeilensäulen wurden außerhalb der Städte an den Poststraßen im Abstand von 1 Meile (= 9,062 km) aufgestellt. Die Distanzsäulen waren mit dem Monogramm „AR“ für „Augustus Rex“, dem kursächsischen und polnisch-litauischen Doppelwappen sowie der polnischen Königskrone gekennzeichnet. Die Ganzmeilen-, Halbmeilensäulen und Viertelmeilensteine waren alle ähnlich beschriftet, alle trugen kein Wappen, aber das Monogramm „AR“. Die Entfernungsangaben erfolgten in Wegestunden (1 Stunde= ½ Postmeile = 4,531 km). Dieses Meilensystem war das erste europäische Verkehrsleitsystem. Der hier betrachteten Säule kommt als Teil des überregional bedeutenden Postwegesystems eine hohe verkehrsgeschichtliche Bedeutung zu. | 09275644 |
|                                         | Schützenhaus Pulsnitz; Gasthof mit alten Anbauten und Gästegarten mit Linden | Wettinplatz 1 (Karte)                                 | 2. Hälfte 19. Jahrhundert                                                                                | Baugeschichtlich, städtebaulich und ortsgeschichtlich von Bedeutung. 1467 wurde die Pulsnitzer Schützenbruderschaft zum militärischen Schutz der Stadt gegründet. 1663 erfolgte der Bau des ersten Schützenhauses mit Schießplatz vor den Mauern der Stadt. Der Standort des Schützenhauses hat sich bis heute erhalten, Das erste Schießhaus war ein einfacher Fachwerkbau und diente der Aufbewahrung der Waffen und Schießscheiben. 1758 wurde das Schützenhaus im Siebenjährigen Krieg zerstört. Der Wiederaufbau erfolgte gleich nach Kriegsende. 1796 erfolgte die Erweiterung des Schützenplanes auf die heutige Größe. Jeder Hausbesitzer musste Mitglied der Schützeninnung sein. 1845 wurde der Neubau des Schützenhauses im einfachen klassizistischen Stil fertig gestellt. Es wurde eine Prachtgaststätte eröffnet, die sich noch heute in den gleichen Räumen befindet. An der Nordseite entstand mit einer Lindenanpflanzung ein Biergarten. 1905 schließlich erfolgte ein großer Erweiterungs- und Umbau des Schützenhauses im Jugendstil unter Einbeziehung eines großen Saales und einer Hoteletage. Kennzeichnendes Bauelement ist seither der markante Eckturm. Die mehrteilige Fassade weist zahlreiche Jugendstildekorelemente auf. Die Fenster haben unterschiedliche Abschlüsse und tragen im Obergeschoss Bedachungen. Ebenso sind die Segmentbogenportale auf Höhe des umlaufenden, profilierten Gurtgesimses von Bedachungen mit Konsolen bekrönt. Das Dach wird neben dem Eckturm von unterschiedlich großen Zwerchhäusern belebt, die mit reich dekorierten Volutengiebeln abschließen. Aufgrund seiner Historie und des bauzeitlichen Aussagewertes seiner heutigen Gestalt besitzt das Schützenhaus nennenswerte städtebauliche und ortsgeschichtliche Bedeutung. | 09275525 |
|                                         | Villa „Hugo Hauffe“, Kutscherhaus und Einfriedung sowie gesamtes Gartengelände mit parkähnlicher Gestaltung und drei Plastiken | Wettinplatz 3 (Karte)                                 | Bezeichnet mit 1900                                                                                      | Baugeschichtlich und baukünstlerisch sowie gartenhistorisch und gartenkünstlerisch von Bedeutung, Villa gelber und roter Klinker, Architekturelemente Sandstein, Kutscherhaus gleiche Bauweise, Plastik: Knabe mit Stab, Buche, Fass, Buch. | 09275524 |
|                                         | Villa mit Einfriedung und Nebengebäude | Wettinplatz 5 (Karte)                                 | 2. Hälfte 19. Jahrhundert                                                                                | Baugeschichtlich von Bedeutung, zweigeschossig, fünf Achsen ausgebautes Dach, profiliertes Sandsteingewände, Bruchsteinmauer, Granitsäulen, Eisenzaun. Die zweigeschossige Villa mit einer schönen Einfriedung mit Bruchsteinmauer, Granitsäulen und Eisenzaun sowie einem eingeschossiges Nebengebäude mit großen Segmentbogentoren wurde in der zweiten Hälfte des 19. Jahrhunderts erbaut. Die fünfachsige Hauptfassade besitzt im Erdgeschoss sandsteingefasste Fenster mit segmentbogenförmigem Abschluss und einem seitlichen Eingangsvorbau. Oberhalb eines einfachen, aber markant gliedernden Sohlbankgesimses haben die Fenster mit Sandsteingewände einen geraden Abschluss und tragen profilierte Bedachungen. Oberhalb eines gekehlten Traufgesimses erhebt sich ein ausgebautes Dach mit einem breiten, vierachsigen Dachhaus. Aufgrund seiner schlüssigen Gestaltung und des bauzeitlichen Aussagewertes als charakteristischer Villenbau aus der zweiten Hälfte des 19. Jahrhunderts hat das Gebäude baugeschichtliche Bedeutung. | 09275643 |
|                                         | Wohnhaus in geschlossener Bebauung mit Laden | Wettinstraße 1 (Karte)                                | Bezeichnet mit 1908                                                                                      | Baugeschichtlich und städtebaulich von Bedeutung, zweigeschossig, originale Teile an Ladenzone, ausgebautes Dachgeschoss, zwei Zwerchhäuser, zwei Gauben mit „H.G.“ und „1908“ im Bogenfeld. Das in geschlossener Bebauung stehende, traufständige Wohnhaus mit Ladenzone wurde 1908 erbaut. Der zweigeschossige Bau besitzt im quadergeputzten Erdgeschoss eine langgezogene, weitgehend originale Ladenzone mit Akanthusmotiv und Rosetten. Oberhalb eines profilierten Gurtgesims besitzt die verputzte Obergeschossfassade acht Achsen. Darüber zeigt sich eine Dachgestaltung mit zwei Zwerchhäusern links und rechts sowie dazwischen zwei Dachhäuschen mit Segmentbogenfenstern und den Inschriften „H.G.“ und „1908“ in den Giebelfeldern. Sowohl die Dachhäuschen wie die mit zwei Fenstern und Rundfenster darüber ausgestatteten Zwerchhäuser habe geschweifte Giebel, die von Kugeln bekrönt werden. Aufgrund seines bauzeitlichen Aussagewertes als typisches Wohn- und Geschäftshaus der Stadtentwicklung im frühen 20. Jahrhundert hat das Gebäude städtebauliche Bedeutung. | 09275632 |
|                                         | Wohnhaus in geschlossener Bebauung mit Ladeneinbau | Wettinstraße 3 (Karte)                                | Bezeichnet mit 1826                                                                                      | Baugeschichtlich und städtebaulich von Bedeutung, zweigeschossig, Sandsteingewände, Türbogen mit Sturz „C.G.B. 1826“, originale Tür, neue Fenster. Das traufständig in geschlossener Bebauung stehende Wohnhaus mit Laden wurde 1826 erbaut. Der achtachsige, zweigeschossige Putzbau besitzt im Erdgeschoss rechts einen Ladeneinbau. Das Hauptportal mit segmentbogenförmigem Abschluss und einem markanten, mit „C.G.B. 1826“ bezeichneten Schlussstein hat eine Sandsteineinfassung. Die Eingangstür mit Oberlicht ist original erhalten. Die Fassade wird lediglich durch ein Putzband auf Geschosshöhe gegliedert und ist ansonsten schlicht. Die Fenster haben einfache Einfassungen. Aufgrund seiner Einbindung in den historischen Gebäudebestand der Wettinstraße und seines bauzeitlichen Aussagewertes als Wohnhaus mit Laden der Stadtentwicklung in der ersten Hälfte des 19. Jahrhunderts besitzt das Gebäude städtebauliche Bedeutung. | 09275633 |
|                                         | Wohnhaus in geschlossener Bebauung mit Ladenzone | Wettinstraße 4 (Karte)                                | Bezeichnet mit 1911                                                                                      | Baugeschichtlich und städtebaulich von Bedeutung, dreigeschossig, Erdgeschoss Naturstein, teilweise Rustika, originale Tür, erstes und zweites Obergeschoss mit Fensterprofilierungen, links und rechts neben Erker Schmuckband, Erker über beide Geschosse mit plastischem Schmuck, Inschrift. „Gott grüß die Kunst“, „Gegr. 1887“, ausgebautes Dach, im Giebelfeld: „K 1911 H“. Das in geschlossener Bebauung stehende, dreigeschossige Wohnhaus mit Ladenzone wurde 1911 erbaut. Das Erdgeschoss des traufständigen Baus ist zum Teil als Rustika gestaltet. Der Ladeneinbau links wurde modernisiert. Die beiden Obergeschosse der fünfachsigen Putzfassade haben mittig einen mit plastischem Schmuck reich dekorierten Erker mit den Inschriften „Gott grüß die Kunst“ und „Gegr. 1887“, der links und rechts ein zusätzliches Schmuckband besitzt. Die Fenster haben profilierte Einfassungen. Im ausgebauten Mansarddach wird der Erker von einem Dachhaus mit leicht gebogenem Dreiecksgiebel bekrönt, an das links und rechts flachere Gaupen anschließen. Im Giebelfeld findet sich um ein abschließendes Rundfenster weiterer Dekor mit der Inschrift „K 1911 H“. Aufgrund seiner Einbindung in den historischen Gebäudebestand der Wettinstraße und seines bauzeitlichen Aussagewertes als charakteristisches Wohn- und Geschäftshaus der Stadtentwicklung in der ersten Hälfte des 20. Jahrhunderts besitzt das Gebäude städtebauliche Bedeutung. | 09275631 |
|                                         | Wohnhaus in geschlossener Bebauung | Wettinstraße 5 (Karte)                                | Bezeichnet mit 1825                                                                                      | Nur linker Gebäudeteil, baugeschichtlich und städtebaulich von Bedeutung, zweigeschossig, originale Tür, Sandsteingewände, Türbogen mit Schlussstein „J.G.B. 1825“. Das in geschlossener Bebauung stehende, zweigeschossige Wohnhaus wurde 1825 erbaut und trägt ein Satteldach. Der traufständige Bau besitzt eine schlichte, glatt verputzte, fünfachsige Fassade ohne weitere Gliederungselemente. Das markant mit Sandstein eingefasste Portal besitzt einen Schlussstein mit der Inschrift „J.G.B. 1825“. Die segmentbogenförmig abschließende Eingangstür ist original erhalten. Die Fenster beider Geschosse haben Sandsteingewände. Aufgrund seiner Einbindung in den historischen Gebäudebestand der Wettinstraße und seines bauzeitlichen Aussagewertes als exemplarisches, städtisches Wohnhaus aus der ersten Hälfte des 19. Jahrhunderts besitzt das Gebäude baugeschichtliche und städtebauliche Bedeutung. | 09275636 |
|                                         | Köhler-Haus; Wohnhaus in geschlossener Bebauung | Wettinstraße 6 (Karte)                                | Ende 19. Jahrhundert                                                                                     | Baugeschichtlich, städtebaulich und ortsgeschichtlich von Bedeutung, dreigeschossig, Erdgeschoss verbaut, Eingangstür original mit Strukturglas, erstes und zweites Obergeschoss mit Sandsteingewänden an Fenstern, Erker über beide Geschosse mit Initialen „RK“, plastischem Schmuck und Schrift „Köhler-Haus“ und Pfefferkuchendarstellung, farbige Glas- und Blumenkastengitter, ausgebautes Dachgeschoss und Fledermausgaupe darüber. Das in geschlossener Bebauung stehende, dreigeschossige Wohnhaus wurde Ende des 19. Jahrhunderts erbaut. Das Erdgeschoss des traufständigen, fünfachsigen Putzbaus besaß ursprünglich, als ehemalige „Lebkuchenfabrik Richard Köhler“, einen Ladeneinbau und wurde grundlegend umgebaut. Die Eingangstür ist noch original erhalten und besitzt Strukturglas. Die Fenster in beiden Obergeschossen haben Sandsteingewände. Die Ansicht wird von einem oberhalb des mittigen Portals befindlichen, über die beiden Obergeschosse reichenden, dekorierten Erker bestimmt, der die Initialen „R.K.“, plastischen Schmuck und die Inschrift „Köhler-Haus“ sowie eine farbig gefasste, plastische Pfefferkuchendarstellung aufweist. Darüber hinaus besitzen die Erkerfenster farbiges Glas und Blumenkastengitter. Im ausgebauten Dachgeschoss befinden sich ein breites, vierachsiges Dachhaus und darüber eine Fledermausgaupe. Aufgrund seiner Einbindung in den historischen Gebäudebestand der Wettinstraße, seiner ehemaligen Funktion und des bauzeitlichen Aussagewertes als städtisches Wohn- und Handwerkerhaus aus dem Ende des 19. Jahrhunderts besitzt das Gebäude städtebauliche und ortsgeschichtliche Bedeutung. | 09275630 |
|                                         | Wohnhaus in halboffener Bebauung | Wettinstraße 7 (Karte)                                | Um 1830                                                                                                  | Baugeschichtlich und städtebaulich von Bedeutung, zweigeschossig, mit zwei Ladeneinbauten (Sandsteingewände), neue Tür nach altem Vorbild. Das traufständig in halboffener Bebauung stehende, zweigeschossige Wohnhaus wurde um 1830 erbaut und hat im Erdgeschoss links und rechts zwei Ladeneinbauten. Das Erdgeschoss besitzt Quaderputz und hat ein breites Eingangsportal mit Sandsteingewände und segmentbogenförmigem Abschluss. Die neue Eingangstür wurde nach altem Vorbild gestaltet. Die traufseitige, siebenachsige Hauptfassade wird durch ein profiliertes Gurtgesims gegliedert. Oberhalb eines ebenfalls profilierten Traufgesimses erhebt sich ein Krüppelwalmdach mit Luken. Aufgrund seiner Einbindung in den historischen Gebäudebestand der Wettinstraße und des bauzeitlichen Aussagewertes als authentisches, städtisches Wohnhaus aus der ersten Hälfte des 19. Jahrhunderts hat das Gebäude baugeschichtliche und städtebauliche Bedeutung. | 09275637 |
|                                         | Wohnhaus in geschlossener Bebauung mit Laden | Wettinstraße 9 (Karte)                                | Um 1910                                                                                                  | Baugeschichtlich und städtebaulich von Bedeutung, zweigeschossig, Erdgeschoss großer Laden über Bogen, Tür daneben, Putzspiegel, Sandsteinsockel, großes ausgebautes Zwerchhaus, neuere Fenster. Das in geschlossener Bebauung stehende Wohnhaus mit Laden wurde um 1910 erbaut. Der traufständige, zweigeschossige Bau steht auf einem Sandsteinsockel und hat im Erdgeschoss einen Ladeneinbau mit bogenförmig zusammengefassten Schaufenstern und Ladeneingangstür. Recht davon befindet sich ein Portal mit rundbogenförmigem Abschluss. Die Fassade wird von Lisenen und Putzspiegeln dekoriert und durch profilierte Gesimse gegliedert. Ein großes, ausgebautes Zwerchhaus mit zwei Zwillingsfenstern schließt die Ansicht ab. Oberhalb im Dreiecksgiebel befindet sich ein Drillingsfenster, dessen mittleres, größeres Fenster einen rundbogenförmigen Abschluss hat. Aufgrund seiner Einbindung in den historischen Gebäudebestand der Wettinstraße und des bauzeitlichen Aussagewertes als exemplarisches Wohn- und Geschäftshaus der Stadtentwicklung am Anfang des 20. Jahrhunderts hat das Gebäude städtebauliche Bedeutung. | 09275638 |
|                                         | Wohnhaus in geschlossener Bebauung | Wettinstraße 10 (Karte)                               | Um 1870, im Kern älter                                                                                   | Baugeschichtlich und städtebaulich von Bedeutung, zweigeschossig, Quaderputz, jeweils Korbbögen, alte Holztür, Ladenbau neu. Das traufständige, in geschlossener Bebauung stehende, zweigeschossige Wohnhaus wurde um 1870 erbaut, ist im Kern aber älter. Der Ladeneinbau rechts ist neu. Die vierachsige Fassade besitzt links ein großes Torportal mit originaler zweiflügliger Tür mit korbbogenförmigem Abschluss und Oberlicht. Die Fenster des Obergeschosses haben profilierte Einfassungen. Oberhalb des gekehlten Traufgesimses erhebt sich ein Satteldach. Aufgrund seiner Einbindung in den historischen Gebäudebestand der Wettinstraße, seines alten Kerns und des bauzeitlichen Aussagewertes als exemplarisches, städtisches Wohnhaus der Stadtentwicklung in der zweiten Hälfte des 19. Jahrhunderts hat das Gebäude baugeschichtliche und städtebauliche Bedeutung. | 09275628 |
|                                         | Wohnhaus in geschlossener Bebauung | Wettinstraße 12 (Karte)                               | 2. Viertel 19. Jahrhundert                                                                               | Baugeschichtlich und städtebaulich von Bedeutung, zweigeschossig, originale Tür, Sandsteingewände, Erker im 1. Obergeschoss mit plastischem Schmuck und Bleiglasinnenfenster im Oberlicht, Tür und Ladenfenster mit Korbbogen. Das zweigeschossige, in geschlossener Bebauung stehende Wohnhaus mit Satteldach wurde im zweiten Viertel des 19. Jahrhunderts erbaut und besitzt im Erdgeschoss links einen Ladeneinbau mit Ladenportal und Fenster mit segmentbogenförmigen Abschlüssen. Der traufständige, siebenachsige Putzbau hat Fenster und ein Eingangsportal mit geradem Abschluss und Sandsteingewände. Markant ist der im Obergeschoss in der Fassadenmitte befindliche Erker, der von zwei Konsolen gestützt wird und mit plastischem Schmuck dekoriert ist sowie Bleiglasinnenfenster im Oberlicht besitzt. Aufgrund seiner Einbindung in den historischen Gebäudebestand der Wettinstraße und des bauzeitlichen Aussagewertes als exemplarisches, städtisches Wohnhaus der Stadtentwicklung im zweiten Viertel des 19. Jahrhunderts hat das Gebäude baugeschichtliche und städtebauliche Bedeutung. | 09275627 |
|                                         | Villa mit Einfriedung in offener Bebauung | Wettinstraße 17 (Karte)                               | Um 1870                                                                                                  | Baugeschichtlich und städtebaulich von Bedeutung, zweigeschossig vier Achsen, Mittelrisalit, profilierte Fenstereinfassungen, offene Veranda mit Sandstein, im Hof neuer Anbau, zum Hof neue Fenster, Walmdach ausgebaut, Einfriedung mit Bruchsteinmauer und gusseisernem Zaun, Einfahrt mit Granitpfeilern. Die traufständige Villa mit einer Einfriedung mit Bruchsteinmauer und gusseisernem Zaun sowie Einfahrt mit Granitpfeilern wurde um 1870 erbaut. Der Anbau im Hof stammt aus späterer Zeit. Die Hauptfassade des zweigeschossigen Baus ist vierachsig mit einem zweiachsigen Mittelrisalit. Erdgeschoss und Obergeschoss werden von einem profilierten Gurtgesims getrennt. Die profiliert eingefassten Fenster des Erdgeschosses haben einen rundbogenförmigen Abschluss, die ebenfalls profiliert eingefassten Fenster des Obergeschosses schließen gerade ab und werden von konsolierten Bedachungen bekrönt. Das Walmdach ist ausgebaut und besitzt oberhalb des Mittelrisalits ein vierachsiges Dachhaus. Die Gebäudeecken wie auch die Ecken des Mittelrisalits sind durch eine Quaderung betont. Auf der Rückseite befindet sich eine offene Veranda mit Sandstein. Aufgrund des bauzeitlichen Aussagewertes als ein die prosperierende Stadtentwicklung widerspiegelnder, charakteristischer Villenbau aus der zweiten Hälfte des 19. Jahrhunderts hat das Gebäude städtebauliche Bedeutung. | 09275639 |
|                                         | Wohnhaus in halboffener Bebauung | Wettinstraße 19 (Karte)                               | Um 1890                                                                                                  | Bildet mit Nummer 21 eine Einheit, baugeschichtlich und städtebaulich von Bedeutung, zweigeschossig, profilierte Fenstereinfassungen, im Giebel kleine Rundbogenfenster. Das in halboffener Bebauung stehende, mit Haus Nummer 21 eine Einheit bildende Wohnhaus mit Satteldach wurde um 1890 erbaut und besitzt links im Erdgeschoss einen Ladeneinbau. Ladeneingang, Schaufenster, Fenster und das Portal rechts haben profilierte Einfassungen und einen segmentbogenförmigen Abschluss mit Schlussstein. Die zweigeschossige Fassade des vierachsigen Baus wird von einem Gurtgesims gegliedert. Die Fenster des Obergeschosses haben ebenfalls profilierte Einfassungen und zusätzliche Bedachungen. Oberhalb des Kniestocks schließt ein markantes, mit Zahnschnitt versehenes Traufgesims die Fassade ab. Im Giebel besitzt das Haus zusätzliche kleine Rundbogenfenster. Aufgrund des bauzeitlichen Aussagewertes als typisches, die Stadtentwicklung bezeugendes Wohn- und Geschäftshaus aus dem Ende des 19. Jahrhunderts hat das Gebäude baugeschichtliche und städtebauliche Bedeutung. | 09275640 |
|                                         | Wohnhaus in halboffener Bebauung | Wettinstraße 21 (Karte)                               | Um 1890                                                                                                  | Bildet mit Nummer 19 eine Einheit, baugeschichtlich und städtebaulich von Bedeutung, zweigeschossig, originale Tür, ehemals Ladeneinbau, profilierte Fenstereinfassungen. Das in halboffener Bebauung stehende, mit Haus Nummer 19 eine Einheit bildende Wohnhaus mit Satteldach wurde um 1890 erbaut und besaß rechts im Erdgeschoss einen Ladeneinbau, der zugemauert wurde. Ehemaliger Ladeneingang und Schaufenster, Fenster und das Portal links haben profilierte Einfassungen und einen segmentbogenförmigen Abschluss mit Schlussstein. Die zweigeschossige Fassade des vierachsigen Baus wird von einem Gurtgesims gegliedert. Die Fenster des Obergeschosses haben ebenfalls profilierte Einfassungen und zusätzliche Bedachungen. Oberhalb des Kniestocks, der etwas flacher als bei Nummer 19 ist, schließt ein markantes, mit Zahnschnitt versehenes Traufgesims die Fassade ab. Aufgrund des bauzeitlichen Aussagewertes als typisches, die Stadtentwicklung bezeugendes Wohn- und Geschäftshaus aus dem Ende des 19. Jahrhunderts hat das Gebäude baugeschichtliche und städtebauliche Bedeutung. | 09275641 |
|                                         | Hintergebäude | Wettinstraße 23 (Karte)                               | Bezeichnet mit 1844                                                                                      | Sozialgeschichtlich von Bedeutung, eingeschossig, originale Tür, Granitbruchsteinmauerwerk, Sandsteingewände, alte Dachziegel, teilweise massive Decken. Das eingeschossige, in halboffener Bebauung stehende, rechts an ein neueres Hinterhaus anschließende Gebäude wurde 1844 erbaut und diente als Töpferei. Das mit Granitbruchsteinmauerwerk errichtete Gebäude hat eine einfache, verputzte Fassade. Das Satteldach ist noch mit den originalen Dachziegeln gedeckt. Die mittige, zweiflüglige Eingangstür aus Holz ist ebenfalls noch original erhalten. Im Inneren des Gebäudes sind teilweise noch massive Decken zu finden. Aufgrund des bauzeitlichen Aussagewertes als städtisches Werkstatthaus aus der Mitte des 19. Jahrhunderts hat das Hinterhaus vor allem sozialgeschichtliche Bedeutung. | 09275642 |
|                                         | Wohnhaus in halboffener Bebauung | Wettinstraße 26 (Karte)                               | Um 1900                                                                                                  | Aufwändige Fassade, baugeschichtlich und städtebaulich von Bedeutung, zweigeschossig, Mittelteil dreigeschossig, zwei Balkone auf Kragsteinen, ausgebautes Dachgeschoss, Fließen- und Putzverzierungen, Rustikasockel, links Ladeneinbau, neue Fenster, Hofseite Sandsteingewände, originale Haustür mit Jugendstilklinker, Flur mit originaler Schwingtür. Das traufständige, in halboffener Bebauung stehende Wohnhaus wurde um 1900 erbaut. Die Fassade des zweigeschossigen Baus steht auf einem Rustikasockel und ist aufwändig mit Jugendstilelementen gestaltet. Im Erdgeschoss befindet sich links ein Ladeneinbau. Ein Mittelrisalit nimmt im Erdgeschoss das Eingangsportal auf, das kräftig eingefasst ist und von einer großen, profilierten Bedachung mit geschweiftem Giebel bekrönt wird. Die Eingangstür wie auch die innere Schwingtür sind original erhalten. Die Fenster neben dem Portal haben einen segmentbogenförmigen Abschluss. Im Obergeschoss des Risalits befinden sich links und rechts zwei Balkone mit markanten Eckpfeilern, die von kräftigen Kragsteinen gestützt werden und große Korbbogenfenster haben. Dazwischen befindet sich ein kleineres Rundbogenfenster. Der Risalit ist mit Putz- und Ziegeldekor durchgliedert und schließt mit einem großen, über zwei Geschosse reichenden Zwerchhaus ab, das einen Segmentbogengiebel mit geschweiften Wangen hat. Zu beiden Seiten des Zwerchhauses finden sich im Mansarddach zwei weitere, kleinere Dachhäuser. Alle Fenster der Hauptfassade haben profilierte Einfassungen. Die Fenster der Hofseite haben Sandsteingewände. Aufgrund der aufwändigen, authentischen Gestaltung im Jugendstil und des bauzeitlichen Aussagewertes als städtisches Wohnhaus aus der Zeit um 1900 hat das Gebäude baugeschichtliche und städtebauliche Bedeutung. | 09275645 |
| Weitere Bilder                          | Schloss und Schlosspark Pulsnitz (Sachgesamtheit) | Wittgensteiner Straße 1 (Karte)                       | 17./18. Jahrhundert (Parkanlage mit Teich)                                                               | Sachgesamtheit Schloss und Schlosspark Pulsnitz mit folgenden Einzeldenkmalen: Altes Renaissanceschloss, Barockschloss, zwei Flügel aus dem späteren 19. Jahrhundert, Renaissance-Torhaus, Umfassungsmauern und Einfahrt aus Bruchstein, Gärtnerhaus und Gewächshaus sowie Brunnen im Schlosshof, Sandsteinvase im Schlosspark und Schlossteich und Dammweg und Ufersaum (siehe Obj. 09275651) sowie Schlosspark mit Wegesystem, zwei Laubengängen, Hecken und altem Gehölzbestand (Gartendenkmal); baugeschichtlich, baukünstlerisch, gartenkünstlerisch, ortsgeschichtlich und landschaftsgestaltend von Bedeutung. | 09275393 |
|                                         | Altes Renaissanceschloss (Einzeldenkmal zu ID-Nr. 09275393) | Wittgensteiner Straße 1 (Karte)                       | Um 1600                                                                                                  | Einzeldenkmal der Sachgesamtheit Schloss und Schlosspark Pulsnitz; baugeschichtlich, baukünstlerisch und regionalgeschichtlich sowie ortsbildprägend von Bedeutung, von einheitlicher Gesamtwirkung. Schloss, heute Kinderheim. Stattlicher Bau, 1720 auf Veranlassung des Christian Gottfried von Holzendorf errichtet. Rechteckiges Gebäude mit abgewalmtem Satteldach, dreiachsigen Mittelrisaliten mit Dreiecksgiebeln an Hof- und Gartenseite. Im Inneren geschwungene Treppe mit durchbrochenen Sandsteinplatten als Brüstung. Obergeschoss mit lichtem Saal, 1986 restauriert. Stuckdekorationen um 1730, Wandgliederungen mit Rokokolisenen. In den Feldern und Supraporten Gehänge mit verschiedenen Gerätschaften und Bandwerk. Vor dem Schloss große Hofanlage mit Wirtschaftsgebäuden, Parterre und Teich, Garten mit amphitheatrischem Aufbau. Von dem einst großartigen englischen Park seitlich auf einer Anhöhe sind nur Reste erkenntlich. Sandsteinskulpturen, nach 1720, Permoser-Einfluss, im Hofparterre: Bacchus von zwölf Kinderstatuetten umgeben. Gartenseite: Flora u. a., Brunnenplastiken, teilweise stark beschädigt. | 09275651 |
|                                         | Barockschloss (Einzeldenkmal zu ID-Nr. 09275393) | Wittgensteiner Straße 1 (Karte)                       | 1718 | Einzeldenkmal der Sachgesamtheit Schloss und Schlosspark Pulsnitz; baugeschichtlich, baukünstlerisch und regionalgeschichtlich sowie ortsbildprägend von Bedeutung, von einheitlicher Gesamtwirkung | 09275651 |
| Direkt Bild zu diesem Denkmal hochladen | Zwei Flügel aus dem späteren 19. Jahrhundert (Einzeldenkmal zu ID-Nr. 09275393) | Wittgensteiner Straße 1 (Karte)                       | 19. Jahrhundert                                                                                          | Einzeldenkmal der Sachgesamtheit Schloss und Schlosspark Pulsnitz; baugeschichtlich, baukünstlerisch und regionalgeschichtlich sowie ortsbildprägend von Bedeutung, von einheitlicher Gesamtwirkung | 09275651 |
|                                         | Renaissance-Torhaus (Einzeldenkmal zu ID-Nr. 09275393) | Wittgensteiner Straße 1 (Karte)                       | Um 1600                                                                                                  | Einzeldenkmal der Sachgesamtheit Schloss und Schlosspark Pulsnitz; baugeschichtlich, baukünstlerisch und regionalgeschichtlich sowie ortsbildprägend von Bedeutung, von einheitlicher Gesamtwirkung | 09275651 |
|                                         | Umfassungsmauern und Einfahrt aus Bruchstein (Einzeldenkmal zu ID-Nr. 09275393) | Wittgensteiner Straße 1 (Karte)                       | | Einzeldenkmal der Sachgesamtheit Schloss und Schlosspark Pulsnitz; baugeschichtlich, regionalgeschichtlich sowie ortsbildprägend von Bedeutung, von einheitlicher Gesamtwirkung | 09275651 |
|                                         | Gärtnerhaus und Gewächshaus (Einzeldenkmal zu ID-Nr. 09275393) | Wittgensteiner Straße 1 (Karte)                       | | Einzeldenkmale der Sachgesamtheit Schloss und Schlosspark Pulsnitz | 09275651 |
| Direkt Bild zu diesem Denkmal hochladen | Brunnen im Schlosshof (Einzeldenkmal zu ID-Nr. 09275393) | Wittgensteiner Straße 1 (Karte)                       | | Einzeldenkmal der Sachgesamtheit Schloss und Schlosspark Pulsnitz | 09275651 |
|                                         | Sandsteinvase im Schlosspark (Einzeldenkmal zu ID-Nr. 09275393) | Wittgensteiner Straße 1 (Karte)                       | | Einzeldenkmale der Sachgesamtheit Schloss und Schlosspark Pulsnitz | 09275651 |
|                                         | Schlossteich mit Dammweg und Ufersaum (Einzeldenkmal zu ID-Nr. 09275393) | Wittgensteiner Straße 1 (Karte)                       | | Einzeldenkmal der Sachgesamtheit Schloss und Schlosspark Pulsnitz | 09275651 |
|                                         | Wohnhaus in geschlossener Bebauung | Ziegenbalgplatz 2 (Karte)                             | Um 1900, im Kern älter                                                                                   | Baugeschichtlich und städtebaulich von Bedeutung, Giebelhaus. Das giebelständige, in geschlossener Bebauung stehende Wohnhaus wurde um 1900 erbaut. Im Kern ist das dreigeschossige Gebäude älter. Das Erdgeschoss besitzt links ein Eingangsportal und ist ansonsten von einer neuen Ladenzone eingenommen. Die Fenster der beiden Obergeschosse haben profilierte Einfassungen und einen korbbogenförmigen Abschluss. Der breit gezogene, durch ein rahmendes Putzband in seiner Form unterstrichene Giebel mit markant betonten Giebelschultern ist lang geschweift und schließt mit einem dekorierten Segmentbogen ab. Die Zwillingsfenster darunter haben oberhalb ebenso zusätzliches Putzdekor. Aufgrund seiner markanten Giebelgestaltung, des bauzeitlichen Aussagewertes als exemplarisches, städtisches Wohnhaus aus der Zeit um 1900 sowie seiner Einbindung in den historischen Baubestand des Ziegenbalgplatzes hat das Gebäude nennenswerte städtebauliche Bedeutung. | 09275454 |
| Direkt Bild zu diesem Denkmal hochladen | Wohnhaus in geschlossener Bebauung | Ziegenbalgplatz 3 (Karte)                             | 18. Jahrhundert                                                                                          | Baugeschichtlich von Bedeutung, Giebelhaus. Das giebelständige, in geschlossener Bebauung stehende Wohnhaus wurde im 18. Jahrhundert erbaut. Der zweigeschossige Bau trägt ein Satteldach und besitzt im Erdgeschoss rechts einen Ladeneinbau, dessen Front aus den 1930er Jahren stammt. Die Fassade ist verputzt und weist keine weiteren Gliederungselemente auf. Die Fenster der Giebelfassade haben ebenfalls einfache Einfassungen. Der Dreiecksgiebel besitzt im ersten Dachgeschoss zwei Zwillingsfenster, darüber befinden sich zwei kleinere Fenster. Aufgrund seines bauzeitlichen Aussagewertes als authentisches, die Stadtentwicklung im 18. Jahrhundert bezeugendes Wohnhaus sowie seiner Einbindung in den historischen, von giebelständigen Bauten geprägten Bestand des Ziegenbalgplatzes hat das Gebäude nennenswerte städtebauliche Bedeutung. | 09275453 |
|                                         | Wohnhaus in geschlossener Bebauung | Ziegenbalgplatz 4 (Karte)                             | 18. Jahrhundert                                                                                          | Baugeschichtlich von Bedeutung, Giebelhaus, Segmentbogenportal. Das giebelständige, in geschlossener Bebauung stehende Wohnhaus wurde im 18. Jahrhundert erbaut. Das zweigeschossige Giebelhaus hat im Erdgeschoss eine zum Teil erhaltene Putznutung und besitzt einen Ladeneinbau. Das Eingangsportal hat einen segmentbogenförmigen Abschluss mit Schlussstein. Das rechts daneben befindliche Schaufenster mit Korbbogenabschluss stammt wie der Ladeneinbau aus späterer Zeit. Die im vierachsigen Obergeschoss und im Giebel glatt verputzte Fassade hat Fenster mit einfachen Einfassungen. Aufgrund seines bauzeitlichen Aussagewertes als exemplarisches Wohnhaus der Stadtentwicklung im 18. Jahrhundert und seiner Einbindung in den historischen, von giebelständigen Bauten geprägten Bestand des Ziegenbalgplatzes hat das Gebäude städtebauliche Bedeutung. | 09275452 |
|                                         | Wohnhaus in geschlossener Bebauung mit Laden | Ziegenbalgplatz 5 (Karte)                             | 18. Jahrhundert                                                                                          | Baugeschichtlich von Bedeutung, Giebelhaus. Das in geschlossener Bebauung stehende, zweigeschossige Giebelhaus wurde im 18. Jahrhundert erbaut. Das mit Putznutungen versehene Erdgeschoss wird von einer Ladenfront mit Rosetten in den Schaufensterstürzen eingenommen, die aus der Zeit um 1870 stammt. Ladentür und Portal rechts stammen aus gleicher Zeit. Der von einem profilierten Gesims gerahmte Giebel hat kleine Giebelschultern und ist zweigeschossig mit zwei Zwillingsfenstern unten und darüber zwei kleinen Fenstern. In der Giebelspitze befindet sich eine ornamentale Kartusche. Aufgrund seines bauzeitlichen Aussagewertes als exemplarisches Wohnhaus der Stadtentwicklung im 18. Jahrhundert und seiner Einbindung in den historischen, von giebelständigen Bauten geprägten Bestand des Ziegenbalgplatzes hat das Gebäude städtebauliche Bedeutung. | 09275451 |
|                                         | Wohnhaus in Ecklage mit Laden | Ziegenbalgplatz 6 (Karte)                             | Um 1900                                                                                                  | Baugeschichtlich und städtebaulich von Bedeutung, verschiedene Sandsteinelemente, Erker. Das in Ecklage stehende, dreigeschossige Wohnhaus mit abgeschrägter Ecke und Laden stammt in seiner jetzigen Gestaltung aus der Zeit um 1900. Der in dem massiven, von Sandsteinquaderung geprägten Erdgeschoss befindliche Laden, dessen Eingang sich in der Schrägseite befindet, ist früher um 1870 eingebaut worden. Die Fassade ist von kräftigen Sandsteinelementen gegliedert und dekoriert und wird von einem lebhaften, ausgebauten, mit Turm, Zwerchhäusern und Dachgaupen versehenen Mansarddach abgeschlossen. Auf der abgeschrägten Seite befindet sich oberhalb des Eingangs ein über drei Geschosse reichender, von großen Konsolen gestützter Erker aus Sandstein, der von einem weiteren Geschoss und geschweifter Haube turmartig abgeschlossen wird. Beidseitig vom Erkerturm führen zwei Eckrisalite zu flankierenden Zwerchhäusern mit markanten Giebeln aus Sandstein. Aufgrund seines bauzeitlichen Aussagewertes als ein die Stadtentwicklung um 1900 bezeugendes Wohn- und Geschäftshaus, seiner markanten Erscheinung und der Einbindung in den historischen Baubestand des Ziegenbalgplatzes hat das Gebäude baugeschichtliche und städtebauliche Bedeutung. | 09275450 |
| Direkt Bild zu diesem Denkmal hochladen | Wohnhaus in geschlossener Bebauung | Ziegenbalgplatz 7 (Karte)                             | Bezeichnet mit 1902                                                                                      | Baugeschichtlich und städtebaulich von Bedeutung, im Klinker bezeichnet, mit nachträglichem Laden-Einbau. Das traufständige, in geschlossener Bebauung stehende Wohnhaus wurde 1902 erbaut und besitzt im Erdgeschoss mit Putznutung rechts einen neuen Ladeneinbau. Die dreigeschossige Fassade ist von zahlreichem Klinker- und Sandsteinschmuck geprägt und wird oberhalb eines markanten, profilierten Traufgesimses durch ein mittiges Dachhaus mit spitzem Dreiecksgiebel und zwei kleinen, flankierenden Dachgaupen mit Zeltdächern markant belebt. Die vierachsige Klinkerfassade der beiden Obergeschosse wird durch ein Sohlbankgesims horizontal gegliedert und besitzt im ersten Obergeschoss große Fenster mit Bedachungen, wobei die beiden mittleren Fenster von einem profilierten und gerahmten Dreiecksgiebel gemeinsam bekrönt werden. Die Fenster des zweiten Obergeschosses haben einen Rundbogenabschluss. Aufgrund seines bauzeitlichen Aussagewertes als ein die Stadtentwicklung um 1900 bezeugendes Wohn- und Geschäftshaus und seiner Einbindung in den historischen Baubestand des Ziegenbalgplatzes hat das Gebäude baugeschichtliche und städtebauliche Bedeutung. | 09275449 |
|                                         | Wohnhaus Bartholomäus Ziegenbalg; Wohnhaus in halboffener Bebauung | Ziegenbalgplatz 8 (Karte)                             | 1. Hälfte 19. Jahrhundert                                                                                | Baugeschichtlich und ortsgeschichtlich von Bedeutung, Wohnhaus Bartholomäus Ziegenbalg (mit Gedenkplatte), im Erdgeschoss nachträglicher Ladeneinbau. Das in geschlossener Bebauung in Ecklage stehende, zweigeschossige Wohnhaus wurde in der ersten Hälfte des 19. Jahrhunderts erbaut. Das mit Putznutungen versehene Erdgeschoss besitzt im Erdgeschoss neue Ladeneinbauten. Im Rahmen einer Sanierung wurden Obergeschoss und Dachgeschoss abgebrochen und neu aufgebaut. Das Wohnhaus trägt auf der Traufseite im Obergeschoss eine Gedenkplatte in Erinnerung an Bartholomäus Ziegenbalg, nach dem das Wohnhaus benannt wurde. Der 1682 als Sohn eines Getreidehändlers in Pulsnitz geborene Ziegenbalg ist der erste deutsche evangelische Missionar und wirkte, gemeinsam mit Heinrich Plütschau, im südindischen Tranquebar (heute Tarangambadi), wo er ein Kinderheim und Schulen gründete. Er war der Erste, der das Neue Testament und größere Teile des Alten Testaments ins Tamilische übersetzte, ebenso den Lutherischen Katechismus. 1707 gründete er die erste evangelisch-lutherische Tamilgemeinde in Tranquebar, wo er im Alter von nur 36 Jahren 1719 verstarb. Aufgrund seines ursprünglichen bauzeitlichen Aussagewertes im Gefüge der historischen Bebauung des Ziegenbalgplatzes und des personengeschichtlichen Hintergrundes besitzt das Gebäude städtebauliche und ortsgeschichtliche Bedeutung. | 09275448 |
|                                         | Wohnhaus in geschlossener Bebauung | Ziegenbalgplatz 11 (Karte)                            | 1. Hälfte 19. Jahrhundert                                                                                | Baugeschichtlich und städtebaulich von Bedeutung, originale Fenster. Das traufständige, in geschlossener Bebauung stehende Wohnhaus mit Laden wurde in der ersten Hälfte des 19. Jahrhunderts erbaut. Im Erdgeschoss des zweigeschossigen Baus befindet sich rechts ein Eingangsportal mit Oberlicht und links ein Ladeneinbau mit mittigem Eingang. Portal und Laden haben Rosettenschmuck. Erdgeschoss und Obergeschoss werden von einem profilierten Gesims getrennt. Oberhalb des Drempels und des Traufgesimses erhebt sich ein Satteldach mit zwei Giebelgaupen mit Pilastereinfassung und profiliertem Dreiecksgiebel. Aufgrund seines bauzeitlichen Aussagewertes als charakteristisches Wohnhaus- und Geschäftshaus aus der ersten Hälfte des 19. Jahrhunderts und seiner Einbindung in den historischen, gewachsenen Baubestand des Ziegenbalgplatzes hat das Gebäude städtebauliche Bedeutung. | 09275446 |
|                                         | Wohnhaus mit Laden in geschlossener Bebauung | Ziegenbalgstraße 1 (Karte)                            | 1. Hälfte 19. Jahrhundert                                                                                | Baugeschichtlich und städtebaulich von Bedeutung, zweigeschossig, Erdgeschoss zwei große Schaufenster, Tür vermutlich original mit Sandsteingewände, erstes Obergeschoss sechs Fenster, Dach mit einer Spitzgaupe und vier Fledermausgaupen (straßenseitig), angebautes Rückgebäude mit glattem Neuverputz. Das traufständige, in geschlossener Bebauung stehende Wohnhaus mit Laden wurde in der ersten Hälfte des 19. Jahrhunderts erbaut.Der zweigeschossige Bau besitzt im Erdgeschoss ein mittiges Portal mit Sandsteingewände und einer vermutlich originalen Eingangstür. Zu beiden Seiten befinden sich zwei große Schaufenster. Die Fassade besitzt eine glatte Verputzung ohne weitere Gliederungselemente. Das erste Obergeschoss besitzt sechs Fenster mit leicht betonten Sohlbänken. Das Dachgeschoss wird von vier Fledermausgaupen und einer Spitzgaupe belichtet. Auf der Gebäuderückseite befindet sich ein Anbau, der mit glattem Neuverputz versehen wurde. Aufgrund seines bauzeitlichen Aussagewertes als ein für die Stadtentwicklung von Pulsnitz typisches Wohnhaus aus der ersten Hälfte des 19. Jahrhunderts hat das Gebäude städtebauliche Bedeutung. | 09275624 |
| Direkt Bild zu diesem Denkmal hochladen | Wohnhaus in Ecklage mit Hinterhäusern Ziegenbalgstraße 1a | Ziegenbalgstraße 1a (Julius-Kühn-Platz 3) (Karte)     | Ende 18. Jahrhundert                                                                                     | Baugeschichtlich und platzbildprägend von Bedeutung, zweigeschossig, drei Gaupen, Walmdach, Sandsteinprofile, Gaupen mit Löwenkopfakretorien, neue Fenster und Tür, Gebäudeteil Ziegenbalgstraße 1a großes Holztor, Korbbogen, Sandsteingewände, anschließend hohes Gebäude (1850), vier Geschosse, Dachgesims auf Konsolen, Zwillingsfenster an der Straßenseite, Erdgeschoss noch zweieinhalb alte Holzläden, Bruchsteinmauerwerk. Das in Ecklage stehende, zweigeschossige Wohnhaus mit Hinterhäusern, die Teil einer Näherei waren, wurde Ende des 18. Jahrhunderts erbaut. Der massive Putzbau ist auf der dem Platz zugewandten Seite siebenachsig und besitzt mittig, in einem durch eine Putzkante leicht hervorgehobenen Teil, ein großes, rundbogenförmiges Portal. Die erneuerten Fenster haben Sandsteingewände. Oberhalb des breiten, profilierten Traufgesimses erhebt sich ein Mansardwalmdach. Ursprünglich besaß der untere Dachabschnitt drei Giebelgaupen mit Löwenkopfakretorien. Nach einer Renovierung wurde das Dach ausgebaut und weiter belichtet. Seither gliedern fünf Giebelgaupen mit Segmentbogenfenstern das Dach. Zwei zusätzliche Giebelgaupen wurden ebenso auf der Straßenseite des ursprünglich dort nicht belichteten Dachgeschosses des hier fünfachsigen Gebäudes eingefügt. Der zur Ziegenbalgstraße weisende Gebäudeteil (1a) besitzt ein großes Holztor und korbbogenförmige Fenster mit Sandsteingewände. Das anschließende, viergeschossige Gebäude stammt aus dem Jahr 1850 und besitzt ein markantes Traufgesims mit Konsolen sowie Zwillingsfenster an der Straßenseite. Mit seiner prägnanten Lage und Präsenz hat das große, bauzeittypische Gebäude baugeschichtliche wie auch platzbildprägende Bedeutung. | 09275623 |
|                                         | Wohnhaus in halboffener Bebauung | Ziegenbalgstraße 3 (Karte)                            | Bezeichnet mit 1827                                                                                      | Baugeschichtlich und städtebaulich von Bedeutung, zweigeschossig, Schieferdeckung, ältere Holztür (um 1930), Sandsteingewände, Bogensturz: „No 130 18 J H 27.“. Das traufständige, in halboffener Bebauung stehende Wohnhaus wurde 1827 erbaut. Der zweigeschossige Bau besitzt auf der Traufseite eine glatt verputzte, fünfachsige Fassade ohne weitere Gliederungselemente. Das mit Sandstein markant eingefasste Eingangsportal hat einen segmentbogenförmigen Abschluss. Im Bogensturz findet sich die Inschrift „No 130 18 J H 27.“. Die jetzige Eingangstür stammt aus der Zeit um 1930. Die Fenster des Erdgeschosses wie auch des Obergeschosses haben Sandsteingewände. Das inzwischen sanierte Satteldach besitzt eine neue Schleppgaupe. Der Giebel mit zwei kleinen Fenstern ist verbrettert. Aufgrund seines bauzeitlichen Aussagewertes als authentisches, für die damalige Stadtentwicklung typisches Wohnhaus ist das Gebäude baugeschichtlich und städtebaulich von Bedeutung. | 09275625 |
|                                         | Wohnhaus in offener Bebauung | Ziegenbalgstraße 5 (Karte)                            | Um 1890                                                                                                  | Historismusfassade, baugeschichtlich und städtebaulich von Bedeutung, Wohnpalais, Konsolfiguren, Wandpilaster rahmen die Fenster. Das traufständige in offener Bebauung stehende Wohnhaus wurde um 1890 erbaut und besitzt eine aufwändig gestaltete Historismusfassade, die von Gurt- und Sohlbankgesims horizontal gegliedert wird. Das zweigeschossige Wohnpalais hat auf der sechsachsigen Traufseite links ein markantes, profiliert bedachtes Portal, dessen Kämpfer von Konsolfiguren gestützt wird. Die Fenster von Erdgeschoss und Obergeschoss haben aufwändige Pilastereinfassungen und tragen profilierte Bedachungen. Unterhalb befinden sich Spiegel mit Dekor, die die einzelnen Achsen zusätzlich vertikal betonen. Die Fenster des Obergeschosses besitzen wie das Portal ebenfalls Konsolfiguren. Oberhalb des profilierten Traufgesimses mit Zahnschnitt erhebt sich ein Satteldach. Der Giebel ist von zwei eng zueinander stehenden Zwillingsfenstern mit rundbogenförmigen Abschlüssen geprägt, die durch Gesims und eine durchlaufende, von Konsolen gestützte Sohlbank zusammengefasst werden. Ein Rundfenster schließt die dreiachsige Giebelseite ab. Aufgrund der authentisch im Historismus gestalteten Form und Ausstattung und des bauzeitlichen Aussagewertes als herrschaftliches, für die städtische Entwicklung des späten 19. Jahrhunderts charakteristisches Wohnhaus hat das Gebäude baugeschichtliche und städtebauliche Bedeutung. | 09275579 |
|                                         | Mietshaus in geschlossener Bebauung | Ziegenbalgstraße 9 (Karte)                            | 1870/1880                                                                                                | Baugeschichtlich und städtebaulich von Bedeutung, originale Tür, Sandsteingewände. Das traufständige, in geschlossener Bebauung stehende Mietshaus wurde 1870/1880 erbaut. Der zweigeschossige Bau trägt ein Satteldach und besitzt im Erdgeschoss links ein Segmentbogenportal mit profiliertem Sandsteingewände und Schlussstein. Die schöne Eingangstür ist original erhalten. Die Fenster der fünfachsigen Fassade haben ebenfalls Sandsteingewände mit betonter Sohlbank. Während die Fenster des Erdgeschosses einen segmentbogenförmigen Abschluss mit Schlussstein aufweisen, besitzen die Fenster des Obergeschosses profilierte Bedachungen. Aufgrund seiner Authentizität und des bauzeitlichen Aussagewertes als typisches, städtisches Mietshaus der zweiten Hälfte des 19. Jahrhunderts hat das Gebäude städtebauliche Bedeutung. | 09275580 |
|                                         | Wohnhaus in geschlossener Bebauung | Ziegenbalgstraße 10 (Karte)                           | 1. Hälfte 18. Jahrhundert                                                                                | Baugeschichtlich und städtebaulich von Bedeutung, Korbbogenportal, drei Dachgauben. Das traufständige, in geschlossener Bebauung stehende Wohnhaus wurde 1765 erbaut. Die traufseitig fünfachsige Fassade ist glatt verputzt und besitzt keine weiteren Gliederungselemente. Der zweigeschossige Bau wird von einem Satteldach abgeschlossen, das drei markante Fledermausgaupen trägt. Die Fenster in Erdgeschoss und Obergeschoss haben einfache Einfassungen. Im Erdgeschoss rechts befindet sich ein Zwillingsfenster, links daneben ein Korbbogenportal mit Schlussstein und Jahresbezeichnung. Aufgrund seiner Einbindung in den historischen Gebäudebestand der Ziegenbalgstraße und des bauzeitlichen Aussagewertes als ein für die Stadtentwicklung charakteristisches Wohnhaus aus der Mitte des 19. Jahrhunderts hat das Gebäude städtebauliche Bedeutung. | 09275600 |
|                                         | Mietshaus in geschlossener Bebauung | Ziegenbalgstraße 11 (Karte)                           | 1870/1880                                                                                                | Klinkerfassade, baugeschichtlich und städtebaulich von Bedeutung, mit Erdgeschoss-Laden, aufwendige Fensterrahmungen. Das in geschlossener Bebauung stehende, traufständige Mietshaus wurde 1870/1880 erbaut. Der zweigeschossige Klinkerbau ist durch aufwändige Fensterrahmungen gekennzeichnet. Die fünfachsige Fassade wird durch ein Sohlbankgesims im Erdgeschoss und ein breites Gurtgesims horizontal gegliedert. Rechts im Erdgeschoss befindet sich das Eingangsportal mit Schlussstein, links daneben ein Ladeneinbau. Fenster und Ladeneingang wie auch die beiden übrigen Fenster sind in gleicher Weise mit Schlussstein eingefasst. Die Fenster des Obergeschosses tragen Bedachungen und oberhalb eines weiteren Bandes Dekor. Das mittlere Fenster wird von einem aufwändig gestalteten und dekorierten Rundbogengiebel bekrönt. Das Satteldach besitzt ein breites Dachhaus mit drei Fenstern und flachem Abschluss. Aufgrund der aufwändigen Gestaltung und des bauzeitlichen Aussagewertes als authentisches Miets- und Geschäftshaus der Stadtentwicklung in der zweiten Hälfte des 19. Jahrhunderts hat das Gebäude baugeschichtliche und städtebauliche Bedeutung. | 09275581 |
|                                         | Wohnhaus in Ecklage | Ziegenbalgstraße 17 (Karte)                           | 1870/1880                                                                                                | Baugeschichtlich und städtebaulich von Bedeutung, abgeschrägte Ecke, Ecke betont hochgezogen, Sandsteingewände, an den Seiten Konsolfries unter der Traufe. Das in geschlossener Bebauung in Ecklage stehende Wohnhaus wurde 1870/1880 erbaut und besitzt eine abgeschrägte Ecke. Der traufständige zweigeschossige Putzbau steht auf einem Sandsteinsockel. Erdgeschoss und Obergeschoss werden von einem profilierten Gesims getrennt, das auf Höhe der Fensterstürze verläuft. Die Fenster des Hauses haben Sandsteingewände und sind im Obergeschoss durch polierte Sohlbänke mit Konsolen und Bedachungen betont. Das auf der abgeschrägten Ecke befindliche Obergeschossfenster wird von einem gerahmten Dreiecksgiebel bekrönt. Die markante Gebäudeecke wird als Dreiachtel-Bauteil in ein abschließendes dreiseitiges Zwerchhaus mit Pilastern an den vier Ecken weitergeführt, das auf der Stirnseite ein Zwillingsfenster hat. Rechts hiervon besitzt das Satteldach, dessen Traufe ein Konsolfries hat. eine kleine Dachgaupe mit Walmdach. Aufgrund seines bauzeitlichen Aussagewertes als ein für die städtische Entwicklung typisches Wohnhaus aus der zweiten Hälfte des 19. Jahrhunderts und der markanten Ecklage hat das Gebäude städtebauliche Bedeutung. | 09275583 |
|                                         | Wohnhaus (Obergeschoss Fachwerk) | Ziegenbalgstraße 18 (Karte)                           | 1. Hälfte 19. Jahrhundert                                                                                | Obergeschoss Fachwerk, baugeschichtlich von Bedeutung, Korbbogenportal mit Schlussstein. Das in offener Bebauung stehende, traufständige Wohnhaus wurde in der ersten Hälfte des 19. Jahrhunderts erbaut. Der zweigeschossige Bau mit Sandsteinsockel ist im Erdgeschoss in Massivbauweise erbaut. Das Eingangsportal mit Sandsteingewände links hat einen korbbogenförmigen Abschluss mit markantem Schlussstein. Das Obergeschoss ist in Fachwerkbauweise errichtet. Die fünfachsige Fassade besitzt eine neu verputzte Fassade mit einfach eingefassten Fenstern. Ebenso ist das ausgebaute Satteldach mit Dachgaupen auf eine Sanierung zurückzuführen. Aufgrund seines ursprünglichen Kerns und des bauzeitlichen Aussagewertes als charakteristisches Wohnhaus aus der ersten Hälfte des 19. Jahrhunderts hat das Gebäude baugeschichtliche Bedeutung. | 09275601 |
|                                         | Wohnhaus in halboffener Bebauung | Ziegenbalgstraße 32 (Karte)                           | 1860/1870                                                                                                | Baugeschichtlich und städtebaulich von Bedeutung, Konsolfries und Weinlaubfries darunter Stockgesims über Erdgeschoss. Das traufständige, in halboffener Bebauung stehende Wohnhaus wurde 1860/1870 erbaut. Der zweigeschossige Bau steht auf einem Bruchsteinsockel und besitzt giebelseitig wie traufseitig vier Achsen. Das Eingangsportal befindet sich auf der Giebelseite und hat, ebenso wie die mit profilierten Einfassungen versehenen Fenster des Erdgeschosses, einen segmentbogenförmigen Abschluss. Die Fenster des Obergeschosses haben profilierte Einfassungen mit geradem Abschluss. Das Gebäude wird durch flache, profilierte Gesimse horizontal gegliedert und schließt mit einem Satteldach ab. Die Gebäudeecken werden durch gequaderte Putznutungen betont. Unterhalb des Traufgesimses befindet sich ein Konsolfries, darunter ein kleinteilig ausgeführtes Weinlaubfries. Der Giebel wird von zwei rundbogenförmigen Zwillingsfenstern geprägt, die durch Gesims und Sohlbank zusammengefasst werden. Darüber befindet sich in der Giebelspitze ein Rundfenster. Aufgrund seiner authentischen, geschlossenen Gestaltung und des bauzeitlichen Aussagewertes als ein die Stadtentwicklung in der zweiten Hälfte des 19. Jahrhunderts bezeugendes Wohnhaus hat das Gebäude städtebauliche Bedeutung. | 09275582 |

## Friedersdorf
| Bild                                    | Bezeichnung | Lage                                     | Datierung                                                 | Beschreibung | ID       |
| --------------------------------------- | --- | ---------------------------------------- | --------------------------------------------------------- | --- | -------- |
| Direkt Bild zu diesem Denkmal hochladen | Wohnstallhaus eines Dreiseithofes                                                                                       | Am Mühlgraben 4 (Karte)                  | 1. Hälfte 19. Jahrhundert                                 | Obergeschoss Fachwerk, im originalen Aussehen gut erhaltenes Beispiel für die ländliche Holzbauweise der Gegend, baugeschichtlich von Bedeutung, Fenster weitgehend original erhalten | 09228222 |
| Direkt Bild zu diesem Denkmal hochladen | Stallscheune eines Vierseithofes                                                                                        | Am Mühlgraben 8 (Karte)                  | 1. Hälfte 19. Jahrhundert                                 | Obergeschoss Fachwerk, mit großem Dachüberstand und einer abgeschrägten Ecke, singulär im Ort, baugeschichtlich von Bedeutung | 09228218 |
| Weitere Bilder                          | Hartbachmühle; Müllerwohnhaus mit winkligem Anbau, Mühlengebäude mit Mühlentechnik und Schornstein eines Mühlenanwesens | Königsbrücker Straße 101, 103 (Karte)    | Bezeichnet mit 1826 (Wohnhaus); 18. Jahrhundert (Scheune) | Baugeschichtlich, ortsgeschichtlich und technikgeschichtlich von Bedeutung, Wohnhaus zweistöckig, giebelständig zur Straße, bezeichnet in Sandsteinportal. Winkliger Anbau zweistöckig, zwei Giebelfenster, rundbogig und ein Segmentfenster im Spitzgiebel. Sägegatter erhalten. Scheune (mit Stallteil) als Denkmal gestrichen (Juni 2014), da schon bauliche Veränderungen, sichtbare Störstellen (Ziegelausbesserungen im Bruchstein-Mauerwerk) und kein begründbarer historischer Aussagewert. | 09275394 |
|                                         | Gasthof „Goldene Ähre“ mit Tanzsaal                                                                                     | Königsbrücker Straße 123, 123a (Karte)   | 2. Hälfte 19. Jahrhundert                                 | Breit gelagerter Putzbau, typische Bauweise für Gattung und Zeit, Saal mit großen Rundbogenfenstern, baugeschichtlich, ortsgeschichtlich und straßenbildprägend von Bedeutung, massiv, zweigeschossig, Sprossenfenster, Segmentbogenfenster, Lünette im Giebel | 09228208 |
|                                         | Wohnhaus | Königsbrücker Straße 124 (Karte)         | Ende 19. Jahrhundert                                      | Klinkerbau mit aufwendigem Putzornament, baugeschichtlich von Bedeutung, Gurtbänder, Eckquaderung, Zahnschnitt, Sockel, rosettenartige Fensterbekrönungen, Dachüberstand mit Zierbalken, Fenster größtenteils verändert | 09228209 |
| Direkt Bild zu diesem Denkmal hochladen | Wohnstallhaus mit integriertem Wirtschaftsteil                                                                          | Königsbrücker Straße 159 (Karte)         | 1. Hälfte 19. Jahrhundert                                 | Obergeschoss Fachwerk, eine Giebelseite verbrettert, andere verputzt, baugeschichtlich von Bedeutung, Fenster Giebelseite verändert | 09228220 |
|                                         | Wohnstallhaus | Meißner Weg 2 (Karte)                    | 1. Hälfte 19. Jahrhundert                                 | Obergeschoss Fachwerk verbrettert, baugeschichtlich von Bedeutung, Giebelseite verputzt, Fachwerk womöglich entfernt, Fenster leicht verändert (keine Sprossen) | 09228212 |
| Weitere Bilder                          | Mißbachmühle; Wohnmühlenhaus                                                                                            | Mittelstraße 9 (Karte)                   | Türstock bezeichnet mit 1807                              | Obergeschoss und Giebel mit aufwendigem Sicht-Fachwerk, breit gelagerter Baukörper mit Krüppelwalmdach und Dachhäuschen, Sandsteintürgewände mit bezeichnetem Schlussstein, baugeschichtlich, ortsgeschichtlich und technikgeschichtlich von Bedeutung, Biberschwanzdeckung, Fenster gesprosst und in Originalgröße | 09228210 |
|                                         | Wohnstallhaus und Scheune eines Zweiseithofes                                                                           | Mittelstraße 14 (Karte)                  | 1. Hälfte 19. Jahrhundert                                 | Wohnstallhaus Obergeschoss Fachwerk, teils verbrettert, teils verputzt, Erdgeschoss Feldstein, wichtiger Bestandteil der alten Ortsstruktur, baugeschichtlich von Bedeutung, Fenster zum Teil verändert, zum Teil Winterfenster vorhanden | 09228213 |
|                                         | Wohnstallhaus (ohne Anbau)                                                                                              | Mittelstraße 18 (Karte)                  | 1. Hälfte 19. Jahrhundert                                 | Obergeschoss Fachwerk, Giebelseite verbrettert, Bestandteil des alten Ortsbildes, baugeschichtlich von Bedeutung, Erdgeschoss verändert, Fenstergrößen Obergeschoss unverändert | 09228214 |
|                                         | Wohnstallhaus mit integriertem Wirtschaftsteil                                                                          | Mittelstraße 21 (Karte)                  | 1. Hälfte 19. Jahrhundert                                 | Obergeschoss und Giebel Fachwerk verbrettert, Bestandteil der Reste des alten Ortsbildes, baugeschichtlich von Bedeutung, Fenster leicht verändert | 09228216 |
|                                         | Wohnstallhaus | Mittelstraße 22 (Karte)                  | 1. Hälfte 19. Jahrhundert                                 | Obergeschoss Fachwerk, an der Schmalseite verbrettert, Beispiel für die sächsische ländliche Bauweise, baugeschichtlich von Bedeutung, Fenster weitgehend unverändert, zum Teil Winterfenster | 09228217 |
|                                         | Wohnstallhaus | Mittelstraße 58 (Karte)                  | Um 1800                                                   | Obergeschoss Fachwerk verbrettert, Schmalseite zur Bergseite mit originalem Sonnengiebel, trotz Veränderung Bestandteil der alten Ortsstruktur, baugeschichtlich von Bedeutung, Giebel Talseite verändert, teilweise auch Fenstereinbrüche an der Langseite | 09228221 |
| Weitere Bilder                          | Wohnstallhaus und paralleles Seitengebäude sowie Einfriedung eines Dreiseithofes mit Tordurchfahrt zum Feld             | Pulsnitzweg 1 (ehemals Talweg 1) (Karte) | 1904 (Wohnstallhaus); 1908 (Seitengebäude)                | Die Ortsstruktur prägende Anlage, baugeschichtlich von Bedeutung. Wohnstallhaus in traditioneller massiver Kubatur, mit herkömmlichen Proportionen und Details (Giebel mit Bogenfenstern, Putzband, Zahnschnittfries), Scheune mit Durchfahrt zum Feld nach Umbau und Sanierung als Denkmal gestrichen. | 09228207 |
| Weitere Bilder                          | Wohnstallhaus und Taubenhaus                                                                                            | Wiesenstraße 3 (Karte)                   | Um 1800                                                   | Obergeschoss und Giebel Fachwerk, Schleppdach, gut erhaltenes Beispiel alter ländlicher Bauweise, baugeschichtlich von Bedeutung, Abbruchgenehmigung vom 17. April 2009, bei Begehung am 3. April 2012 noch vorhanden | 09228215 |

## Oberlichtenau
| Bild                                    | Bezeichnung | Lage                                                                | Datierung | Beschreibung | ID       |
| --------------------------------------- | --- | ------------------------------------------------------------------- | --- | --- | -------- |
| Weitere Bilder                          | Wegestein | Am Dorfteich (Karte)                                                | 19. Jahrhundert | Ortshistorisch und verkehrshistorisch von Bedeutung, Granit (quadratisch) | 09227259 |
| Weitere Bilder                          | Gärtnerwohnhaus (Einzeldenkmal zu ID-Nr. 09227260) | Am Dorfteich 2 (Karte)                                              | Um 1880 | Einzeldenkmal der Sachgesamtheit Schloss Oberlichtenau; zum Schlosskomplex gehörig, Putzbau mit einfacher Putzgliederung, Vordach mit weitem Dachüberstand aus Holz, Schleppgaupen, baugeschichtlich und ortsgeschichtlich von Bedeutung, Sohlbänke und Stürze, Klinkersegmentbogen | 09227235 |
| Direkt Bild zu diesem Denkmal hochladen | Brunneneinfassung | Am Dorfteich 4 (Karte)                                              | 1. Hälfte 18. Jahrhundert | Sandsteinring in Blütenform, ursprünglich bildete der Brunnen den gestalterischen Mittelpunkt des zum Schloss gehörigen Gemüsegartens, wissenschaftlich-dokumentarischer Zeugniswert, vom Brunnen nur noch Einfassung komplett erhalten (Wasserzulauf etc. nicht), jetzt auf Privatgrundstück befindlich, öffentlich nicht zugänglich, verwachsen. Aufnahme auf Anregung des Landratsamts Kamenz. | 09226896 |
| Weitere Bilder                          | Gutsbrauerei (Einzeldenkmal zu ID-Nr. 09227260) | Am Schlosspark 2 (ehemals Mittelbacher Straße 2) (Karte)            | 19. Jahrhundert | Einzeldenkmal der Sachgesamtheit Schloss Oberlichtenau; zum Schlosskomplex gehörig, baugeschichtlich und ortsgeschichtlich von Bedeutung, Brauereikellergebäude als zweigeschossiger Putzbau, giebelständig zur Straße, Putzfassade, Satteldach mit Ziegeldeckung, Sandsteinsockel, zwei Wappen (Ortswappen und Wappen der LPG an Traufseite des Hauses, 1970er/1980er Jahre). | 09227036 |
| Direkt Bild zu diesem Denkmal hochladen | Auszugshaus eines Dreiseithofes | Am Schlosspark 3 (ehemals Mittelbacher Straße 9) (Karte)            | Mitte 19. Jahrhundert | Obergeschoss Fachwerk verbrettert, weitgehend unveränderte Bausubstanz, baugeschichtlich von Bedeutung, übergiebelte Fensterrahmen | 09227232 |
| Weitere Bilder                          | Wohnstallhaus | An der Pulsnitz 19 (Karte)                                          | 1. Hälfte 19. Jahrhundert | Obergeschoss Fachwerk verbrettert, baugeschichtlich von Bedeutung | 09227231 |
| Direkt Bild zu diesem Denkmal hochladen | Wohnstallhaus | Berglehne 5 (Karte)                                                 | 2. Hälfte 19. Jahrhundert | Obergeschoss Fachwerk verbrettert, Kniestock verbrettert, prägnante Lage am Hang, baugeschichtlich von Bedeutung, Fenster original, Bruchsteinmauerwerk | 09227240 |
| Weitere Bilder                          | Bergkeller | Dammweg (Karte)                                                     | Um 1900 | Zeugnis der Wirtschaftsweise vergangener Zeiten, sozialgeschichtlich von Bedeutung, Bruchstein-Stirnmaske, Grasdecke, rechteckiger Eingang mit Granitsturz, Granitgewände, kleiner Vorraum auf annähernd quadratischem Grundriss und links abzweigend lang gestreckte Haupttonne aus Bruchsteinmauerwerk, Abmessungen: Länge 9 m, Breite 2 m, Höhe 2,30 m. Wände verputzt mit Schadstellen, Betonfußboden. | 08986180 |
| Weitere Bilder                          | Steindeckerbrücke über die Pulsnitz | Dammweg 1 (vor) (Karte)                                             | Bezeichnet mit 1866 | Baugeschichtlich und ortsbildprägend von Bedeutung | 09304245 |
|                                         | Pfarrhaus mit Einfriedung und Steintrog | Dammweg 2 (Karte)                                                   | 1661; Steintrog 1815 | Obergeschoss Fachwerk, Andreaskreuze, Sandsteingewände, Granittrog mit Brunnen (Trog bezeichnet IGR 1815), baugeschichtlich, ortsgeschichtlich und ortsbildprägend von Bedeutung | 09227236 |
| Weitere Bilder                          | Rittergut, Schloss und Schlosspark Oberlichtenau (Sachgesamtheit) | Großnaundorfer Straße 5 (Am Dorfteich 2, Am Schlosspark 2) (Karte)  | 1724 | Sachgesamtheit Schloss und Schlosspark Oberlichtenau mit folgenden Einzeldenkmalen: Schloss, zwei Kavaliershäuser, Brunnenskulpturen (Flussgottheiten) am nördlichen Ende des Schlossteiches, 11 Putten sowie Skulptur des Bacchus im Ehrenhof vor dem Schloss, zwei Büsten auf Sockeln, Skulpturen der Flora und Diana sowie zwei Brunnen im Gartenteil hinter dem Schloss, Einfriedungsmauer mit 4 Parktoren, der Schlossteich und sämtliche Postamente und Steinbänke im Park (siehe Obj. 09302352), Gärtnerwohnhaus (siehe Obj. 09227235, Am Dorfteich 2), Brauereikeller (siehe Obj. 09227036, Am Schlosspark 2) sowie Schlosspark und Lindenallee gegenüber dem Schlosshaupteingang (Gartendenkmal); baugeschichtlich, künstlerisch, gartenkünstlerisch und ortsgeschichtlich von Bedeutung. Sandsteinfiguren: - I. Teich: Putto, Mann, Amphore, Frau, Putto, Wappen, Tropfmoos (um 1720/30, Köpfe ab) - II. Sandsteinpostament auf quadratischem Grundriss, Voluten mit Tüchern, Lambreguins-Flachrelief am Teich - III: vor Schloss 11 Putten mit Dionysos in der Mitte - IV. flache Pflanztröge mit Muschelmotiv - V. Sandsteintreppen, Bänke sowie Blumeneinfassung - VI. Blumeneinfassung II. – als Kopf mit Tropfmooshaaren, zwei kleine Figuren (Diana und eine Sonnenblume), zwei weibliche Büsten - Toreinfassung: vier Pfeiler mit Torbekrönungen, acht Postamente | 09227260 |
| Weitere Bilder                          | Schloss, zwei Kavaliershäuser, Brunnenskulpturen (Flussgottheiten) am nördlichen Ende des Schlossteiches, 11 Putten sowie Skulptur des Bacchus im Ehrenhof vor dem Schloss, zwei Büsten auf Sockeln, Skulpturen der Flora und Diana sowie zwei Brunnen im Gartenteil hinter dem Schloss, Einfriedungsmauer mit 4 Parktoren, der Schlossteich und sämtliche Treppenanlagen, Postamente und Steinbänke im Park (Einzeldenkmal zu ID-Nr. 09227260) | Großnaundorfer Straße 5 (Karte)                                     | 1724 | Einzeldenkmal der Sachgesamtheit Schloss Oberlichtenau; baugeschichtlich, künstlerisch und ortsgeschichtlich von Bedeutung | 09302352 |
| Weitere Bilder                          | Aussichtsturm mit Triangulationssäule, Station 1. Ordnung | Keulenberg (Karte)                                                  | Bezeichnet mit 1864 (Triangulationssäule); Bezeichnet mit 1925 (Aussichtsturm)                                                                 | Sachgesamtheit Königlich-Sächsische Triangulirung („Europäische Gradmessung im Königreich Sachsen“), Station 10 Keulenberg, ortsgeschichtlich und technikgeschichtlich von Bedeutung. Vermessungssäule aus Kamenzer Granit, Inschrift in einem eingetieften Querquader Station/„Keulenberg“/der Mitteleuropäischen/Gradmessung/K.Sachsen/1864, bestehend aus kleineren Quadern mit Metallklammern verbunden. Im Zeitraum 1862 bis 1890 erfolgte im Königreich Sachsen eine Landesvermessung, bei der zwei Dreiecksnetze gebildet wurden. Zum einen handelt es sich um das Netz für die Gradmessung im Königreich Sachsen (Netz I. Classe/Ordnung) mit 36 Punkten und die Königlich Sächsische Triangulierung (Netz II. Classe/Ordnung) mit 122 Punkten. Geleitet wurde diese Landesvermessung durch Christian August Nagel, wonach die Triangulationssäulen auch als „Nagelsche Säulen“ bezeichnet werden. Dieses Vermessungssystem war eines der modernsten Lagenetze in Deutschland. Die hierfür gesetzten Vermessungssäulen blieben fast vollständig an ihren ursprünglichen Standorten erhalten. Sie sind ein eindrucksvolles Zeugnis der Geschichte der Landesvermessung in Deutschland sowie in Sachsen. Das System der Vermessungssäulen beider Ordnungen ist in seiner Gesamtheit ein Kulturdenkmal von überregionaler Bedeutung. Der Triangulationspfeiler aus Kamenzer Granit befindet sich auf dem höchsten Punkt des Berges, ist umbaut und somit geschützt von der Gerüstkonstruktion des 1925 errichteten eisernen Aussichtsturmes (Beläge, Treppen 1987 erneuert). Schon 1890 wurde ein Vermessungsgerüst mit hölzernem Turm errichtet, den im Januar 1901 ein Sturm zerstörte. Noch im selben Jahr baute man einen Holzturm, der bis 1925 vorhanden war (ab 1920 wegen Baufälligkeit gesperrt). 1936 wurde zeitweilig ein 64 m hohes Vermessungssignal errichtet (Abriss 1946), 1954 eines mit 54 m Höhe (Sprengung 1968). Der Pfeiler ist aus kleineren Granitquadern aufgeführt, die in Ziegelbauweise geschichtet und mit Metallklammern verbunden sind. Die Inschrift ist in einem Querquader flächig vertieft und lautet: Station/„Keulenberg“/der Mitteleuropäischen/Gradmessung/K.Sachsen/1864. Die Deckplatte ist gut erhalten. | 09227266 |
|                                         | Ruine des Berghäuschens | Keulenberg (Karte)                                                  | 1733 | Sechseckig, ursprünglich zweigeschossig, durch Sturm 1833 vernichtet, ortsgeschichtlich von Bedeutung | 09227269 |
|                                         | König-Friedrich-August-Gedenkstein | Keulenberg (Karte)                                                  | Bezeichnet mit 1818 | Zum Andenken an das 50-jährige Regierungsjubiläum des sächsischen Königs Friedrich August des Gerechten, ortsgeschichtlich von Bedeutung, altes Postament, Obelisk neu nach 1945, Inschrift: „Friedrich August, dem 50jährigen Vater seiner treuen Sachsen, von jubelnden Kindern – Den 15. Sept. MDCCXVIII“ | 09227268 |
|                                         | Bismarckdenkmal; Gedenkstein | Keulenberg (Karte)                                                  | Bezeichnet mit 1899 | Granit, Medaillon mit Bildnis Bismarcks, ortsgeschichtlich von Bedeutung, „Was Bismarck uns errungen, des Volkes Einigkeit, lasst alle treu uns hüten bis in die fernste Zeit“ – errichtet im Jahre 1899 | 09227267 |
| Direkt Bild zu diesem Denkmal hochladen | Zwei Wohnhäuser und eine Gaststätte einer ehemaligen militärisch genutzten Funkanlage | Keulenberg 2 (Karte)                                                | Um 1940 (Wohnhaus und Gasthaus); bezeichnet mit 1940 (Wohnhaus)                                                                                | Erstes Wohnhaus eingeschossig, Satteldach mit Dachgaupe, zweites Wohnhaus eingeschossig, rustizierter Sockel, Granitportal, Schlussstein bezeichnet, große Dachgaupe mit Holzverbretterung, Gaststätte Keulenberg eingeschossig, Dachgaupen, Türstock, Sockel und Treppe aus Granit, ortsgeschichtlich von Bedeutung | 09227265 |
| Weitere Bilder                          | St. Martinskirche und Kirchhof, ein Grabmal an der östlichen Kirchenwand, Denkmal für die Gefallenen des Ersten Weltkrieges und Soldatengrabanlage für Gefallene des Zweiten Weltkrieges sowie Einfriedungsmauer und Kirchhofstor | Kirchweg (Karte)                                                    | 1654 (Kirche); bezeichnet mit 1722 (Grabmal); 1939–1945 (Grabmal 2. Weltkrieg); bezeichnet mit 1880 (Kirchhofstor); nach 1918 (Kriegerdenkmal) | Saalkirche, Putzbau mit geradem Schluss, Segmentbogenfenster, Satteldach, baugeschichtlich und ortsgeschichtlich von Bedeutung, Sandsteingrabmal an der östlichen Kirchenwand: Karl Christoph Ziegenbalck, gestorben 1722, Sockel, darüber herzförmige Inschrifttafel, die von zwei Putten gehalten wird. Evangelische Martinskirche. Schlichte Saalkirche, 1742 unter Einbeziehung eines Vorgängerbaus von 1654 und des Turmes von 1701 erbaut. 1804 Erneuerung. Putzbau mit geradem Schluss, Segmentbogenfenstern und Satteldach. Sakristei an der Südseite, an der Nordseite Betstube. Westturm im Untergeschoss rechteckig, Obergeschoss achteckig, zierlicher Haubenabschluss. Im Inneren flachgedeckt. An der Ost-, West- und Nordseite schlichte zweigeschossige Holzemporen. Die Säulen von 1654, teilweise mit Diamantquadern. Altar, 1654, Holz mit einfachem Aufbau und gemalter Darstellung der Kreuzigung, 1804 verändert. Kleine Jehmlich-Orgel, 1912. | 09227237 |
| Direkt Bild zu diesem Denkmal hochladen | Ländliches Wohnhaus mit Stallanbau, Obstgarten und Einfriedung | Mühlweg 21 (Karte)                                                  | 1780 Dendro | Unversehrt erhaltenes bäuerliches Gehöft mit hohem Originalitätsgrad und daher von geschichtlicher und ortsbildprägender Bedeutung | 09306813 |
|                                         | Wohnstallhaus eines Bauernhofes sowie Steinbank und Steintrog | Pulsnitztalstraße 12 (ehemals Pulsnitzer Straße 49a) (Karte)        | Anfang oder Mitte 19. Jahrhundert | Obergeschoss Fachwerk verputzt, Giebel verbrettert, weitgehend unverändert erhalten, baugeschichtlich von Bedeutung | 09227217 |
| Direkt Bild zu diesem Denkmal hochladen | Wohnstallhaus | Pulsnitztalstraße 21 (ehemals Pulsnitzer Straße 46) (Karte)         | Anfang 19. Jahrhundert | Obergeschoss Fachwerk verbrettert, baugeschichtlich von Bedeutung, im hinteren Teil massiv, übergiebelte Fensterrahmen mit gebogter Zierleiste, Hanglage zur Straße, eingeschossig über hohem Sockel | 09227215 |
|                                         | Wohnhaus in Ecklage | Pulsnitztalstraße 49 (ehemals Pulsnitzer Straße 10) (Karte)         | Ende 19. Jahrhundert | Putzbau mit übergiebeltem Mittelrisalit und Eckrustizierung, weiter Dachüberstand, baugeschichtlich von Bedeutung, Fensterverdachungen, Holzknaggen, Konsolen unter den Sohlbänken, Eckrustizierung, Tür original | 09227253 |
|                                         | Wohnhaus | Pulsnitztalstraße 55 (Karte)                                        | 2. Hälfte 19. Jahrhundert | Putzbau mit Satteldach, Steingewände in beiden Geschossen, im Giebel zwei Rundbogenfenster und ein Oculus, baugeschichtlich und straßenbildprägend von Bedeutung, zweigeschossiges massives Gebäude mit Steingewänden un Winterfenstern in beiden Geschossen, Satteldach, im Giebel zwei Rundbogenfenster und ein Oculus | 09304244 |
| Weitere Bilder                          | Wohnstallhaus, Seitengebäude und Handschwengelpumpe | Pulsnitztalstraße 56 (ehemals Pulsnitzer Straße 9) (Karte)          | Mitte 19. Jahrhundert | Wohnstallhaus Obergeschoss Fachwerk, seit 1995 Bienenmuseum, Seitengebäude Bruchsteinbau mit Satteldach und Fledermausgaupen, ursprüngliche Bebauung des Ortes, baugeschichtlich von Bedeutung | 09227254 |
|                                         | Wohnhaus eines Dreiseithofes | Pulsnitztalstraße 65 (ehemals Hauptstraße 3) (Karte)                | Mitte 19. Jahrhundert | Obergeschoss Fachwerk verbrettert, ursprüngliche Ortsbebauung, baugeschichtlich von Bedeutung, ohne Anbau | 09227238 |
|                                         | Wohnhaus mit Einfriedung | Pulsnitztalstraße 89 (ehemals Hauptstraße 27) (Karte)               | Bezeichnet mit 1926 | Putzbau mit rustiziertem Sockel, schlichte Putzgliederung mit kannelierten Lisenen, flacher Mittelrisalit, singulär im Ort, baugeschichtlich von Bedeutung, zweigeschossig, Gurtgesims, Krüppelwalmdach, Medaillon über Laden bezeichnet mit 1926 | 09227241 |
| Weitere Bilder                          | Niedermühle; Mühlengebäude mit Technik und Wohnhausanbau | Pulsnitztalstraße 92 (ehemals Hauptstraße 30) (Karte)               | Mitte oder 2. Hälfte 19. Jahrhundert | Mühlengebäude Putzbau, Wohnhausanbau Obergeschoss Fachwerk verputzt, Frackdach, lange Hechtgaupe, Erdgeschoss Fenstergewände und Türstock aus Granit, baugeschichtlich, ortsgeschichtlich und technikgeschichtlich von Bedeutung, Mühlenanbau zweigeschossig, Bruchsteinmauerwerk, Inschrift nicht mehr lesbar | 09227257 |
|                                         | Wohnhaus | Pulsnitztalstraße 120 (ehemals Königsbrücker Straße 18) (Karte)     | 2. Hälfte 19. Jahrhundert | Obergeschoss Fachwerk verbrettert, Giebel verkleidet, ursprüngliche Bebauung des Ortes, baugeschichtlich von Bedeutung, übergiebelte Fensterrahmen mit gebogter Abschlusskante | 09227251 |
|                                         | Rundbogenbrücke über die Pulsnitz | bei Pulsnitztalstraße 124 (ehemals Königsbrücker Straße 22) (Karte) | 19. Jahrhundert | Baugeschichtlich und ortsbildprägend von Bedeutung | 09227246 |
| Direkt Bild zu diesem Denkmal hochladen | Wohnstallhaus | Pulsnitztalstraße 143 (ehemals Königsbrücker Straße 23) (Karte)     | Mitte 19. Jahrhundert | Obergeschoss Fachwerk, Giebel verbrettert ursprüngliche Bebauung des Ortes, baugeschichtlich von Bedeutung | 09227243 |
| Direkt Bild zu diesem Denkmal hochladen | Südliches und nördliches Wohnstallhaus eines Gehöfts | Pulsnitztalstraße 167 (ehemals Königsbrücker Straße 43, 45) (Karte) | Um 1800 | Südliches Wohnstallhaus eingeschossiger Bruchsteinbau, Giebel verbrettert, nördliches Wohnstallhaus Obergeschoss Fachwerk, Traufseite verkleidet, baugeschichtlich und sozialgeschichtlich von Bedeutung, straßenbildprägend durch erhöhte Lage | 09227245 |
|                                         | Wohnstallhaus | Talweg 3 (ehemals Talstraße 34) (Karte)                             | Mitte 19. Jahrhundert | Obergeschoss Fachwerk verbrettert, ursprüngliche Bebauung des Ortes, baugeschichtlich von Bedeutung, Fenster erneuert | 09227252 |
| Direkt Bild zu diesem Denkmal hochladen | Rundbogenbrücke über die Pulsnitz | Uferweg 2 (bei) (Karte)                                             | 19. Jahrhundert | Baugeschichtlich und ortsbildprägend von Bedeutung | 09227247 |
| Direkt Bild zu diesem Denkmal hochladen | Rundbogenbrücke über die Pulsnitz | Uferweg 8 (bei) (Karte)                                             | 19. Jahrhundert | Baugeschichtlich und ortsbildprägend von Bedeutung | 09227250 |

## Streichungen von der Denkmalliste

### Streichungen von der Denkmalliste (Pulsnitz)
| Bild                                    | Bezeichnung | Lage                                          | Datierung                                      | Beschreibung | ID       |
| --------------------------------------- | --- | --------------------------------------------- | ---------------------------------------------- | --- | -------- |
|                                         | Wohnhaus | Am Markt 3 (Karte)                            | 1. Hälfte 18. Jahrhundert                      | Zweigeschossiges Wohnhaus in geschlossener Bebauung, mit Satteldach |          |
|                                         | Wohnhaus in geschlossener Bebauung                                                                                               | Am Markt 9 (Karte)                            | Um 1750 (Wohnhaus); 1930er Jahre (Fleischerei) | Baugeschichtlich und städtebaulich von Bedeutung, Mansarddach mit drei barocken Dachhäuschen, oberer Teil Hechtgaube, im Erdgeschoss Fleischerei mit geflammten Kacheln über gesamten Erdgeschoss. Das um 1750 erbaute, zweigeschossige, traufständige Wohnhaus in geschlossener Bebauung ist im Erdgeschoss mit einem Laden ausgestattet, der auf einen Umbau zu einer Fleischerei in den 30er Jahren zurückgeht. Das Erdgeschoss ist durchgängig mit geflammten Kacheln verblendet und besitzt neben einer Eingangstür rechts und zwei Schaufenstern ein zweiflügliges Tor links. Das Obergeschoss ist vierachsig und glatt verputzt. Das hohe, markante Mansarddach ist von drei barocken Giebelgaupen mit Segmentbogenfenstern geprägt und verfügt im oberen Teil über eine Hechtgaupe. Der bauzeitliche Aussagewert als für die seinerzeitige Ortsentwicklung von Pulsnitz charakteristisches Wohnhaus und der Aussagewert des Umbaus des Erdgeschosses in den 30er Jahren begründen die baugeschichtliche und städtebauliche Bedeutung des Hauses. Zwischen 2017 und 2024 aus der Denkmalliste gestrichen. | 09275440 |
|                                         | Wohnhaus in geschlossener Bebauung                                                                                               | Am Markt 14 (Karte)                           | Kern 18. Jahrhundert                           | Baugeschichtlich von Bedeutung, alter Keller. Das in geschlossener Bebauung am Markt stehende, zweigeschossige Wohnhaus wurde im Kern (unter anderem am Keller erkennbar) im 18. Jahrhundert erbaut. Im 19. Jahrhundert fand ein umfassender Umbau statt. Der insgesamt schlicht gestaltete, traufständige und fünfachsige Bau besitzt im Erdgeschoss ein Segmentbogenportal, das ebenso wie die Fenster Sandsteingewände aufweist. Im Obergeschoss haben die Fenster einen segmentbogenförmigen Abschluss. Im Mansarddach befindet sich eine breite Gaupe mit vier Fenstern, die vermutlich auf einen späteren Dachausbau zurückgeht. Seine städtebauliche Bedeutung erhält das Wohngebäude durch seinen noch nachvollziehbaren Kern als Wohnhaus des 18. Jahrhunderts, den eher funktionalen Umbau im 19. Jahrhundert und seine Einbindung innerhalb der gewachsenen, städtischen Struktur des historischen Zentrums von Pulsnitz. Zwischen 2017 und 2024 aus der Denkmalliste gestrichen. | 09275456 |
|                                         | Doppelwohnhaus (August-Bebel-Straße 12 mit Konsumring 1) in offener Bebauung in Ecklage                                          | August-Bebel-Straße 12 (Konsumring 1) (Karte) | Um 1900                                        | Ortsentwicklungsgeschichtlich von Bedeutung, Putzquaderung an Ecken, Sandsteingewände, profiliertes Putzprofil, Dachüberstand, von ornamentierten hölzernen Konsolen gehalten. Das um 1900 erbaute, zweigeschossige Doppelwohnhaus mit Satteldach steht in offener Bebauung in Ecklage. Beide Wohnhaushälften sind traufseitig zur August-Bebel-Straße vierachsig und mit Gurtgesims links und Putzband rechts versehen. Die Fenster besitzen Sandsteingewände. Im Erdgeschoss links sind die Ecken mit genuteter Putzquaderung akzentuiert. Die Giebelseiten sind zweiachsig und haben im Dachgeschoss segmentbogenförmige Fenster, darüber ein kleines Rundfenster. Das auskragende Dach wird von ornamentierten, hölzernen Konsolen gestützt. Die städtebauliche Bedeutung des Wohnhauses ergibt sich aus dem bauzeitlichen Aussagewert als Wohnhaus im Übergang vom 19. zum 20. Jahrhundert und der Einbindung in den westlich des Schlossparks gelegenen Siedlungsbereich, der in seiner städtebaulichen Struktur weitgehend unverändert ist. Zwischen 2017 und 2024 aus der Denkmalliste gestrichen. | 09275409 |
|                                         | Konsumgenossenschaft; Wohnhaus der Konsumgenossenschaft in Ecklage mit Laden                                                     | August-Bebel-Straße 14 (Karte)                | Um 1912                                        | Erbaut als Wohn- und Geschäftshaus der Konsumgenossenschaft, ortsentwicklungsgeschichtlich und sozialgeschichtlich von Bedeutung, abgeschrägte Ecke, figürliche Plastik im Giebel, aufwendiges Portal, reichgestaltete Dachlandschaft. Bei dem um 1912 errichteten Gebäudekomplex handelt es sich um einen zweigeschossigen, massiven Baukörper auf längsrechteckigem Grundriss mit ausgebautem Mansarddach, über die Ecke laufendem Hauptbau, einem Anbau sowie Rampen. Die Erdgeschosszone ist umlaufend mit segmentbogigen Fensteröffnungen versehen, die im Scheitel durch aufgesetzte Konsolsteine akzentuiert sind. Die Eingänge sind aufwändig gestaltet, zeigen seitlich vorgelegte, profilierte Halbsäulen, Türverdachungen und Stuckaturen. Das Erdgeschoss ist von großen Schaufenstern geprägt, die sich über dem umlaufenden, rustizierten Sockel befinden. Ein umlaufendes, geputztes Gesims trennt Erdgeschoss und Obergeschoss. Vertikale Wandvorlagen am Gebäudeflügel am nördlichen Konsumring sind ein weiteres Gliederungsmotiv. Die markanten Giebel akzentuieren die Dachlandschaft. Der Giebel an der Hauptfront des Gebäudes, der auch den Schriftzug „Konsumgenossenschaft“ trägt, zeigt eine aufwändige Dekoration in seinem profiliert gerahmten Giebeldreieck: die Figur eines Kindes, gerahmt von Dampflok und Segelschiff. Die Fenster in den Giebeln sind durch konsolgetragene Fensterbedachungen hervorgehoben. Die Dachlandschaft wird von Gaupen verschiedenster Ausprägung belebt und belichtet. Große Teile der Innenausstattung wie Treppen, Geländer, Fliesenfußböden und Türen sind im bauzeitlichen Originalzustand erhalten. Der baugeschichtliche Wert des Gebäudekomplexes begründet sich in dem weitgehend unverändert in seiner bauzeitlichen Architektursprache erhaltenen, mit typischer Formen- und Dekorationsvielfalt versehenen Zustand und dem hohen Originalitätsgrad. Darüber hinaus kommt dem Gebäude eine beträchtliche ortsgeschichtliche und wirtschaftsgeschichtliche Bedeutung zu, da es im unmittelbaren Zusammenhang mit der Herausbildung der damaligen Konsumgenossenschaften steht und ein bauliches Ergebnis der Gründung des Konsumvereins für Pulsnitz und Umgebung am 18. Juli 1899 in Bretnig darstellt. Zwischen 2017 und 2024 aus der Denkmalliste gestrichen. | 09275410 |
|                                         | Wohnstallhaus und Scheune eines Dreiseithofes                                                                                    | August-Bebel-Straße 22 (Karte)                | Bezeichnet mit 1883                            | Baugeschichtlich von Bedeutung, Vorderteil des Wohnstallhauses bezeichnet, beides massiv Bruchfeldstein, verputzt. Der in offener Bebauung stehende Dreiseithof mit Wohnhaus und Scheune wurde 1883 erbaut (bezeichnet im Wohnstallhaus). Das zweigeschossige Wohnstallhaus hat eine beträchtliche Länge und weist elf Achsen auf während die Giebelseite vierachsig ist. Der aus massivem Bruchfeldstein errichtete verputzte Bau trägt oberhalb der runden Lüftungsöffnungen und eines leicht profilierten Traufgesimses ein Satteldach mit Hecht sowie hofseitig eine Kranluke. Im straßenseitigen Giebel befindet sich Giebelfenster mit rundbogenförmigen Abschlüssen. Die Scheune besitzt große segmentbogenförmige Holztore und ist im hohen Teil ebenso mit einer Hechtgaupe ausgestattet. Aufgrund seines Aussagewertes als charakteristischer Dreiseithof aus der zweiten Hälfte des 19. Jahrhunderts hat der Bauernhof baugeschichtliche Bedeutung. Zwischen 2017 und 2024 aus der Denkmalliste gestrichen. | 09275413 |
| Direkt Bild zu diesem Denkmal hochladen | Bahnwärterhäuschen und Nebengelass (kleines Waschhaus)                                                                           | August-Bebel-Straße 28 (Karte)                | 1870/1871                                      | Verputzte Massivbauten über rechtwinkligem Grundriss, weitgehend bauzeitlich erhalten, baugeschichtliche Bedeutung | 09307249 |
| Direkt Bild zu diesem Denkmal hochladen | Wohnhaus | Bachstraße 5 (Karte)                          | Um 1800                                        | Wohnhaus mit Scheune in offener Bebauung |          |
|                                         | Seitengebäude | Bachstraße 11 (Karte)                         | Um 1800                                        | Abgerissen; Seitengebäude eines Bauernhofs, Obergeschoss mit Fachwerk |          |
|                                         | Wohnhaus | Bachstraße 20 (Karte)                         | 1. Hälfte 19. Jahrhundert                      | Wohnhaus in offener Bebauung, mit Satteldach, Obergeschoss mit Fachwerk |          |
|                                         | Wohnhaus | Bachstraße 24 (Karte)                         | 2. Hälfte 19. Jahrhundert                      | Ländliches Wohnhaus in Ecklage, mit Satteldach und in der Mauer steckengebliebener Kanonenkugel aus den Napoleonischen Befreiungskriegen |          |
| Direkt Bild zu diesem Denkmal hochladen | Wohnhaus | Bachstraße 31 (Karte)                         | 1. Hälfte 19. Jahrhundert                      | Wohnhaus in offener Bebauung, mit Satteldach, Obergeschoss verputzt, darunter vermutlich Fachwerk, inzwischen abgebrochen |          |
| Weitere Bilder                          | Reichsumsiedlung Reichsbauernstellen; Zweiseithof mit Wohnhaus und Holzscheune                                                   | Bachstraße 48 (Karte)                         | 1938                                           | Sozialgeschichtlich von Bedeutung; nach 2014 von der Denkmalliste gestrichen | 09275402 |
| Direkt Bild zu diesem Denkmal hochladen | Wohnhaus | Bahnhofstraße 1                               | Anfang 19. Jahrhundert                         | Wohnhaus in offener Bebauung, mit Schopfwalmdach |          |
|                                         | Wohnhaus in offener Bebauung | Bahnhofstraße 3 (Karte)                       | Anfang 19. Jahrhundert                         | Städtebaulich von Bedeutung, zusammen mit Nummer 3a und Nummer 3b (beide rückwärtigen Gebäude als Denkmale gestrichen) ein Gebäudekomplex, Sandsteingewände, viele schöne Dachgauben, ein Zwerchhaus mit Dreiecksgiebel, Gebäude wurde irrtümlich bis Dezember 2007 unter Bahnhofstraße 1 geführt, laut ALK-Daten Nummer 1. - EHEMALIGER ZUSTAND: Das in offener Bebauung stehende, zwei ursprünglich einzelne Gebäudeteile zusammenfassende, langgestreckte, zweigeschossige Wohnhaus wurde Anfang des 19. Jahrhunderts errichtet. Es trägt ein Krüppelwalmdach und besitzt eine schlichte Putzfassade, die traufseitig über dreizehn Achsen verfügt und im Obergeschoss auf der linken Seite einen über drei Achsen reichenden Balkon besitzt. Auffallend ist die Dachgestaltung. Oberhalb des Balkons erhebt sich ein in gleicher Breite ausgeführtes Zwerchhaus mit drei Fenstern und einem Dreiecksgiebel. Über das Dach auf zwei Ebenen verteilt sind acht markante Fledermausgaupen, die das Bild des Daches auf schöne Weise bestimmen. Aufgrund seines bauzeitlichen Aussagewertes ist das Gebäude als Zeugnis der Ortsentwicklung von Pulsnitz aus dem Anfang des 19. Jahrhunderts von städtebaulicher Bedeutung. - HEUTIGER ZUSTAND (2017): Das Gebäude wurde im Zuge des Ausbaus zu einem von mehreren Gebäuden eines Wohnheims massiv verändert und „zu Tode“ modernisiert. Empfehlung: Streichung. Zwischen 2017 und 2024 aus der Denkmalliste gestrichen. | 09275526 |
|                                         | Bauernhaus, zwei Flügel im rechten Winkel                                                                                        | Brückenweg 9 (Karte)                          | Um 1850                                        | Baugeschichtlich von Bedeutung, Sandsteingewände, Granitsockel, Zwillingsrundbogenfenster im Giebel. Das aus zwei, im rechten Winkel zueinander stehenden Gebäudeflügeln bestehende, zweigeschossige Bauernhaus wurde um 1850 erbaut. Der auf einem Bruchsteinsockel aus Granit stehende, verputzte Massivbau besitzt ein einfaches Satteldach. Die Fenster haben in allen Geschossen Sandsteingewände. In den beiden Giebeln sind befinden sich Zwillingsfenster mit einem rundbogenförmigen Abschluss. Während die Giebelseite rechts gleichmäßig dreiachsig gestaltet ist, ist die Giebelseite des linken Flügels, bis auf die oberen Giebelfenster, fensterlos und besitzt im Erdgeschoss einen zweiflügligen Eingang. Auf der Traufseite des linken Flügels sind die mittigen Fenster sowie die schmalen Belichtungen im Erdgeschoss auffällig und verweisen auf die gebäudliche Trennung der Wohn- und Arbeitsbereiche. Aufgrund seines bauzeitlichen Aussagewertes als Bauernhaus aus der zweiten Hälfte des 19. Jahrhunderts und der weitgehend erhaltenen, gebäudlichen Struktur kommt dem Bauernhaus eine baugeschichtliche Bedeutung zu. Zwischen 2017 und 2024 aus der Denkmalliste gestrichen. | 09275475 |
| Direkt Bild zu diesem Denkmal hochladen | Wohnhaus | Dr.-Wilhelm-Külz-Straße 68 (Karte)            | Um 1800                                        | Wohnhaus in geschlossener Bebauung, vermutlich mit Fachwerk unter Putz, seitlich zwei rundbogige Toreinfahrten, inzwischen abgebrochen |          |
|                                         | Wohnhaus | Dresdener Straße 12 (Karte)                   | 1. Hälfte 19. Jahrhundert                      | Wohnhaus mit Schmiedeanbau und Satteldach |          |
| Direkt Bild zu diesem Denkmal hochladen | Sächsische Backwarenfabrik | Dresdener Straße 39 (Karte)                   | 1928                                           | Hauptbau, Eckbau und Mauer entlang der Straße, inzwischen abgebrochen |          |
| Direkt Bild zu diesem Denkmal hochladen | Handschwengelpumpe | Fabrikstraße 5 (zwischen Nr. 5 und 7) (Karte) | 19. Jahrhundert                                | Zeugnis der Wasserversorgung der Stadt im 19. Jahrhundert. Zwischen 2017 und 2024 aus der Denkmalliste gestrichen. | 09275648 |
| Direkt Bild zu diesem Denkmal hochladen | Ländliches Wohnhaus mit Anbau | Forststraße 9 (Karte)                         | 2. Hälfte 19. Jahrhundert                      | Obergeschoss verbrettert, darunter vermutlich Fachwerk, 1998 abgebrannt |          |
| Direkt Bild zu diesem Denkmal hochladen | Wohnhaus in halboffener Bebauung                                                                                                 | Goethestraße 9 (Karte)                        | 2. Hälfte 19. Jahrhundert                      | Wohl Fachwerkbau, städtebaulich von Bedeutung; 2011 abgerissen. Ursprünglicher : Das zweigeschossige Wohnhaus steht in halboffener Bebauung und wurde in der zweiten Hälfte des 19. Jahrhunderts errichtet. Vermutlich handelt es sich bei dem Gebäude um einen verputzten Fachwerkbau. Der traufständige Bau steht auf einem Sockel aus Bruchstein und Klosterformatziegeln und trägt ein leicht auskragendes, hohes Satteldach. Die Haustür, die erneuert wurde, und die noch original erhaltenen Fenster der traufseitig vierachsigen, schlichten Fassade besitzen Sandsteingewände. Aufgrund seines bauzeitlichen Aussagewertes als einfaches, für die städtische Entwicklung charakteristisches Wohnhaus der zweiten Hälfte des 19. Jahrhunderts hat das Gebäude städtebauliche Bedeutung. zweigeschossig, Traufstellung, Sockel Bruchstein- und Klosterformatziegel, Sandsteingewände. | 09275611 |
| Direkt Bild zu diesem Denkmal hochladen | Wohnhaus in offener Bebauung und Ecklage mit Toreinfahrt                                                                         | Goethestraße 15 (Karte)                       | Um 1800                                        | Inzwischen abgebrochen |          |
|                                         | Wohnhaus in geschlossener Bebauung                                                                                               | Großröhrsdorfer Straße 20 (Karte)             | 2. Hälfte 19. Jahrhundert                      | Obergeschoss einst vermutlich mit Fachwerk, mit Laden |          |
| Direkt Bild zu diesem Denkmal hochladen | Wohnhaus (Obergeschoss Fachwerk) in offener Bebauung                                                                             | Großröhrsdorfer Straße 97 (Karte)             | Um 1850                                        | Verbrettert, baugeschichtlich von Bedeutung; nach 2014 von der Denkmalliste gestrichen | 09275463 |
| Direkt Bild zu diesem Denkmal hochladen | Wohnhaus in halboffener Bebauung                                                                                                 | Hempelstraße 3 (Karte)                        | Um 1800                                        | |          |
|                                         | Wohnhaus in geschlossener Bebauung                                                                                               | Julius-Kühn-Platz 8 (Karte)                   | 1. Hälfte 19. Jahrhundert                      | Städtebaulich von Bedeutung. Zwischen 2017 und 2024 aus der Denkmalliste gestrichen. | 09275619 |
|                                         | Doppelwohnhaus (August-Bebel-Straße 12 mit Konsumring 1) in offener Bebauung in Ecklage                                          | Konsumring 1 (August-Bebel-Straße 12) (Karte) | Um 1900                                        | Ortsentwicklungsgeschichtlich von Bedeutung, Putzquaderung an Ecken, Sandsteingewände, profiliertes Putzprofil, Dachüberstand, von ornamentierten hölzernen Konsolen gehalten. Das um 1900 erbaute, zweigeschossige Doppelwohnhaus mit Satteldach steht in offener Bebauung in Ecklage. Beide Wohnhaushälften sind traufseitig zur August-Bebel-Straße vierachsig und mit Gurtgesims links und Putzband rechts versehen. Die Fenster besitzen Sandsteingewände. Im Erdgeschoss links sind die Ecken mit genuteter Putzquaderung akzentuiert. Die Giebelseiten sind zweiachsig und haben im Dachgeschoss segmentbogenförmige Fenster, darüber ein kleines Rundfenster. Das auskragende Dach wird von ornamentierten, hölzernen Konsolen gestützt. Die städtebauliche Bedeutung des Wohnhauses ergibt sich aus dem bauzeitlichen Aussagewert als Wohnhaus im Übergang vom 19. zum 20. Jahrhundert und der Einbindung in den westlich des Schlossparks gelegenen Siedlungsbereich, der in seiner städtebaulichen Struktur weitgehend unverändert ist. Zwischen 2017 und 2024 aus der Denkmalliste gestrichen. | 09275409 |
|                                         | Wohnhaus in geschlossener Bebauung                                                                                               | Kurze Gasse 2 (Karte)                         | 18. Jahrhundert                                | |          |
| Direkt Bild zu diesem Denkmal hochladen | Wohnhaus in offener Bebauung | Meißner Gäßchen 1 (Karte)                     | 1. Hälfte 19. Jahrhundert                      | Baugeschichtlich von Bedeutung; zwischen 2001 und 2008 abgerissen. zweigeschossig, vermutlich ehemaliges Ackerbürgerhaus mit Scheune, Scheunenteil zum Wohnhaus umgebaut, Abbruchgenehmigung vom 12. Dezember 2006. | 09275483 |
|                                         | Wohnhaus in offener Bebauung | Meißner Gäßchen 3 (Karte)                     | 1. Hälfte 19. Jahrhundert                      | Baugeschichtlich von Bedeutung, zweigeschossig, vermutlich ehemaliges Ackerbürgerhaus mit Scheune, Scheunenteil zum Wohnhaus umgebaut. Das in offener Bebauung stehende, zweigeschossige Wohnhaus wurde in der ersten Hälfte des 19. Jahrhunderts erbaut. Zum traufständigen Gebäude gehört eine Scheune, die inzwischen als Wohnhaus ausgebaut wurde. Der einfache, verputzte Bau mit mittigem Eingang trägt ein Satteldach. Eingang und Fenster haben einfache Einfassungen. Das Gebäude wurde als Ackerbürgerhaus errichtet. Ackerbürger stellten seit dem Mittelalter innerhalb der städtischen Sozialstruktur eine Sondergruppe dar. Ein Ackerbürger war keinem der typisch städtischen Erwerbsstände zuzuordnen. Er war ein Bauer mit Bürgereigenschaft und bewirtschaftete seine Ländereien innerhalb der städtischen Feldmark, die durch ergänzende Pachtung von landwirtschaftlicher Nutzfläche anderer Bürger hinreichend große Wirtschaftseinheiten ergaben. Ackerbürger, also „Stadtbauern“, gab es gleichermaßen in größeren wie kleineren Städten. Aufgrund der Sozialhistorie und des bauzeitlichen Aussagewertes als exemplarisches Bauwerk seiner Zeit besitzt das Wohnhaus städtebauliche Bedeutung. Zwischen 2017 und 2024 aus der Denkmalliste gestrichen. | 09275516 |
| Direkt Bild zu diesem Denkmal hochladen | Wohnhaus einer ehemaligen Fabrik, mit Korbbogenportal                                                                            | Polzenberg 16 (Karte)                         | 1863                                           | |          |
|                                         | Wohnhaus in halboffener Bebauung und Ecklage                                                                                     | Rathenauplatz 1 (Karte)                       | Um 1910                                        | |          |
| Direkt Bild zu diesem Denkmal hochladen | Wohnhaus in halboffener Bebauung und Ecklage                                                                                     | Rathenauplatz 4 (Karte)                       | Um 1870                                        | Inzwischen abgebrochen |          |
|                                         | Wohnhaus in halboffener Bebauung und Ecklage, mit Laden                                                                          | Rathenauplatz 6 (Karte)                       | 1870/1880                                      | |          |
|                                         | Wohnhaus in geschlossener Bebauung                                                                                               | Rietschelstraße 5 (Karte)                     | 1. Hälfte 19. Jahrhundert                      | |          |
|                                         | Wohnhaus in geschlossener Bebauung                                                                                               | Rietschelstraße 9 (Karte)                     | 1. Hälfte 19. Jahrhundert                      | |          |
|                                         | Wohnhaus in geschlossener Bebauung                                                                                               | Rietschelstraße 11 (Karte)                    | 1. Hälfte 19. Jahrhundert                      | |          |
|                                         | Wohnhaus in geschlossener Bebauung                                                                                               | Rietschelstraße 12                            | Um 1850                                        | |          |
|                                         | Wohnhaus in geschlossener Bebauung                                                                                               | Rietschelstraße 13 (Karte)                    | 1. Hälfte 19. Jahrhundert                      | |          |
|                                         | Wohnhaus in halboffener Bebauung                                                                                                 | Rietschelstraße 14 (Karte)                    | Um 1850                                        | |          |
|                                         | Wohnhaus in geschlossener Bebauung                                                                                               | Rietschelstraße 17 (Karte)                    | 1. Hälfte 19. Jahrhundert                      | |          |
|                                         | Wohnhaus, nach links Anbau mit Knick in Straßenführung                                                                           | Rietschelstraße 20 (Karte)                    | Um 1850                                        | Ecklage zur Goethestraße, städtebaulich von Bedeutung; nach 2014 von der Denkmalliste gestrichen | 09275567 |
| Direkt Bild zu diesem Denkmal hochladen | Historische Tankstelle mit Laden (ohne winkligen Wohnhausanbau), Werkstattgebäude, überdachter Tankstelle, Wagenheber und Hoftor | Robert-Koch-Straße 5 (Karte)                  | 1937/1938                                      | Ortsgeschichtlich von Bedeutung | 09307541 |
| Direkt Bild zu diesem Denkmal hochladen | Wohnhaus mit barockem Portal | Robert-Koch-Straße 6 (Karte)                  | Ende 19. Jahrhundert                           | |          |
|                                         | Wohnhaus in geschlossener Bebauung                                                                                               | Schillerstraße 4 (Karte)                      | Um 1900                                        | |          |
|                                         | Mietvilla mit Einfriedung | Schillerstraße 13 (Karte)                     | 1920er Jahre                                   | |          |
| Direkt Bild zu diesem Denkmal hochladen | Wohnhaus in offener Bebauung | Schulstraße 9 (Karte)                         | Um 1800                                        | Obergeschoss mit verbrettertem Fachwerk, inzwischen abgebrochen |          |
| Direkt Bild zu diesem Denkmal hochladen | Ländliches Wohnhaus in offener Bebauung                                                                                          | Vollungstraße 48 (Karte)                      | Um 1850                                        | Obergeschoss mit verputztem Fachwerk |          |
|                                         | Wohnhaus in geschlossener Bebauung                                                                                               | Wettinstraße 8 (Karte)                        | 1803                                           | |          |
|                                         | Wohnhaus in geschlossener Bebauung                                                                                               | Ziegenbalgplatz 10 (Karte)                    | Nach 1800                                      | Baugeschichtlich von Bedeutung; nach 2014 von der Denkmalliste gestrichen | 09275447 |

### Streichungen von der Denkmalliste (Friedersdorf)
| Bild                                    | Bezeichnung           | Lage                     | Datierung                 | Beschreibung | ID       |
| --------------------------------------- | --------------------- | ------------------------ | ------------------------- | --- | -------- |
| Direkt Bild zu diesem Denkmal hochladen | Einfahrtstor          | Am Mühlgraben 12 (Karte) | 1812                      | |          |
| Direkt Bild zu diesem Denkmal hochladen | Wohnhaus              | Mittelstraße 13 (Karte)  | 1832                      | Zweigeschossiges, massives Wohnhaus mit durch Oculi und Zahnschnitt verziertem Drempel, Dreierbogenfenster mit Kapitellen im Giebel, mit zwei Putzgurtgesimsen und aufgeputzten Eckpilastern sowie Granitgewände; zwischen 2011 und 2015 abgerissen und neu bebaut |          |
| Direkt Bild zu diesem Denkmal hochladen | Wohnhaus (ohne Anbau) | Mittelstraße 38 (Karte)  | 1. Hälfte 19. Jahrhundert | Obergeschoss und Giebel Fachwerk verbrettert, typisches Beispiel für die Holzbauweise der Gegend, baugeschichtlich von Bedeutung, vermutlich abgerissen und durch Neubau ersetzt                                                                                   | 09228219 |

### Streichungen von der Denkmalliste (Oberlichtenau)
| Bild                                    | Bezeichnung                 | Lage                                                        | Datierung             | Beschreibung | ID       |
| --------------------------------------- | --------------------------- | ----------------------------------------------------------- | --------------------- | --- | -------- |
| Direkt Bild zu diesem Denkmal hochladen | Wohnstallhaus               | Pulsnitztalstraße 18 (ehemals Pulsnitzer Straße 45) (Karte) |                       | Eingeschossiges Wohnstallhaus mit Kniestock, Giebel verbrettert, Traufseite verputzt, weitgehend unveränderte Bausubstanz                                                                |          |
| Direkt Bild zu diesem Denkmal hochladen | Gasthof „Zum Weißen Hirsch“ | Pulsnitztalstraße 31 (ehemals Pulsnitzer Straße 36) (Karte) |                       | Zweigeschossiger Gasthof und Saalanbau in offener Bebauung auf Hakengrundriss, Sandsteingewände, Saalanbau über Arkadenstellung mit Pfeilern aus Granit                                  |          |
| Direkt Bild zu diesem Denkmal hochladen | Wohnstallhaus               | Pulsnitztalstraße 36 (ehemals Pulsnitzer Straße 31) (Karte) | Um 1962               | Obergeschoss traufseitig mit Fachwerk, weitgehend unveränderte Bausubstanz |          |
| Direkt Bild zu diesem Denkmal hochladen | Wohnstallhaus               | Pulsnitztalstraße 66 (ehemals Hauptstraße 4) (Karte)        | Mitte 19. Jahrhundert | Obergeschoss Fachwerk verputzt, Granitgewände, Giebel massiv, Bruchsteinmauerwerk, ursprüngliche Ortsbebauung, baugeschichtlich von Bedeutung; nach 2014 von der Denkmalliste gestrichen | 09227239 |
| Direkt Bild zu diesem Denkmal hochladen | Wohnstallhaus               | Pulsnitztalstraße 77 (ehemals Hauptstraße 15) (Karte)       | Um 1862               | Obergeschoss traufseitig mit Fachwerk, weitgehend unveränderte Bausubstanz |          |

## Tabellenlegende
- Bild: Bild des Kulturdenkmals, ggf. zusätzlich mit einem Link zu weiteren Fotos des Kulturdenkmals im Medienarchiv Wikimedia Commons. Wenn man auf das Kamerasymbol klickt, können Fotos zu Kulturdenkmalen aus dieser Liste hochgeladen werden:
- Bezeichnung: Denkmalgeschützte Objekte und ggf. Bauwerksname des Kulturdenkmals
- Lage: Straßenname und Hausnummer oder Flurstücknummer des Kulturdenkmals. Die Grundsortierung der Liste erfolgt nach dieser Adresse. Der Link (Karte) führt zu verschiedenen Kartendiensten mit der Position des Kulturdenkmals. Fehlt dieser Link, wurden die Koordinaten noch nicht eingetragen. Sind diese bekannt, können sie über ein Tool mit einer Kartenansicht einfach nachgetragen werden. In dieser Kartenansicht sind Kulturdenkmale ohne Koordinaten mit einem roten bzw. orangen Marker dargestellt und können durch Verschieben auf die richtige Position in der Karte mit Koordinaten versehen werden. Kulturdenkmale ohne Bild sind an einem blauen bzw. roten Marker erkennbar.
- Datierung: Baubeginn, Fertigstellung, Datum der Erstnennung oder grobe zeitliche Einordnung entsprechend des Eintrags in der sächsischen Denkmaldatenbank
- Beschreibung: Kurzcharakteristik des Kulturdenkmals entsprechend des Eintrags in der sächsischen Denkmaldatenbank, ggf. ergänzt durch die dort nur selten veröffentlichten Erfassungstexte oder zusätzliche Informationen
- ID: Vom Landesamt für Denkmalpflege Sachsen vergebene, das Kulturdenkmal eindeutig identifizierende Objekt-Nummer. Der Link führt zum PDF-Denkmaldokument des Landesamtes für Denkmalpflege Sachsen. Bei ehemaligen Kulturdenkmalen können die Objektnummern unbekannt sein und deshalb fehlen bzw. die Links von aus der Datenbank entfernten Objektnummern ins Leere führen. Ein ggf. vorhandenes Icon  führt zu den Angaben des Kulturdenkmals bei Wikidata.

## Ausführliche Denkmaltexte
1. ↑  Die vorliegende Blaudruckwerkstatt ist eine der letzten ihrer Art in Deutschland. In ihr wird auch heute noch der Blaudruck in Form des Reservedrucks mit Indigoüberfärbung angewendet, welcher sich im 17. Jahrhundert aus Indien über Holland (1678 erste Kattundruckerei in Amsterdam) nach Deutschland (erste für Deutschland belegbare Schön- und Schwarzfärberei von Jeremias Neuhof in Augsburg 1689) verbreitete. Bereits 1734 entstand die erste von vielen Zünften für das Blau- und Schönfärberhandwerk, in deren Nähe sich auch rasch Blaudruckwerkstätten ansiedelten. Nachdem anfangs nur Leinenstoffe veredelt wurden, behandelte man ab dem 18. Jahrhundert auch Halbleinen- und Baumwollstoffe. Mit Hilfe verschiedener Modeln – das sind Holzformen, aus denen das zu druckende Muster mit Stemm- und Stecheisen herausgestochen oder mittels feiner Messingstifte und -bleche eingeschlagen wurde – erhielten diese ein Muster aus der farbabweisenden Reservage (auch Papp oder Blaudruckpapp genannt, u. a. hergestellt aus Gummi arabicum, Kupfersulfat, Kupferacetat und weißer Tabakspfeifenerde), bevor sie in sog. Indigoküpen einer Kaltfärbung unterzogen wurden. Nach abgeschlossener Blaufärbung wusch man die Reservage mit verdünnter Schwefelsäure aus und machte so das weiße – also eigentlich ungefärbte – Muster auf blauem Grund sichtbar. Der Blaudruck, dessen Muster zunächst unter dem Einfluss des in Mode gekommenen Chinaporzellans entstanden, diente v. a. der ländlichen Bevölkerung lange Zeit als erschwinglicher Ersatz für die teuren, bestickten Modestoffe. Mit der Industrialisierung des Textildruckgewerbes unter Einsatz des maschinellen Walzendrucks verschwanden die Blaudruckwerkstätten allerdings mit der Zeit. Die Pulsnitzer Blaudruckerei existierte bereits vor 1739, wie aus alten Wanderbüchern der Blaudruckergesellen zu entnehmen ist, und wurde bis zum Anfang des Zweiten Weltkrieges betrieben. In der Nachkriegszeit wurde das traditionsreiche Pulsnitzer Handwerk von dem schlesischen Blaudrucker Gerhart Stein in einer alten, nicht mehr bewirtschafteten Blaudruckerei wieder aufgenommen. Er entstammte einer in Ścinawa (ehemals Steinau an der Oder) tätigen Schwarzfärber-Familie, die erstmals 1633 schriftlich erwähnt wurde. Daher konnte Stein einige Druckmodel aus seinem Familienbesitz einbringen, so das älteste erhaltene Motiv „Josuar und Kaleb“ – ein 1720 von Samuel Stein angefertigtes Gesellenstück. Weitere Model fertigte der sich ebenfalls als Kriegsflüchtling in Pulsnitz ansiedelnde Formenstecher Ewald Drescher. Ein Großteil der heute erhaltenen über 1.200 Druckmodel gelangte aber als Schenkung des Unternehmens E. W. Müller, einer Pulsnitzer Fabrik für blau gedruckte Leinen-, Halbleinen und Baumwollwaren, in den Besitz der Blaudruckwerkstatt.
In dem traufseitig zur Straße stehenden, zweigeschossigen Wohngebäude mit Fachwerkobergeschoss und Satteldach befinden sich die u. a. Verkaufsräume. Kern der Blaudruckerei ist allerdings das hofseitige, schlichte Werkstattgebäude. In einem gefliesten Raum im Erdgeschoss sind mehrere vmtl. über 2 Meter tiefe Indigoküpen in den Boden eingelassen, in die das zu färbende Textilgewebe an sog. Kron- oder Sternreifen per Seilwinde eingetaucht werden kann. Im Obergeschoss sind die großen Drucktische sowie die Werkzeuge für den Reservage-Druck untergebracht. Als letzten Zeugnissen eines traditionsreichen Pulsnitzer Gewerbes kommt dem Wohngebäude mitsamt der Blaudruckwerkstatt daher nicht nur eine baugeschichtliche, sondern auch eine sozialgeschichtliche und technikgeschichtliche Bedeutung zu. Dass sich die Werkstatt auch heute noch in Betrieb befindet, macht den besonderen Zeugnis-, Erlebnis- und Erinnerungswert der erhaltenen Anlagen aus. Weiterhin besitzt die Sammlung der Druckmodeln als Musterarchiv und zentrale Arbeitsgrundlage der Blaudruckwerkstatt eine besondere produktions- und gestaltungsgeschichtliche Bedeutung und ist zudem als Zeugnis für das aussterbende Gewerbe des Formenstechers auch von technikgeschichtlichem Wert.
Das traufständige, in offener Bebauung stehende, zweigeschossige Wohnhaus mit Satteldach wurde ebenso wie das dazugehörige, als Werkstatt dienende Hintergebäude um 1800 erbaut. Der im Erdgeschoss massive Bau weist umlaufend Segmentbogenfenster mit einfacher Einfassung auf. Das Obergeschoss ist als Fachwerk ausgeführt, wobei die Giebelseiten verputzt und die Traufseiten verbrettert sind. Die Fenster sind mit Ziereinfassungen versehen. Das Hintergebäude beherbergt eine originale Blaudruckwerkstatt, die vermutlich die älteste noch in Deutschland arbeitende Blaudruckwerkstatt ist. Der Blaudruck verbreitete sich in Pulsnitz schon vor 1739 im Umfeld der Schwarz- und Schönfärbereien. Wohnhaus und Werkstatt besitzen aufgrund der bauzeitlichen Aussagekraft und der erhaltenen, technischen Ausstattung aus dem 18. Jahrhundert eine nennenswerte baugeschichtliche, sozialgeschichtliche und technikgeschichtliche Bedeutung.
2. ↑  Beschreibung und Begründung des Gartendenkmals (Ragnhild Kober-Carrière, 2014):
1815 wurde der Friedhof (nach Auskunft des Gartenmeisters) angelegt. Das Eingangstor, (bezeichnet 1840, vier Pfeiler, ein mittiges Tor und zwei seitliche Pforten aus Metallkonstruktion) und die Grabanlagen der Einfriedungsmauer an der Bahnhofstraße sind in eine Zeitphase einzuordnen. 1831 wurde die Kapelle erbaut und 1934 erweitert. In den 1930er Jahren erfolgte auch eine Vergrößerung des zehn Quartiere zählenden Friedhofs um zwei weitere Quartiere nach Osten. Die Einfriedungsmauer (verputztes Bruchsteinmauerwerk) begrenzt den Friedhof im Süden, Westen und Norden. Die Ostmauer fiel im Zuge der Erweiterung. An Gebäuden sind die Friedhofskapelle, zwei nebeneinander liegende Grufthäuser an der Südmauer und die Leichenhalle an der Nordgrenze zu nennen. Der Friedhof weist eine rasterförmige Quartiereinteilung mit Mittelachse und zunehmender Größe der Quartiere nach Osten auf. Die Grundstruktur des Friedhofs wird durch eine Lindenallee vom Tor zur Kapelle, Resten einer Kastanienallee in der Friedhofsachse, Baumreihen (drei Platanenreihen an einem Querweg und zwei Teilabschnitten der seitlichen Längswege), Baumgruppen in Viererstellung (vier Linden an der Wegeachse, je vier Buchen an zwei Wegekreuzen) und Solitärbäumen (Eiche, Linde, Buche, Traueresche, Trauerbuche, Birken, Scheinzypressen) partiell unterstrichen. Der Gedenkstein für die Gefallenen des Deutsch-französischen Krieges wurde nach 1990 umgesetzt. Eine Mahn- und Gedenkstätte für die Gefallenen des Ersten Weltkrieges wurde im ersten linksseitigen Quartier des Friedhofs eingefügt. Bemerkenswert ist ihre axialsymmetrische Anlage mit mittiger rechteckiger Rasenfläche, umlaufenden Wegen und geschnittenen Hecken, zwei an den südlichen Ecken liegenden Sitzplätzen mit Steinbänken, dem Denkmalplatz im Norden mit Gedenkstein (trauernde Frauenfigur) und Gehölzen (Rhododendron, zwei Weymouthskiefern) sowie den in zwei Reihen stehenden Gedenkstelen an den Längsseiten. Ein rechteckiger Gedenkplatz für die Opfer des Zweiten Weltkrieges ist mit Natursteinplatten befestigt und von einer Birkenreihe im Südwesten begrenzt. An den Längsseiten stehen Steinbänke mit Holzauflagen. In der Mitte des Platzes steht auf kreisförmiger Gehölzfläche eine Urne. Die Kriegsgräberanlage für die Gefallenen des Zweiten Weltkrieges besteht aus efeubewachsenen Reihengräbern mit überdachten Holztafeln. Auf dem Friedhofsgelände befinden sich drei Grundwasserbrunnen. Zum Teil werden die Wege von Natursteinkanten eingefasst. Die klassische Friedhofsgliederung in ein rasterförmiges Wegesystem ist durch eine stetige Vergrößerung der einzelnen Quartiere nach Osten und die lineare und punktuelle Stellung von Laubbäumen in einer besonderen Form geprägt. Diese Gliederung trägt der langgestreckten Trapezform der Friedhofsgrundfläche Rechnung, hat aber auch Zeugniswert für den Umgang mit traditionellen Formen im 19. Jahrhundert und somit gartengeschichtliche Bedeutung. Die Gestaltung der Mahn- und Gedenkstätte für die Gefallenen des Ersten Weltkrieges ist bemerkenswert.
3. ↑  Die um 1880 erbaute zweigeschossige Villa mit rechtwinklig angebautem Nebengebäude steht auf einem mit originaler Einfriedung mit Natursteinsockel und schmiedeeisernen Zaunsfeldern versehenen Grundstück. Die auf annähernd quadratischem Grundriss errichtete Villa hat einen hölzernen Eingangsvorbau mit originaler Eingangstür. Die Fassade ist von einem umlaufenden, profilierten Gurtgesims, einem weit vorkragenden, markant profilierten Traufgesims sowie aufwändigen Fenstereinfassungen aus Sandstein geprägt. Die Fenster des Obergeschosses sind von konsolierten Bedachungen bekrönt. Straßenseitig findet sich mittig ein oktogonaler Erker mit darüberliegendem Austritt, darüber im Dachgeschoss eine Giebelgaupe mit zwei Fenstern. Der Bau verfügt innen über zahlreiche originale Ausstattungselemente wie original erhaltene Fußböden (Fliesen und Granitplatten), Granittreppe bis zum Obergeschoss, Türen und Rahmen, sowie schmiedeeiserner Ziergitter in der Treppenwandöffnung. Das aufgrund der erkennbaren baulichen Versätze der Geschosshöhen später angebaute Nebengebäude ist ein ebenfalls zweigeschossiger Baukörper mit einfacher Lochfassade mit teilweise vorhandenen Sandsteinstürzen und -sohlbänken, der als ehemaliger Industriebau (vermutlich für eine Bandweberei o. ä.) errichtet wurde. Im Obergeschoss, der über eine Granittreppe erreichbar ist, findet sich ein großer Saal, der vermutlich der Aufstellung von Maschinen/Webstühlen gedient hat. Aufgrund seines authentischen, homogenen Zustandes und des die industrie- und sozialgeschichtliche Entwicklung von Pulsnitz belegenden, bauzeitlichen Aussagewertes sowie der funktionalen Eigenschaften besitzt das Gebäude sowohl bau- wie auch ortsgeschichtliche Bedeutung.
4. ↑  Das zweigeschossige Fabrikgebäude wurde 1850 erbaut, die ebenfalls zweigeschossige Villa gegen Ende des 19. Jahrhunderts. Die repräsentative Villa mit Walmdach und ausgeprägtem Kniestock wurde als Klinkerbau auf einem annähernd quadratischen Grundriss erbaut und weist zweiseitig Mittelrisalite auf. Die Fassadengestaltung des auf einem Natursteinsockel ruhenden Baus ist von markanten Gliederungs- und Dekorationselementen aus Sandstein geprägt. Erdgeschoss und Obergeschoss werden durch ein umlaufendes, kräftiges Gesims getrennt. Mehrere horizontale Sandsteinbänder durchziehen die Erdgeschossfassade, das oberste Band betont mit zusätzlichem Schlussstein die segmentbogenförmigen Fenster. Im Obergeschoss schließt ein weiteres Band die rechteckigen Fenster mit kräftigem Gewände ab. Das Fabrikgebäude, das aus einem vorderen, annähernd quadratischen sowie einem hinteren längsrechteckigen Bauteil besteht, ist in gleicher Sprache wie die Villa gestaltet, er ist allerdings ein Massivbau mit Putzhaut und Putznutungen und genuteter Eckquaderung. Die durchgängig segmentbogenförmigen Fenster werden im Vorderbau durch einen aufgeputzten Sturz mit Schlussstein betont. Erdgeschoss und Obergeschoss werden durch ein kräftiges Gurtgesims getrennt. Ein weiteres, schmaleres Gesims trennt das Obergeschoss vom prägnanten Kniestock, der mit zahlreichen Belichtungen ausgestattet ist. Das bemerkenswerte Ensemble von Fabrikgebäude und Villa ist aufgrund seines gut erhaltenen, homogenen Zustandes und bauzeitlichen Aussagewertes als Zeugnis der seinerzeitigen industriellen Entwicklung von Pulsnitz sowohl von baugeschichtlicher wie ortsgeschichtlicher Bedeutung.
5. ↑  Das 1927 bis 1929 entstandene Gebäude am Fuße des Hempelberges wurde vom Bandwirkereibesitzer Rudolf Hauffe in Auftrag gegeben („in Villaform“) und durch Paul Erich Zschiesche (1892–1970) realisiert. Das kubische, flach gedeckte Gebäude aus verputztem Ziegelmauerwerk ist eines der seltenen Zeugnisse des sog. Neuen Bauens in der sächsischen Provinz und wurde im Volksmund bald „Verrücktes Haus“ genannt. Es könnte unter dem Einfluss der Stuttgarter Werkbundausstellung „Weißenhof“ entstanden sein, dies allerdings auf recht eigenwillige Weise. Den nicht ganz regelmäßigen Grundriss von etwa 18 × 10 m teilen sich ein zweigeschossiger, etwa 9m hoher und ein turmartiger Teil von ca. 11 m Höhe, der vier Zwischengeschosse aufweist. Die Höhendifferenz ergibt einen Trockenboden, von dem aus man auf eine eingezäunte Dachterrasse gelangt. An der Nahtstelle der beiden Gebäudeteile befinden sich auf der Nordseite der Eingang und dahinter das Treppenhaus. Da hier die Fensterstürze keine einheitlichen Linien bilden, entsteht der Eindruck des willkürlich Gesetzten. An der Ostseite wiederholt sich dieses, während die Südseite zum Garten sowie die Westseite größere und auch regelmäßigere Öffnungen mit Dreiteilung haben. Hier finden sich auch drei Balkons im Obergeschoss, einer um die Ecke herum gezogen, die ebenfalls Gliederungsfunktion haben. Nur zwei Wohnräume des Erdgeschosses sind über 20 Quadratmeter groß, jedoch gab es sogar für das Personal ein eigenes Speisezimmer und Bad. Bemerkenswert sind die zum großen Teil erhaltenen Zwischenwände in Form von Wandschränken. Die Decken bestehen aus vorfabrizierten Zementdielen, die in Doppel-T-Träger eingeschoben wurden, die Treppen (mit originalen Geländern) sind gegossen. Asymmetrie und eine Architektur, die nicht mehr als Masse, sondern als mit glatten Flächen umschlossener Raum erscheint, machen die Ideen des Neuen Bauens an diesem Objekt aus. Die Wand als Fläche soll einen leichten Körper hervorbringen, was formal noch durch ein Flachdach und durch nahezu bündige Fenster unterstützt wird. Konstruktiv entspräche diesem Grundgedanken eine Skelettbauweise (incl. Freier Grundrisse), die aber beim Gebäude nicht zur Anwendung kam: es hat tragende Ziegelwände.
6. ↑  Das in Ecklage stehende, zweigeschossige Wohnhaus mit Hinterhäusern, die Teil einer Näherei waren, wurde Ende des 18. Jahrhunderts erbaut. Der massive Putzbau ist auf der dem Platz zugewandten Seite siebenachsig und besitzt mittig, in einem durch eine Putzkante leicht hervorgehobenen Teil, ein großes, rundbogenförmiges Portal. Die erneuerten Fenster haben Sandsteingewände. Oberhalb des breiten, profilierten Traufgesimses erhebt sich ein Mansardwalmdach. Ursprünglich besaß der untere Dachabschnitt drei Giebelgaupen mit Löwenkopfakretorien. Nach einer Renovierung wurde das Dach ausgebaut und weiter belichtet. Seither gliedern fünf Giebelgaupen mit Segmentbogenfenstern das Dach. Zwei zusätzliche Giebelgaupen wurden ebenso auf der Straßenseite des ursprünglich dort nicht belichteten Dachgeschosses des hier fünfachsigen Gebäudes eingefügt. Der zur Ziegenbalgstraße weisende Gebäudeteil (1a) besitzt ein großes Holztor und korbbogenförmige Fenster mit Sandsteingewände. Das anschließende, viergeschossige Gebäude stammt aus dem Jahr 1850 und besitzt ein markantes Traufgesims mit Konsolen sowie Zwillingsfenster an der Straßenseite. Mit seiner prägnanten Lage und Präsenz hat das große, bauzeittypische Gebäude baugeschichtliche wie auch platzbildprägende Bedeutung.
7. ↑  Das dreigeschossige Wohn- und Geschäftshaus mit Apotheke steht in Ecklage und wurde in der zweiten Hälfte des 19. Jahrhunderts erbaut. Die Fassade zum Markt hin ist aus Sandstein und von Pilastern und Eckquaderung gegliedert. Die Fenster und der Wohnungseingang mit originaler Tür haben einen korbbogenförmigen Abschluss mit einem Schlussstein, der zugleich Binder zu einem profilierten Gurtgesims ist, das das Erdgeschoss vom ersten Obergeschoss trennt. Oberhalb der fünfachsigen Putzfassade der beiden Obergeschosse und eines profilierten Traufgesimses befinden sich zwei stehende Gaupen mit Walmdach. Seitlich zur Ziegenbalkstraße ist das Gebäude verputzt und wird nur durch ein schmales Gurtgesims zwischen Erdgeschoss und erstem Obergeschoss horizontal gegliedert. Im Erdgeschoss rechts befindet sich das sandsteingefasste Segmentbogenportal der Apotheke mit originaler Tür und einem vergoldeten Löwen im Tympanon und Inschrift „Privilegirte Apotheke“. Der Apothekeneingang und die Fenster im Erdgeschoss haben Fensterläden. Aufgrund seiner Einbindung in das Gebäudeensemble des Platzes, seiner Funktion und der bauzeittypischen Architektur als städtisches Wohn- und Geschäftshaus der zweiten Hälfte des 19. Jahrhunderts hat das Gebäude baugeschichtliche und städtebauliche Bedeutung.
8. ↑  Beschreibung und Begründung des Gartendenkmals (Ragnhild Kober-Carrière, 2014): Einfriedungszaun mit Stützmauer aus Granit und aufgesetztem Zaunsockel aus Klinkermauerwerk sowie Stabgitterzaun (blau gefasst), Tor- und Eckpfeiler aus Klinkermauerwerk, zwei Torflügel und Tür. Rechtsseitige Grundstücksgrenze mit Klinkermauer. Wertvoller alter Gehölzbestand im Vorgarten (Blaufichten, Rhododendron, Stechpalme, Saalweide) und im parkartigen Gartenteil (Rhododendrengruppe, Koniferengruppe, Blaufichten, Magnolie, Linde, Rotbuche). Im hinteren Gartenteil Obstwiese und Anpflanzungen zur rechten und hinteren Grundstücksgrenze mit Koniferen. Des Weiteren Walnussbäume, Haselnusssträucher, Flieder, Falscher Jasmin, Hartriegel. Schichtenwasserbrunnen im hinteren Gartenbereich, Regenwasserablaufrinne aus Klinkern im Garten. Drei Plastiken auf Sockelsteinen aus Kunststein (Flora, zwei Knaben als Bachus und Hermes). Von der halbrunden Terrasse, die über zwei seitliche Treppen und Türen von außen erschlossen werden kann, eröffnet sich ein weiter Blick in die, in Struktur und Farbe, fein abgestimmte Gehölzkomposition des Gartens. Gartengestaltung, in der Gartengliederung und Gehölzverwendung und im Bezug zur Villa, von herausragender Qualität. Gartenkünstlerisch ist der Garten in seinem ausgereiften landschaftlichen Stil, mit der Einbindung eines offenen Wiesenraumes (mit Resten eines Obstbaumbestandes) für die Zeit der Jahrhundertwende von besonderer Bedeutung (im hausnahen Zugangs- und Zufahrtsbereich Beeinträchtigung durch neue Pflasterung mit Betonsteinen, im hinteren Gartenbereich Neueinfügung eines künstlichen Wasserlaufes und eines Sitzplatzes).
9. ↑  Das Schloss Pulsnitz ist ein Gebäudeensemble, welches in seiner Gesamterscheinung die Architektur mehrerer Jahrhunderte widerspiegelt. Das alte Schloss Pulsnitz wird nach seinem Erbauer als Eustachius-Haus bezeichnet. Das Schloss im Stil der Renaissance wurde um das Jahr 1600 durch Eustachius von Schlieben errichtet. Die Kellergewölbe, die im Stil der Romanik erbaut wurden, stammen etwa aus der Zeit um 1200. Damals soll es an diesem Ort eine Wasserburg und eine kleine, sorbische Siedlung gegeben haben. Das Alte Schloss ist ein auf einem stumpfwinkligen Grundriss stehender, zweigeschossiger Bau mit einem Mansarddach, das später im 18. Jahrhundert errichtet wurde. Es besitzt ein repräsentatives Sitznischenportal mit den Wappen der Ursula von Carlowitz und des Hans Wolff von Schönberg. Westlich befindet sich ein niedrigeres Torhaus mit korbbogenförmigen Toren. Lediglich an die hundert Jahre war das Alte Schluss Pulsnitz Nabel des Ortes und Residenz der hier ansässigen Freiherren. Dann errichtete man das sogenannte „Neue Schloss“. Bauherr des Nachfolgebaus war Johann Georg von Maxen, der den Auftrag für das neue Schloss im Jahr 1708 gab. Nach nur zehnjähriger Bauzeit was das Barockschloss fertig gestellt. Anders als bei den meisten Schlössern wurde das ursprüngliche Schloss nicht abgerissen, sondern blieb erhalten. Das Neue Schloss ist ein langgestreckter Baukörper von neun Achsen mit zurückhaltender Außengliederung mit Pilastern und Kartuschen. Der mit stilisierten Füllhörnern und Festons dekorierte Mittelrisalit hat einen vorgebauten Eingangsbereich und schließt mit einem breiten Dreiecksgiebel ab. Das Mansardwalmdach hat einen mittigen, kleinen, viereckigen Uhrenturm, der ebenso wie eine Veranda von Georg Heinsius von Mayenburg 1904 entworfen wurde. Weiterhin gehören zu der Anlage zwei Ergänzungsflügel aus dem späteren 19. Jahrhundert, Umfassungsmauern mit einer Einfahrt aus Bruchstein, ein Gärtnerhaus und ein Gewächshaus sowie ein Brunnen im Schlosshof. Besonders bemerkenswert ist der im französischen Stil gestaltete Schlosspark mit Schlossteich, Laubengang, alten Gehölzen und Sandsteinvase. Die Pulsnitzer Schlösser dienten in der Vergangenheit häufig als Ort historischer Zusammenkünfte. So traf z. B. zur Zeit der Napoleonischen Kriege Zar Alexander I. während der Kampfhandlungen mit dem preußischen König Friedrich Wilhelm III. zusammen. Heute beherbergen die Räumlichkeiten eine Klinik für Neurologische und Neurochirurgische Rehabilitation. Aufgrund seiner einheitlichen Gesamtwirkung, der Historie seiner nachvollziehbaren Bauzeiten, der Ausstattungen und des Parks hat die Schlossanlage bedeutende baugeschichtliche, baukünstlerische, regionalgeschichtliche und ortsbildprägende Bedeutung.

Beschreibung und Begründung des Gartendenkmals (Ragnhild Kober-Carrière, 2014):
Es ist davon auszugehen, dass es einen Renaissancegarten gab, bevor 1712–1718 das barocke Schloss unter Johann Georg von Maxen erbaut wurde. Die Gartenanlage wurde in einen Barockgarten umgestaltet. Das war der Anlass, die bis heute erhaltenen Laubengänge aus Hainbuchen zu pflanzen. Es folgte eine spätbarocke Überformung und schließlich die Anlage landschaftlicher Partien, wobei die Uferlinie des Schlossteiches geformt, die Halbinsel aufgeschüttet und der Uferweg gebaut wurde. Ende des 19. Jahrhunderts erfolgte die Gestaltung des Schlossparks im Pücklerschen Sinn mit weiträumigem, landschaftlichem Charakter (geschwungene Wege im Osten, große Wiese mit Baumgruppen im Süden). 1904/05 wurde das Schloss erweitert. Eine überdachte Terrasse wurde am westlichen Schlossgiebel angefügt. Anfang des 20. Jahrhunderts ist die Lindenallee zum östlichen Zugang des Schlosses gepflanzt worden. Außerdem begann man mit der Anpflanzung immergrüner Gehölze im Park. 1930 sind umfangreiche Rhododendrenpflanzungen vorgenommen worden. Die Anlage teilt sich heute in fünf Bereiche: der begrünte Hofbereich umgeben von Teilen dreier Schlossanlagen (1), die barocke Parterreanlage mit Laubengängen (2), der Landschaftspark (3), die Gärtnerei (4), der Schlossteich mit Damm (5). Bemerkenswert ist der 250 m lange Laubengang aus Hainbuchen, der das ursprüngliche Parterre an einer Längsseite begrenzt und darüber hinaus bis zur Halbinsel geführt ist. Im Wegekreuz des Parterres befindet sich ein von hohen Hainbuchenhecken umgebenes Rondell. Wo bis 1945 ein barockes Fontänenbecken lag, bildet heute hier den Mittelpunkt eine barocke Vase. Am Ende der Längsachse steht ein Lindenpaar als Eingang zu dem, den Gartenraum abgrenzenden Laubengang. Der Landschaftspark des 19. Jahrhunderts ist geprägt durch eine landschaftliche Bodenmodellierung, eine weite Wiesenfläche und malerische Baumgruppen. Von der Halbinsel und dem Dammweg des Schlossteiches ergeben sich vielfältige Blickbeziehungen über den Teich (zum Teil wieder freizustellen). In Schlossnähe wird der Gehölzbestand von alten Rhododendrenbeständen bestimmt. Eine Gartenmauer aus Bruchsteinmauerwerk grenzt die Anlage nach Osten und Süden ab. Die bis heute erhaltenen Grundstrukturen aufeinanderfolgender Gestaltungsphasen lassen deutlich die geschichtliche Entwicklung der Garten- und Parkanlage ablesen. Die Großzügigkeit des barocken Gartenraumes und die Weiträumigkeit von Landschaftspark und Schlossteich mit Insel und Dammweg bestimmen die Gesamtanlage. Sie sind von gartenkünstlerischer und landschaftsgestaltender Bedeutung. Die Laubengänge sind Zeugnisträger der Gehölzverwendung und -pflege einer barocken Anlage und haben Seltenheitswert.
10. ↑  Im 16. Jahrhundert entstand das 1. Rittergut aus einem bereits 1432 erwähnten Vorwerk. 1642 erfolgte die Verlegung des Gutssitzes aus Nieder- nach Oberlichtenau durch Jost von Schönberg. 1724 ließ Christian Gottlieb Graf von Holtzendorff (1669–1755) ein neues Schloss errichten. Im Zuge der Umgestaltung entstanden die Wirtschaftsgebäude und der barocke Garten, von dem die Bereiche im Süden und Norden des Schlosses erhalten geblieben sind. 1831 erfolgte die Zerstörung des Boskettareals unter Franz Thadäus von Zakrzewsky und eine Pflanzung von Obstgehölzen.
Der Gutspark gliedert sich in folgende Bereiche und Elemente: Lindenallee im Norden, außerhalb des Parks (1), Zufahrt und Eingangstor im Norden an der Großnaundorfer Straße (2), Bassin „Spiegelsee“ mit beidseitigen Lindenalleen und Skulpturengruppe „Neptun mit Nymphe“ (3), Schlosshof mit Wirtschaftsgebäuden und Parterre mit elf von einst zwölf Kinderskulpturen (1720–1750, Geschenke von Freunden des Grafen), in der Mitte Statue des Bachus sowie zwei große Sandsteinvasen (4), im Süden des Schlosses spätbarockes Parterreensemble in drei Ebenen mit Treppenanlagen zwei Brunnen, Skulpturen und Vasen (5), überplante Wasserachse mit ehemaligem Broderieparterre als landschaftliche Anlage im Westen des Herrenhauses (6), Boskettbereich mit Resten der barocken Struktur wie Sternplatz von Buchen umstellt, Buchenreihe, ehemaliger Gartensaal („Hippodrom“) von Linden umstellt mit ehemaligem Wasserbecken (7) Bereich der ehemaligen Wasserkaskade an der Nordgrenze (8) landschaftlicher Parkbereich im Südwesten (9) sowie die Einfriedungsmauer mit zwei Toren auf der Südseite des Gutsparks.
Die die Gartenanlage prägenden Parterrebereiche sind in der Schlossachse (Nord-Süd-Achse) erhalten. Die Lindenalleen außerhalb des Parks und am Bassin wurden nach 1945 nachgepflanzt. Die im 19. Jahrhundert gepflanzten und Anfang des 20. Jahrhunderts mit einem Kronenrückschnitt versehenen, heute hoch aufgewachsenen Bäume auf den Terrassen des Südparterres haben eine starke raumprägende Wirkung, die als landschaftliche Überformung dieses Bereiches anzusprechen ist. Auffällig ist der Südostbereich des Gutsparks im landschaftlichen Stil, dessen Fläche auf dem erhaltenen barocken Gartenplan, noch ausgespart ist. Der sich ihr im Süden anschließende Wiesenhangbereich, auf dem begonnen wurde, wieder, wie im 19. Jahrhundert, Obstbäume anzupflanzen, ist als Spielanlage (Langschieben), Wasserkaskade und ehemaliges Broderieparterre verloren gegangen. Im Boden sind Reste zu vermuten. Interessant sind die Boden- und Gehölzstrukturen im ehemaligen Boskettbereich, die die verschiedenartig ausgeformten Plätze mit ihren Wegeverbindungen der barocken Gestaltungsphase noch erahnen lassen. Eine Treppe, die in einer Querachse der Hauptachse zum Boskettbereich hinaufführt und durch Wege mit dem Sternplatz verbunden ist, und eine Treppe, die am Hippodrom erhalten blieb, zeigen mit diesen beiden Plätzen heute noch deutlich Terrassierungen und Wegeanbindungen des Bosketts. Selbst kleinteilige Platz- und Wegestrukturen sind zum Teil noch im Bodenrelief ablesbar. Drei Toranlagen mit ihren Pfeilern aus verputztem Mauerwerk und Sandsteinaufsätzen sowie die nördliche Parkmauer aus Bruchsteinmauerwerk blieben erhalten. Im Südbereich zeugen Baumpflanzungen von einer landschaftlichen Erweiterung und Überprägung des 19. Jahrhunderts. Als Verlust ist der im Westen liegende überbaute Streifen zu benennen. Die Gesamtanlage trägt von einer, über 300 Jahre erhaltenen barocken Gartenstruktur Zeugnis. Ihr Reiz liegt in der räumlichen Gliederung und dem Wechsel von offenen und geschlossenen Parkräumen sowie in der Höhenstaffelung der Anlage. Die bis heute ablesbare barocke Grundstruktur des Gartens, die durch die Schaffung von Ebenen geschickt in die Geländesituation gefügt wurde, macht den besonderen gartenkünstlerischen Wert des Gutsparks von Oberlichtenau aus.
11. ↑  
  - Herrenhaus: repräsentativer Baukörper, rechteckiges Gebäude mit abgewalmtem Satteldach, dreiachsigem Mittelrisalit mit Dreiecksgiebel an Hof- und Gartenseite, innerhalb des Risalites nochmalige Betonung der Mitte durch Eingang und darüberliegendem Balkon, weitgehend originale Kubatur und Proportionen erhalten, ebenso die herkömmliche Grundrissgliederung, im Innern originales Treppenhaus mit geschwungener Treppe, im Erdgeschoss Gartensaal, im Obergeschoss Barocksaal erhalten
  - Kavaliershäuser: im rechten Winkel zum Schloss platziert flankieren sie als eingeschossige Flügelbauten den Ehrenhof, rechteckige Gebäude mit ebenso betonter Fassadenmitte (hochgezogener Dachausbau mit Zeltdach), ansonsten authentische Kubatur und Proportionen, symmetrische Gliederung
  - Skulpturen: im französischen Parkteil, der als Rokokogarten ausgeprägt ist, befinden sich am Ufer des Schlossteiches zwei zum Teil ruinöse Brunnenfiguren der Flussgötter (evtl. Neptun und eine Nymphe, vielleicht seine Angetraute Amphitrite), Entstehungszeit 1. Hälfte 18. Jahrhundert, wohl um 1730, Künstler selbst unbekannt, wahrscheinlich sächsisch, mit großer Wahrscheinlichkeit nicht aus engerem Umkreis der Zwinger-Bildhauer Balthasar Permoser, Johann Benjamin Thomae und Johann Christian Kirchner, Köpfe beider Skulpturen 1935 noch auf den Figuren, wohl nach 1945 abgeschlagen, vielleicht im Teich (?), im Ehrenhof vor dem Schloss eine Sandstein-Bacchusstatue, umgeben im Kreis von zwölf Kindern (Genre-)figuren, hinter dem Schloss befindet sich Gartenteil mit Treppenanlagen, dort ebenfalls zwei Figuren und zwei Büsten auf Sockeln erhalten, die zu originaler Ausstattung des Parks gehören, alle Figuren unter Einfluss B. Permosers entstanden, nach 1720
  - Einfriedung: zum Teil verputzte Natursteinmauer, die das Schlossarsenal weitläufig umrahmt (vgl. Kartierung), fünf Tore erhalten, die jeweils durch gemauerte Pfeiler mit zapfenförmigen Aufsätzen ausgebildet sind, (Haupteingangstor: zwei Pfeiler, Aufsatz des einen Pfeilers zurzeit verloren; Gartentor: vier Pfeiler mit Aufsätzen, komplett erhalten; Gartentor: zwei Pfeiler mit Aufsätzen, vollständig erhalten; Nebentor am Gartenparterre: zwei Pfeiler mit vasenförmigen Aufsätzen, komplett erhalten; Nebentor an der westlichen Parkbegrenzung zum Wirtschaftshof: zwei Pfeiler vollständig erhalten)
  - Brauereikeller: authentische Kubatur und Proportionen erhalten, historische Aussagekraft in Zusammenhang mit Schlosskomplex
  - Gärtnerei: einzeln stehende Gebäude, massiver Putzbau mit Zierlisenen und Klinkerblendbögen über den Fenstern, Kubatur, Proportionen, Fassadengliederung erhalten
  - Ehemaliger Wirtschaftshof ist mittlerweile durch verschiedene Eigentümer stark untergliedert, hat keinen einheitlichen Charakter mehr und damit inhaltlichen und formalen Bezug zum Schlosskomplex verloren. Durch teilweise neue Wohnbebauung auf dem Areal des Wirtschaftshofes ursprüngliche Aussagekraft verunklärt, nicht in Sachgesamtheit einbezogen.